# Polynésie française
Pour les articles homonymes, voir PF.
Pour les territoires polynésiens français qui ne font pas partie de la collectivité nommée « Polynésie française », voir Wallis-et-Futuna.
La Polynésie française (en tahitien : Pōrīnetia farāni) est une collectivité d'outre-mer (plus spécifiquement pays d'outre-mer ou POM) au sein de la République française (code 987), composée de cinq archipels regroupant 118 îles dont 76 sont habitées : l'archipel de la Société avec les îles du Vent et les îles Sous-le-Vent, l'archipel des Tuamotu, l'archipel des Gambier, les îles Australes et l'archipel des Marquises. Les Polynésiens la désignent par le terme fenua, mot signifiant « le pays » en tahitien. Elle est située dans le Sud de l'océan Pacifique, à environ 6 500 km à l'est de l'Australie. Elle inclut aussi les vastes espaces maritimes adjacents. La Polynésie française, « pays d'outre-mer » français, est un territoire non autonome relevant de l'article 73 de la Charte des Nations unies.
Les premiers habitants de ces îles, des Austronésiens, proviennent selon toute vraisemblance de migrations en provenance d'Asie du Sud-Est vers l'an 300 ou peu avant (Ier siècle pour les Marquises). La rencontre avec les navigateurs européens se produit à la fin du XVIIIe siècle. La France impose progressivement son protectorat, à compter de 1842, contrant ainsi l'influence britannique et marginalisant progressivement les autochtones, acculturés et soumis à un statut subalterne.
Les indigènes polynésiens accèdent au droit de vote en 1946 et disposent d'un premier gouvernement local depuis 1957 et renouent progressivement avec leur propre culture : les langues polynésiennes finissent par retrouver toute leur place dans les écoles en 1977. La Polynésie française est devenue aujourd'hui un pays d'outre-mer, bénéficiant d'une large autonomie par rapport au gouvernement métropolitain. Son axe principal de développement demeure le tourisme, qui repose sur le riche patrimoine naturel et culturel du pays et de sa population, dont une partie s'autodésigne comme Maōhi nui.

## Histoire

### Peuplement des cinq archipels par les Polynésiens
L'hypothèse généralement retenue à l'heure actuelle est celle d'un peuplement de la Polynésie à partir du Sud-Est asiatique.
Durant le IIIe millénaire av. J.-C., des habitants du littoral de la Chine du sud, locuteurs des langues formosanes, cultivateurs de millet et de riz, commencent à traverser le détroit pour s'installer à Taïwan. Vers le IIe millénaire av. J.-C., des migrations ont lieu de Taïwan vers les Philippines. De nouvelles migrations commencent bientôt des Philippines vers Sulawesi et Timor et de là, les autres îles de l'archipel indonésien, important avec elles leur langue. Vers le XVe siècle av. J.-C., un autre mouvement mène des Philippines en Nouvelle-Guinée et au-delà, aux îles du Pacifique. Les Austronésiens sont vraisemblablement les premiers navigateurs de l'histoire de l'humanité. Les premières îles atteintes sont probablement les îles Marquises au IIe siècle, puis les îles de la Société vers 300 de notre ère. Les Polynésiens auraient alors depuis cette base essaimé vers l'île de Pâques (500), Hawaï (900) et la Nouvelle-Zélande (1100).
En 2010, une expédition sur une pirogue simple à balancier et à voile, a retracé en sens inverse le chemin de peuplement, de Tahiti à l'Asie.

### DuXVIeauXVIIIesiècle
À partir de 1521, date à laquelle Magellan découvre fortuitement Puka Puka (sans doute une des deux îles Infortunées), les Européens explorent progressivement la Polynésie orientale aux XVIIe et XVIIIe siècles.
Tahiti n'est découverte par les Européens qu'en 1767 par le Britannique Samuel Wallis, suivi en 1768 par Bougainville et par Cook en 1769.
La fin du XVIIIe siècle est marquée par la promotion de Pōmare Ier, un chef de Tahiti qui, allié aux Anglais, fonde la lignée des Pomare, et par l'implantation à Moorea de missionnaires britanniques de la London Missionary Society qui débarquent le 5 mars 1797.

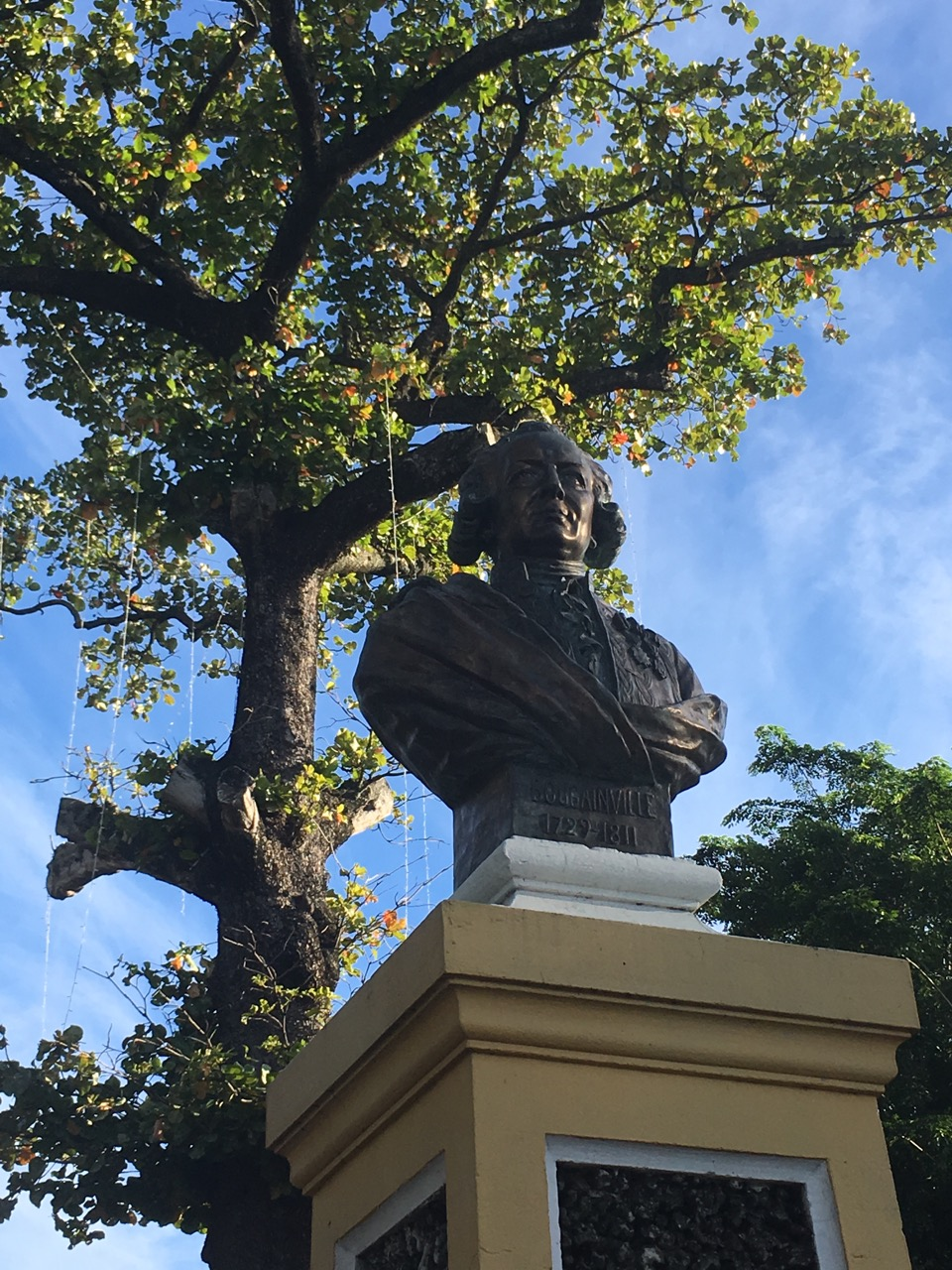
Buste de Bougainville à Papeete.

### XIXesiècle
Au début du XIXe siècle, les îles de la Société sont converties au protestantisme, sous l'égide de la dynastie des Pomaré régnant sur le royaume de Tahiti (1790-1880), tandis que des missions catholiques françaises s'implantent aux Gambier et aux Marquises dès les années 1830.
Les années 1840 sont marquées par le début de l'implantation coloniale française, d'abord aux Marquises puis à Tahiti, où, au terme de la guerre franco-tahitienne (1844-1847) la reine Pōmare IV doit finalement accepter le protectorat français établi en 1843. En 1880, le roi Pōmare V accepte de céder son royaume de Tahiti à la France.
La cession à la République française du royaume tahitien est ratifiée par la loi du 30 décembre 1880 qui donne la nationalité française de plein droit à tous les sujets du roi Pomare. Avec la citoyenneté française, les habitants ont le droit de vote, ce qui était rarement le cas pour les indigènes des autres colonies françaises, simples sujets français.
En 1881, Tahiti prend le nom de colonie des Établissements français de l'Océanie (EFO) et le commandant est remplacé par un gouverneur désormais assisté du directeur de l'intérieur (ex-directeur des affaires indigènes), du chef du service judiciaire et du conseil d'administration. À partir de cette date, les gouverneurs ne sont plus des officiers, ce sont des hauts fonctionnaires civils. Les îles encore indépendantes sont intégrées aux EFO de 1887 à 1901, notamment : les Tuamotou, Rapa et les îles Gambier en 1882, puis les îles Sous-le-Vent en 1898.

### XXeetXXIesiècles
Des habitants des Établissements français de l'Océanie (EFO) participent aux combats de la Première Guerre mondiale avec le bataillon du Pacifique ; parmi eux le futur chef du mouvement anticolonialiste, Pouvanaa Oopa. Mais il faut attendre la fin de la Seconde Guerre mondiale pour qu'une évolution sensible ait lieu.
En 1940, les EFO rallient la France libre et un nouveau bataillon du Pacifique est formé. En 1942, l'armée américaine installe une base militaire sur l'île de Bora-Bora dans le cadre de l'opération Bobcat. Accueillant jusqu'à 6 000 soldats, cette base métamorphose l'archipel.
En 1946, la constitution de la IVe République établit l'Union française : les EFO passent du statut de colonie à celui de territoire d'outre-mer et le droit de vote est accordé aux habitants. Le mouvement anticolonialiste se structure dans les années 1945-1949 : en 1949, Pouvanaa Oopa est élu député et fonde le RDPT, parti autonomiste, qui domine la vie politique dans les années 1950, malgré la formation de l'Union tahitienne de Rudy Bambridge, parti attaché au maintien de la souveraineté française.
En 1957, les EFO prennent le nom de « Polynésie française » et bénéficient d'un statut plus autonome grâce à la loi-cadre Defferre. Pouvanaa Oopa devient ainsi le premier vice-président, et chef d'un gouvernement d'élus locaux. L'assemblée est dotée de compétence accrue. Le gouverneur demeure cependant le président de celle-ci. Mais l'installation de la Ve République en mai 1958 entraîne une forme de mise au pas, avec un renforcement des pouvoirs du gouverneur au détriment du gouvernement local. L'arrestation de Pouvanaa Oopa le 11 octobre 1958, bafouant son immunité de député, condamné à 8 ans de prison et à 15 ans d'exil, est le point d'orgue de cette reprise du pouvoir par l'État central.
À partir de 1962, et consécutivement au référendum sur l'autodétermination de l'Algérie de janvier 1961, la Polynésie française entre dans une ère nouvelle : celle de l'installation du Centre d'expérimentations du Pacifique (CEP) qui amène plusieurs milliers de militaires et de techniciens dans le territoire, à Moruroa, Fangataufa, Hao, mais aussi à Papeete qui connaît de surcroît un afflux de populations polynésiennes. En 1963, l'Église évangélique de Polynésie française devient autonome.
Dans les années 1970, deux questions d'ailleurs liées sont essentielles : celle du statut du territoire et celle des effets d'essais nucléaires commencés en 1966. La France a mené 46 essais nucléaires atmosphériques en Polynésie entre 1966 et 1974, suivis de plus de 150 essais souterrains. L'Union tahitienne (Rudy Bambridge, puis Gaston Flosse), ralliée au parti gaulliste (UNR, UDR puis RPR) défend les positions gouvernementales tandis que le RDPT est plus contestataire : il est d'ailleurs dissous en 1963, ce qui amène la création du Pupu Here Aia en 1965 (John Teariki). Une nouvelle personnalité politique apparaît en 1965 : Francis Sanford, avec le parti E'a Api, qui adopte une orientation autonomiste. La mesure d'exil à l'encontre de Pouvanaa Oopa est levée en 1968, il est accueilli triomphalement à Papeete et devient sénateur en 1971 pour le Pupu Here Aia.
Au cours des années 1970, en pleine renaissance culturelle polynésienne, apparaissent des formations plus nettement indépendantistes, notamment le parti créé par Oscar Temaru (FLP/Tavini Huiraatira). Un premier changement de statut a lieu en 1977 (autonomie de gestion), complété en 1984 (autonomie interne). En ce qui concerne les essais nucléaires, devenus souterrains en 1975, ils sont suspendus en 1992, mais une reprise a lieu en 1995-1996, puis le démantèlement du CEP est décidé.
Dans les années 1990 et 2000, la vie politique est structurée autour de deux partis : Tavini Huiraatira (Oscar Temaru) et Tahoeraa Huiraatira (Gaston Flosse).
De 1991 à 2004, Gaston Flosse règne sans partage. Il met en place un vaste réseau de propagande au service de son parti, le Tahoeraa Huiraatira. La justice lui a ainsi reproché d'avoir fait signer des « contrats cabinets » à des militants du parti, mis à la disposition de communes, de fédérations sportives, d'une radio, de syndicats ou de services sociaux. Il est condamné le 4 octobre 2011 à ce titre par le tribunal correctionnel à quatre ans de prison ferme. Il développe également un service de sécurité (Groupement d'intervention de la Polynésie) de plusieurs centaines d'hommes, et un service de renseignement (Service d'études et de documentation - SED). Il a été condamné en appel le 28 octobre 2010 pour avoir entrepris « une entreprise de destruction systématique » des documents du SED. Il a fait également l'objet de diverses condamnations pour détournement de fonds publics, certaines procédures étant encore en cours en 2012.
En 2004, plusieurs formations se regroupent autour du Tavini et forment l'UPLD. De 2004 à nos jours une période d'instabilité chronique s'ouvre : treize gouvernements se succèdent entre 2004 et 2011, mais seulement trois hommes occupent la place de président : Gaston Flosse, Oscar Temaru et Gaston Tong Sang.
La loi du 5 janvier 2010, dite « loi Morin », sur la reconnaissance des victimes des essais nucléaires français en Polynésie française et au Sahara algérien, reconnaît de façon historique et officielle les dommages sanitaires causés par les expérimentations nucléaires. Cependant le premier décret d'application se révèle rapidement trop restrictif et le président de la république prend l'engagement début 2011 de publier un nouveau décret élargissant les zones géographiques et la liste des maladies éligibles.
Le 5 septembre 2014, Gaston Flosse, rattrapé par des affaires judiciaires qui ont émaillé sa carrière politique, définitivement condamné, et n'ayant pu obtenir une grâce présidentielle, se voit signifier son inéligibilité pour trois ans. Il perd ainsi ses mandats locaux.
En 2022, les demandes d'indemnisation des victimes des essais nucléaires ont explosé, avec 50 % de nouveaux dossiers par rapport à l’année précédente. En mai 2023, l'INSERM publie une étude selon laquelle les essais nucléaires ont bien eu un impact sur les cancers de la thyroïde. En octobre 2023, Hina Cross, la représentante du Tavini à l'Assemblée de la Polynésie française, affirme dans une émission diffusée sur France Télévisions : « C'est à nous, malades polynésiens, d'essayer de prouver qu'on est malade [...] On est toujours dans un semblant de reconnaissance mais avec beaucoup d'hypocrisie [...] Je trouve ça dégueulasse que ce soit l'État français qui ait à juger de son propre crime ».
Début décembre 2024, Hachette Pacifique, principal distributeur de la presse nationale à Tahiti, annonce son intention de cesser son activité à partir du 1er janvier 2025, arguant d'un manque de rentabilité. Sans l'activité de Hachette Pacifique, les buralistes et libraires de Polynésie française ne pourront plus proposer que la presse locale.

## Géographie

Carte topographique de la Polynésie française.

La Polynésie française comprend environ la moitié des eaux marines françaises (5 millions de kilomètres carrés) et plusieurs groupes d'îles et d'atolls dont la plus importante et la plus peuplée est Tahiti.
Rapportée à l'Europe, la Polynésie française révèle son immensité. En plaçant l'île de Tahiti au niveau de Paris, Hatutu (l'île la plus « septentrionale » de Polynésie française dans l'archipel des Marquises) se situerait à Ålberga en Suède. Mangareva (l'île la plus « orientale » de Polynésie française dans l'archipel des Gambier) se situerait à Prekopčelica en Serbie.
Rapa (l'île la plus « méridionale » de Polynésie française dans les îles Australes) se situerait en mer Tyrrhénienne au sud-est de la Sardaigne au large du phare de Capo Ferrato.
Et Manuae (l'île la plus « occidentale » de Polynésie française et des îles Sous-le-Vent dans l'archipel de la Société) se situerait dans la Manche au sud-ouest des Cornouailles anglaises au large du cap Lizard.
Le domaine maritime et la zone économique exclusive (ZEE) s'étendent bien au-delà de ces îles et couvre environ 5 500 000 km2, soit près de 40 % de la ZEE française.

### Îles et atolls
Les îles de la Polynésie française sont issues de l'activité volcanique, soit d'un âge proche de la plaque sur laquelle ils reposent (50 à 60 millions d'années, c'est le cas des soubassements de l'archipel des Tuamotu), soit de points chauds. Du fait du mouvement de la plaque océanienne (qui se déplace vers le nord-ouest), le point chaud restant, lui, fixe, des chapelets d'îles peuvent ainsi se former. Ainsi le point chaud de la Société, qui a donné naissance aux deux volcans de Tahiti, n'est qu'à 85 kilomètres au sud-est de Tahiti. Ces massifs volcaniques s'érodent, s'enfoncent progressivement (du fait de leur poids et du phénomène de subsidence), jusqu'à disparaître de la surface.
La seule trace visible en est alors le récif corallien, s'il a pu se développer, dont la croissance continue compense l'affaissement du support : les îles sont alors appelées atolls, par opposition aux îles hautes qui, elles, sont montagneuses. Le passage du stade de volcan île haute à atoll ne prendrait que quelques millions d'années.
Un grand nombre d'atolls, à la surface émergée très réduite, sont inhabités, ou seulement utilisés pour la pêche et la culture perlière.
Les très nombreux atolls des Tuamotu rendent la navigation dangereuse dans la région, et sont célèbres pour les échouages qu'ils provoquent. Leur lagon est alimenté en eau océanique par quelques passes (des ruptures de la barrière corallienne peuvent être les traces d'anciennes rivières), et les profonds cratères offrent des eaux très froides et limpides contrastant avec les eaux chaudes des faibles fonds des plateaux lagunaires, qui abritent une faune et une flore marines riches. Par contre, sur les parties émergées, le manque ou parfois l'absence totale d'eau douce ne permet qu'une flore terrestre très pauvre, et ces atolls souvent très désolés ne sont peuplés que de crustacés et servent de refuges aux oiseaux.
À Tahiti, la plus grande île, les vestiges des deux volcans continuent à culminer à des hauteurs importantes (2 241 m pour l'Orohena, le plus haut sommet de Polynésie française) entourés de larges vallées et plaines alluvionnaires fertiles et sur les flancs desquelles se sont formés par endroits des massifs coralliens. Les côtes, protégées par les massifs coralliens sont faiblement érodées par la mer, en raison d'un très faible marnage, et offrent de longues plages basaltiques.
Tahiti et les autres îles du Vent voisines sont situées sur un point où l'amplitude de la marée est nulle, sauf en début d'été austral (pleine lune de la Toussaint).
Il permet la culture des perles en eaux peu profondes sur les atolls polynésiens. Il permet aussi l'installation de bungalows hôteliers dans les lagons aux eaux limpides. Le très court plateau confère à la houle océanique une puissance qui engendre de remarquables rouleaux près des plages, ce qui en fait un paradis pour les surfeurs.
En revanche, aux îles Marquises, dont la formation géologique est ancienne (50 millions d'années), les structures volcaniques sont fortement érodées et offrent un paysage montagneux abrupt, constellé de vallées étroites aboutissant à des plages courtes aux eaux profondes.

### Climat
Du fait de la situation dispersée des différents archipels sur plusieurs centaines de kilomètres, entre le 8e et le 27e degré de latitude sud, la Polynésie française ne peut pas être résumée à une seule zone climatique.
Ainsi, le nord de l'archipel des Marquises connaît plutôt un type de temps tropical aride alors que le sud de l'archipel des Australes est plutôt soumis à un type de temps des moyennes latitudes. Deux grandes saisons se distinguent :
- de novembre à avril, une saison dite « chaude » ou été austral (humidité élevée) ;
- de mai à octobre une saison dite « fraîche » ou hiver austral (humidité moindre).

De façon très schématique, il est possible de distinguer trois types de temps :
- les alizés, vents d'Est, tant en saison chaude qu'en saison fraîche ;
- les épisodes de perturbations pouvant évoluer en dépression tropicale, parfois très vigoureuse, atteignant à l'extrême le caractère cyclone. Ce type de temps est caractéristique de la saison chaude (décembre à mars). Ces dépressions apparaissent sur les eaux chaudes de l'océan ;
- les perturbations d'ouest sur les Australes, sud Tuamotu et Gambier. Ces archipels sont d'ailleurs régulièrement concernés par des vents forts, liés aux dépressions subtropicales associés à ces fronts froids. Enfin, il convient de souligner qu'à l'arrière de ces perturbations d'ouest, sous la poussée d'un anticyclone (en général celui de Kermadec), peut naître un type de temps particulier le « mara'amu ».

### Risques naturels (cyclones et tsunamis)
Tous les archipels sont soumis au risque cyclonique, à l'exception des Marquises. Le dernier cyclone, Oli, a frappé l'île de Tubuai en 2010.
L'onde d'un séisme peut générer un risque de tsunami. Le séisme du 22 mai 1960 au large des côtes chiliennes a entraîné des vagues aux Marquises de 7 à 10 m, elles ont été plus limitées dans les autres archipels. Ainsi, le centre-ville de Papeete aurait été inondé par une vague d'environ un mètre. Un dispositif d'alerte ad hoc est en place sur chaque île.

### Impact du réchauffement climatique
L'analyse des températures indique que le climat polynésien s'est réchauffé au cours de ces dernières décennies. Du fait du dérèglement climatique, la Polynésie française connaîtra plus de sécheresses et de submersions marines.

## Patrimoine naturel

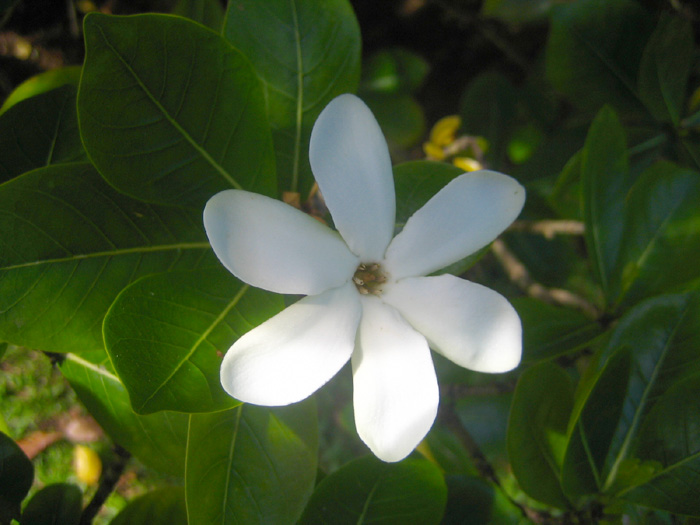
La tiare Tahiti est l'emblème territorial de la Polynésie française.

Du fait de l'isolement biogéographique et des faibles surfaces des îles, la flore et la faune indigènes terrestres de Polynésie sont relativement limitées en nombre d'espèces, mais le taux d'endémisme y est très élevé. À l'inverse, la biodiversité marine est très élevée avec un endémisme plus modéré. Les îles hautes de la Société abritent la plus haute biodiversité marine du fait de la conjugaison du lagon, du milieu récifal, et de milieux saumâtres.
La Polynésie française est la collectivité d'outre-mer comportant le plus grand nombre d'espèces animales et végétales déjà éteintes ou menacées. Face à cette situation, le droit polynésien s'est enrichi, depuis la délibération de 1995 sur la protection de la nature, d'un véritable statut pour les espèces protégées. Il figure aujourd'hui aux articles L.P. 100-1 et suivants du Code de l'environnement de la Polynésie française et établit des listes d'espèces animales ou végétales protégées en fonction de divers intérêts. Pour bénéficier d'une protection, une espèce doit être en danger, vulnérable, rare ou d'intérêt particulier.
La Polynésie française s'est engagée, via un « plan d'action relatif à la stratégie nationale pour la biodiversité », à « mettre en place une brigade verte », à « assermenter des agents pour réprimer les infractions » et à « responsabiliser la sphère publique ». Pour ce qui concerne plus spécifiquement les espèces protégées, le plan prévoit d'« assurer le financement de la protection », « la protection des espèces les plus menacées (faire une liste des espèces les plus menacées et réaliser une cartographie) » et d'établir des plans de conservation. De plus, les contrevenants qui s'exposaient autrefois, pour la destruction d'espèces protégées, à de simples amendes (de 1 500 euros maximum), risquent depuis la « loi du pays » du 6 février 2008, une peine d'emprisonnement de trois mois et/ou une amende de plus de 8 000 euros.
En 2016, la Polynésie française a annoncé la création de Taini Atea : une aire de gestion sur toute sa zone économique exclusive, soit 5 000 000 km2 (près de la moitié de la surface de l'Europe), qui sera gérée selon le système juridique traditionnel Rāhui.

### Flore de Polynésie
Avant l'arrivée des Européens, la Polynésie était pauvre en fleurs comme en autres espèces végétales mais avec une diversité génétique probablement élevée en raison des effets d'insularisation biogéographique ; le pua (Fragrea berteriana) ou tiare Tahiti, devenu emblème territorial de la Polynésie française, avec une variété d'hibiscus ('aute) sont les plantes à fleur qui dominent. La « fleur de Tiaré » a été décrite par Georg Forster, le naturaliste de la seconde circumnavigation de James Cook, qui l'a confondue avec Gardenia florida. Un premier échantillon a été recueilli et ramené en Europe par Dumont d'Urville en 1824. La macération de fleurs fraîches de Tiaré Tahiti dans de l'huile raffinée de coprah donne le monoï, très utilisé pour le soin des cheveux et de la peau par les Polynésiens.

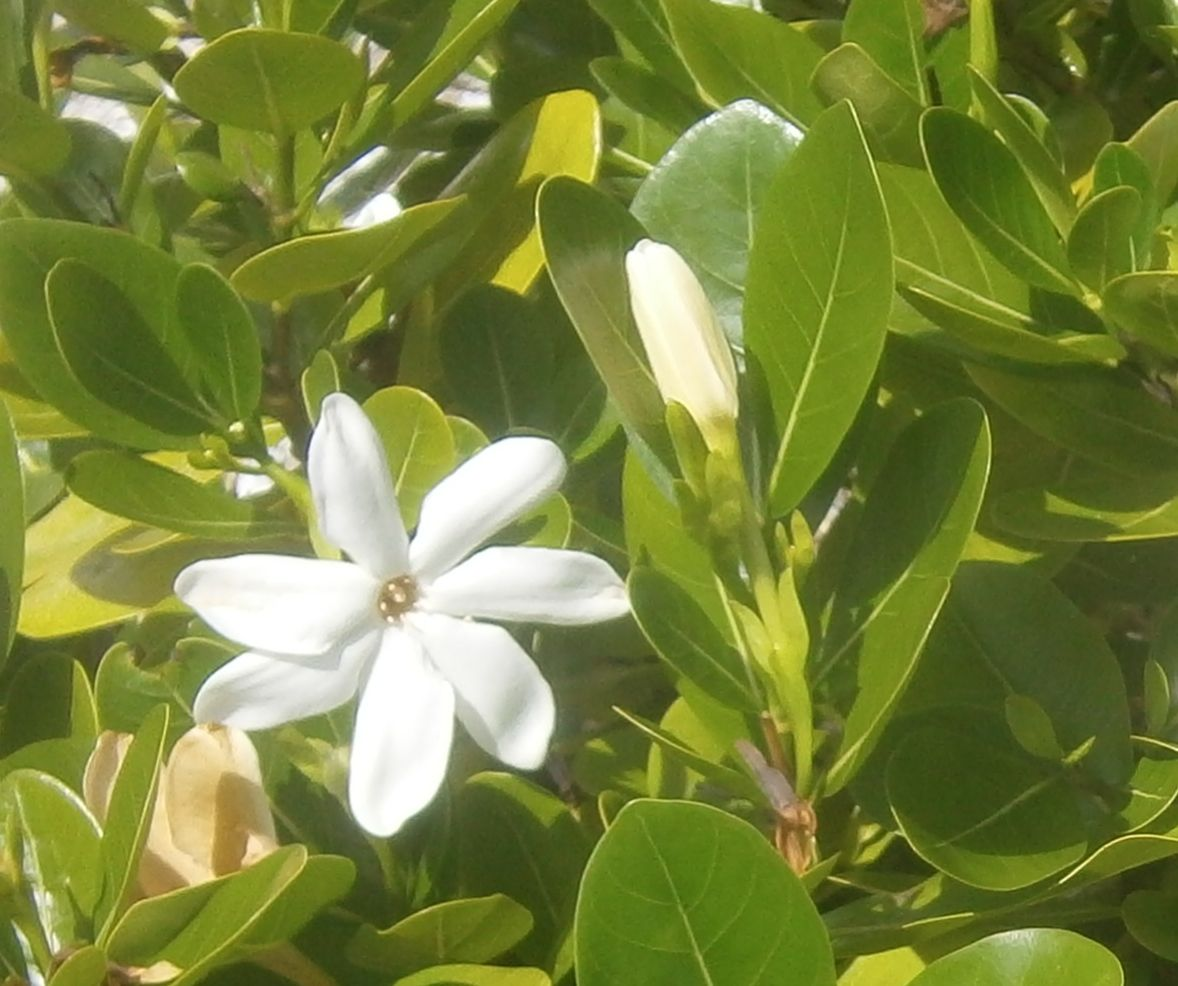
Tiaré tahiti.
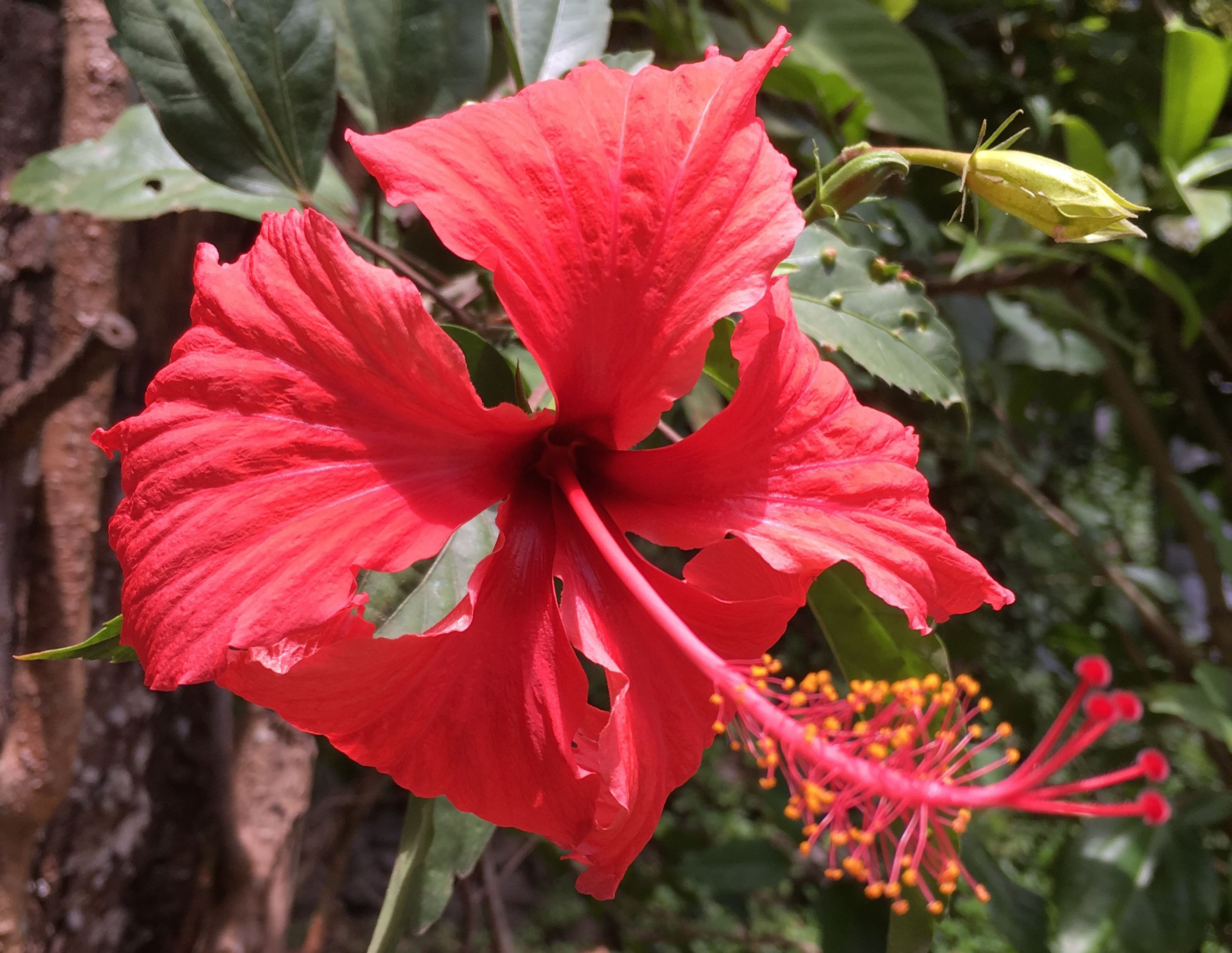
Hibiscus ('aute).

La plupart des autres fleurs ont été acclimatées par de nombreux voyageurs et des passionnés de botaniques tels que Johnstone, Abadie, Harrison Smith, Félix Robin et l'amiral Louis Adolphe Bonard. Les fleurs originaires d'Amérique tropicale : le lantana camara a été introduit à Tahiti par capitaine Chappe en 1853. À l'origine, on a utilisé le lantana pour faire des haies résistant au bétail. Il s'est très vite répandu et a conquis les zones sèches de basse et moyenne altitude. L'héliconia appelé opuhi i'ihi ou opuhi tarere en tahitien. Il existe environ une trentaine d'espèces introduites en Polynésie. Le Russelia (Russelia equisetiformis) est un buisson pleureur originaire du Mexique et du Guatemala qui a été introduit à Tahiti en 1855 par Étienne Jaussen. Le canna (Canna indica), le poinsettia (Euphorbia pulcherrima), l'Anthurium andraeanum, la bougainvillée, le frangipanier. Le premier roucou est introduit à Tahiti par le docteur anglais Johnstone en 1845.

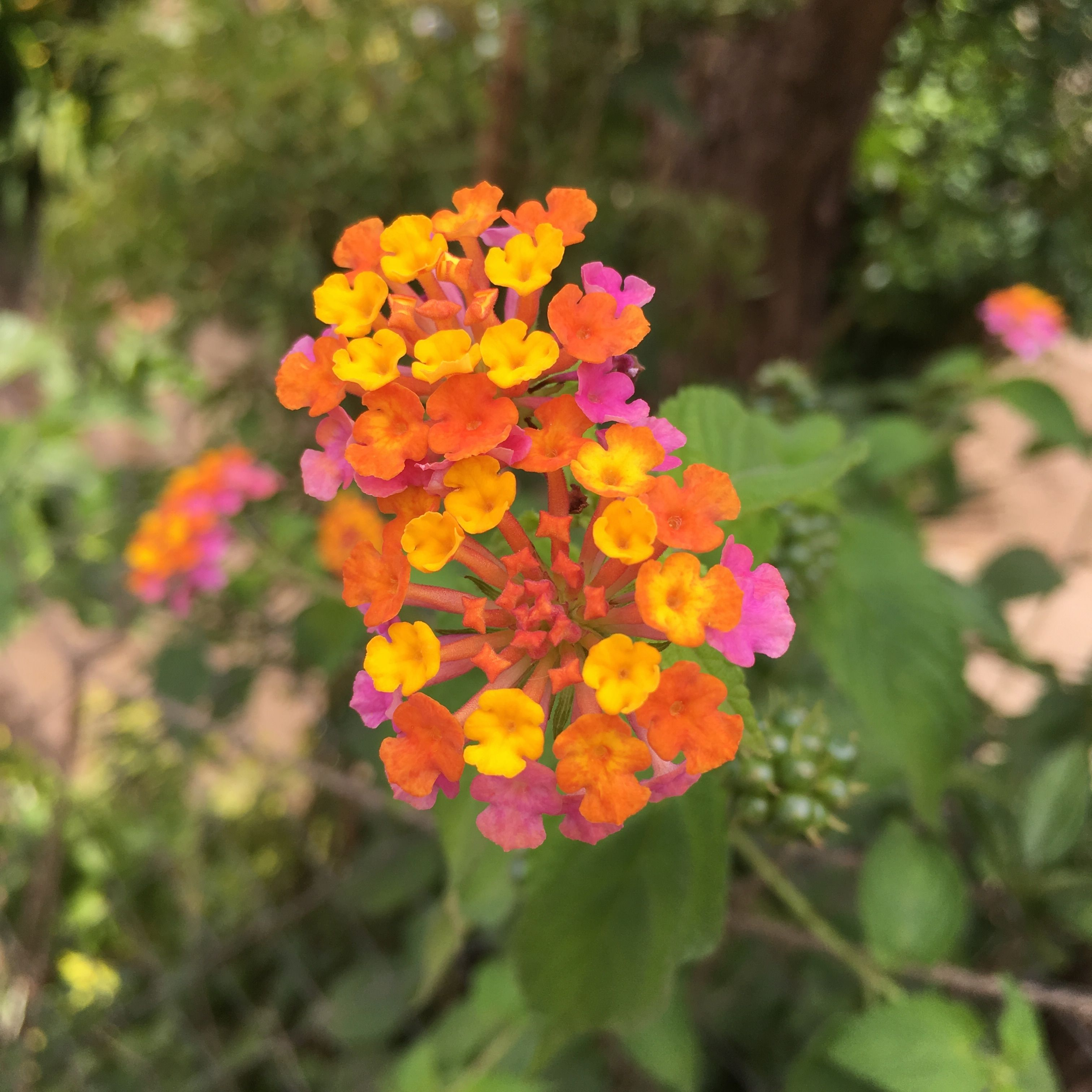
Lantana camara.
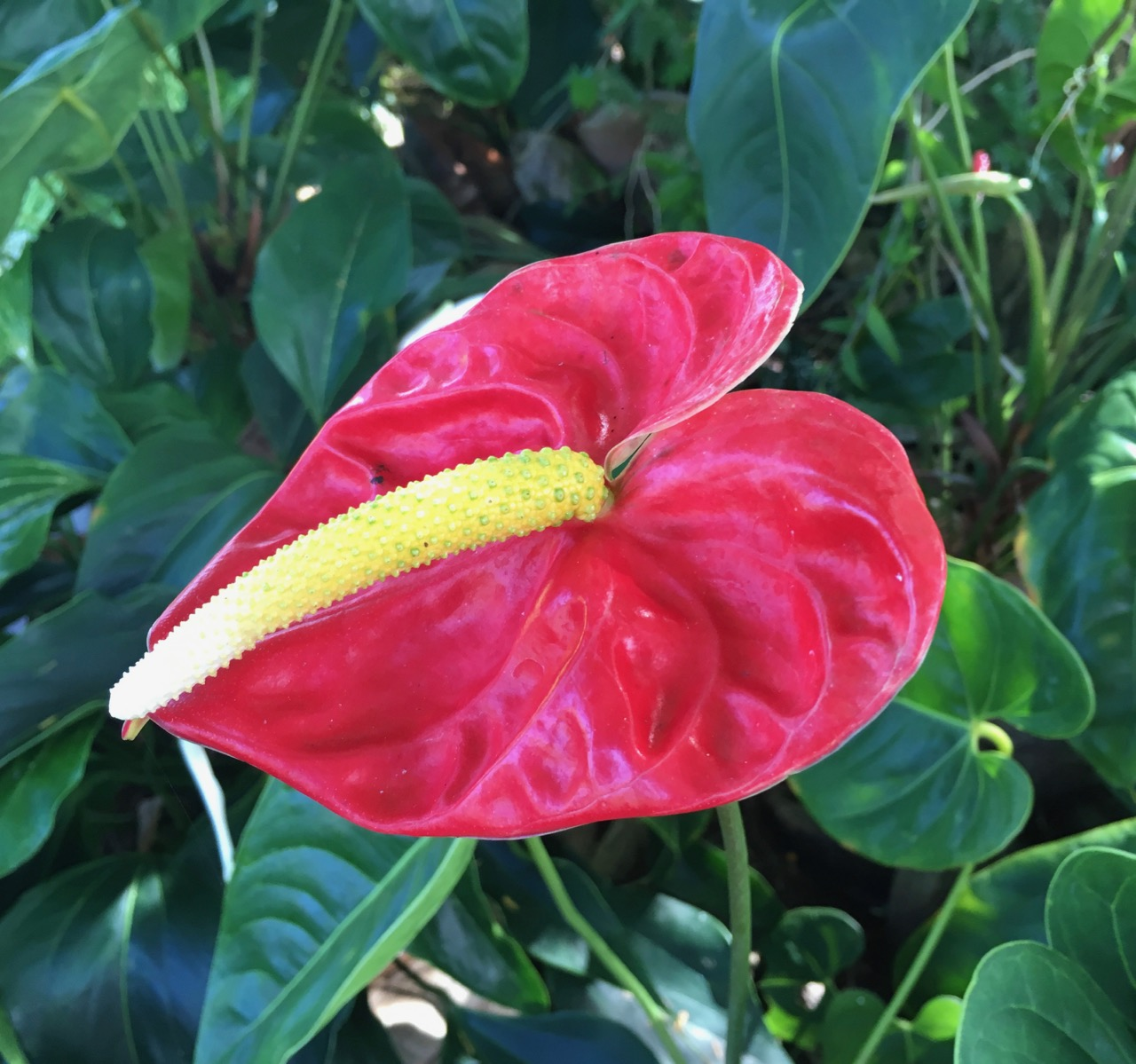
Anthurium.
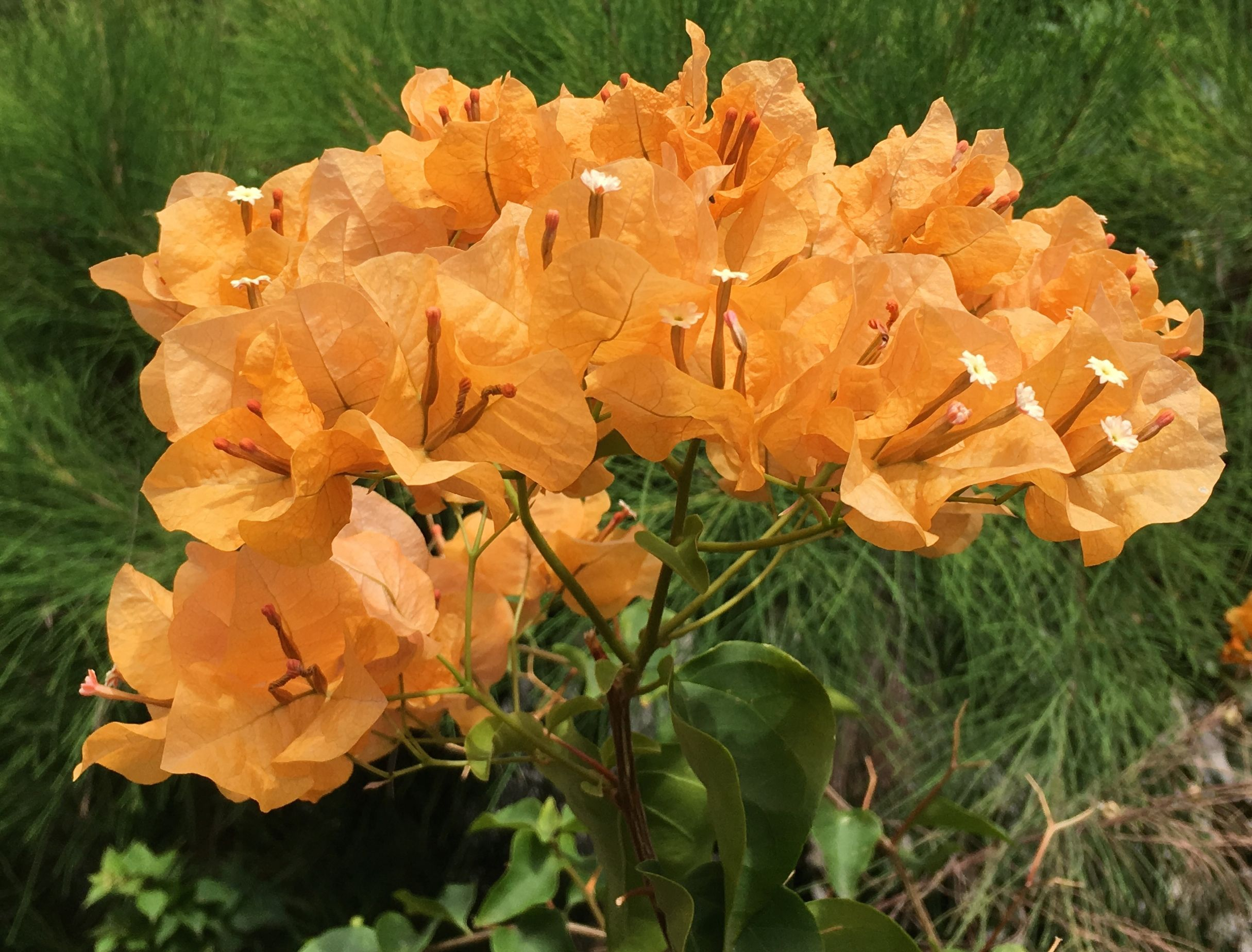
Bougainvillée.
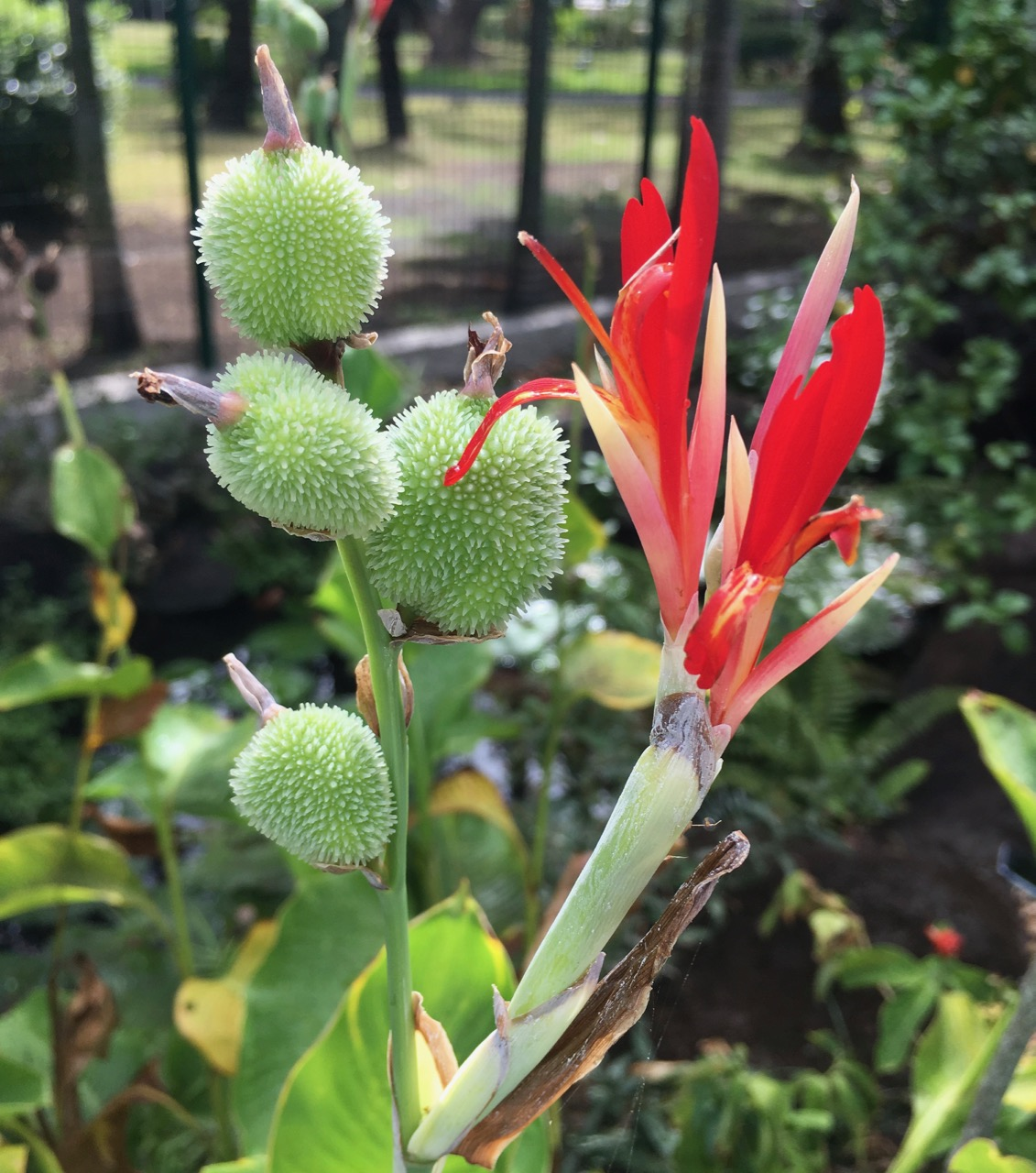
Canna indica ou Balisier rouge.
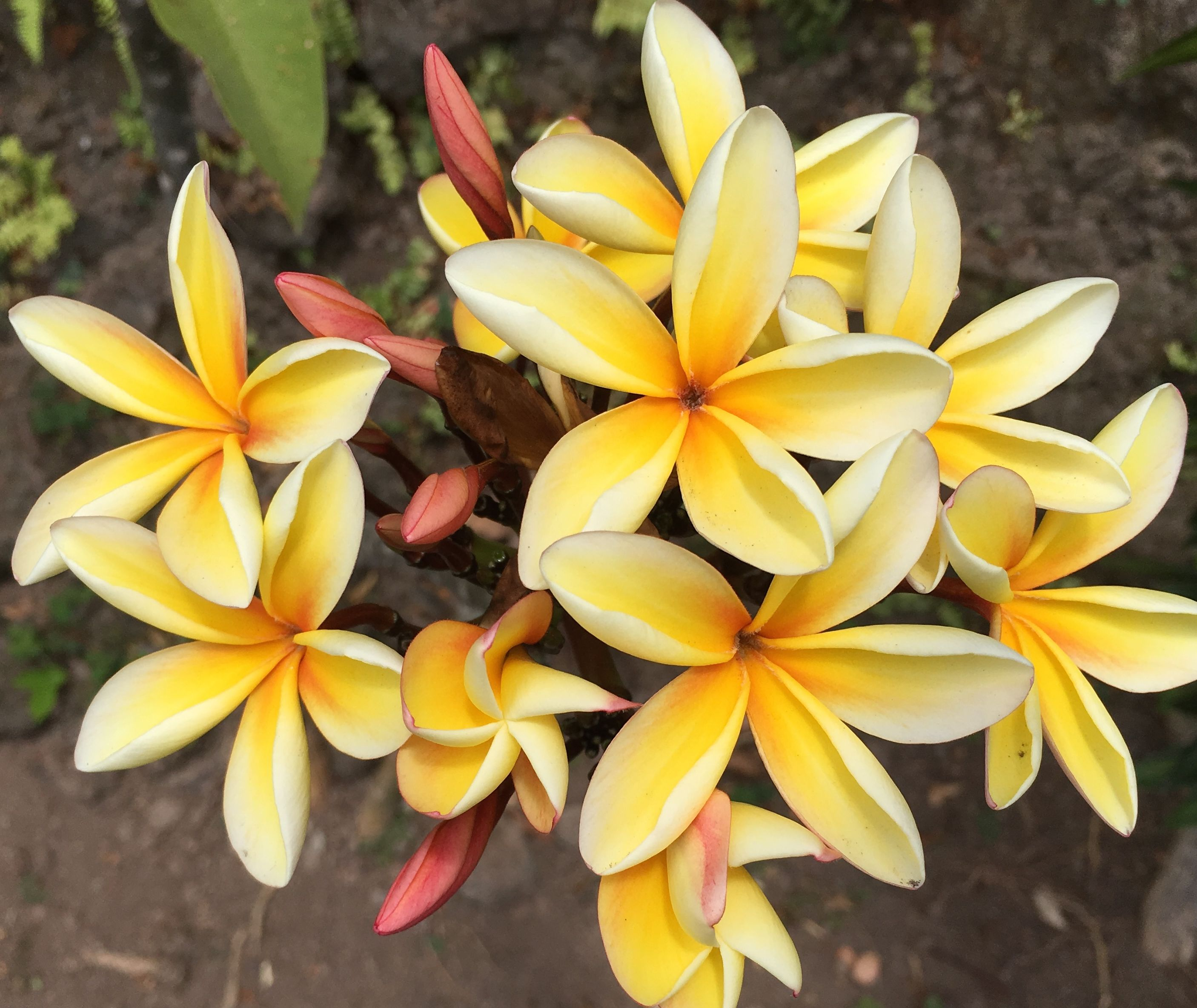
Frangipanier.
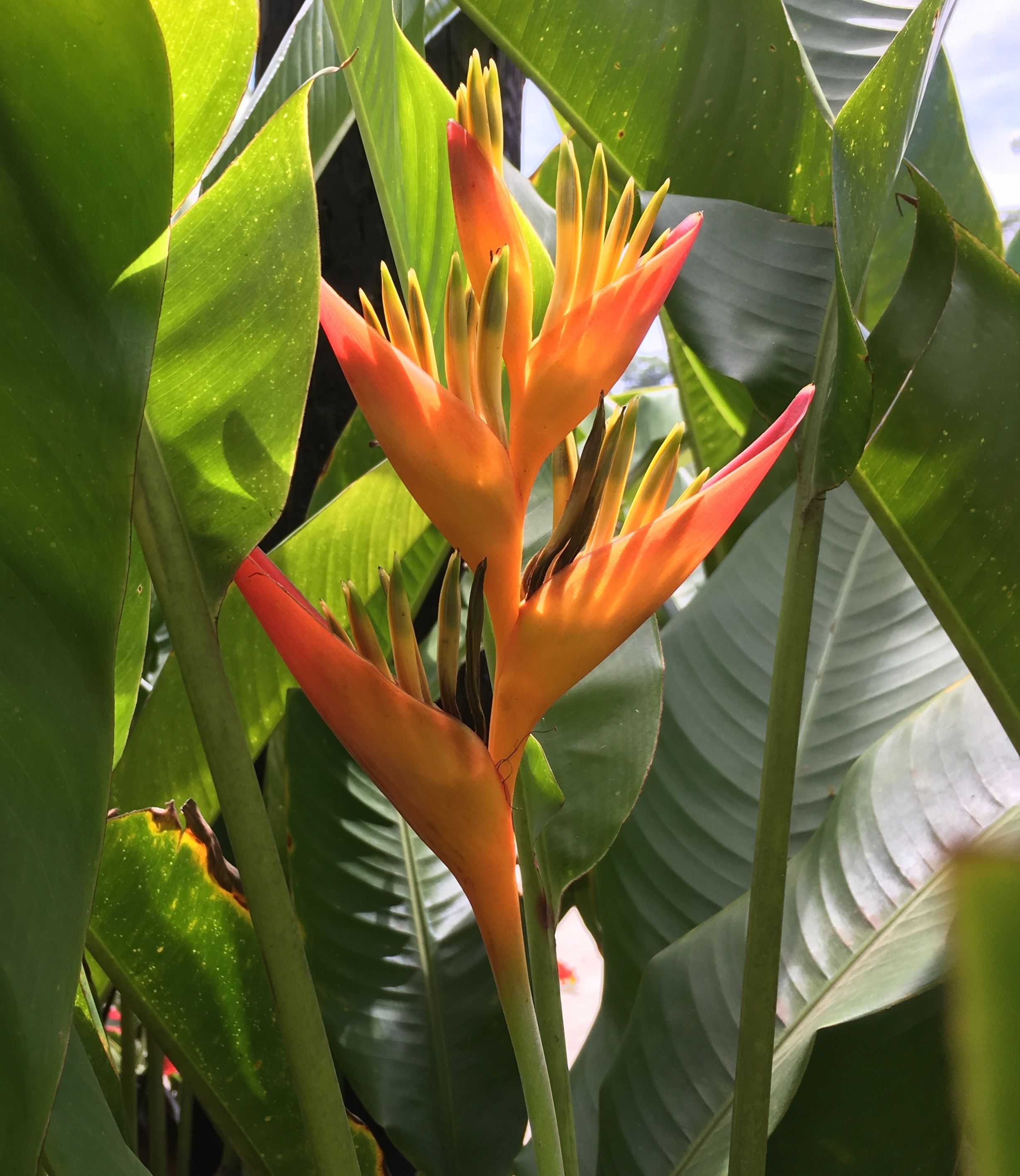
Heliconia psittacorum (opuhi tarere).
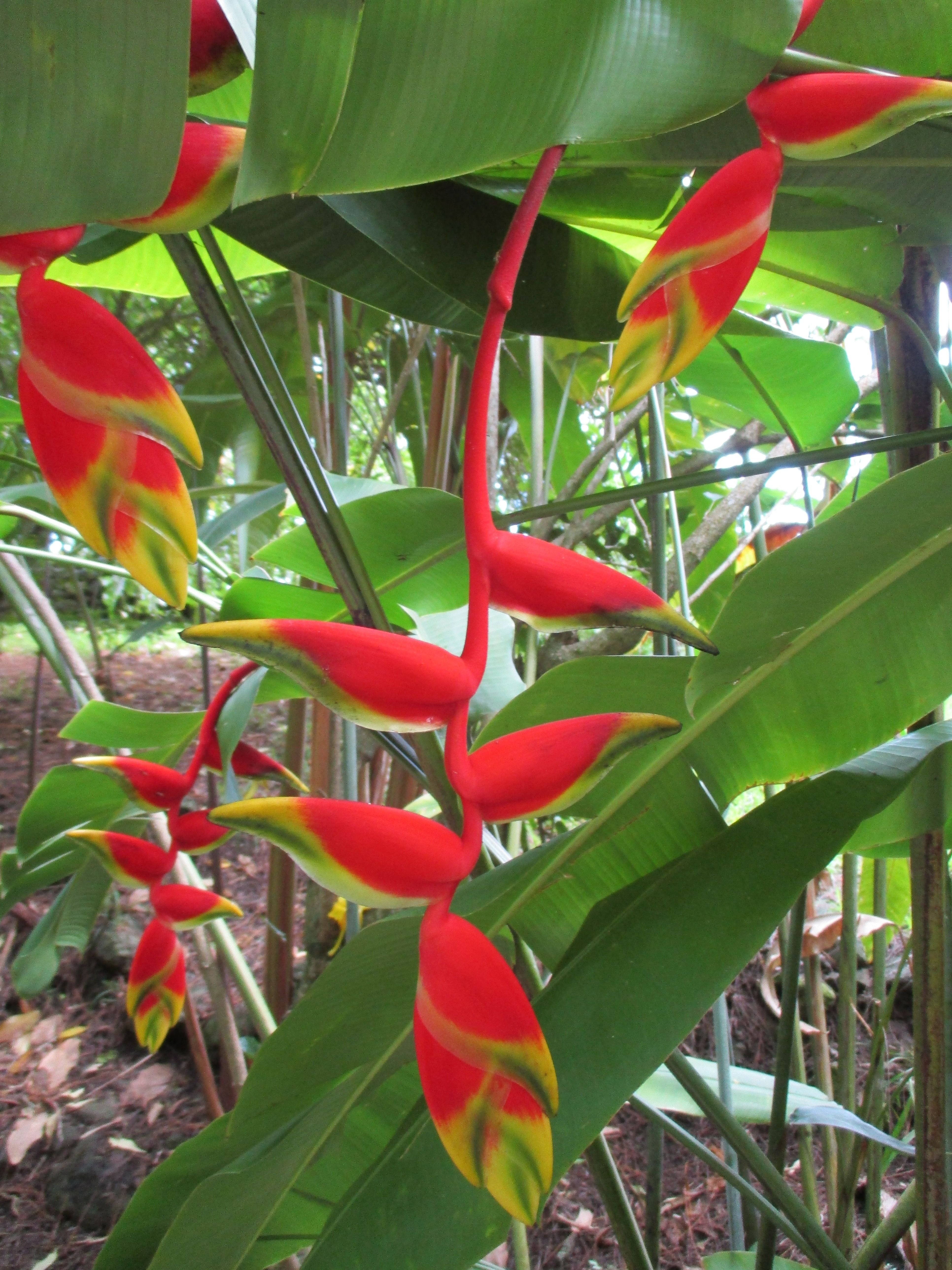
Heliconia rostrata.
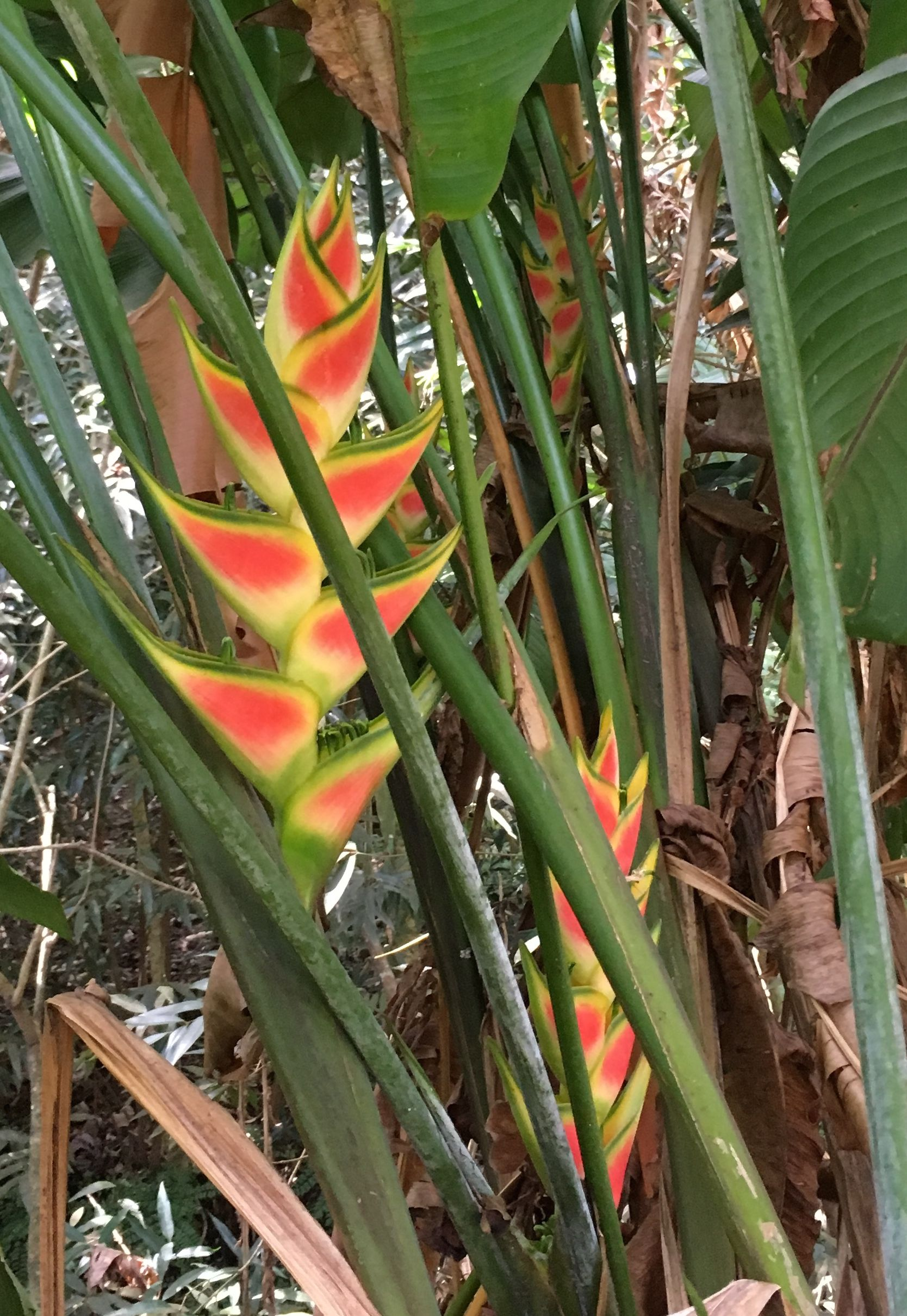
Heliconia wagneriana ou Balisier.
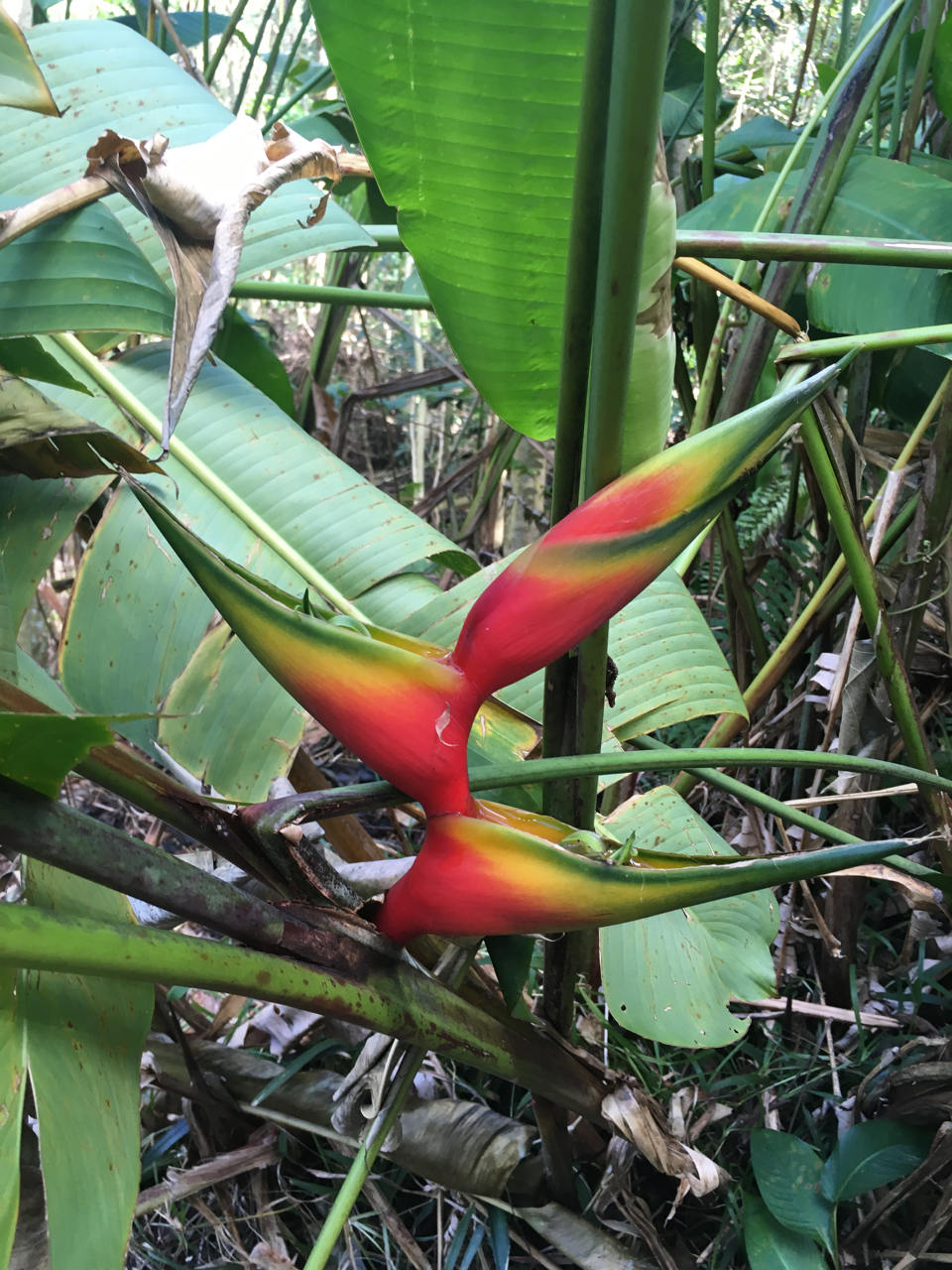
Heliconia caribaea ou Balisier des Caraïbes (Héliconia queue de poisson).
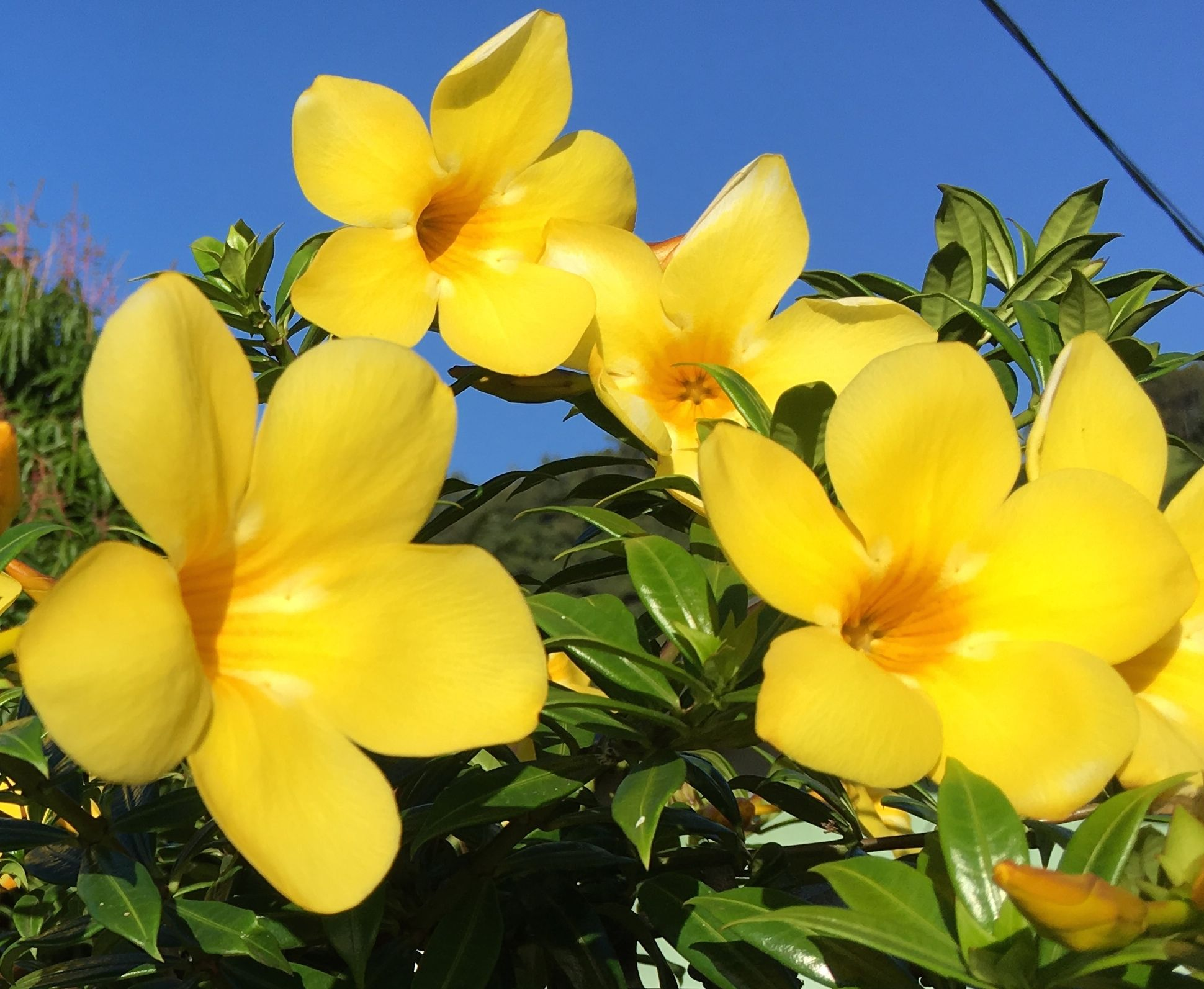
Allamanda cathartica ou Monette.
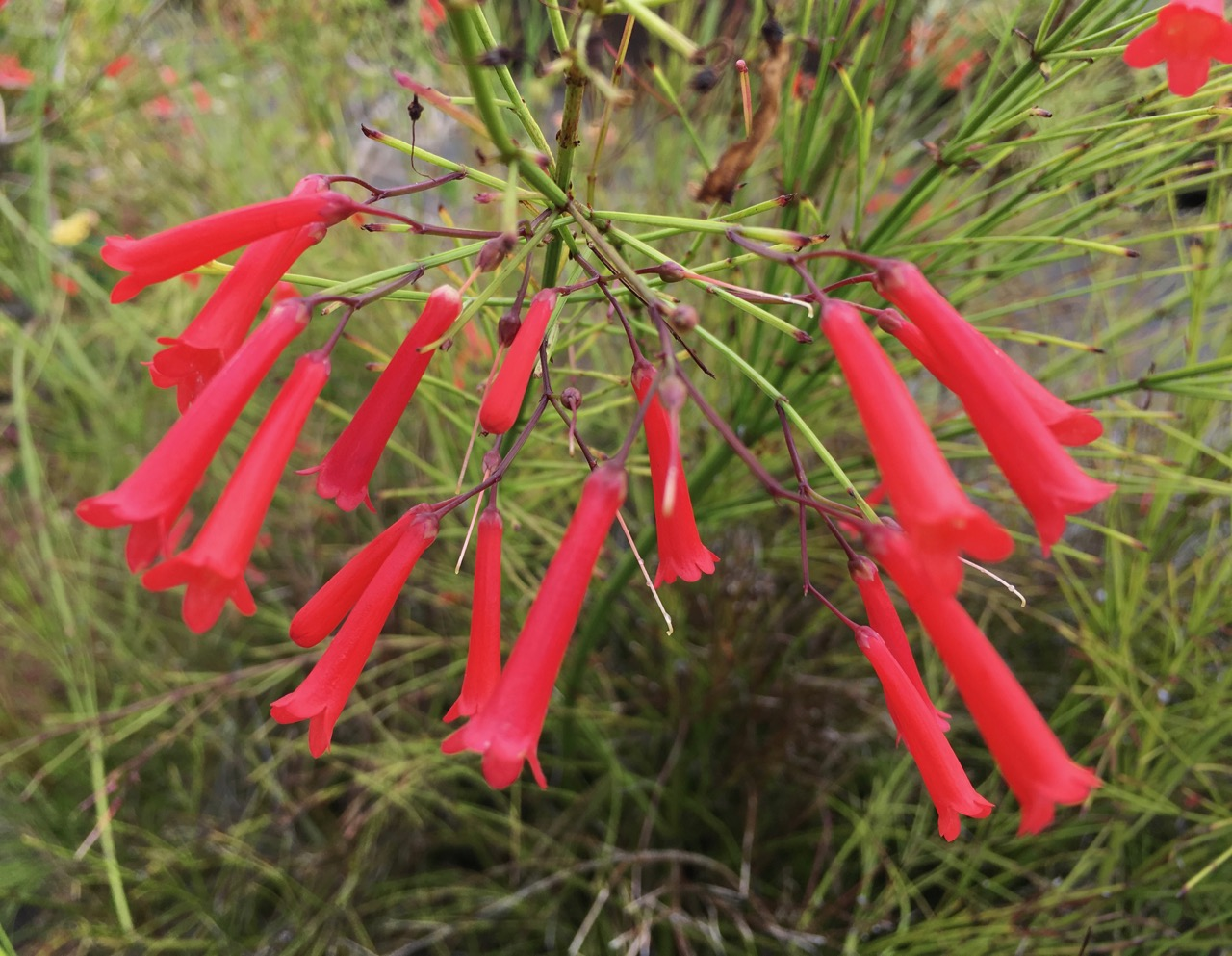
Russelia equisetiformis ou Fleur de corail.
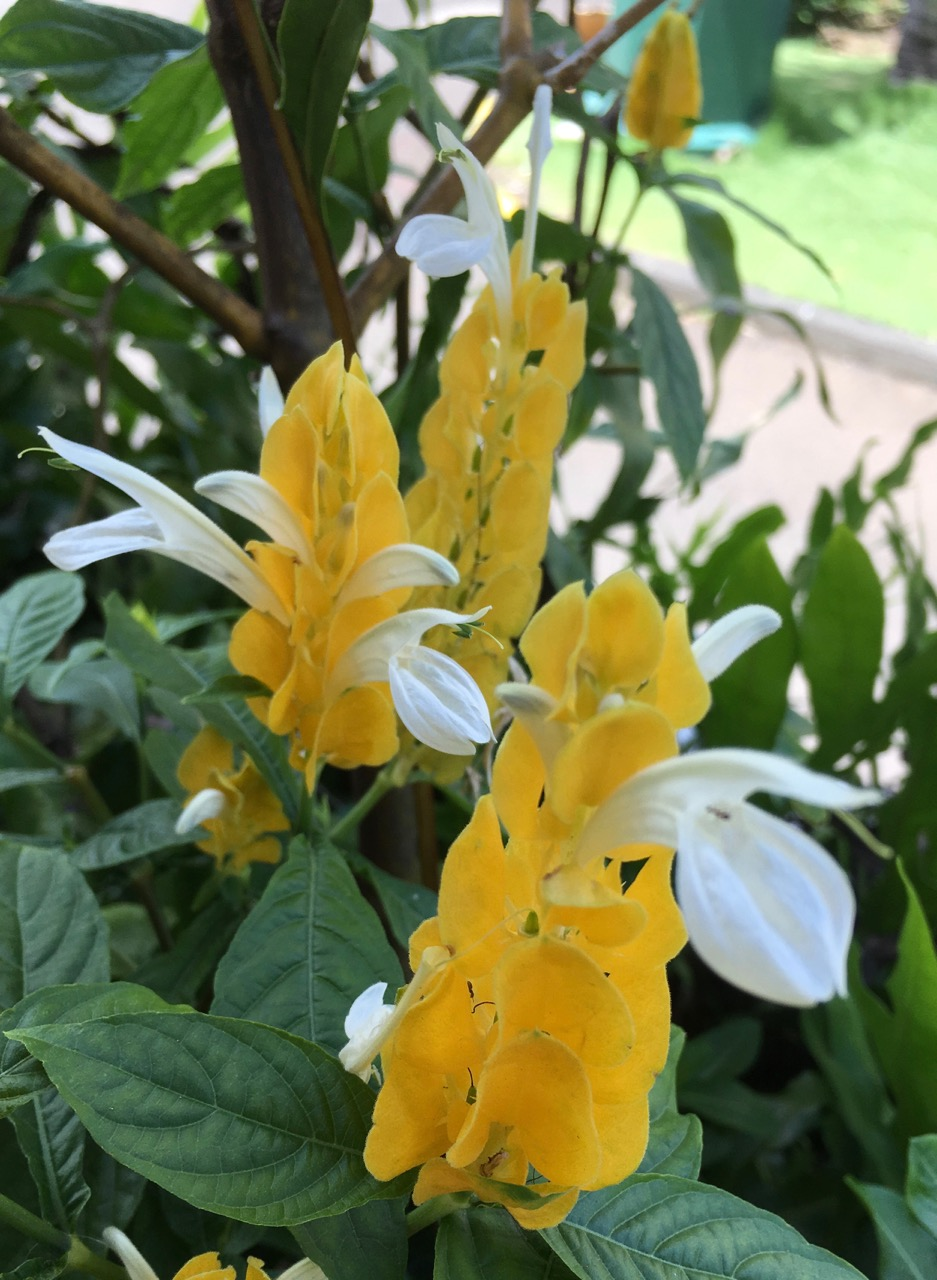
Pachystachys lutea ou Chevrette jaune.
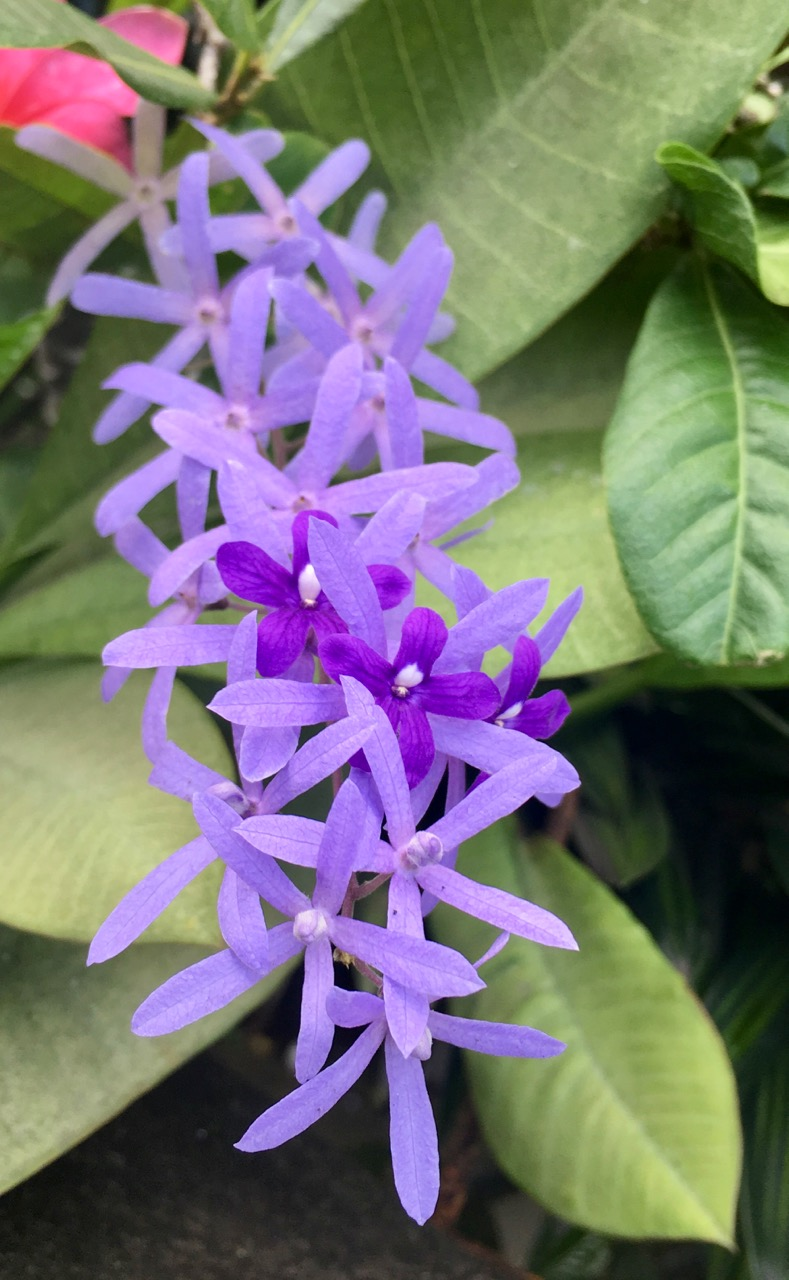
Petrea ou Liane de papier de verre.
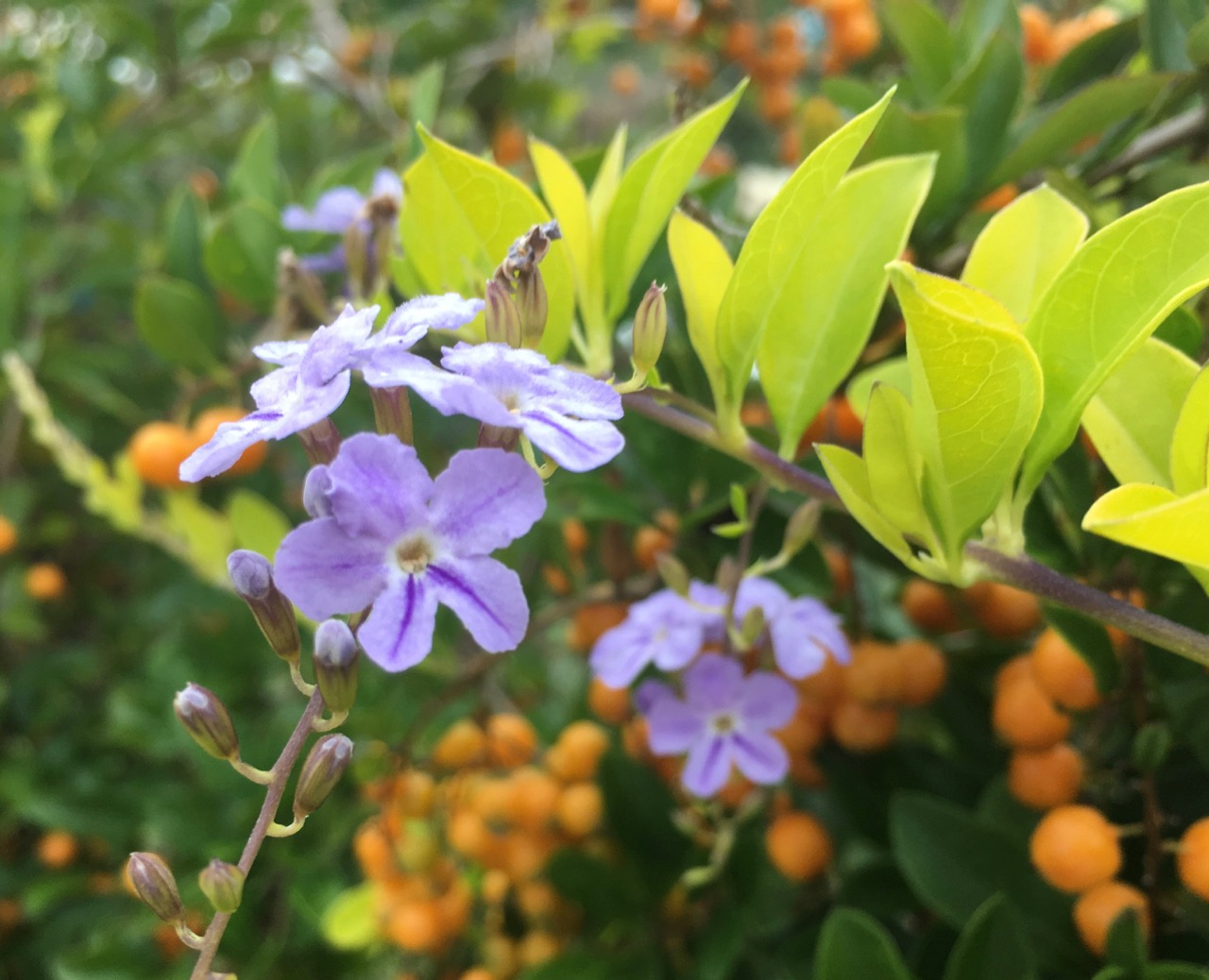
Duranta erecta ou Vanillier de Cayenne.
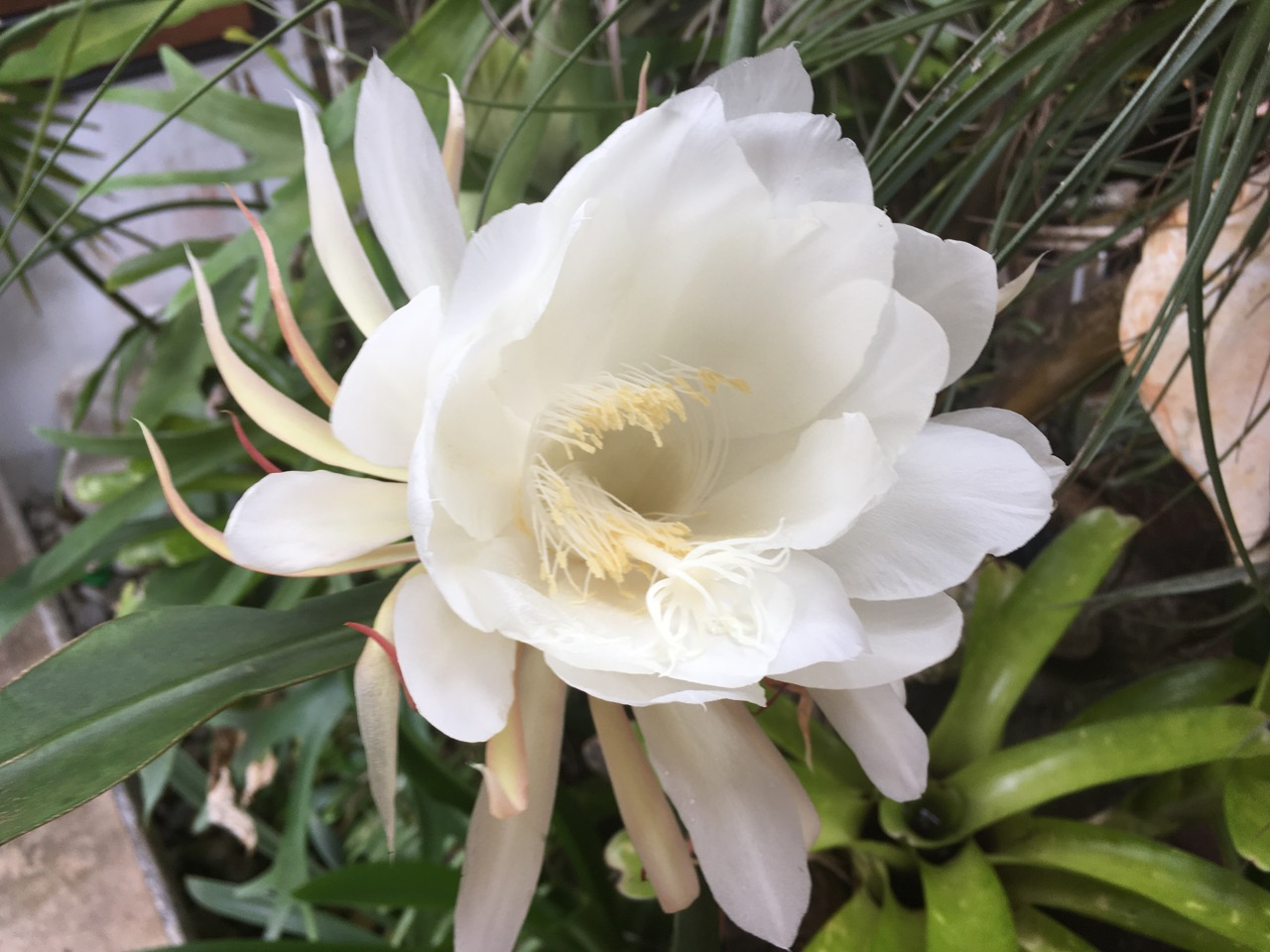
Epiphyllum oxypetalum ou Belle de nuit.
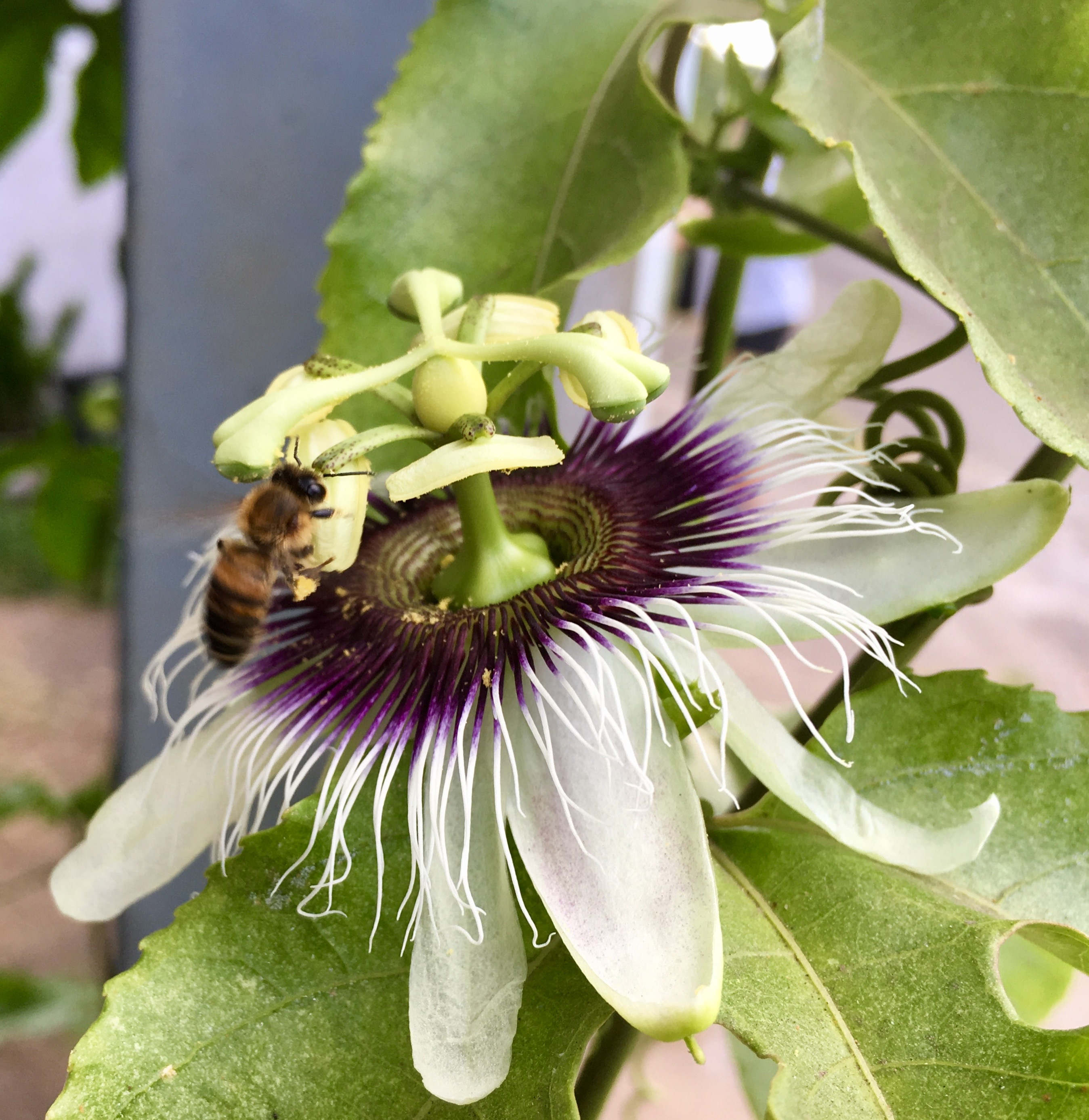
Grenadille.
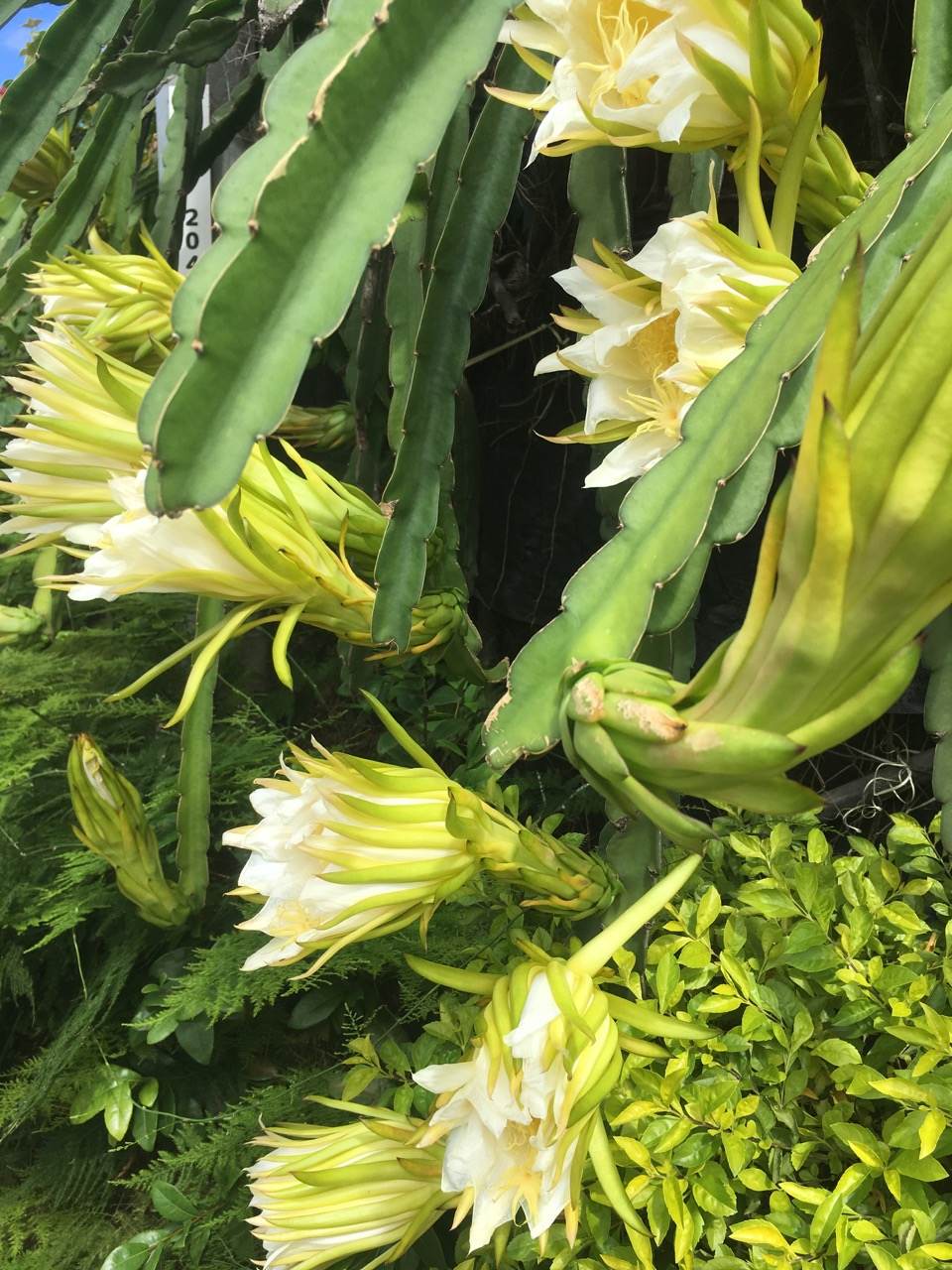
Hylocereus undatus ou Fleurs de pitaya.
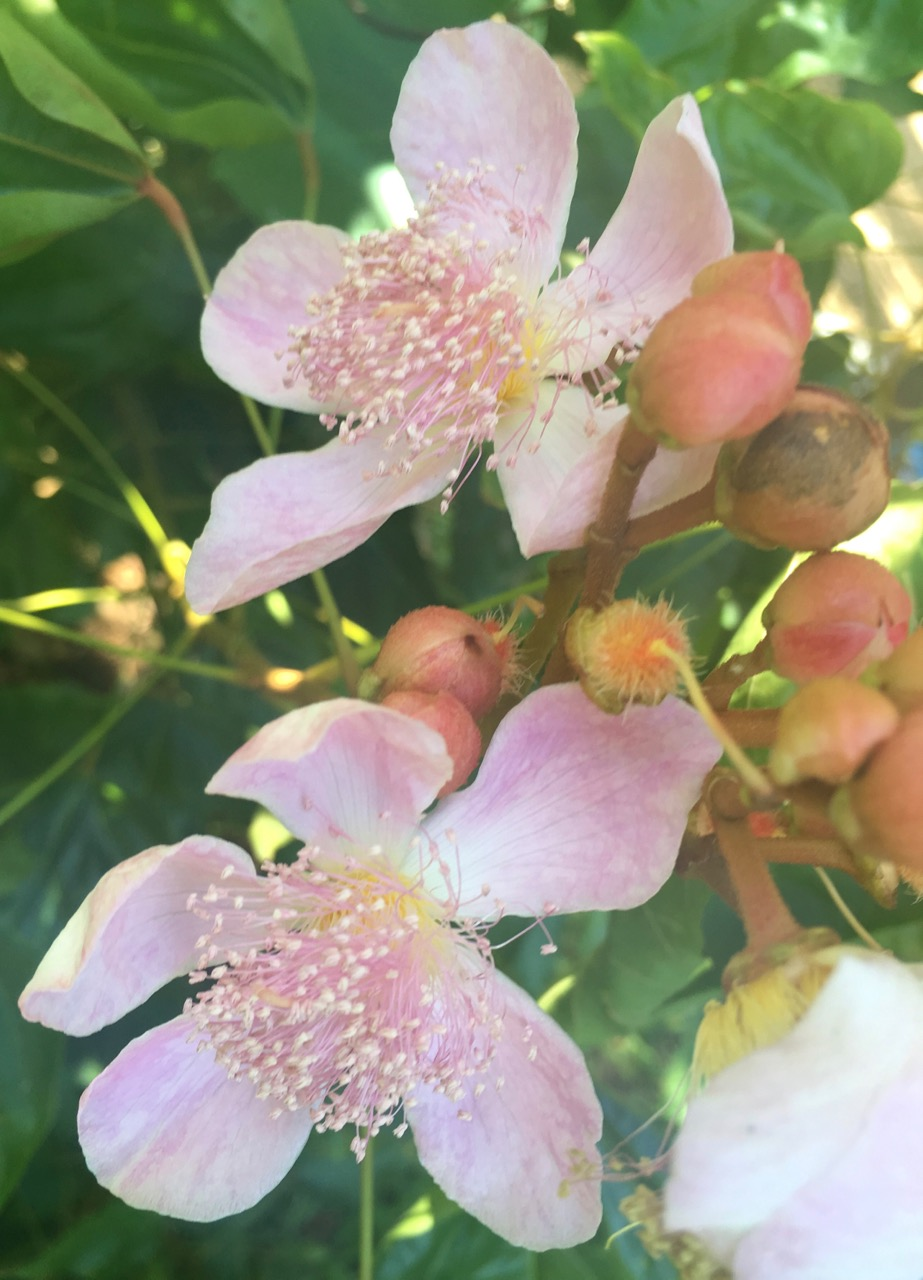
Bixa orellana ou Fleurs de roucou.
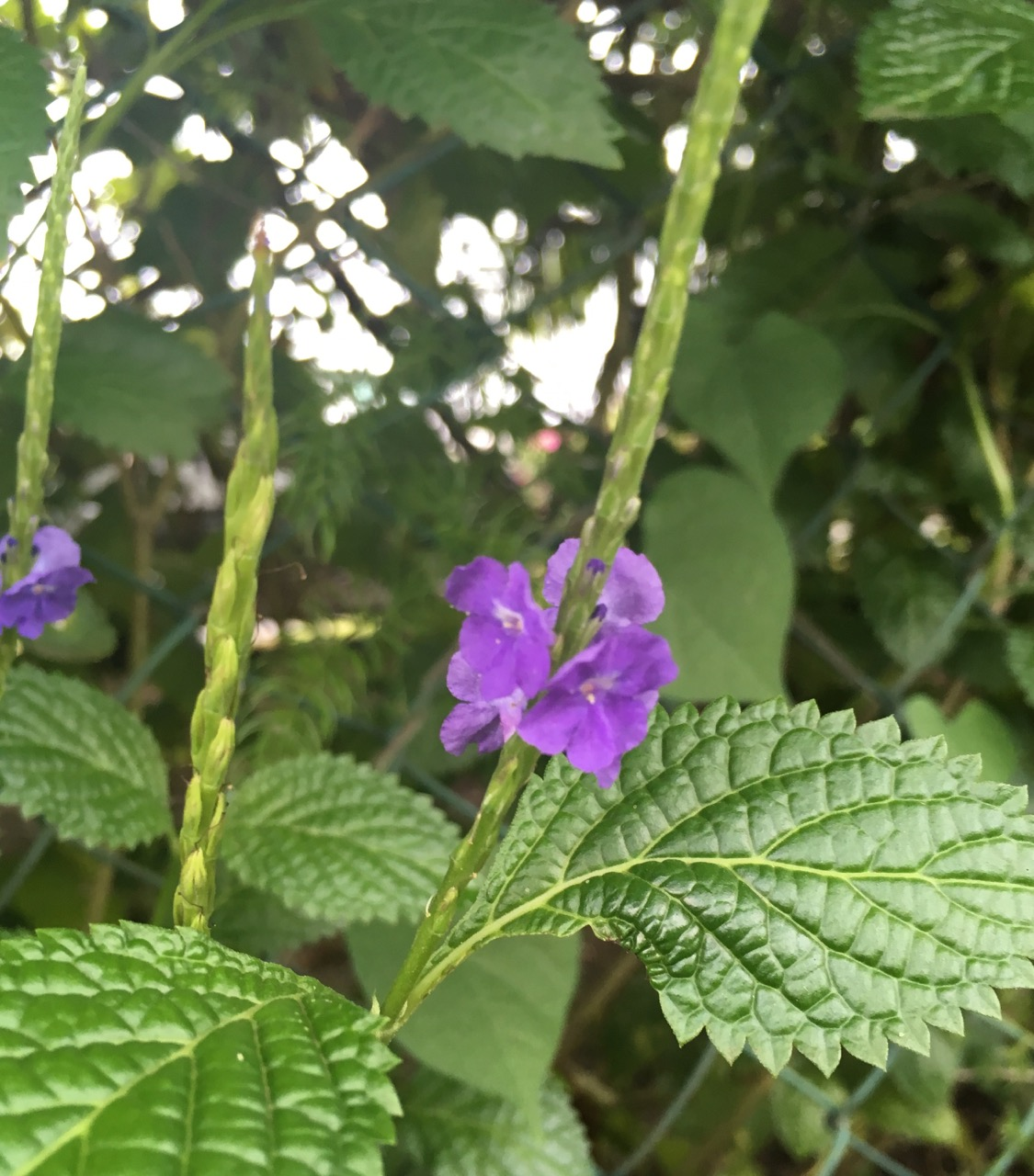
Verveine bleue (itere).
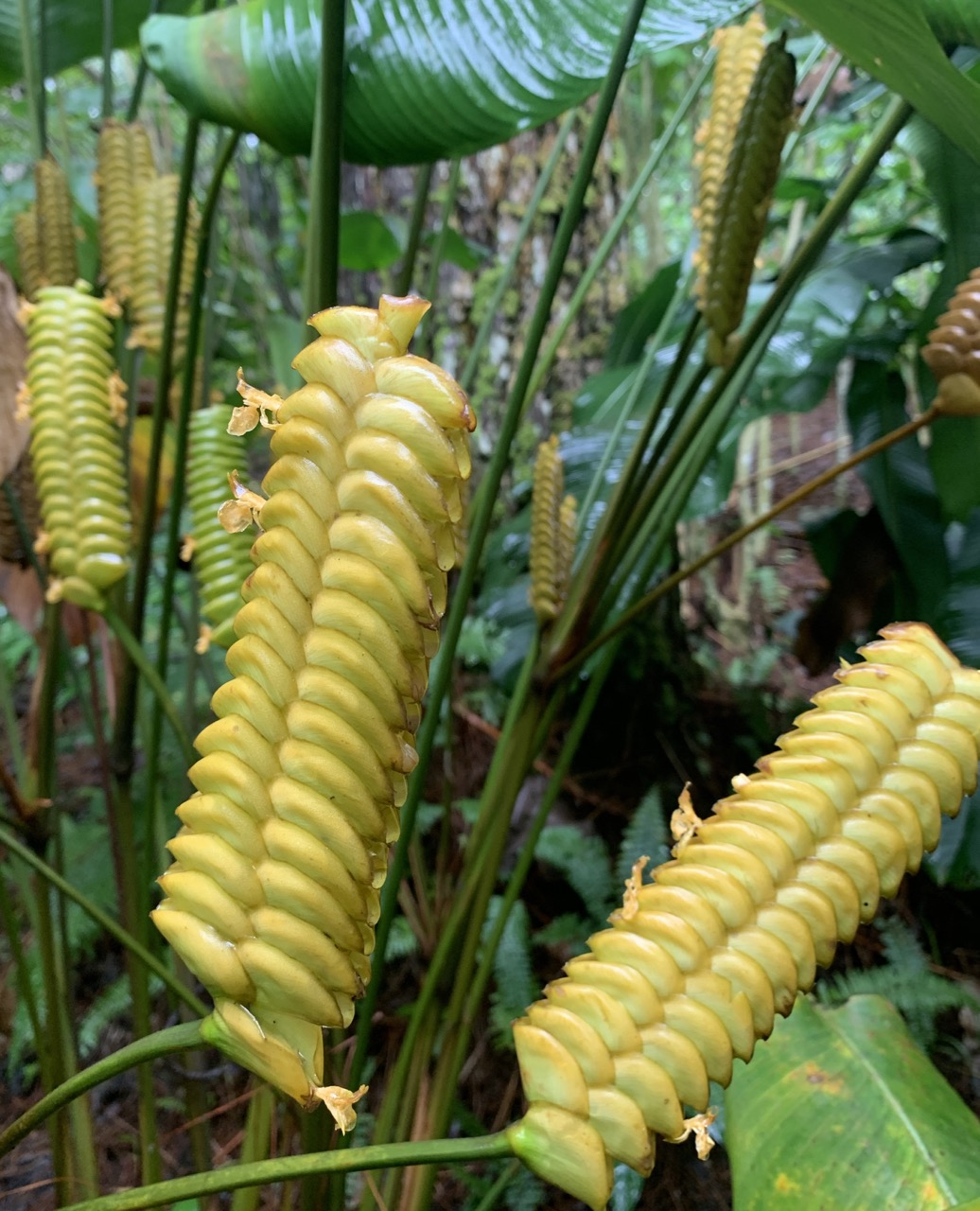
Calathea ou Crotale (varo).
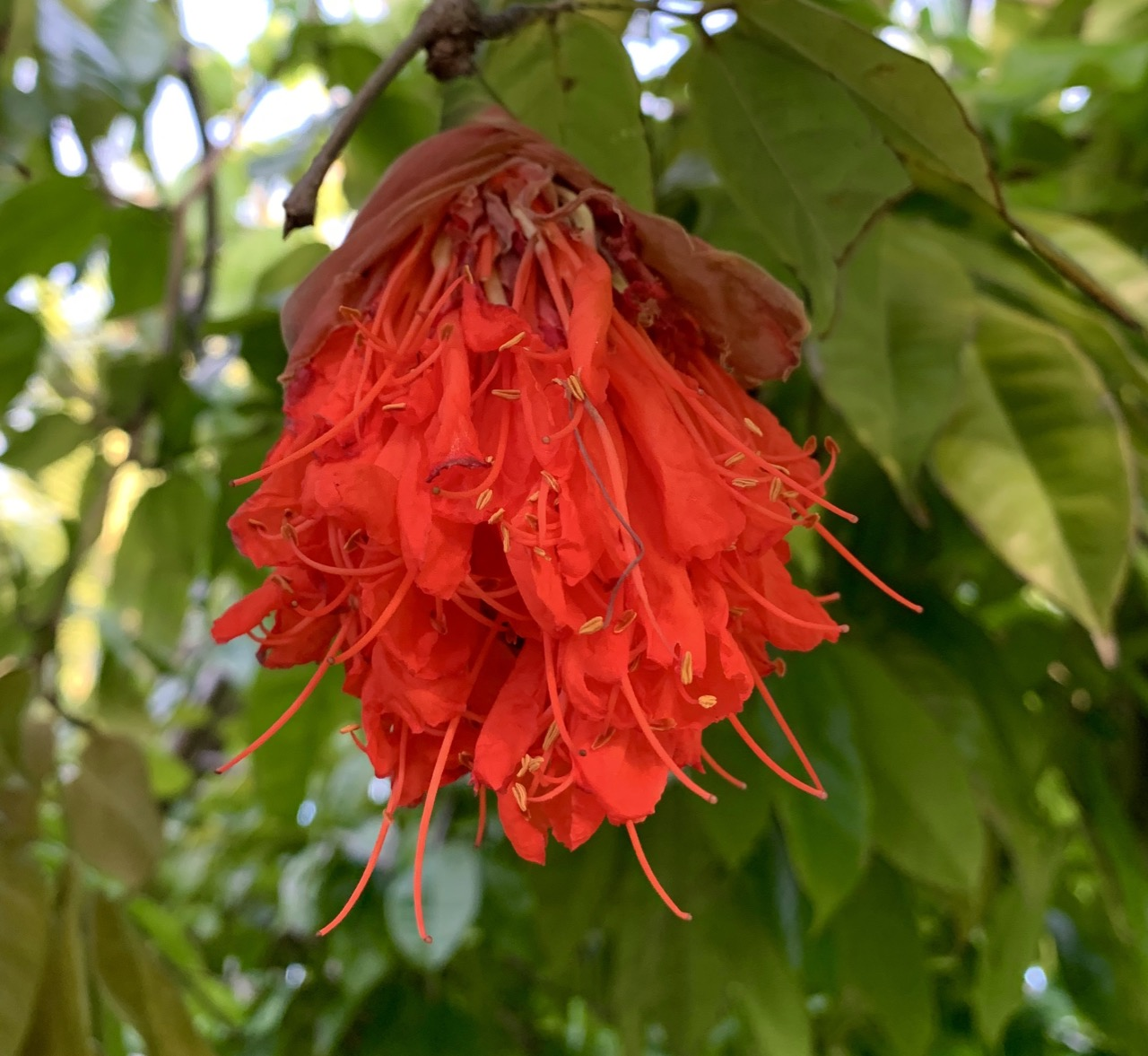
Brownea ou Rose du Venezuela.
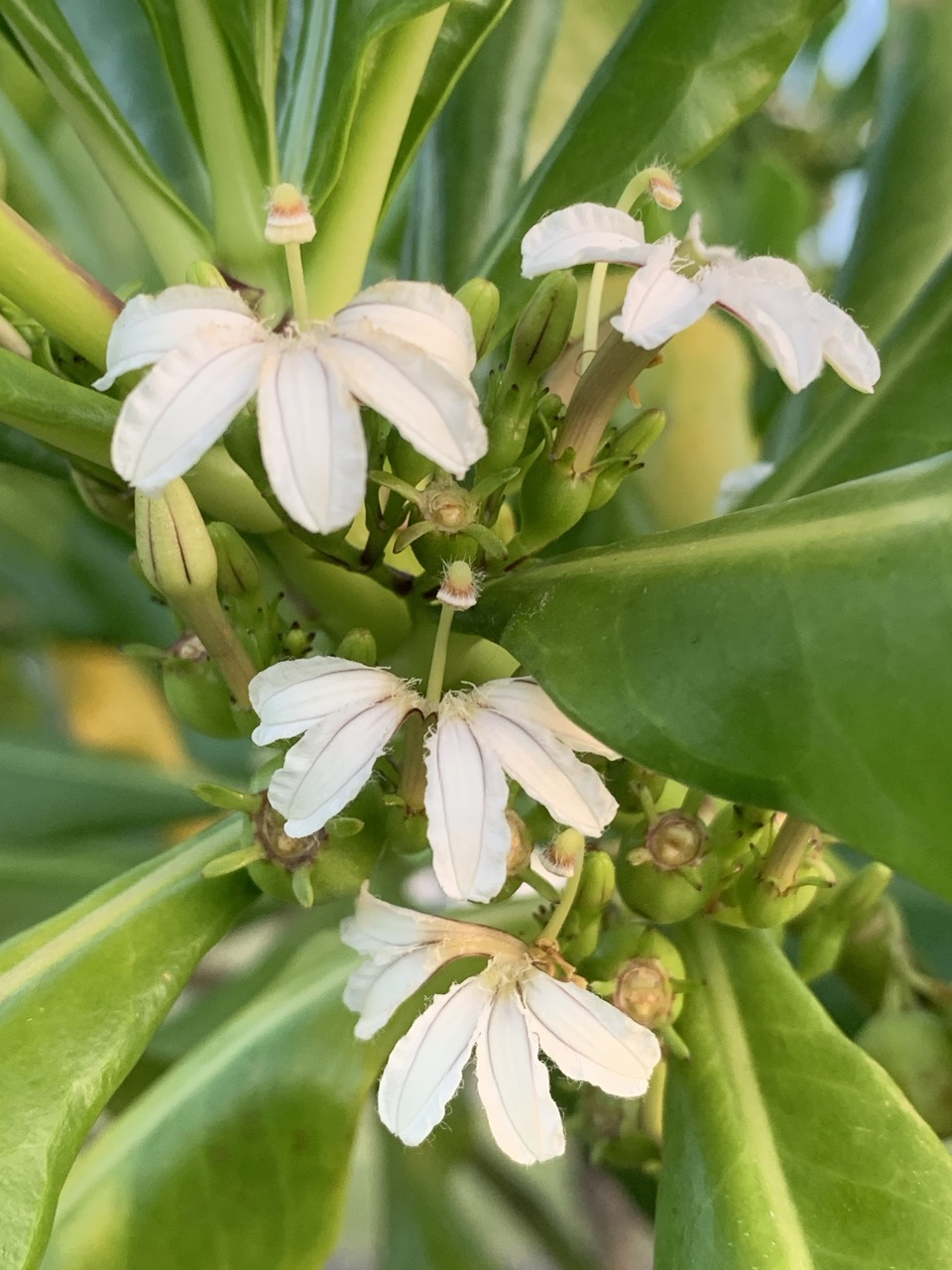
Scaevola (naupata).
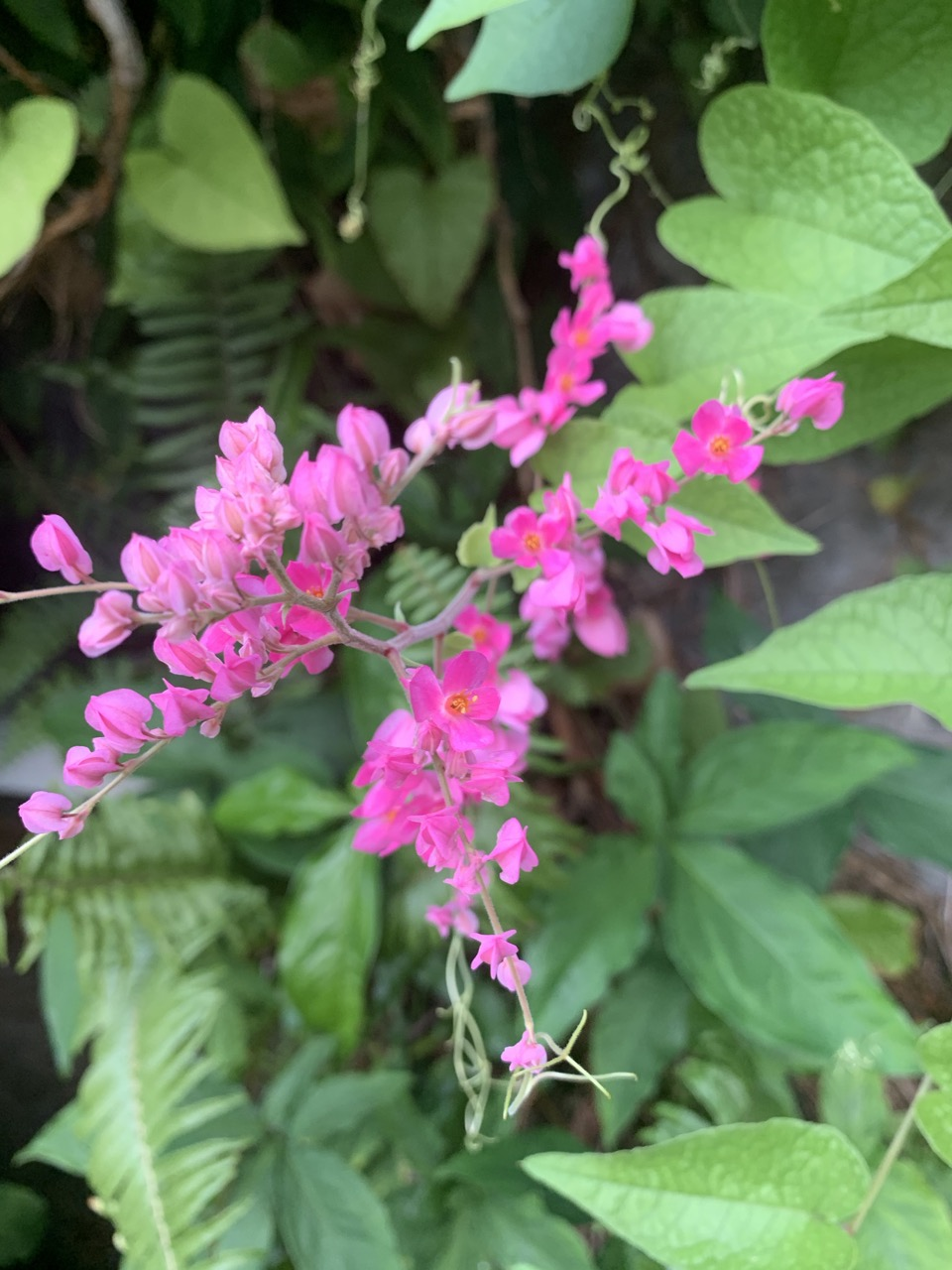
Liane corail.
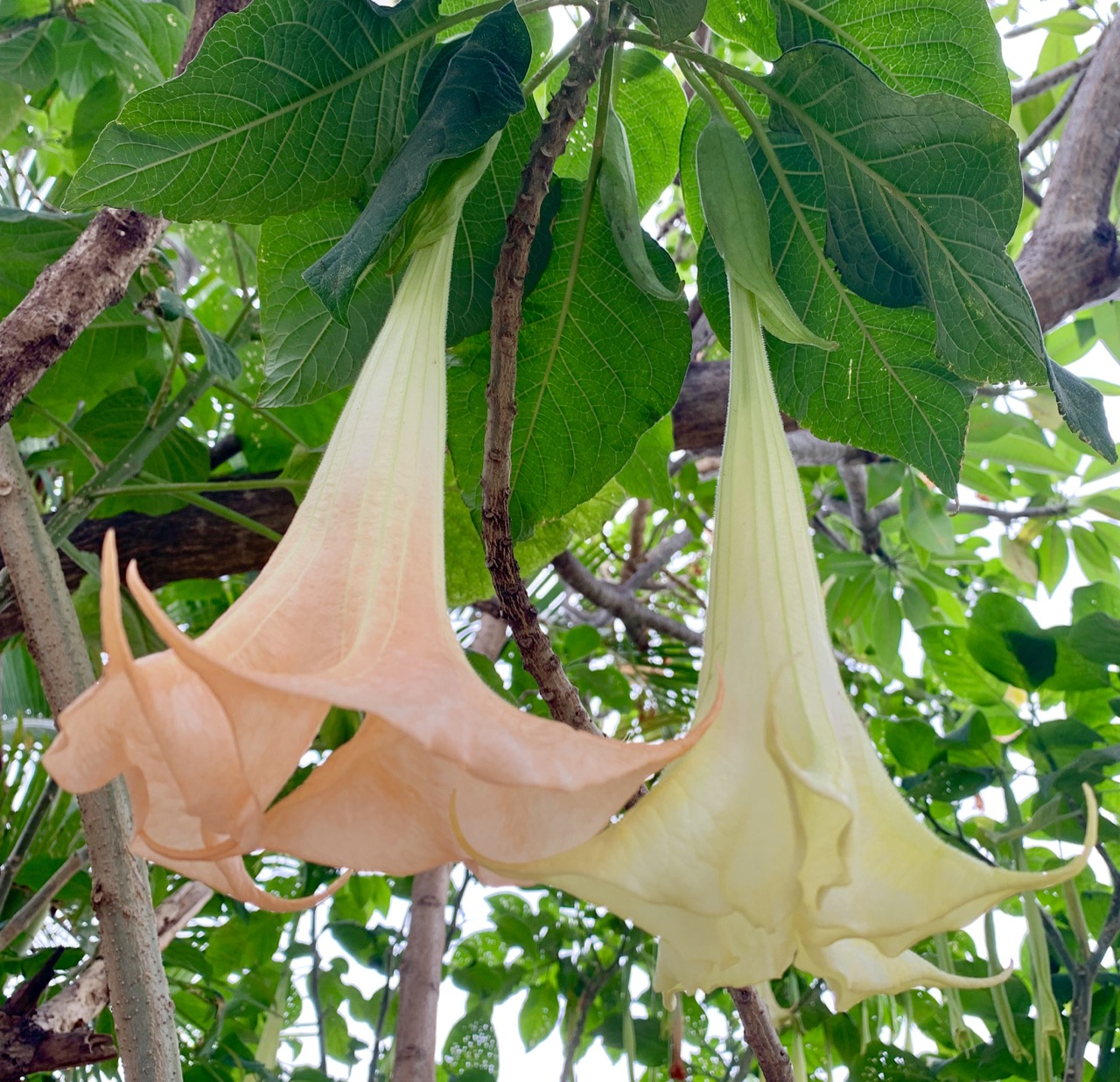
Brugmansia suaveolens.
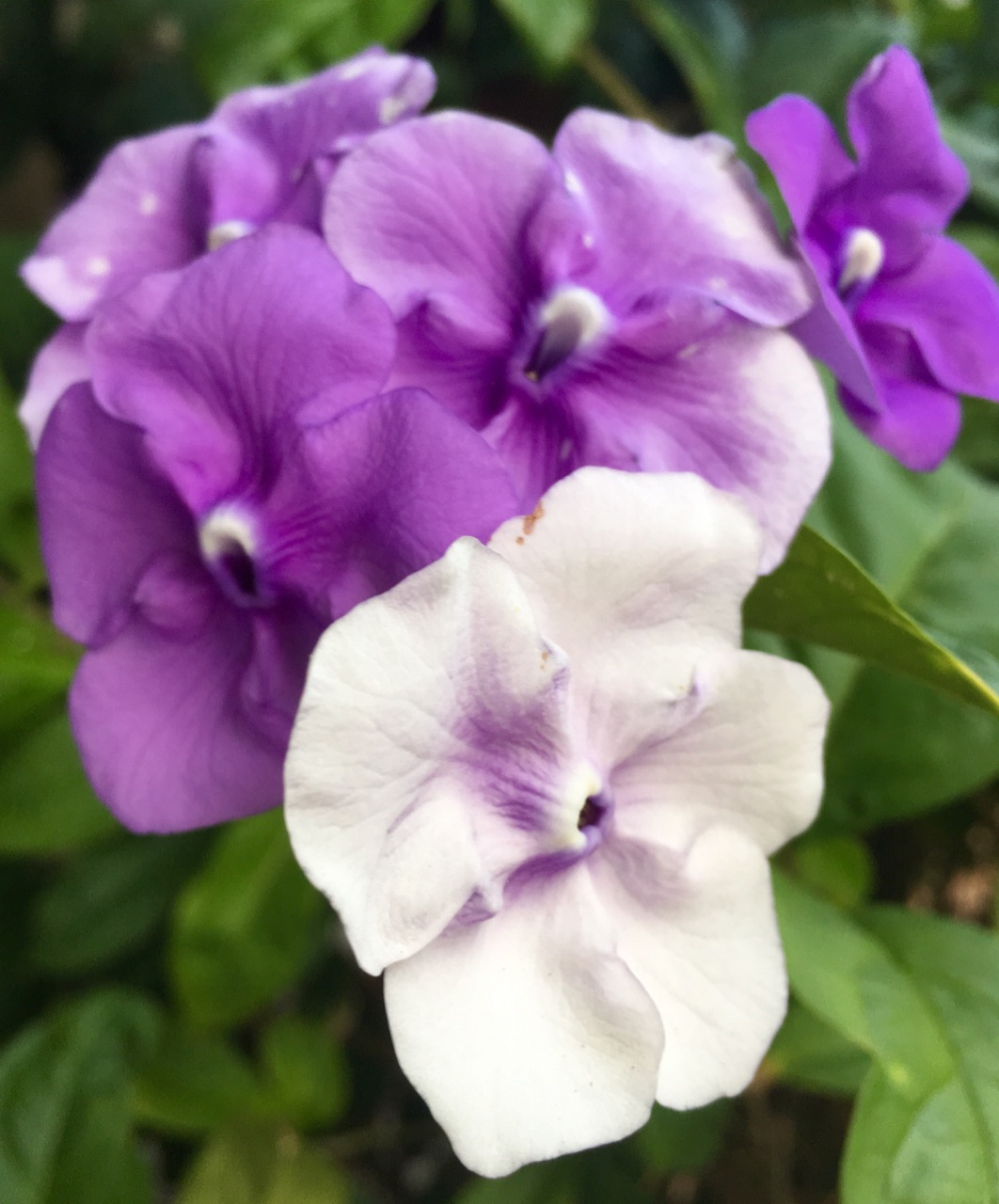
Brunfelsia uniflora ou Veuve joyeuse.
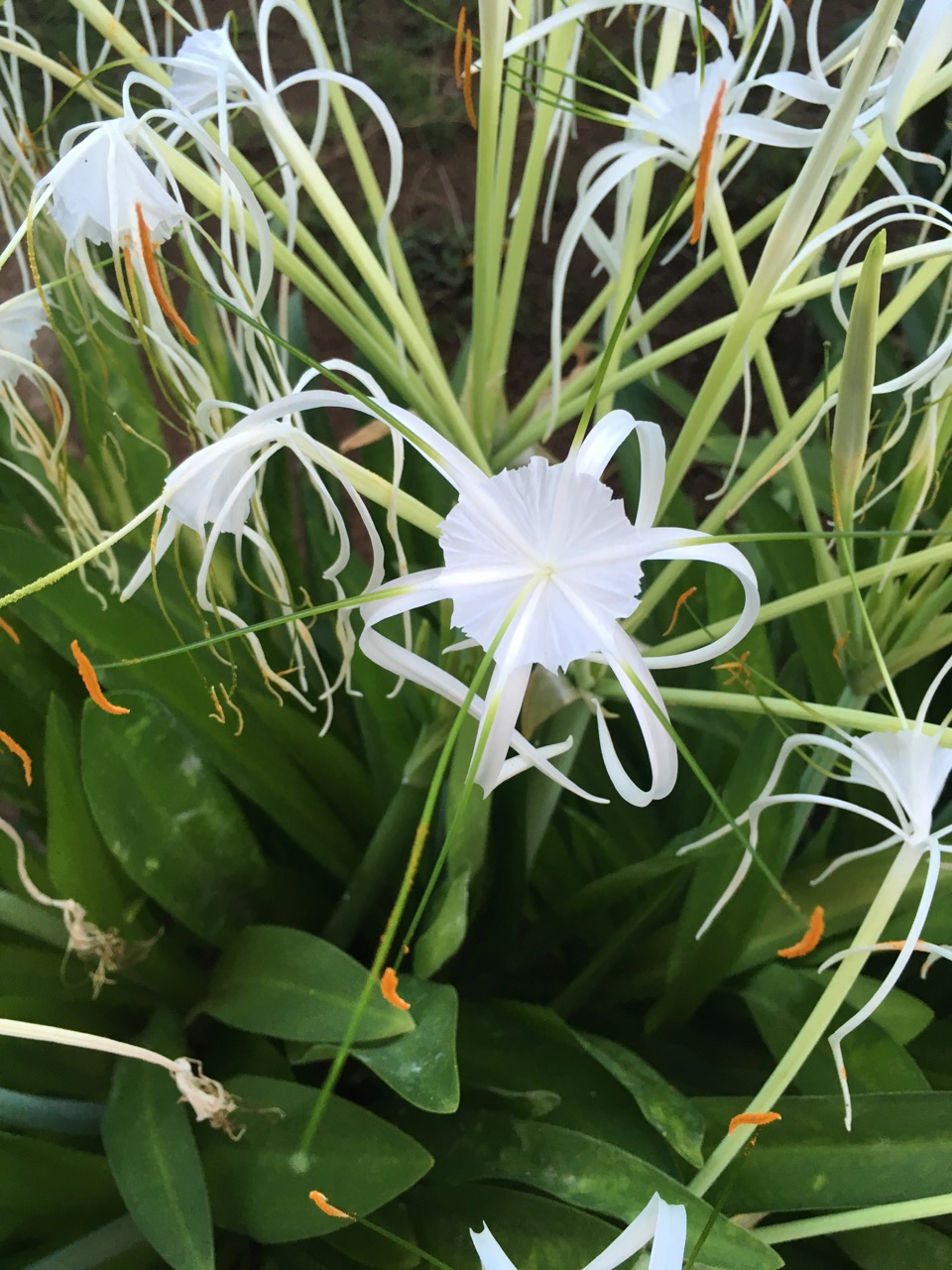
Hymenocallis littoralis ou Lys araignée.
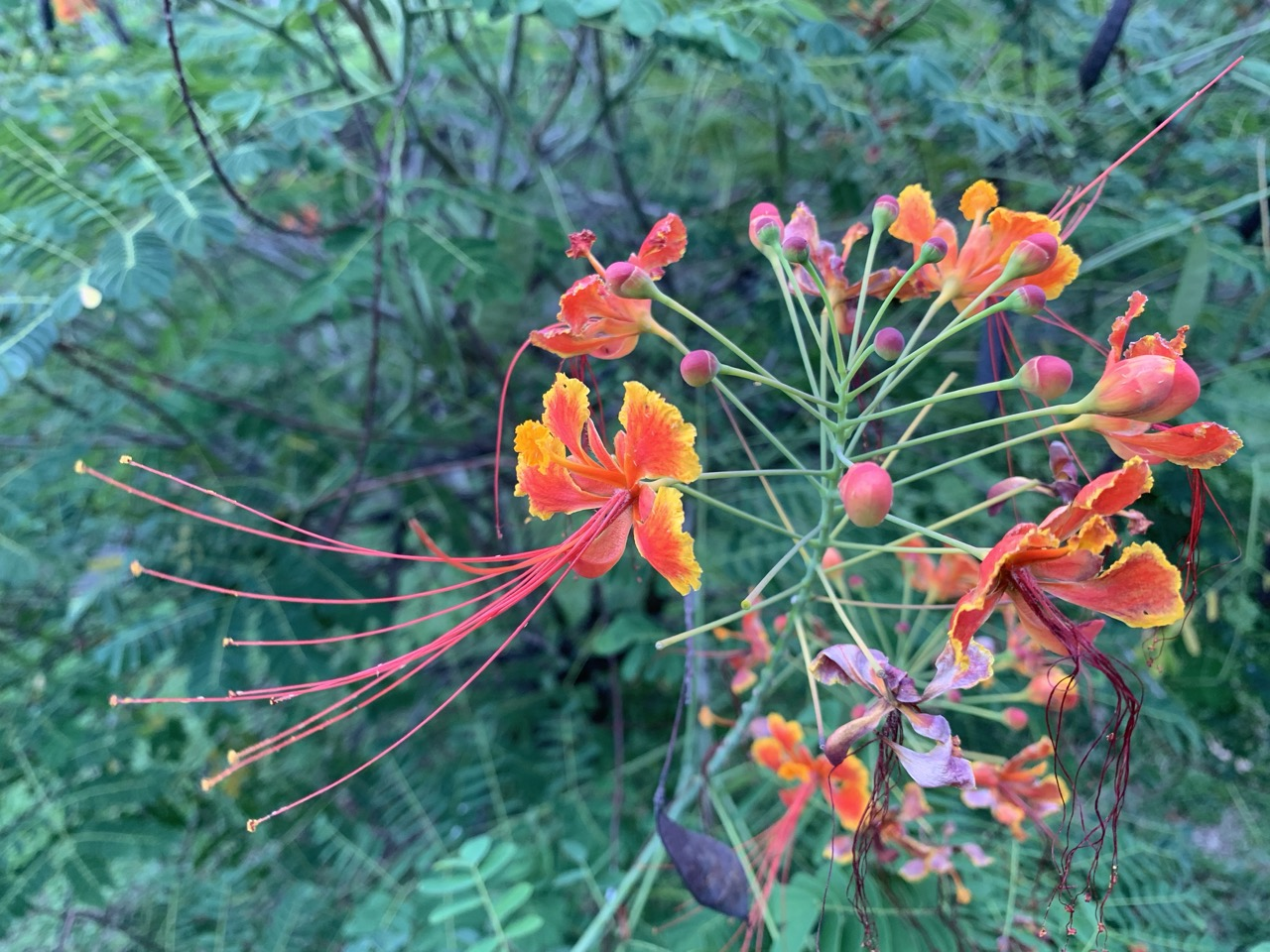
Caesalpinia pulcherrima ou Petit flamboyant.
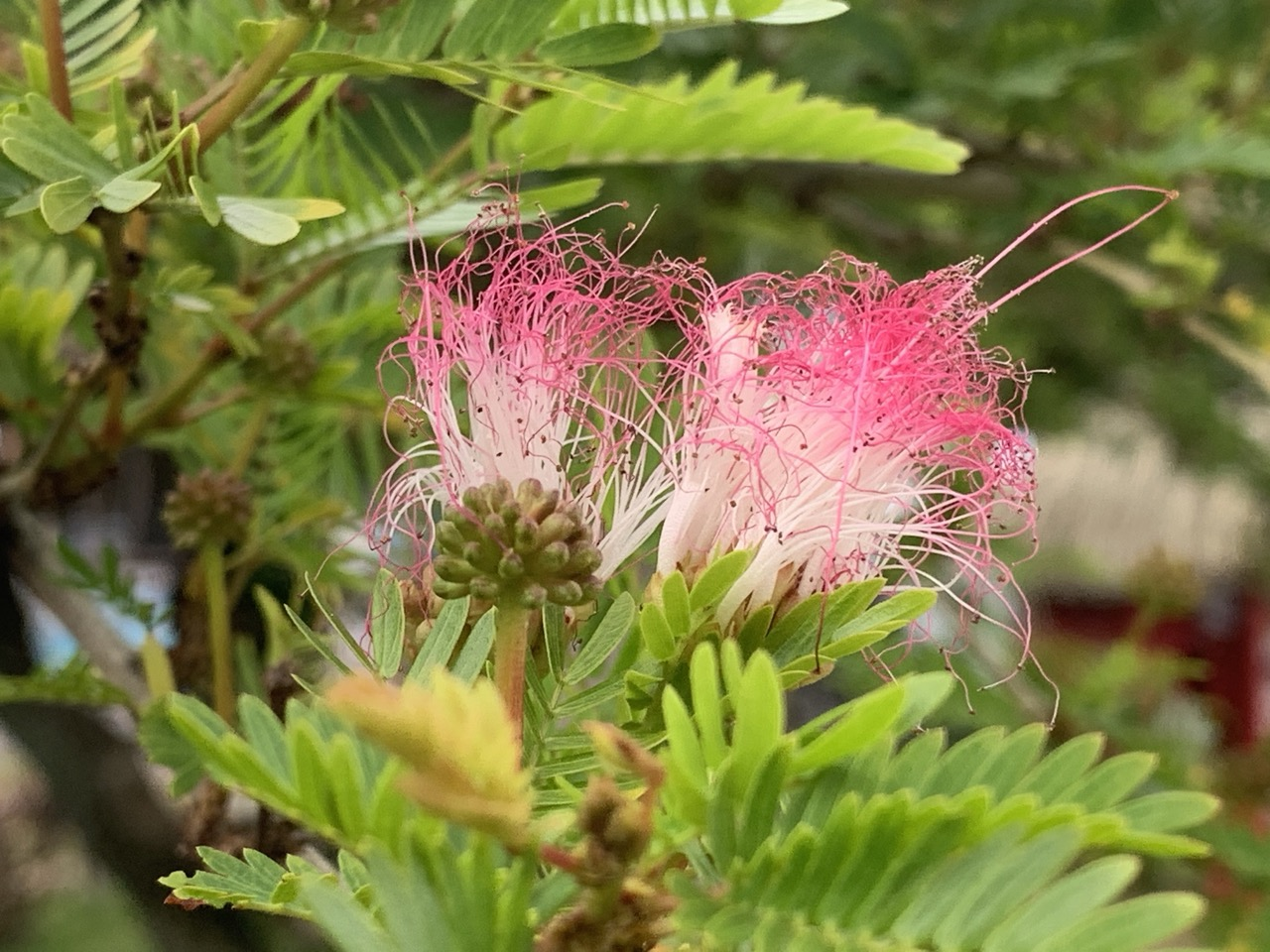
Arbre à houpettes.

Les fleurs originaires d'Asie tropicale : les orchidées, le taina (Gardenia jasminoides), les opuhi (Alpinia purpurata), la queue-de-chat, la pluie d'or (Cassia fistula). La queue-de-chat (Acalypha hispida) en tahitien aero mimi, introduite avant 1926 en Polynésie, est présente sur les cinq archipels. Elle est cultivée pour ses qualités ornementales, et bien connue des enfants qui s'amusent avec ses tiges colorées.

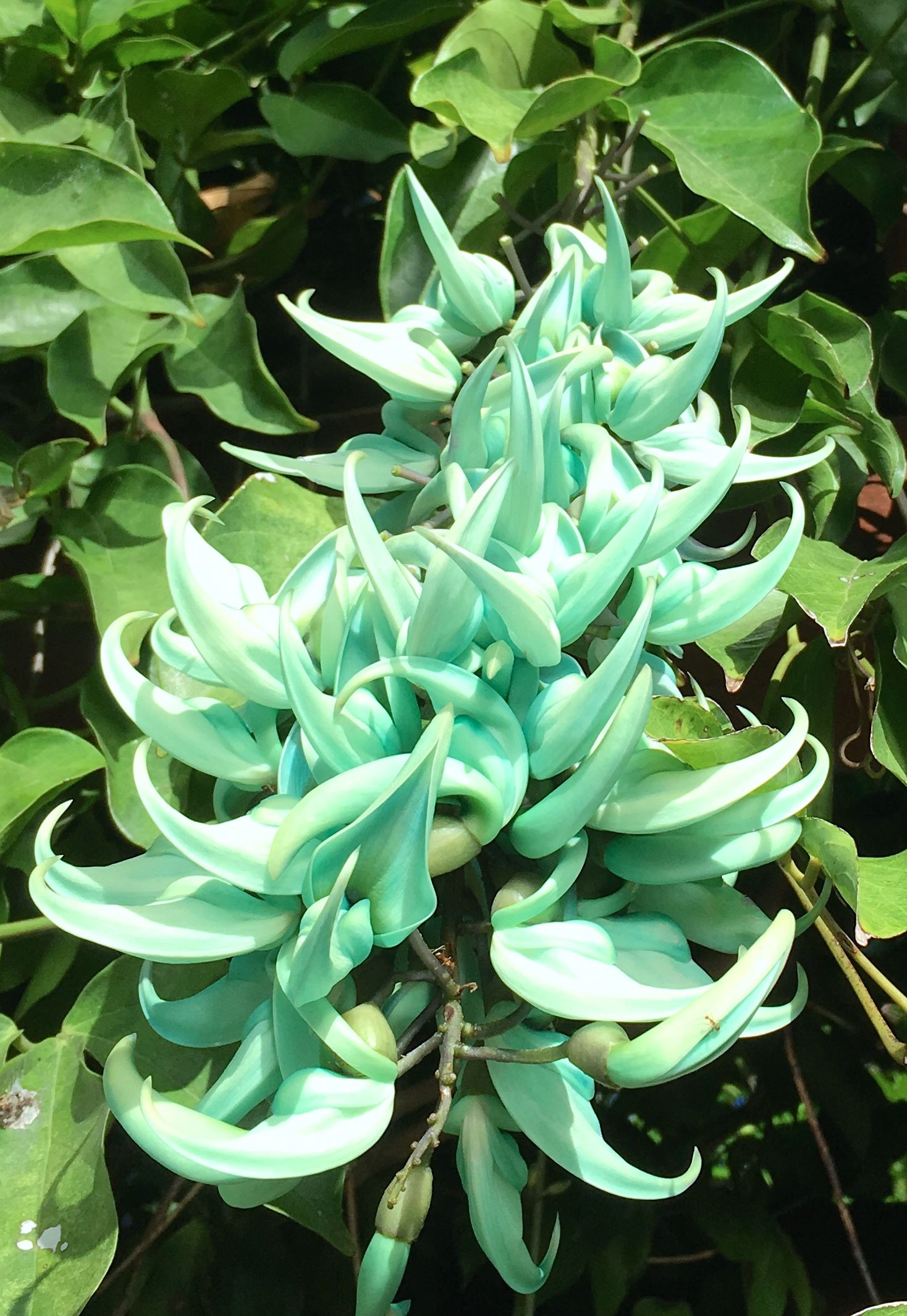
Liane de jade.
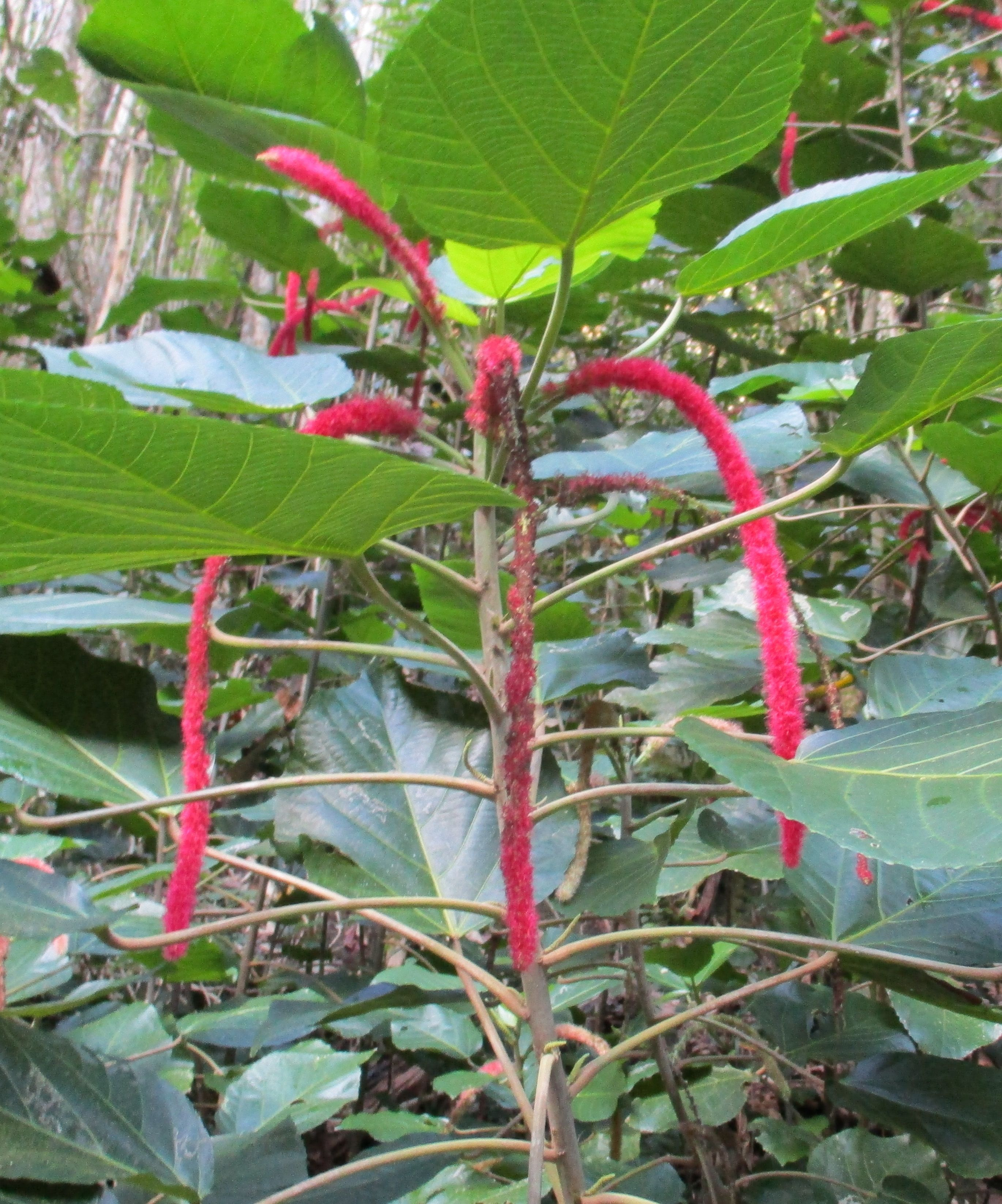
Acalypha hispida ou Queue-de-chat.
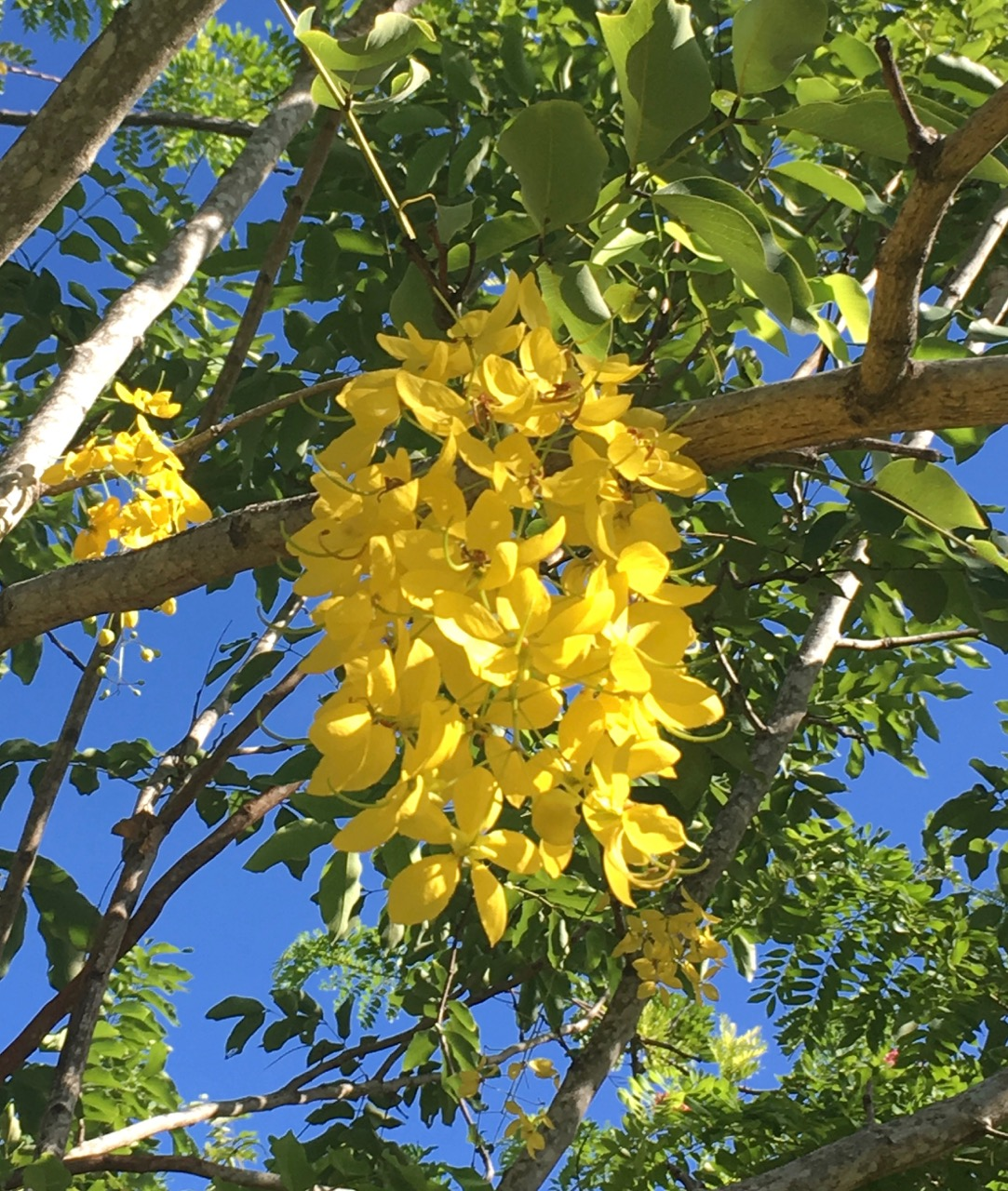
Cassia fistula ou Pluie d'or.
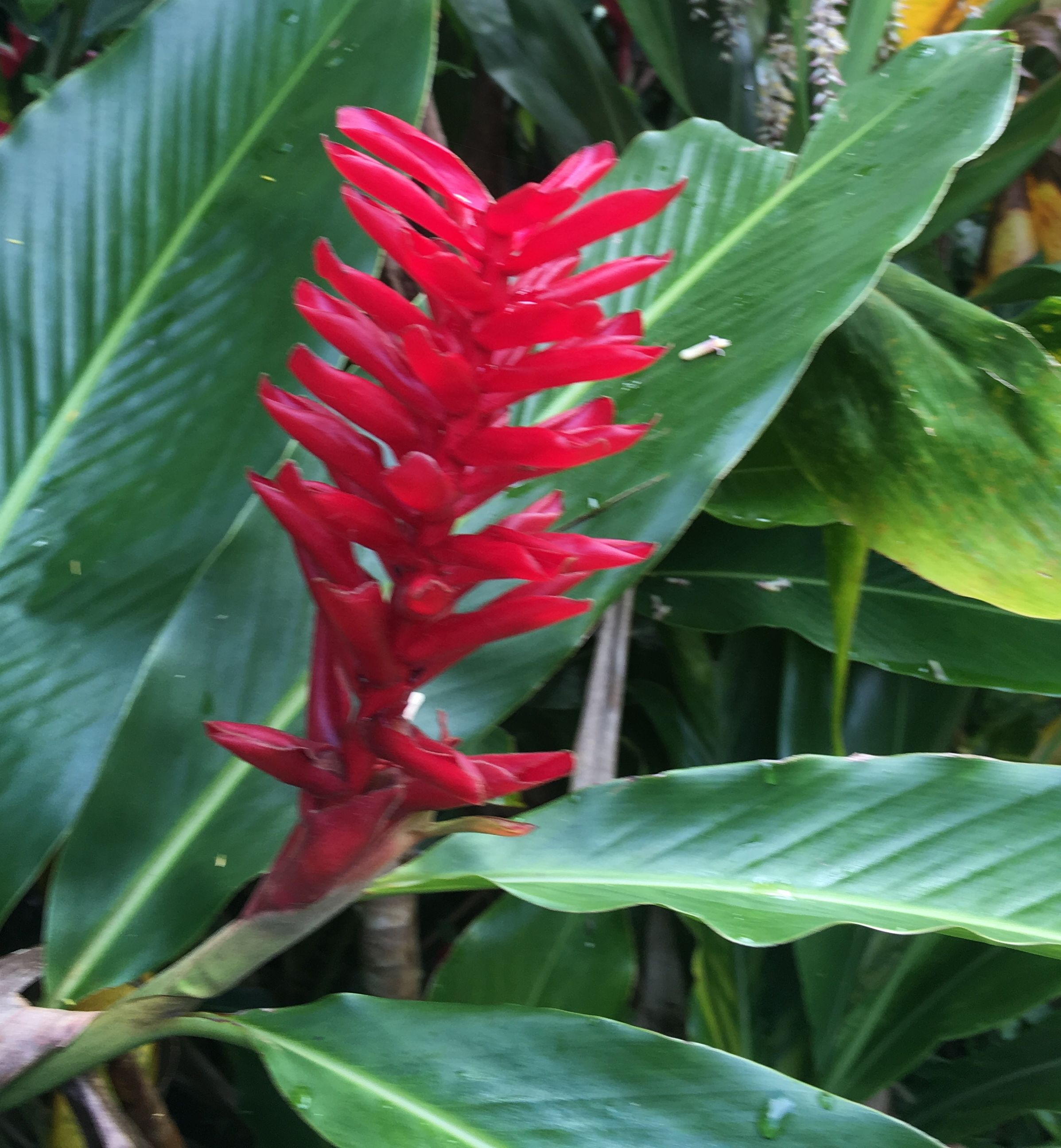
Alpinia purpurata (opuhi).
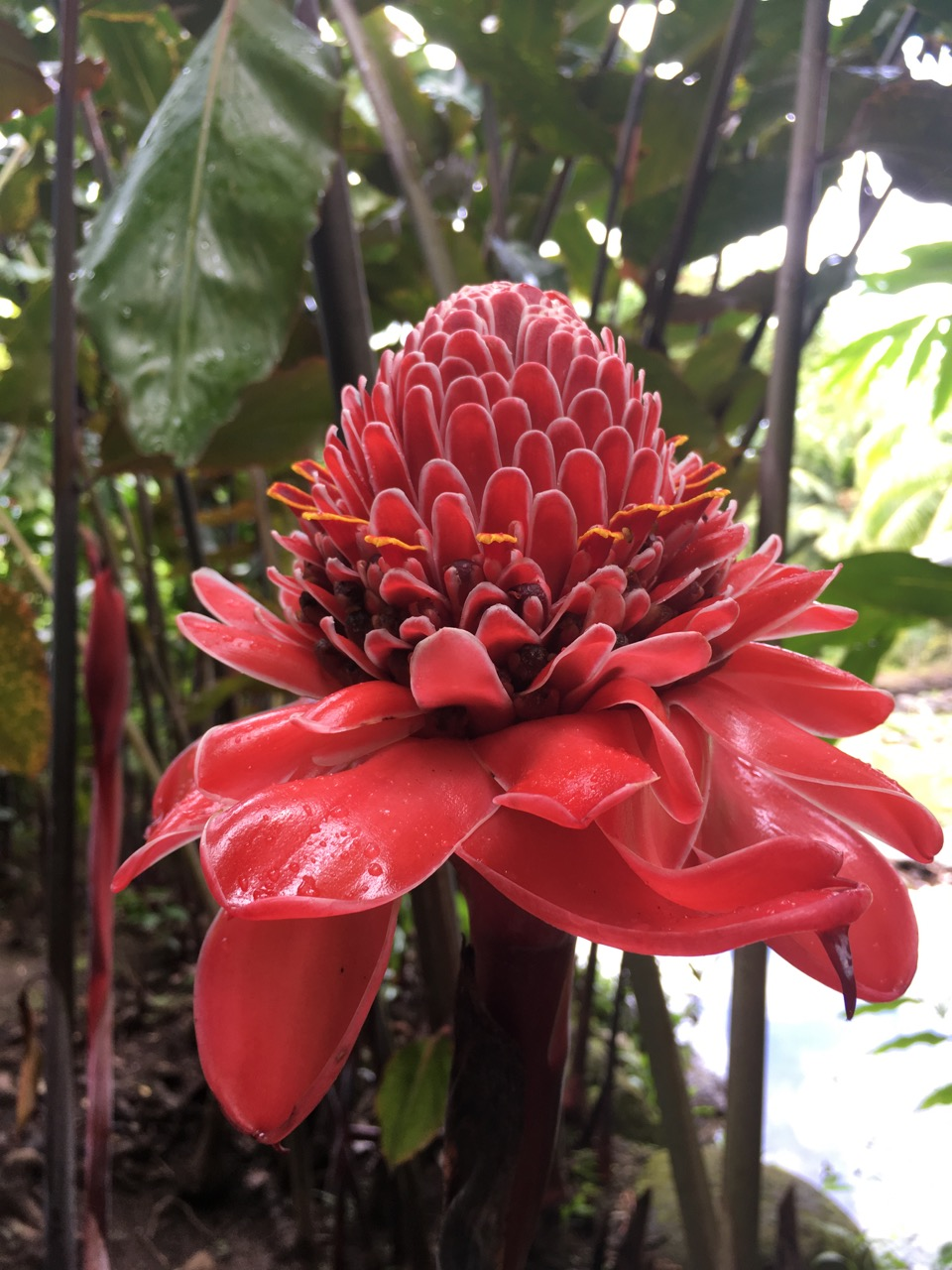
Etlingera elatior ou Rose de porcelaine.
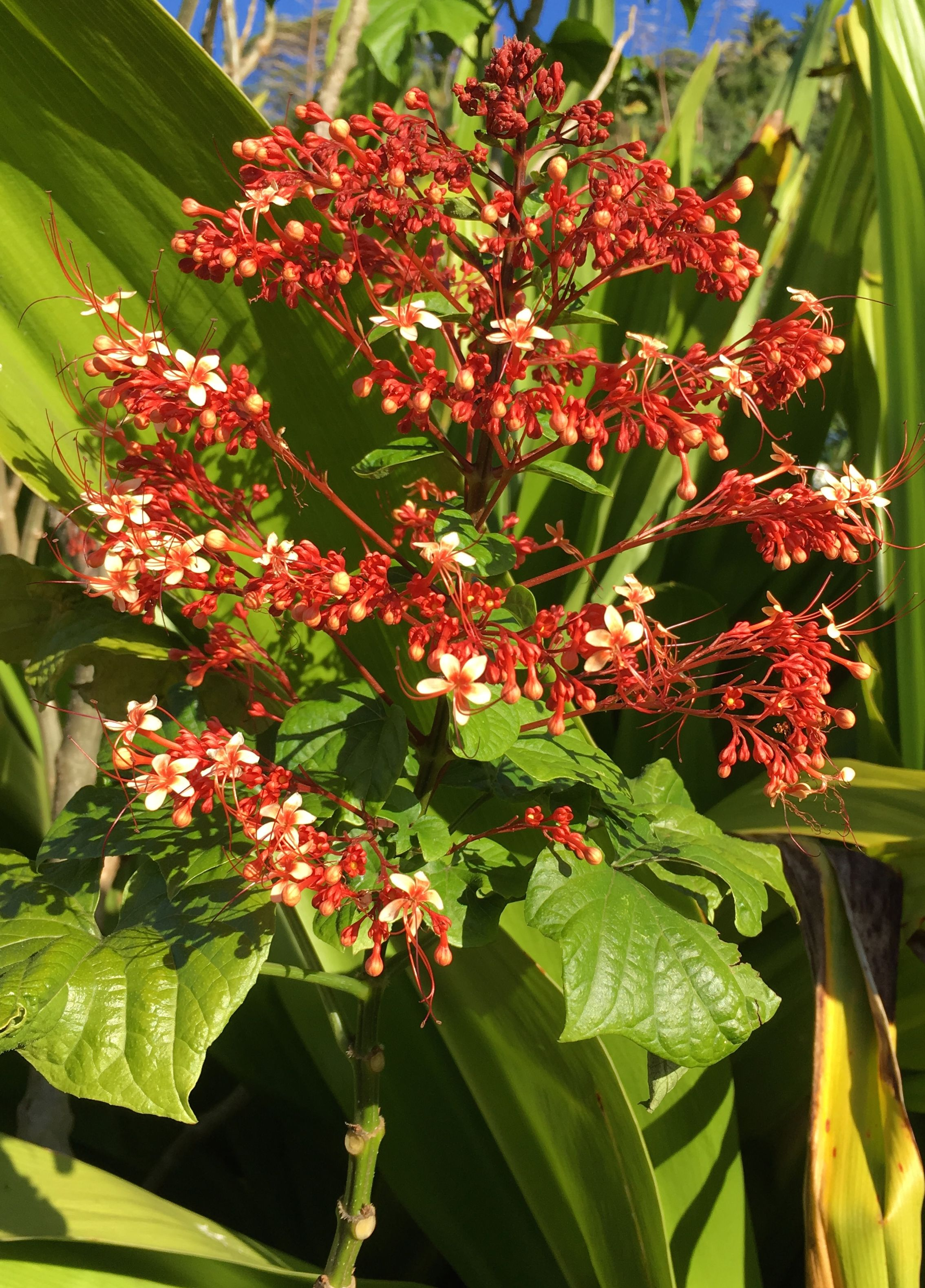
Clérodendron.
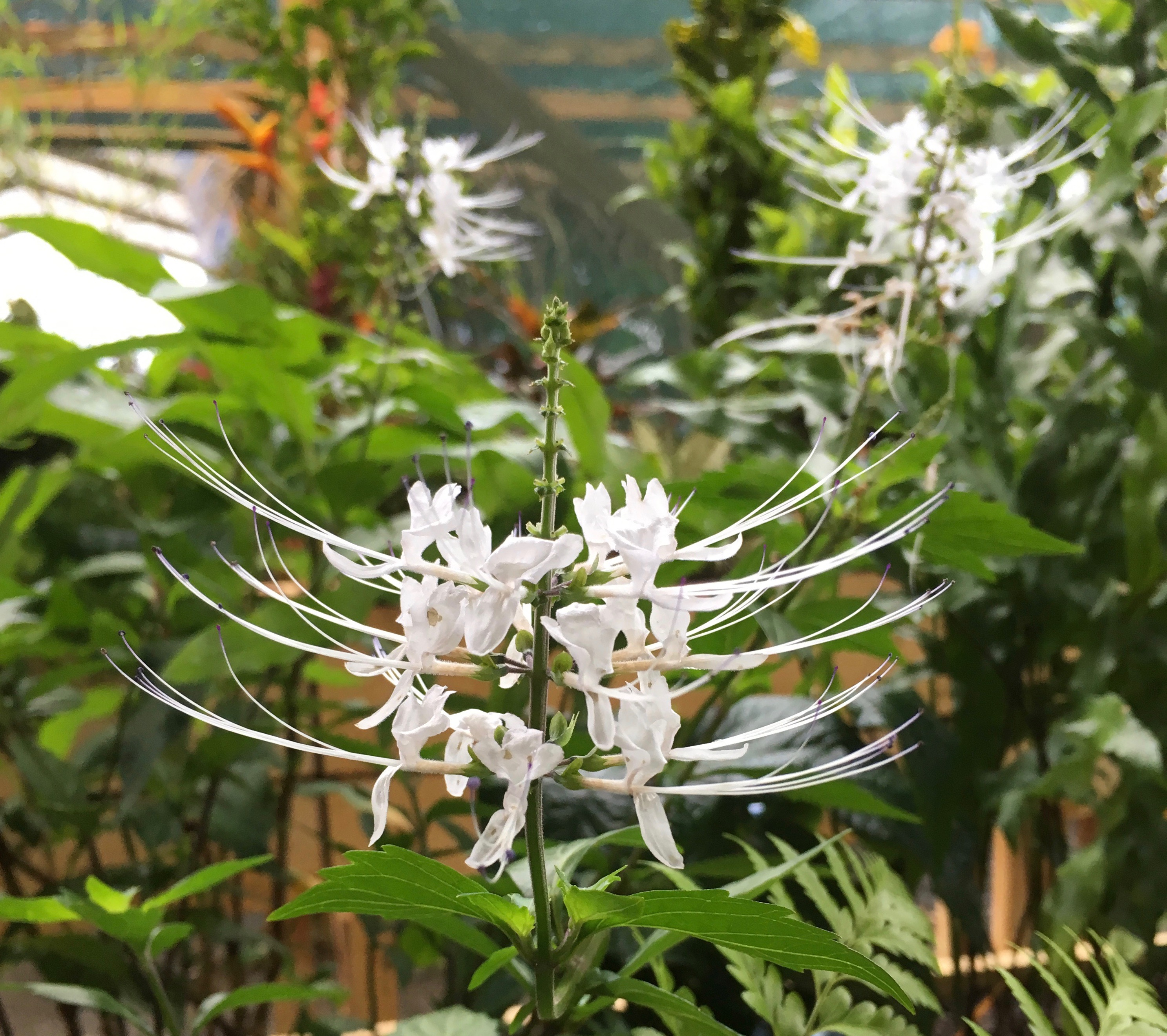
Orthosiphon ou Moustache de chat.
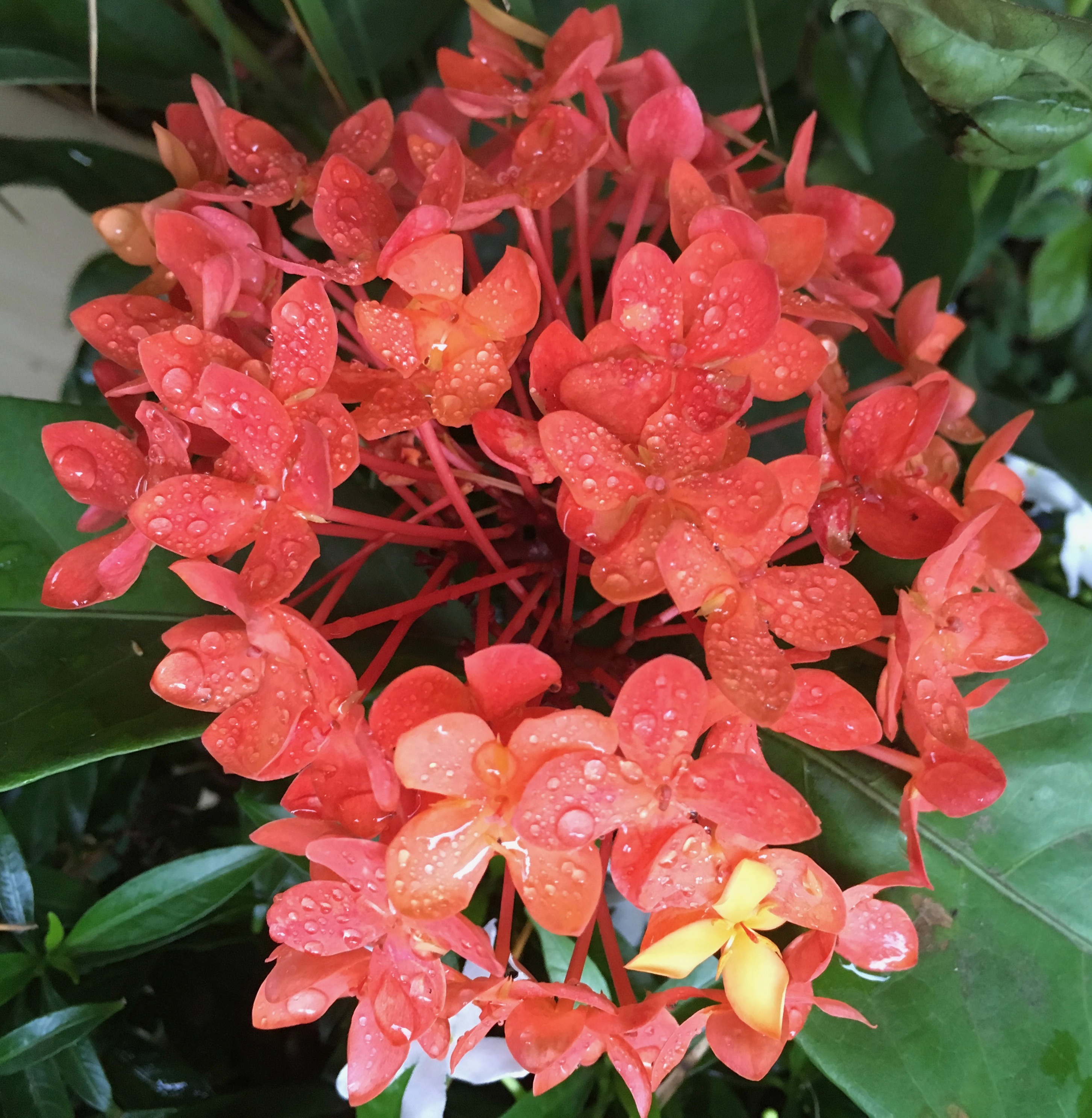
Ixora de Tahiti (hitoa).
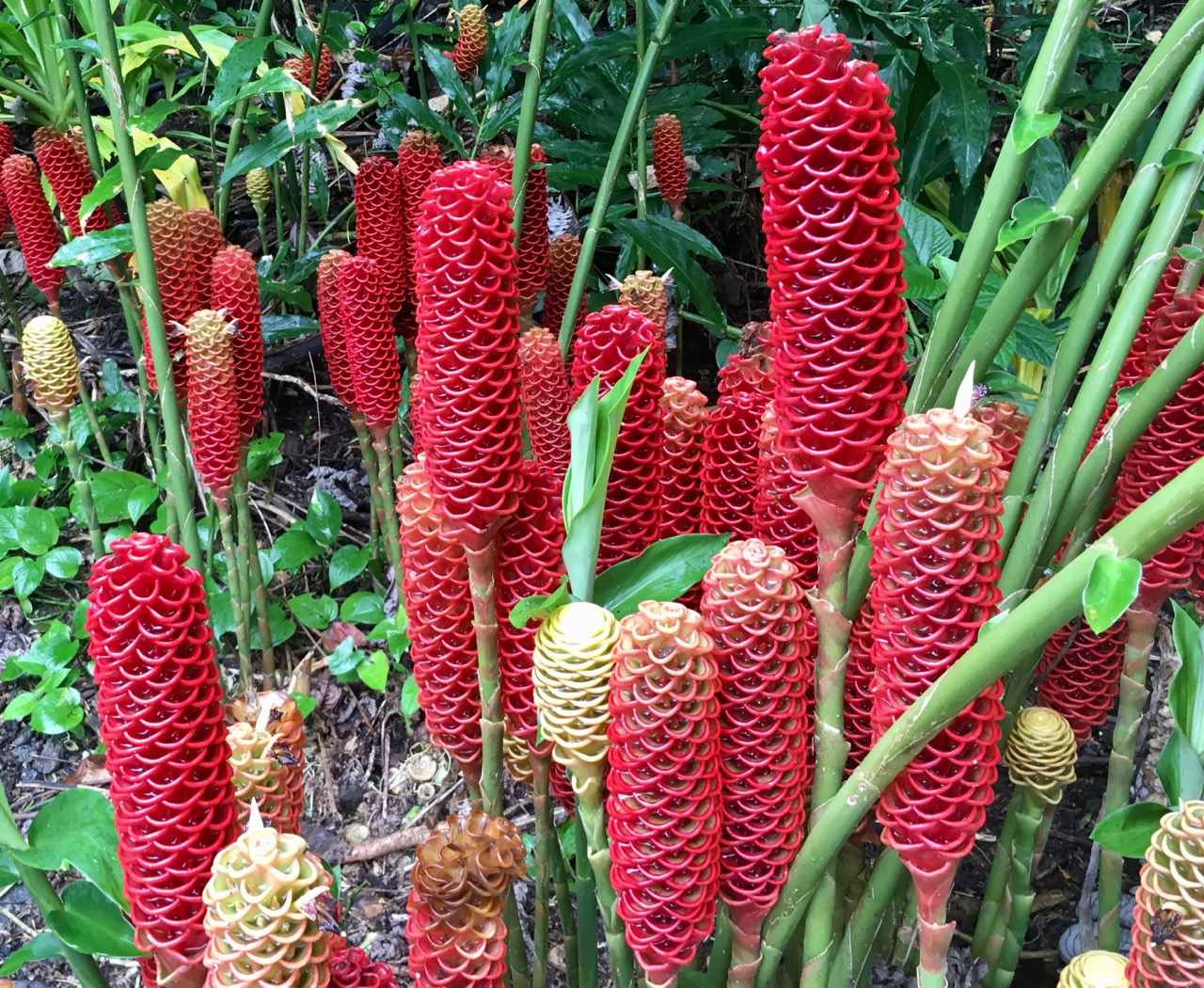
Zingiber spectabile ou Gingembre ruche.
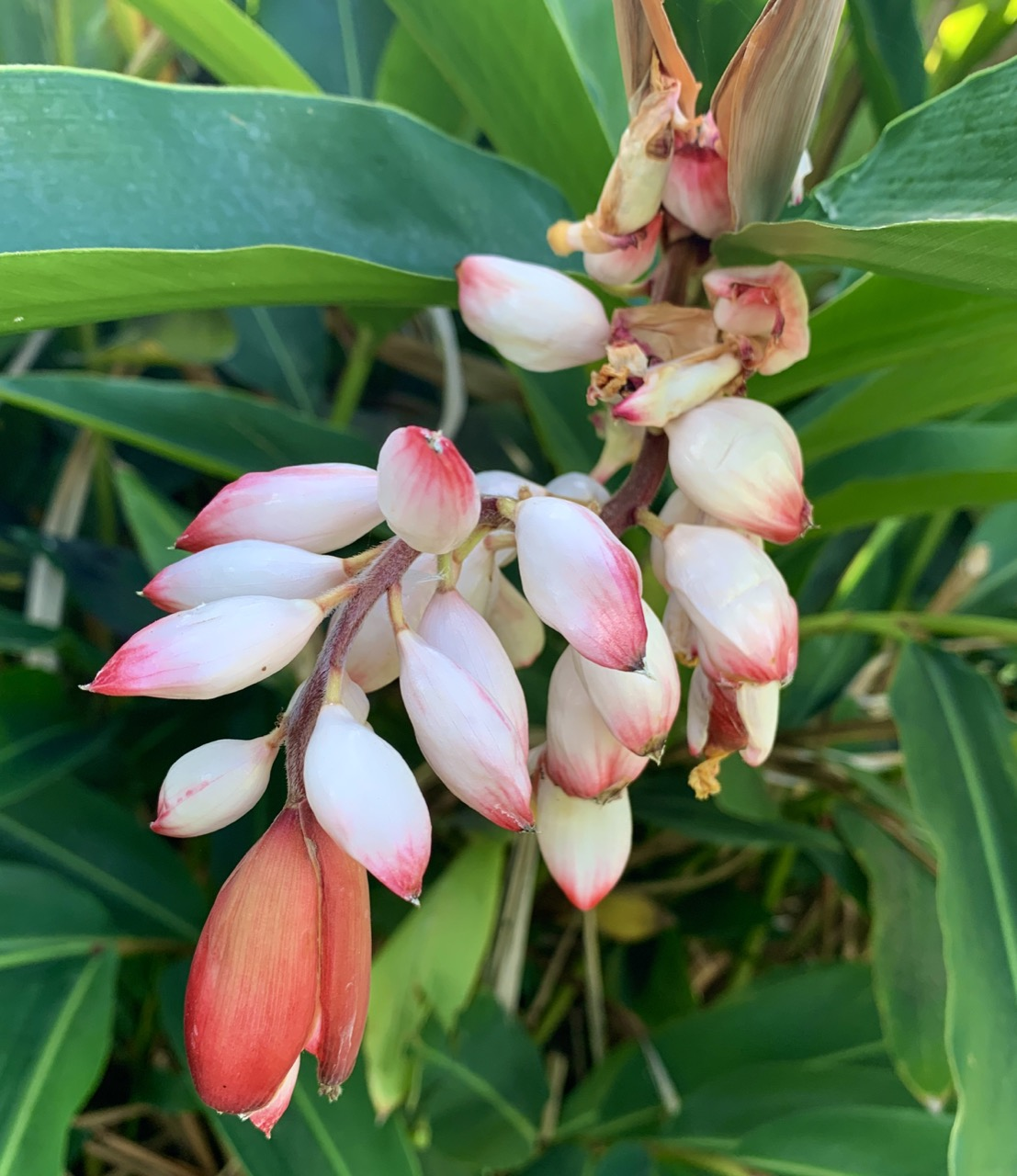
Alpinia zerumbet ou Gingembre coquille.
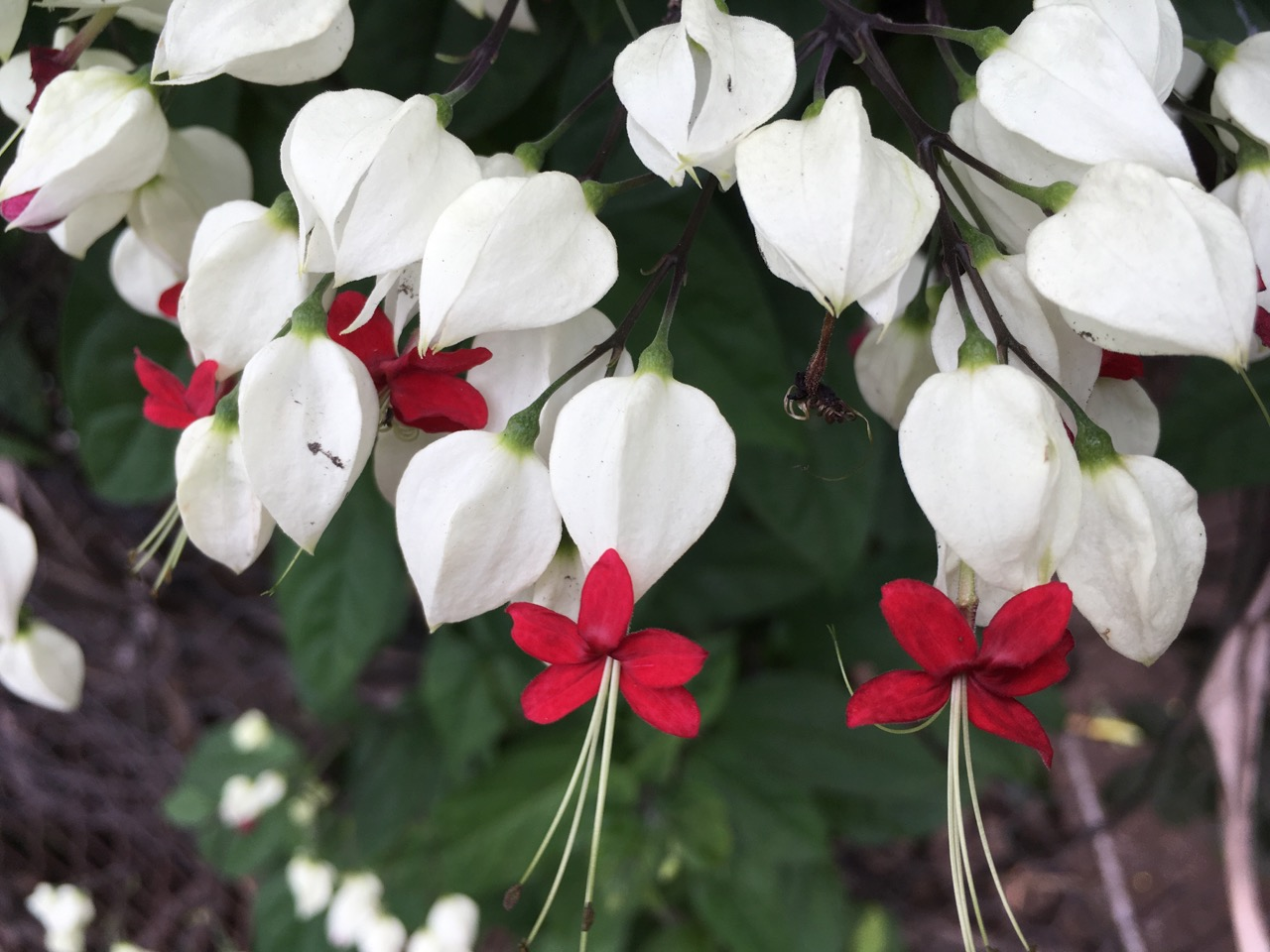
Clerodendrum thomsoniae ou Cœur de Marie.
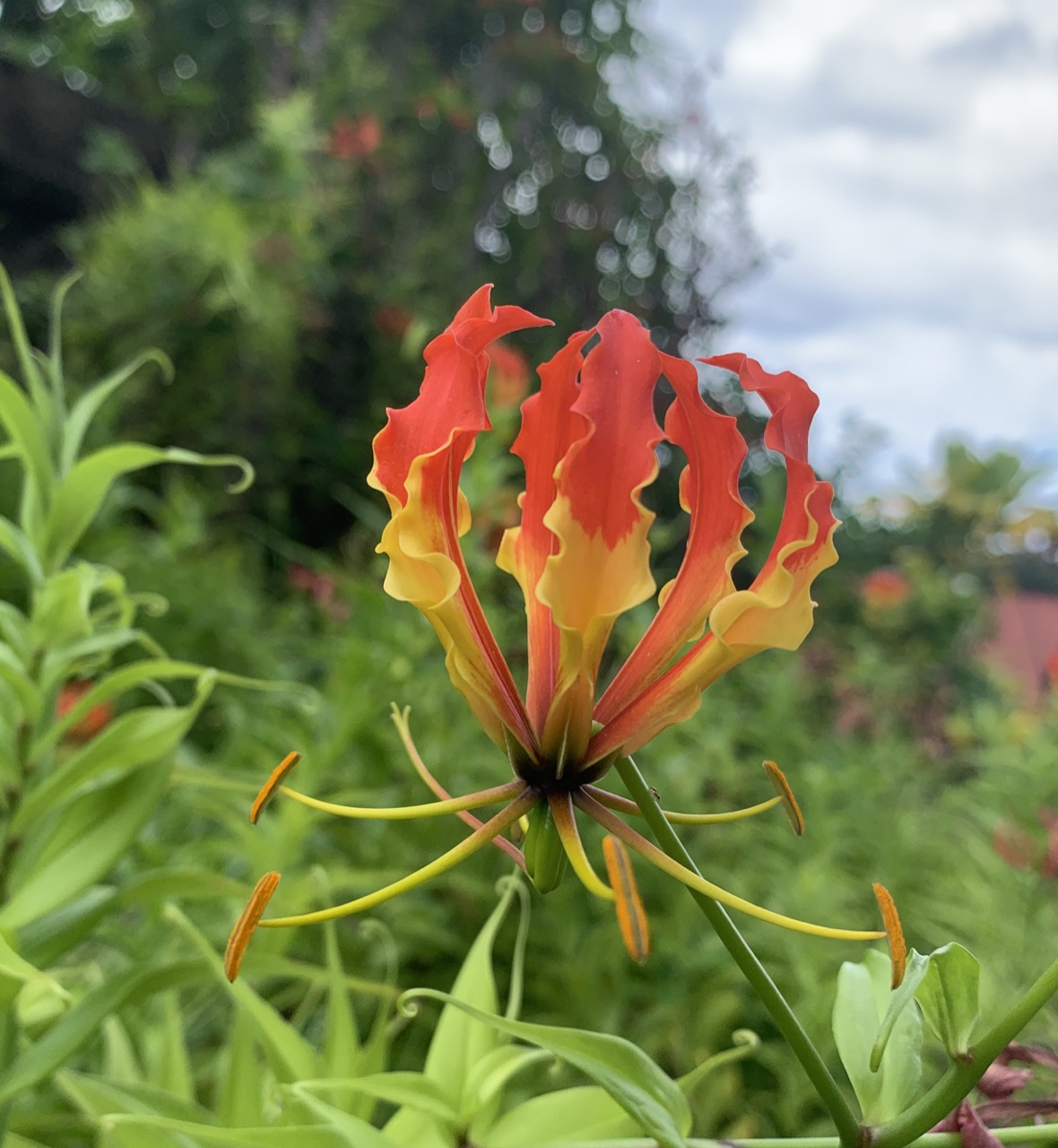
Gloriosa superba ou Lis de Malabar.
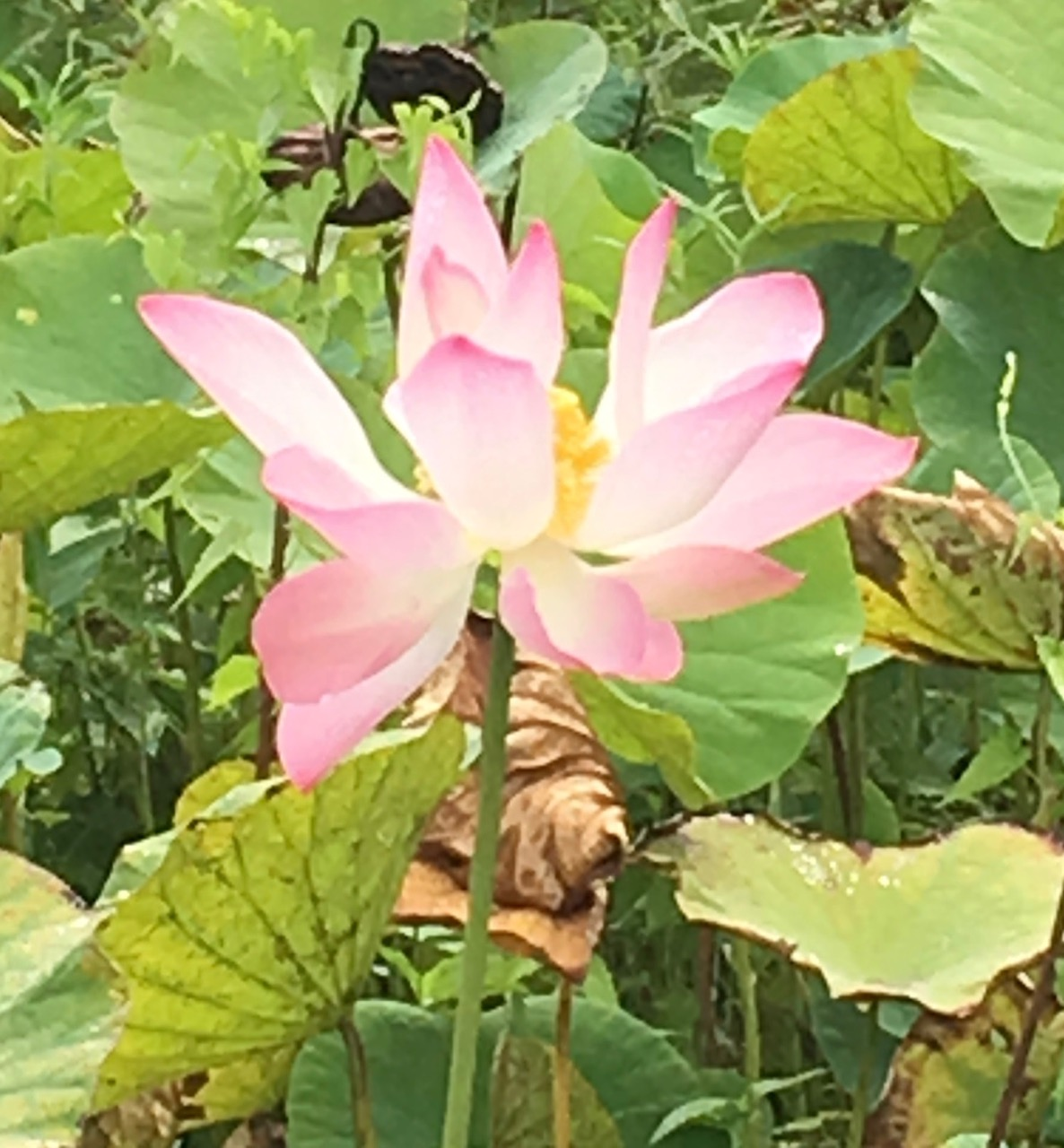
Nelumbo nucifera ou Lotus sacré.
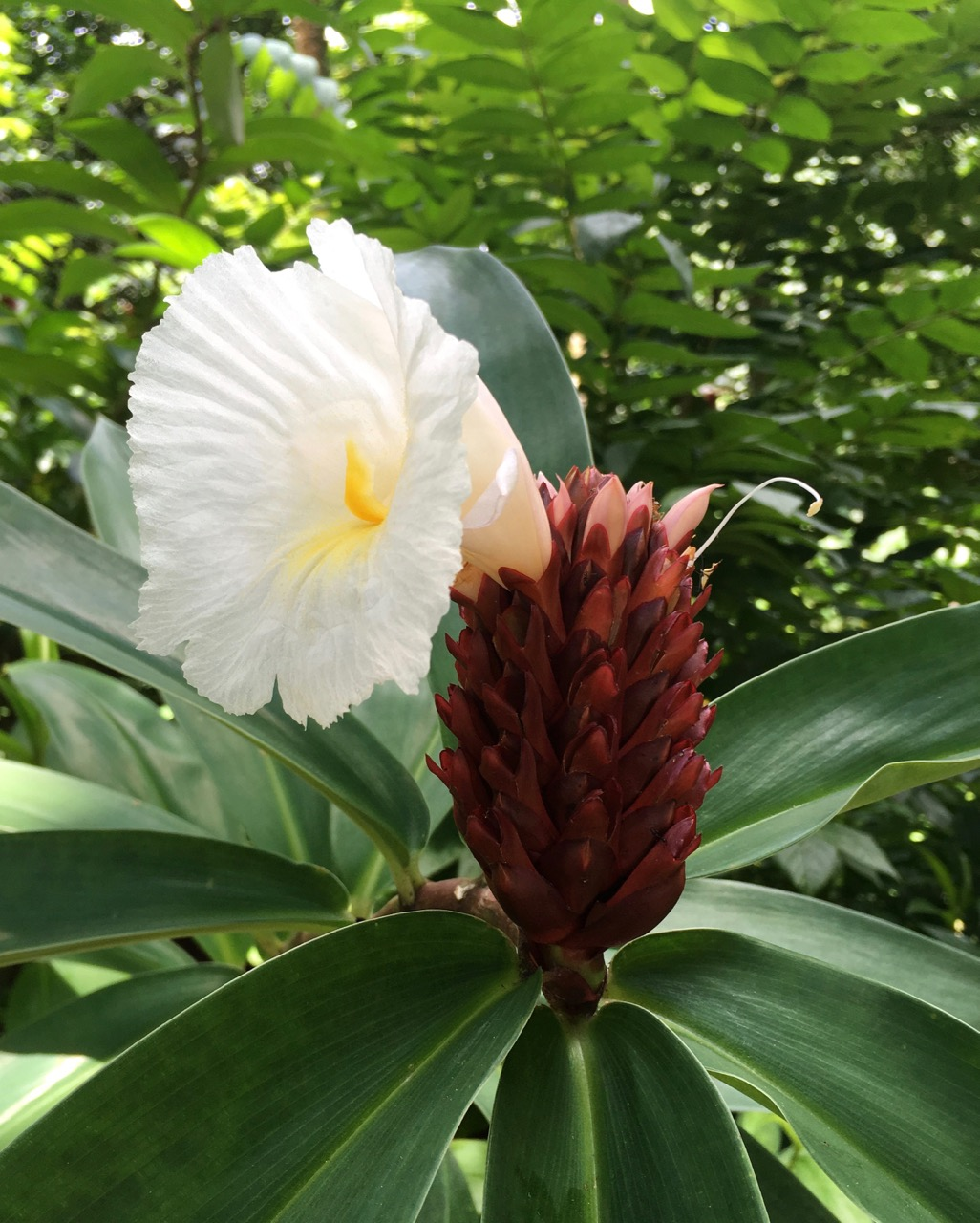
Cheilocostus speciosus ou Canne d'eau.
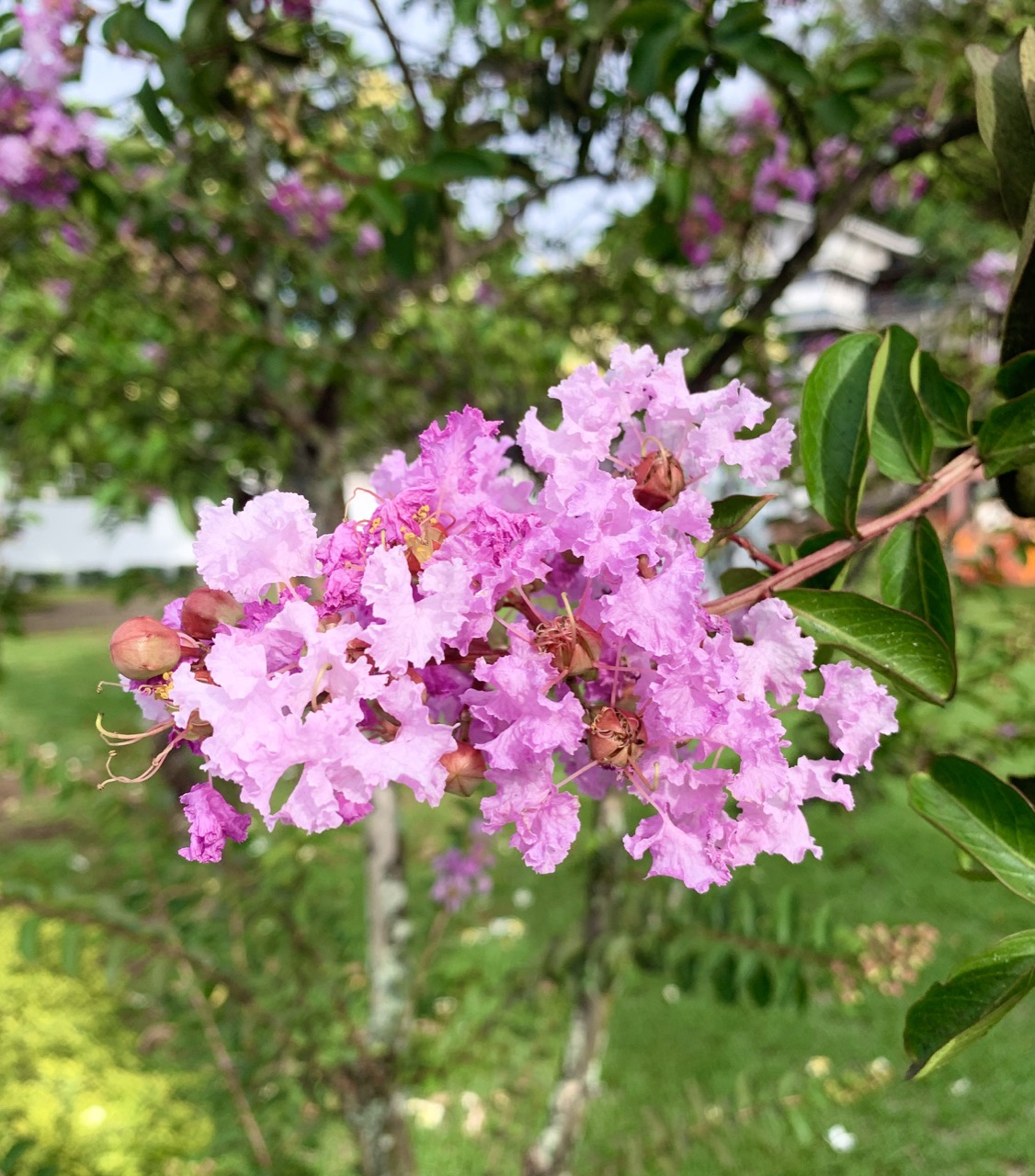
Lagerstroemia speciosa ou Lilas des Indes.
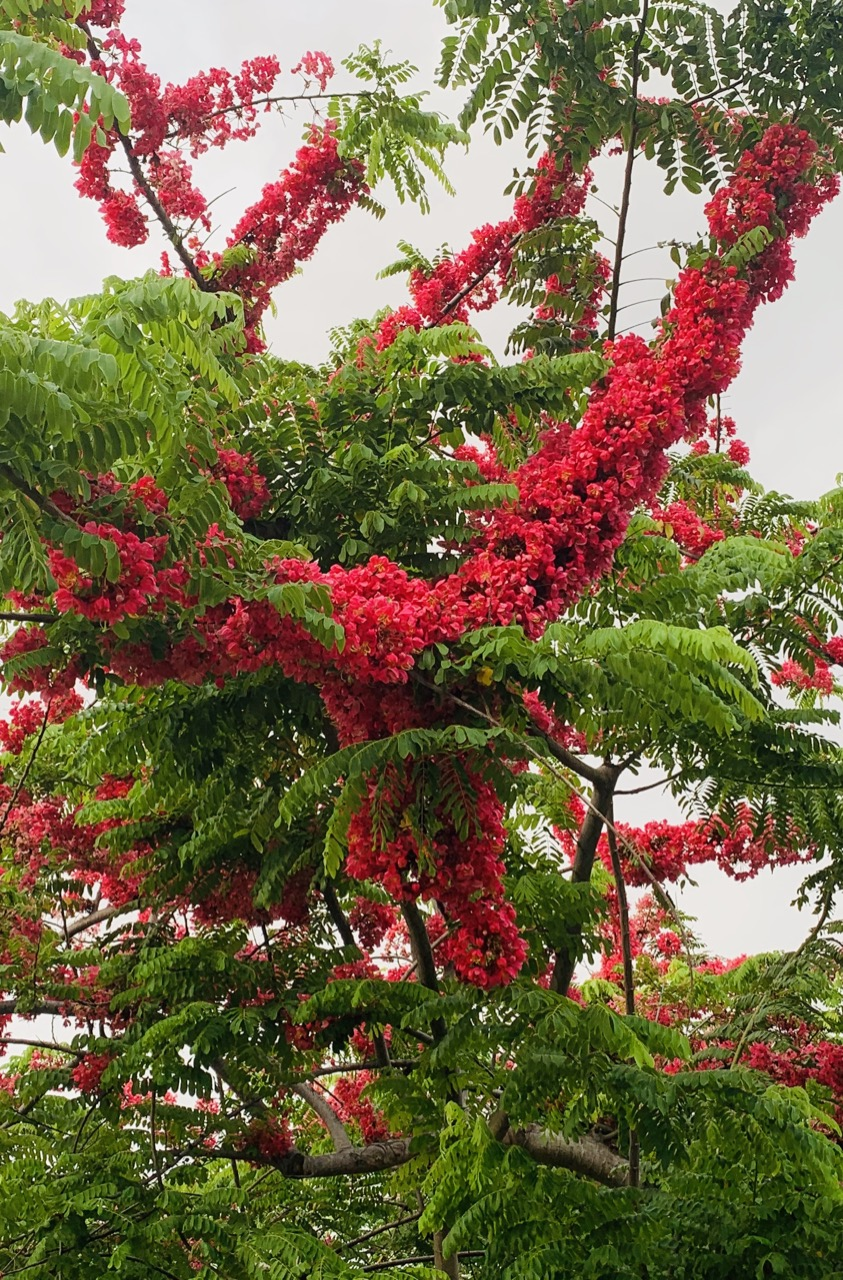
Cassia javanica ou Douche rose de Java.
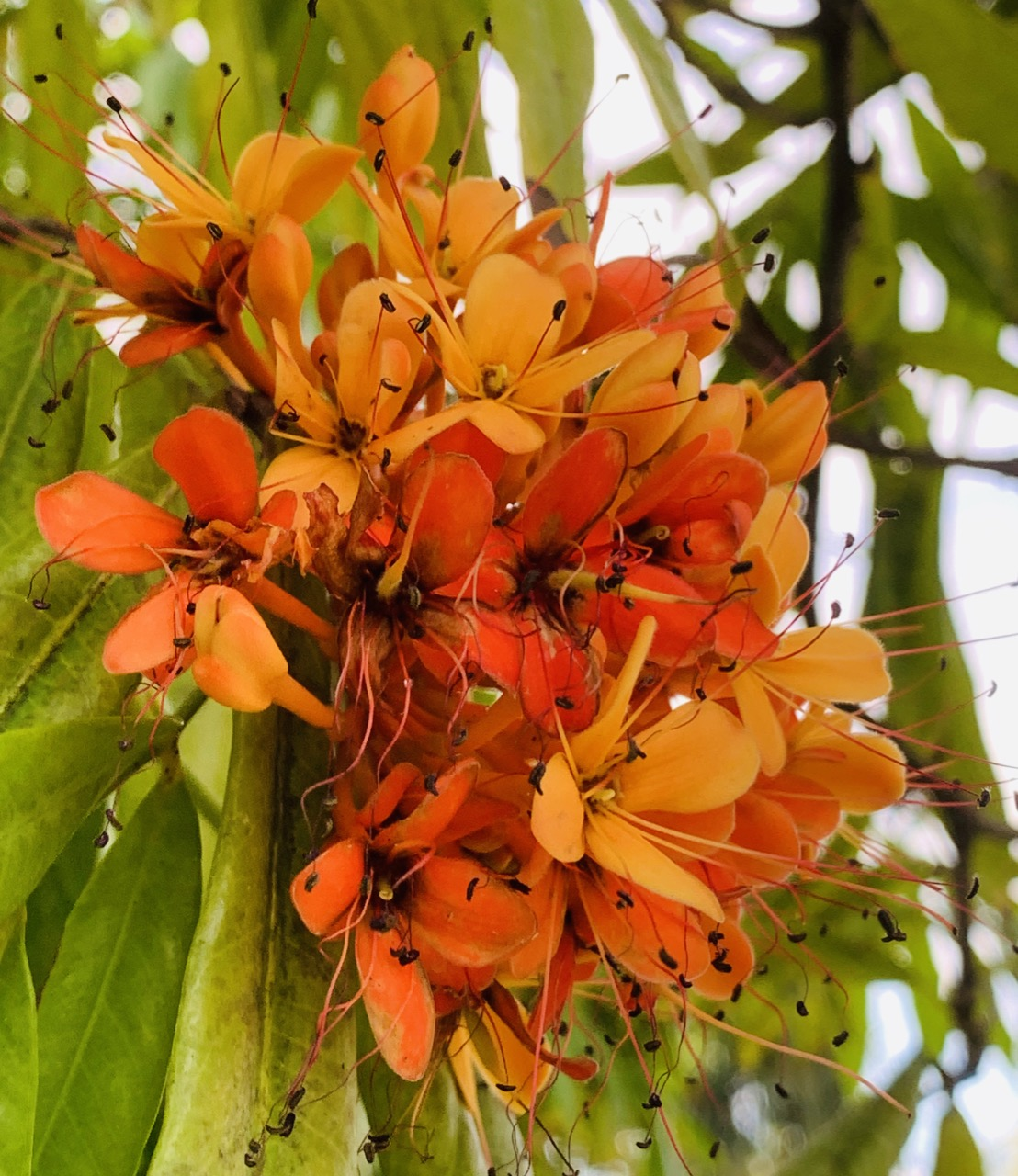
Saraca indica ou Arbre Ashoka.
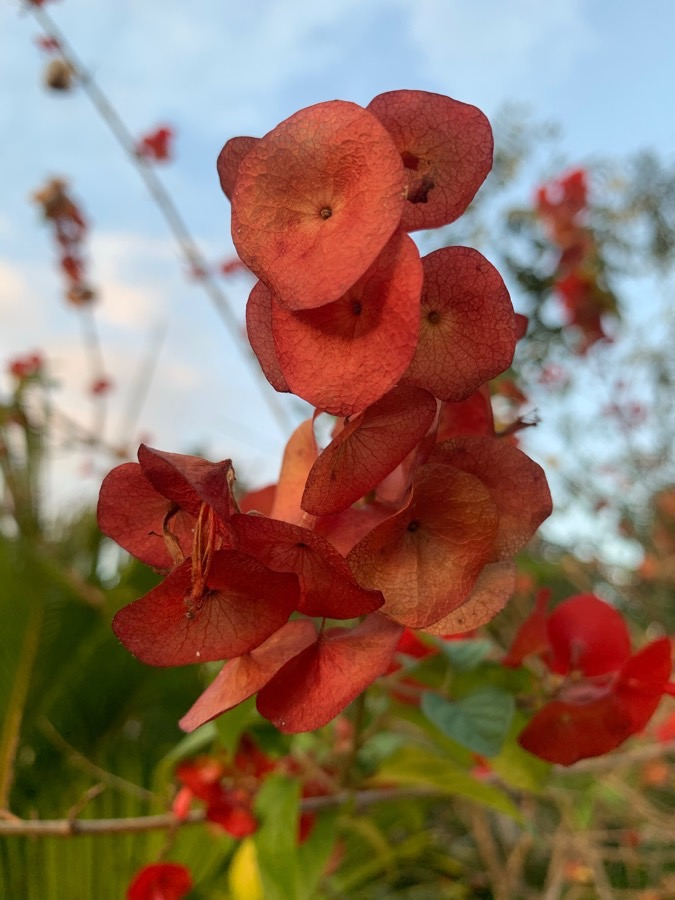
Holmskioldia ou Chapeau chinois.
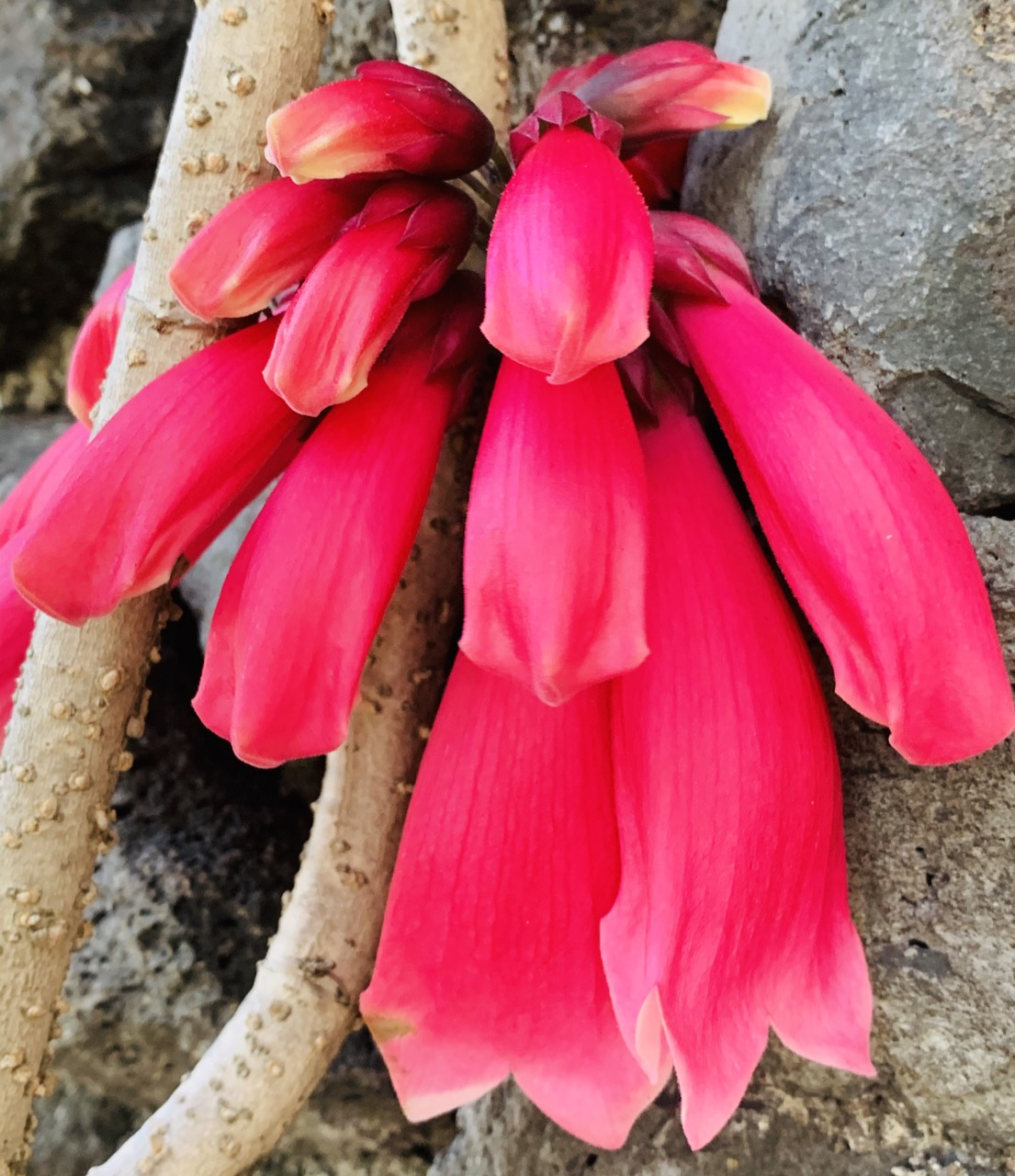
Tecomanthe dendrophila.
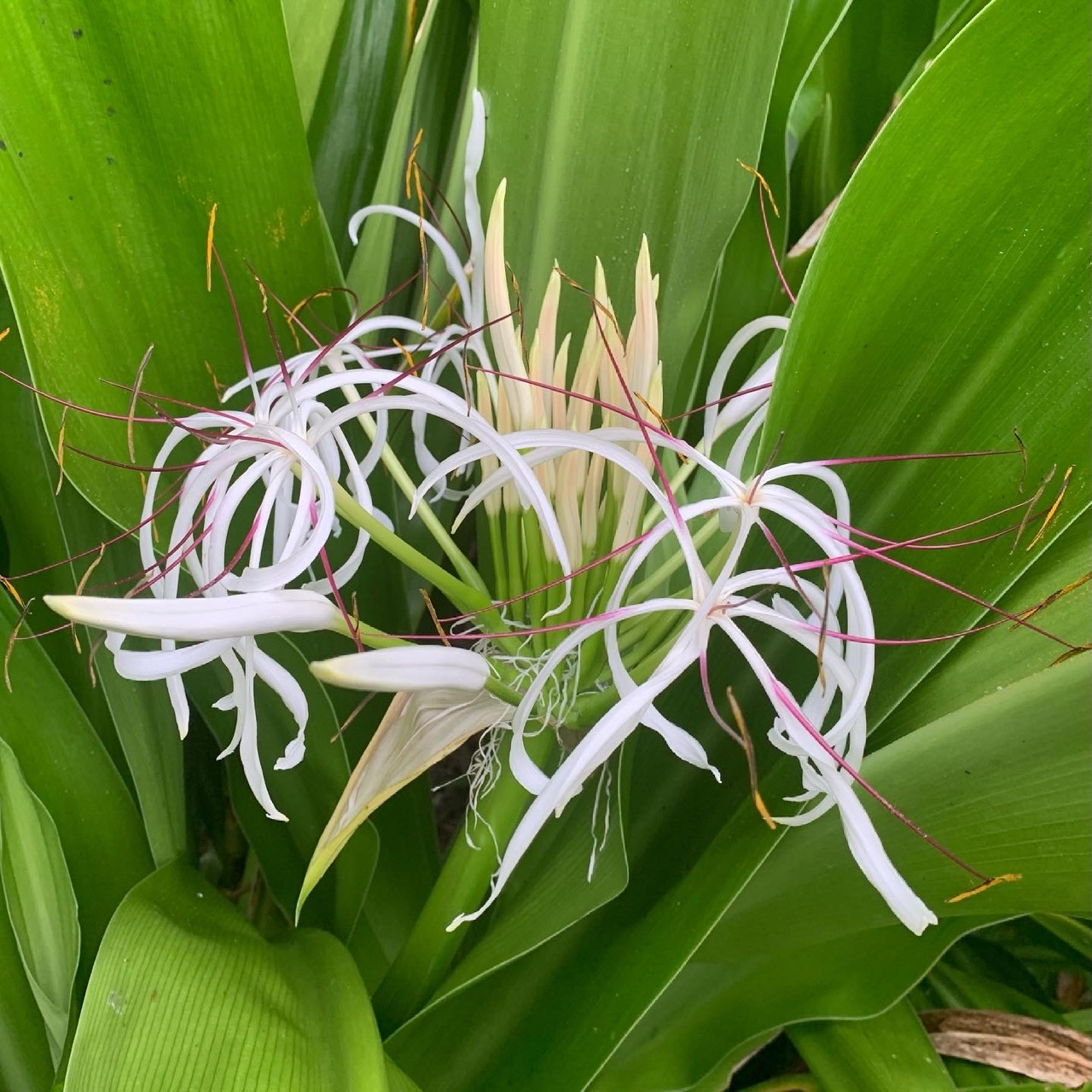
Crinum asiaticum ou lys araignée.

Les fleurs originaires d'Afrique tropicale ou du bassin méditerranéen :

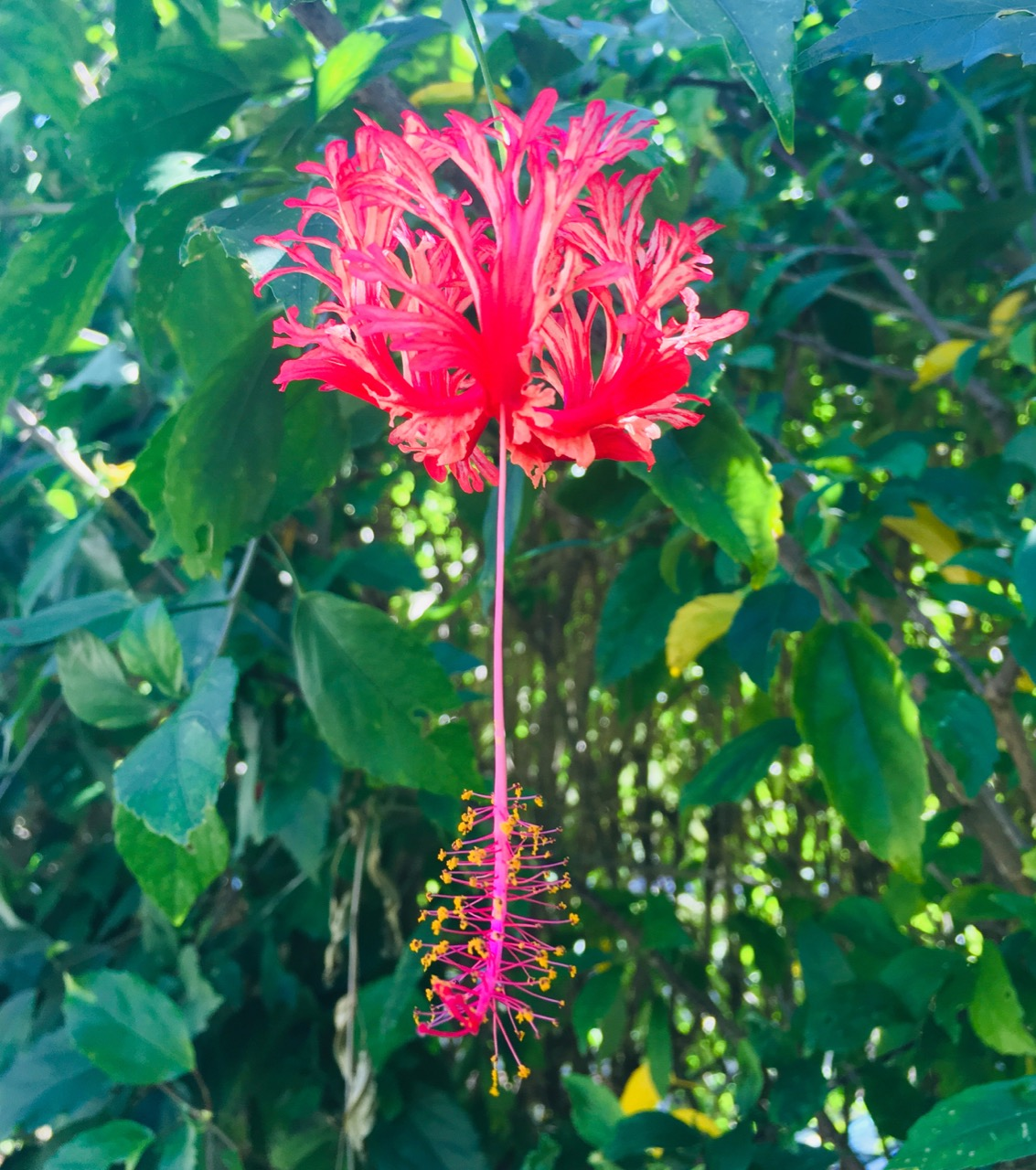
Hibiscus schizopetalus ou Hibiscus corail.
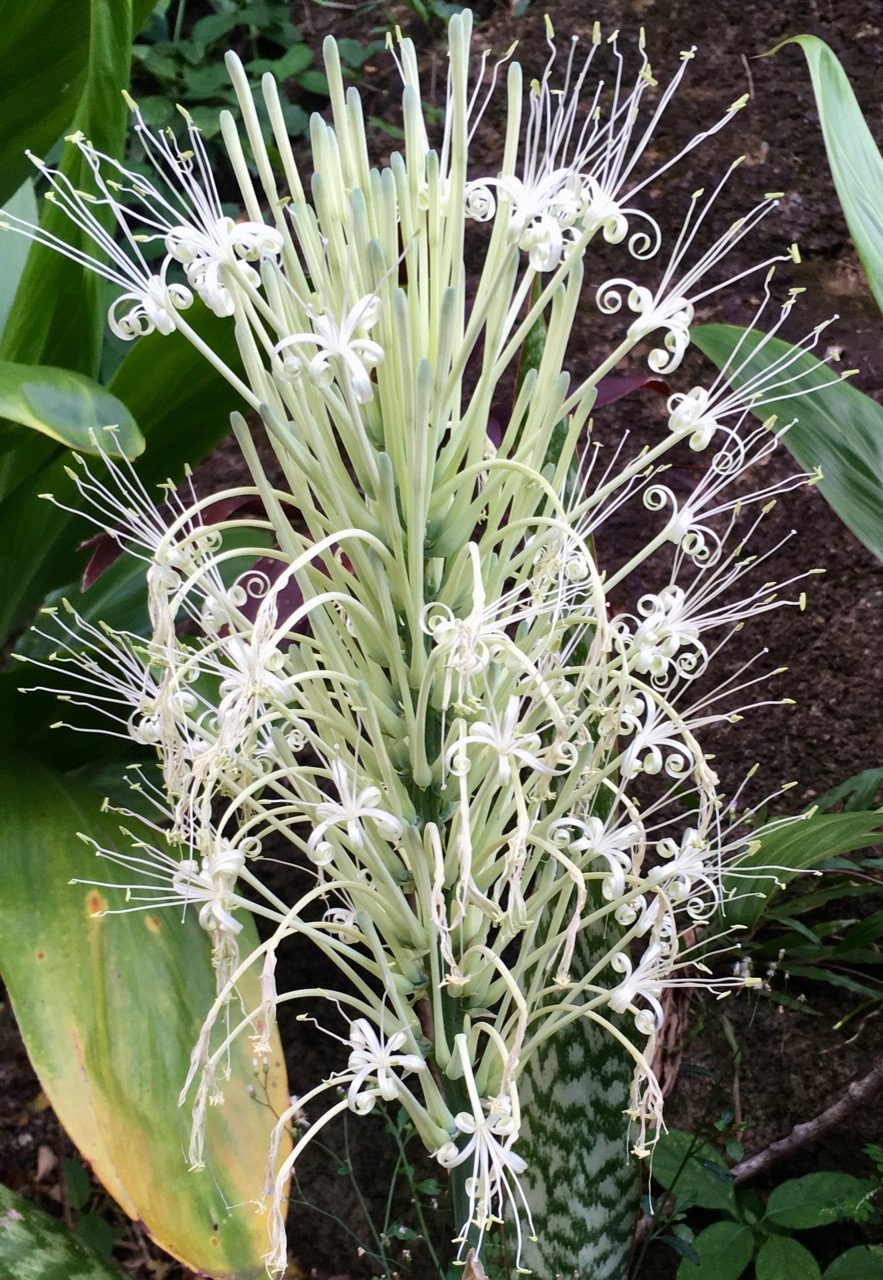
Sansevieria.
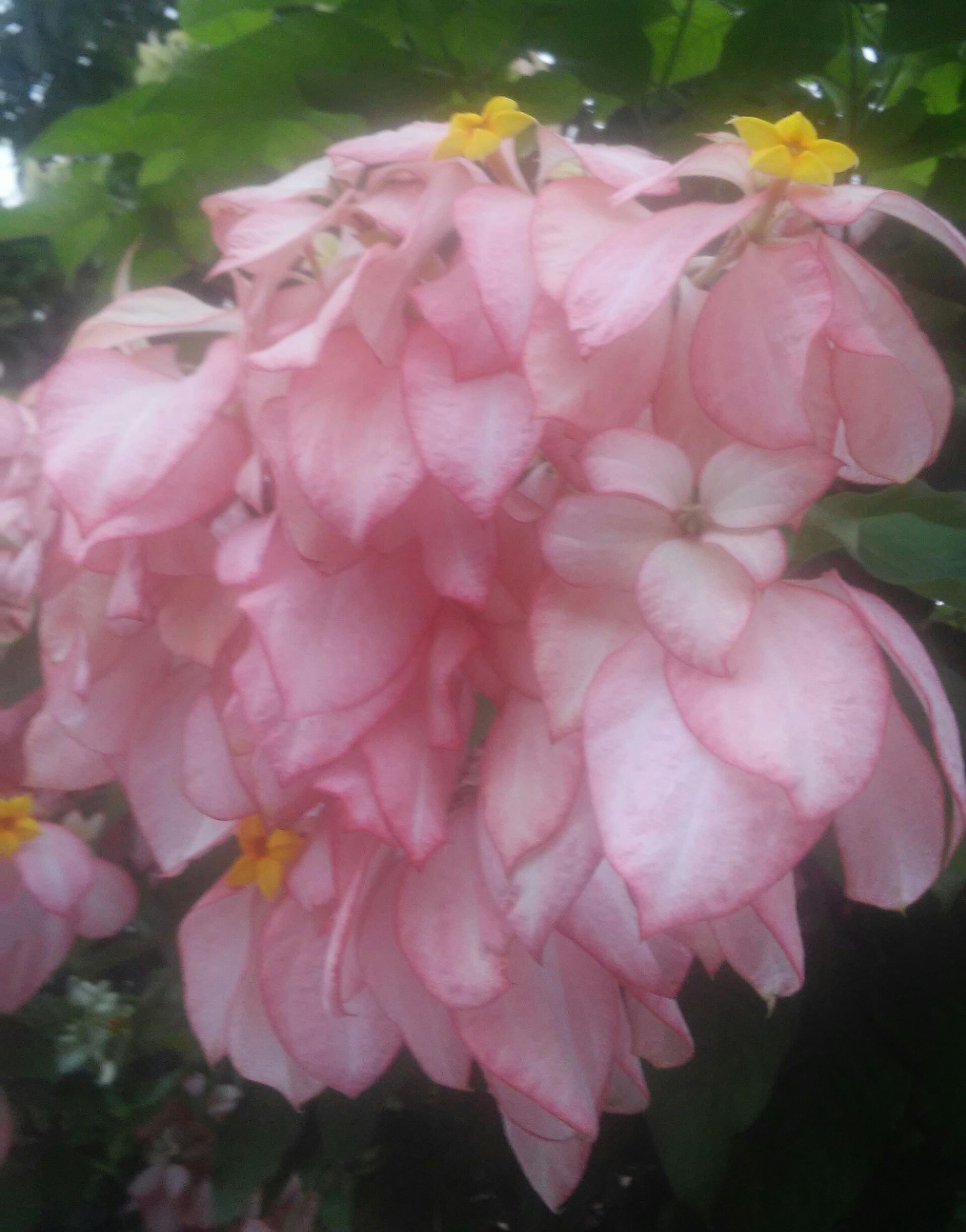
Mussaenda ou Fleur de papier.
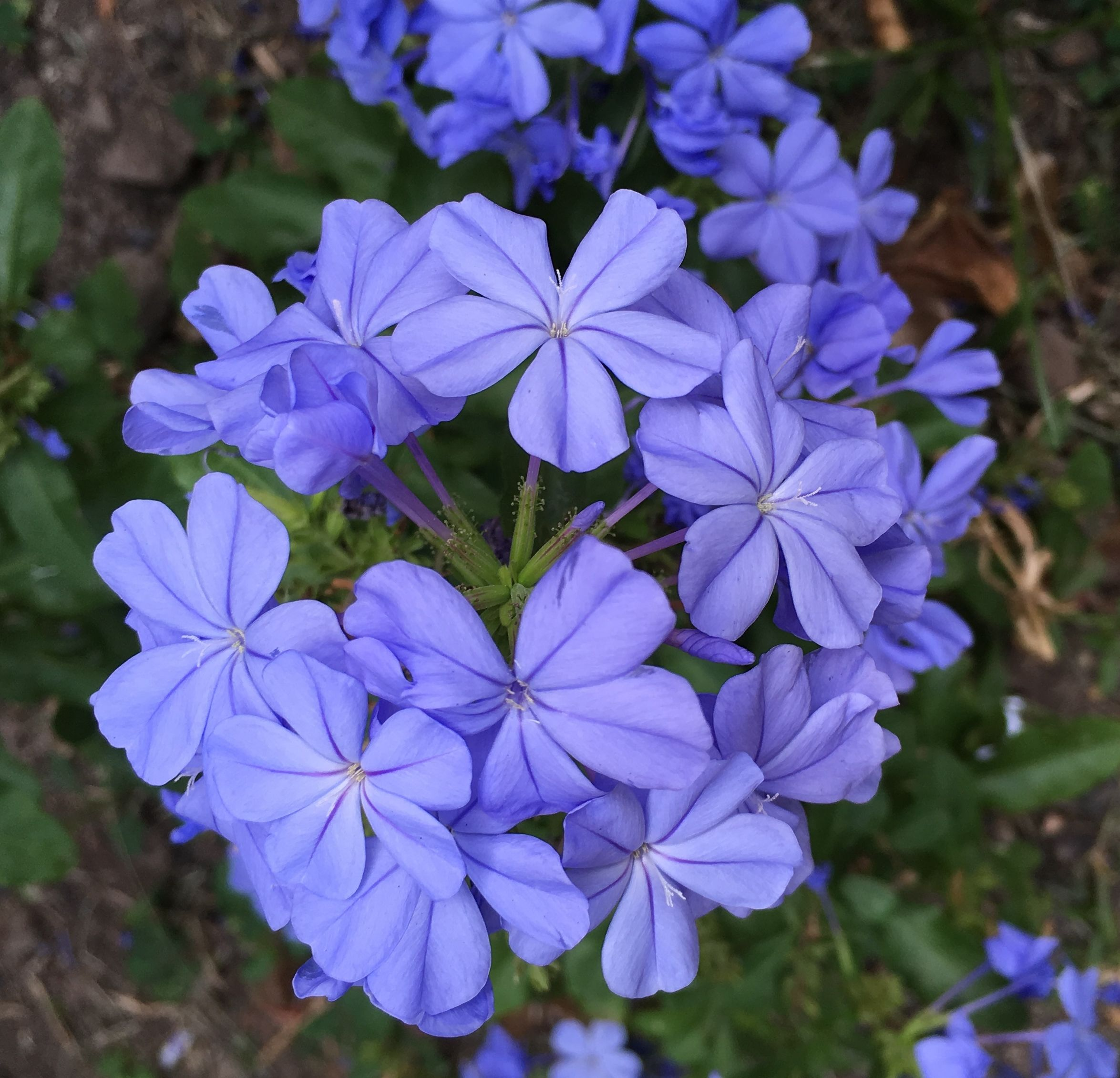
Dentelaire du Cap.
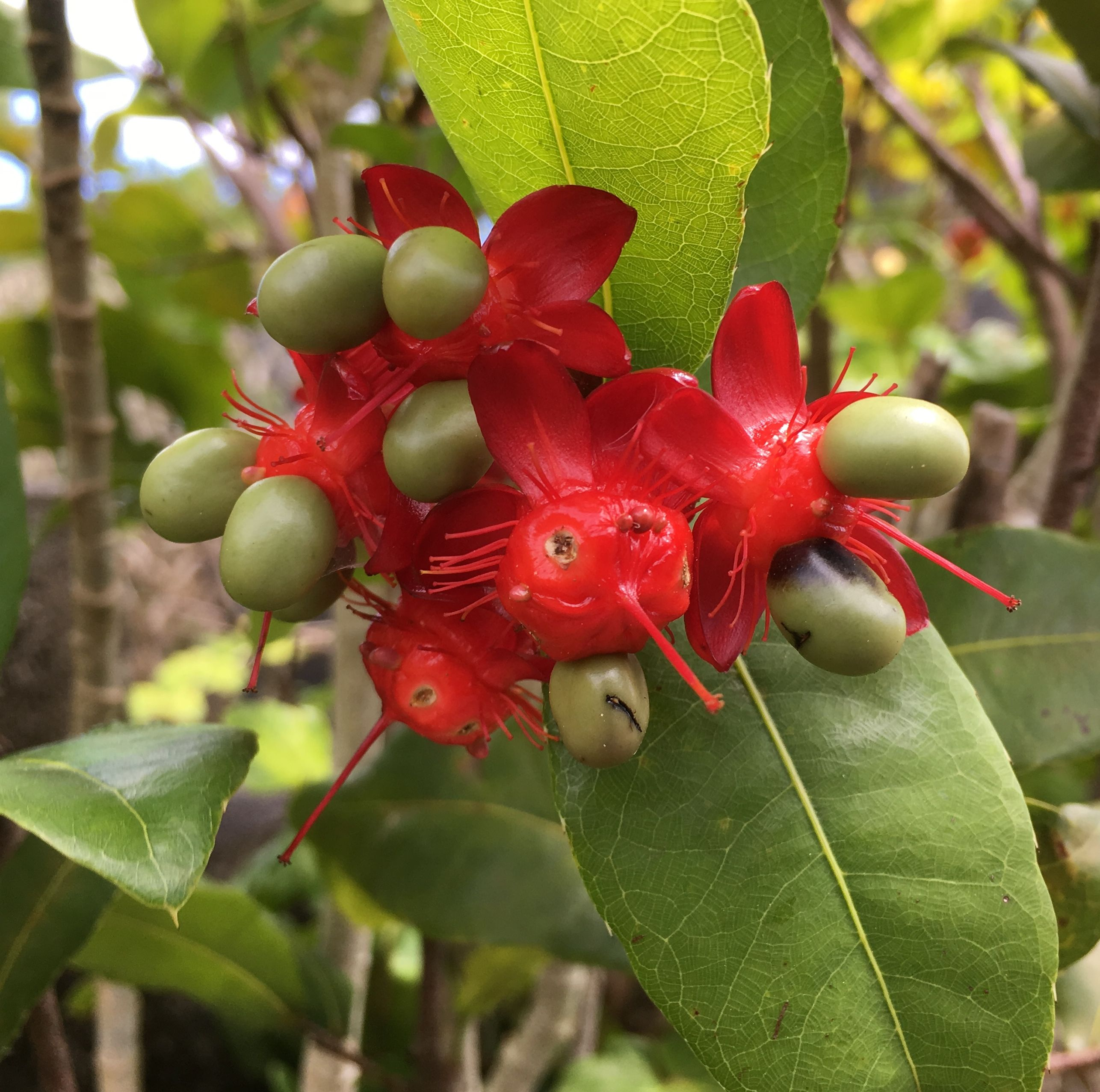
Ochna thomasiana.
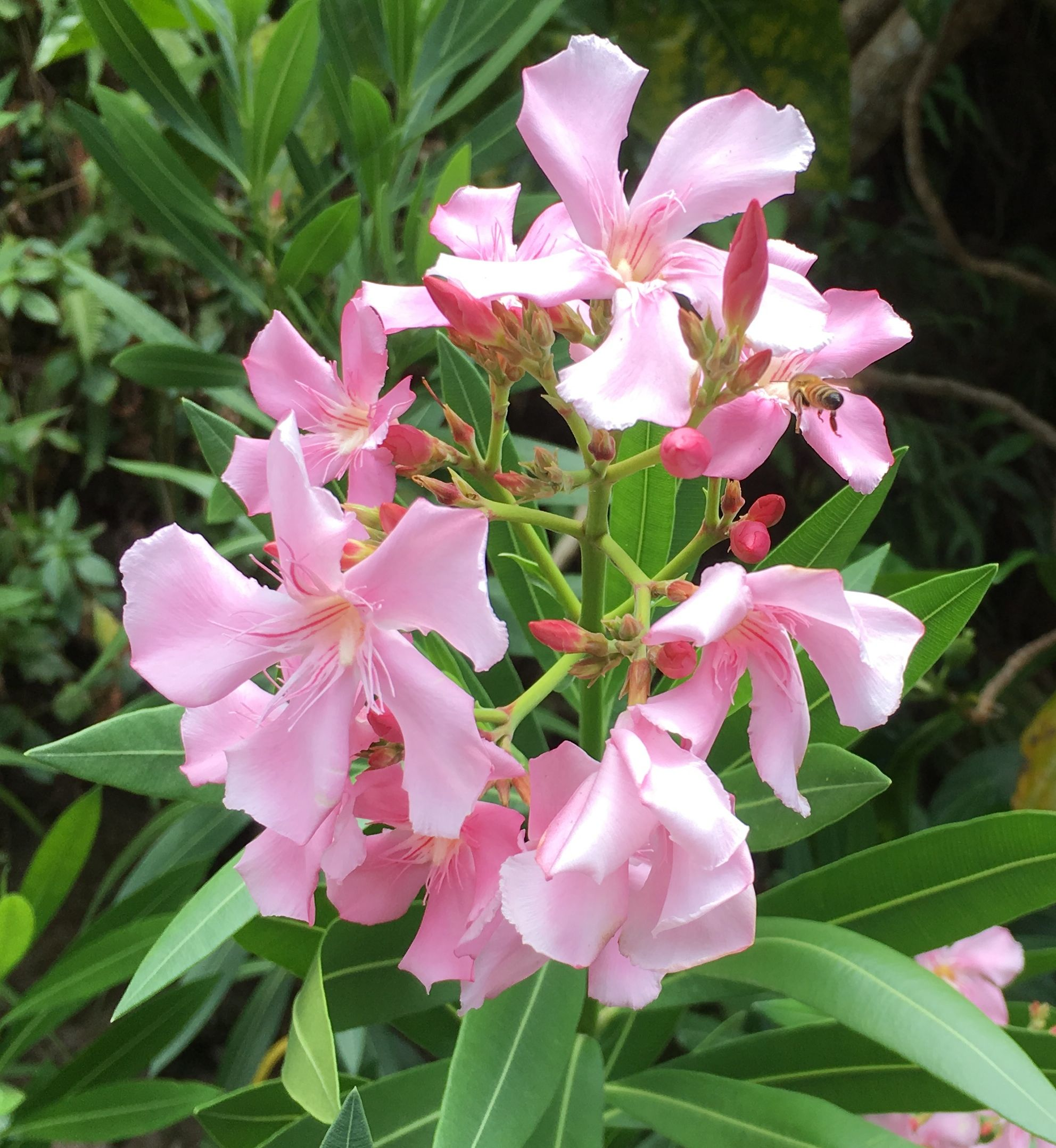
Laurier-rose.
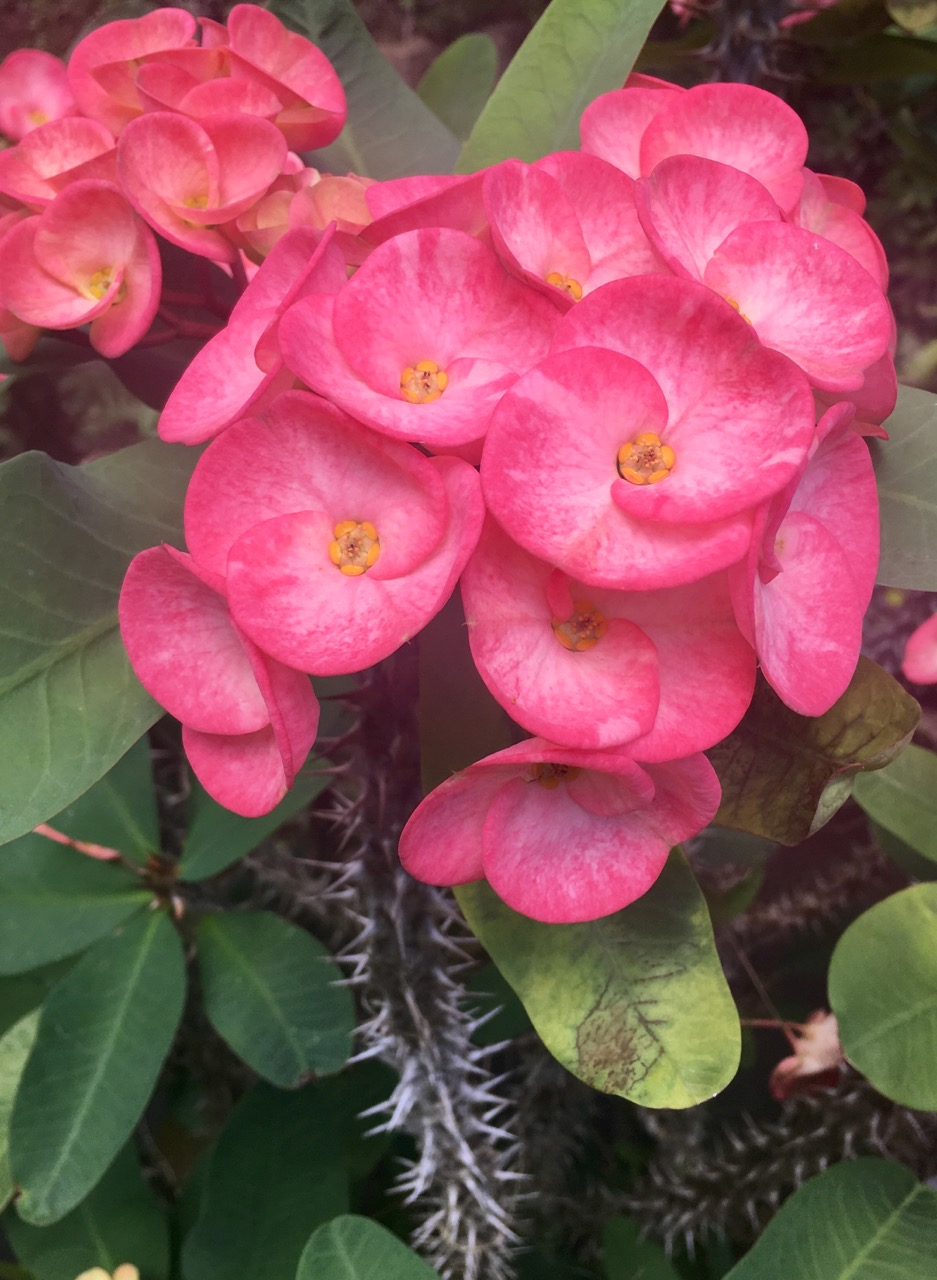
Euphorbia milii ou Épines du Christ.
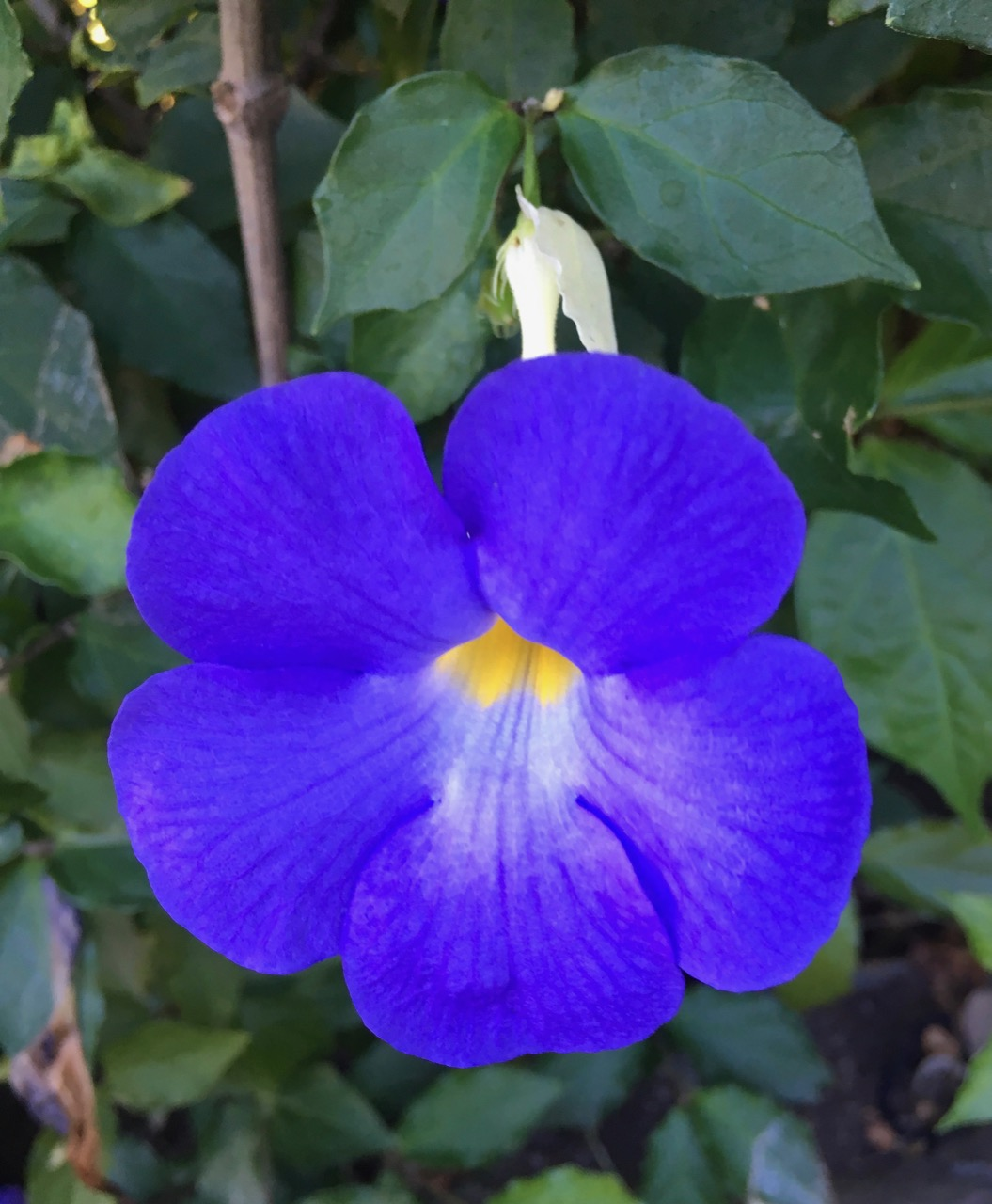
Thunbergia erecta ou Gueule de loup.
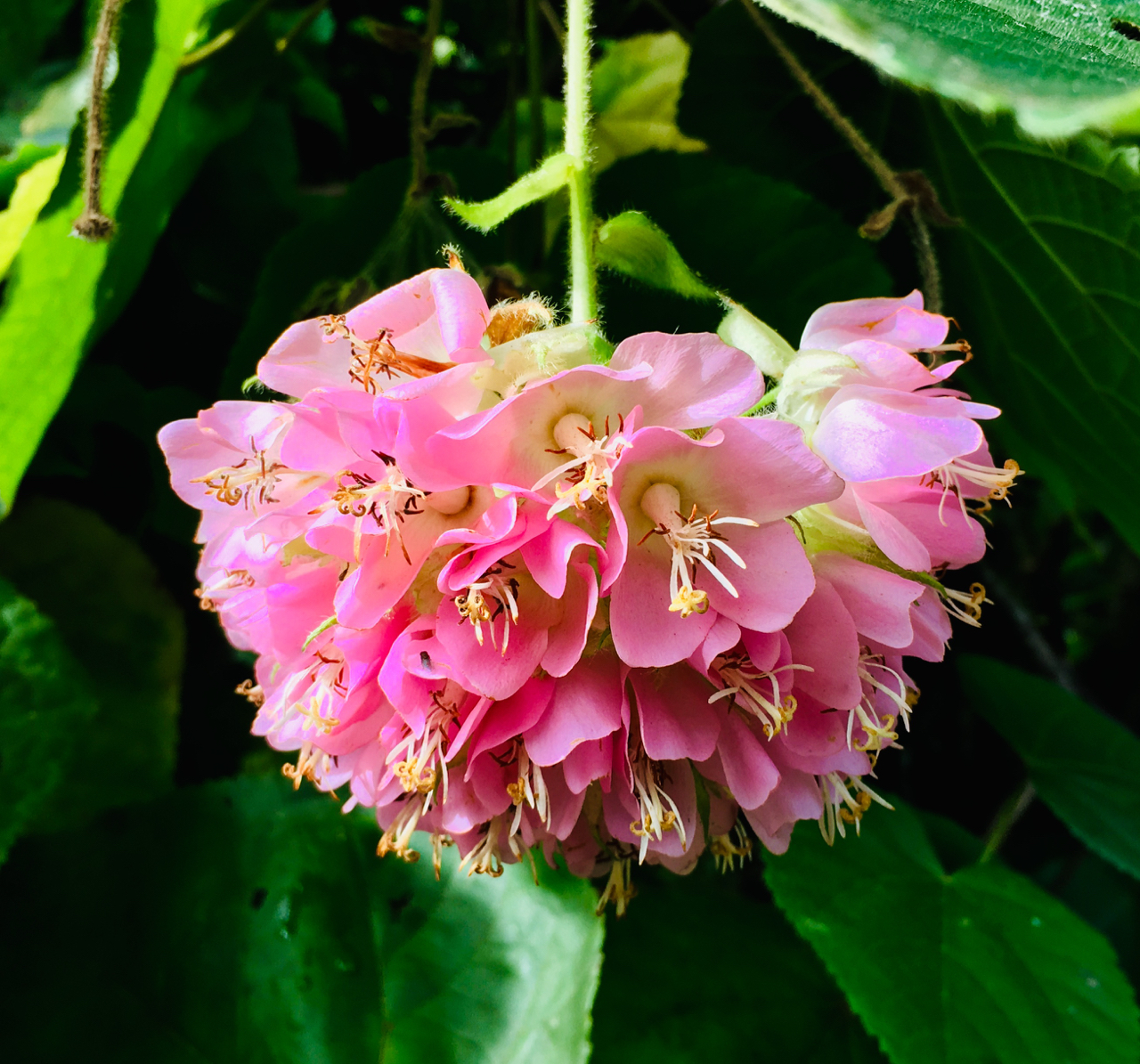
Dombeya ou Boule de neige rose.
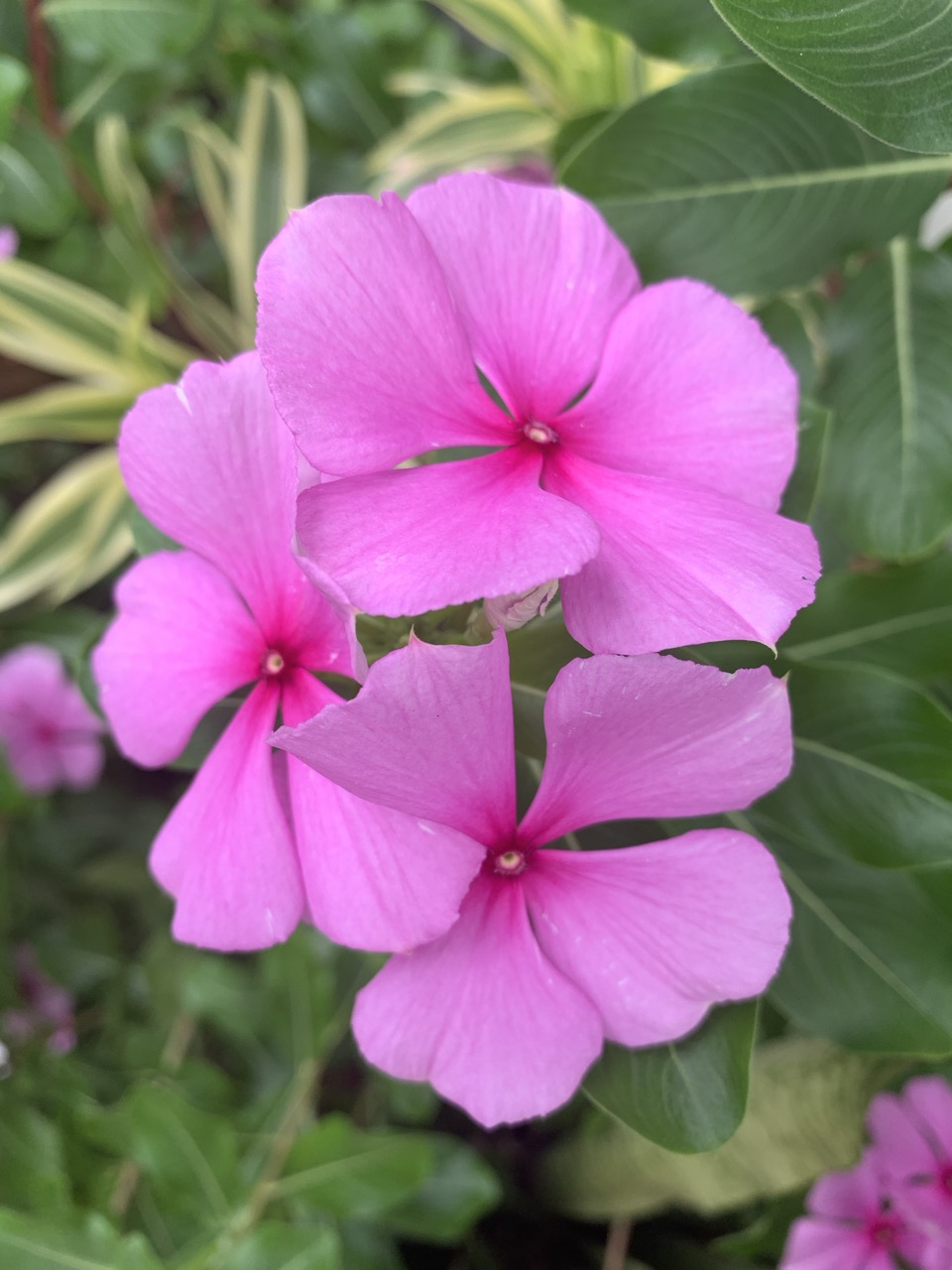
Impatiens walleriana ou Buveuse d'eau.

### Arbres et fruits de Polynésie

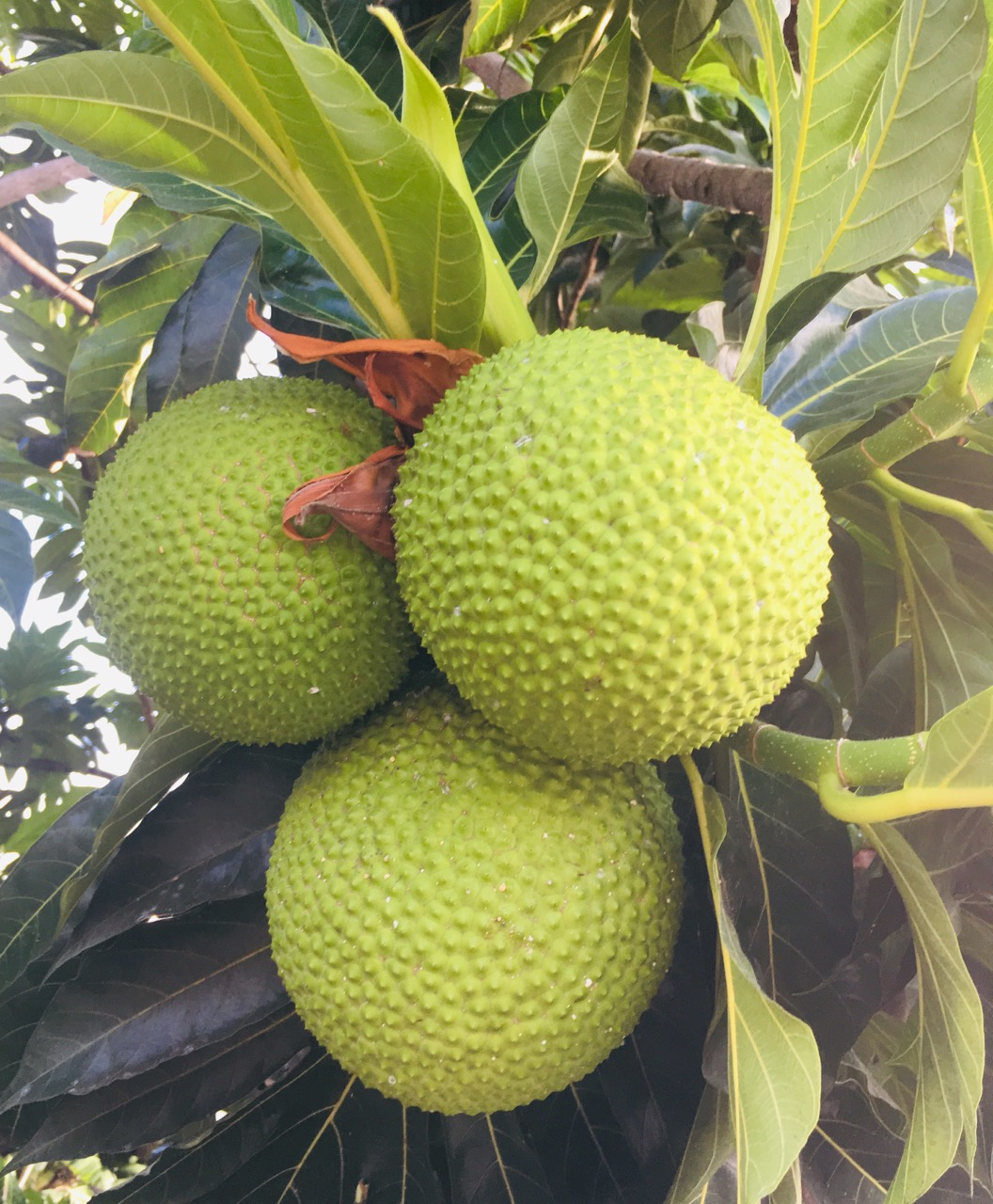
Fruit de l'arbre à pain (ʻuru).
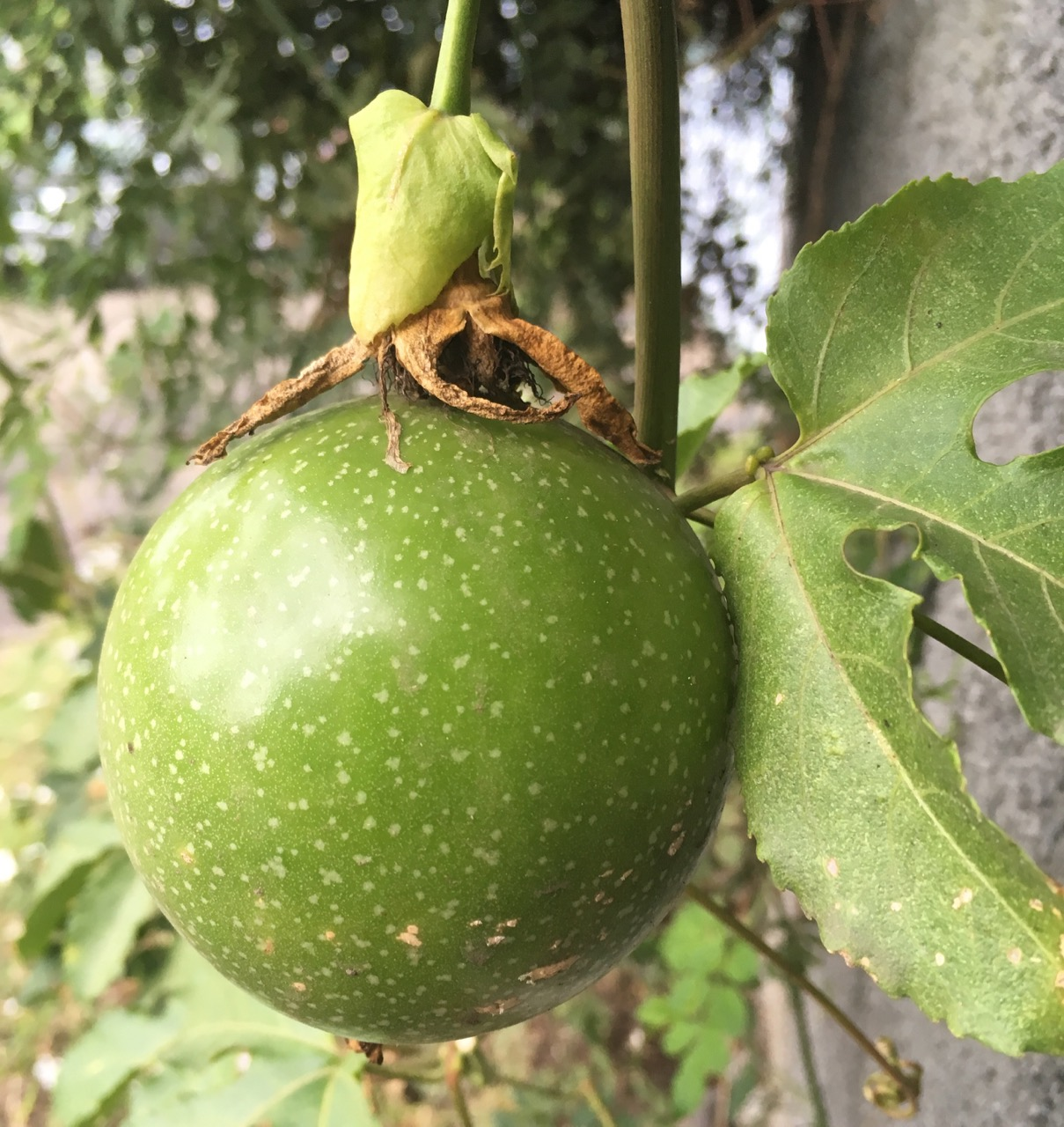
Fruit de la passion ou passiflore.
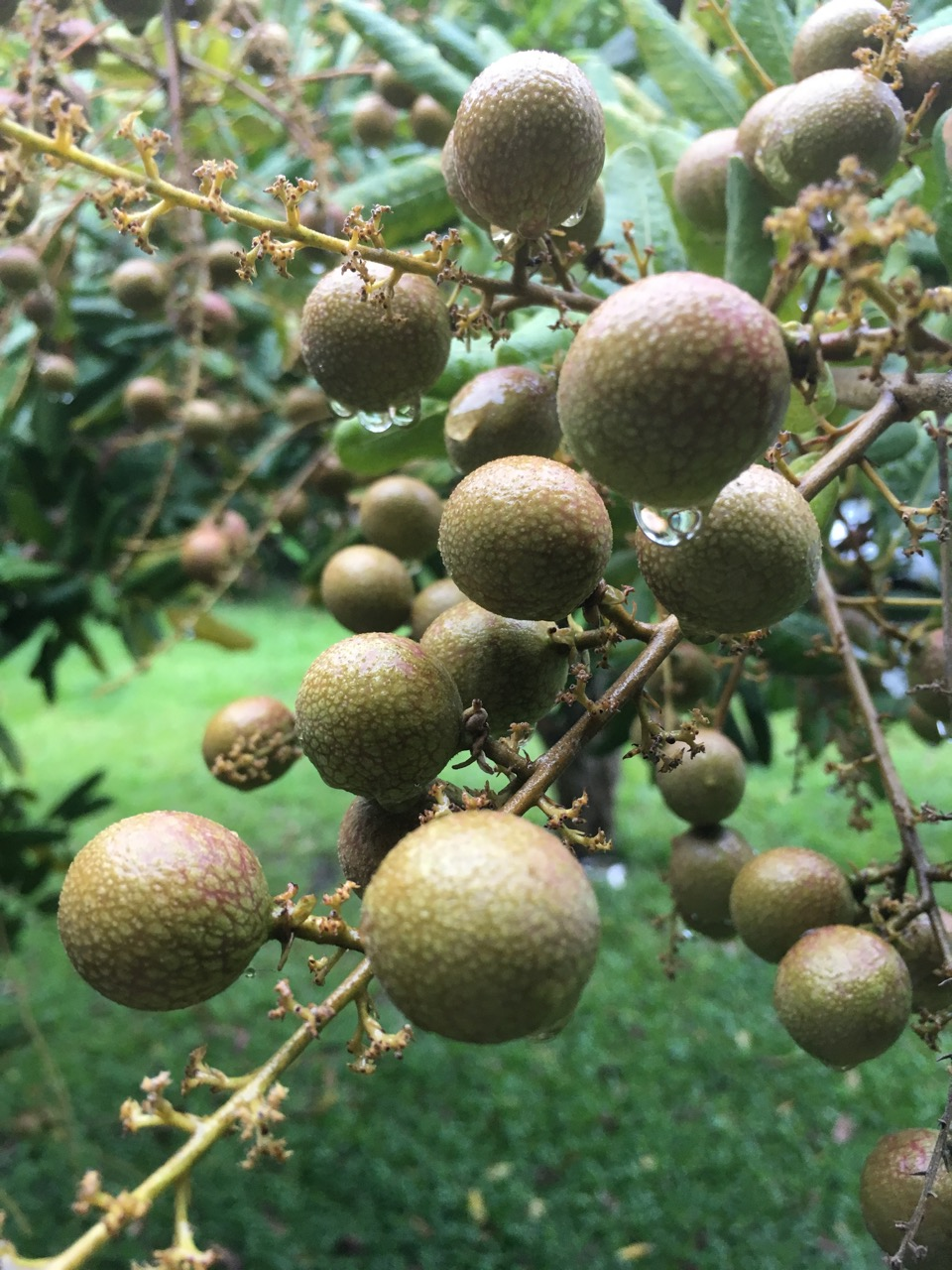
Œil de dragon ou longane.
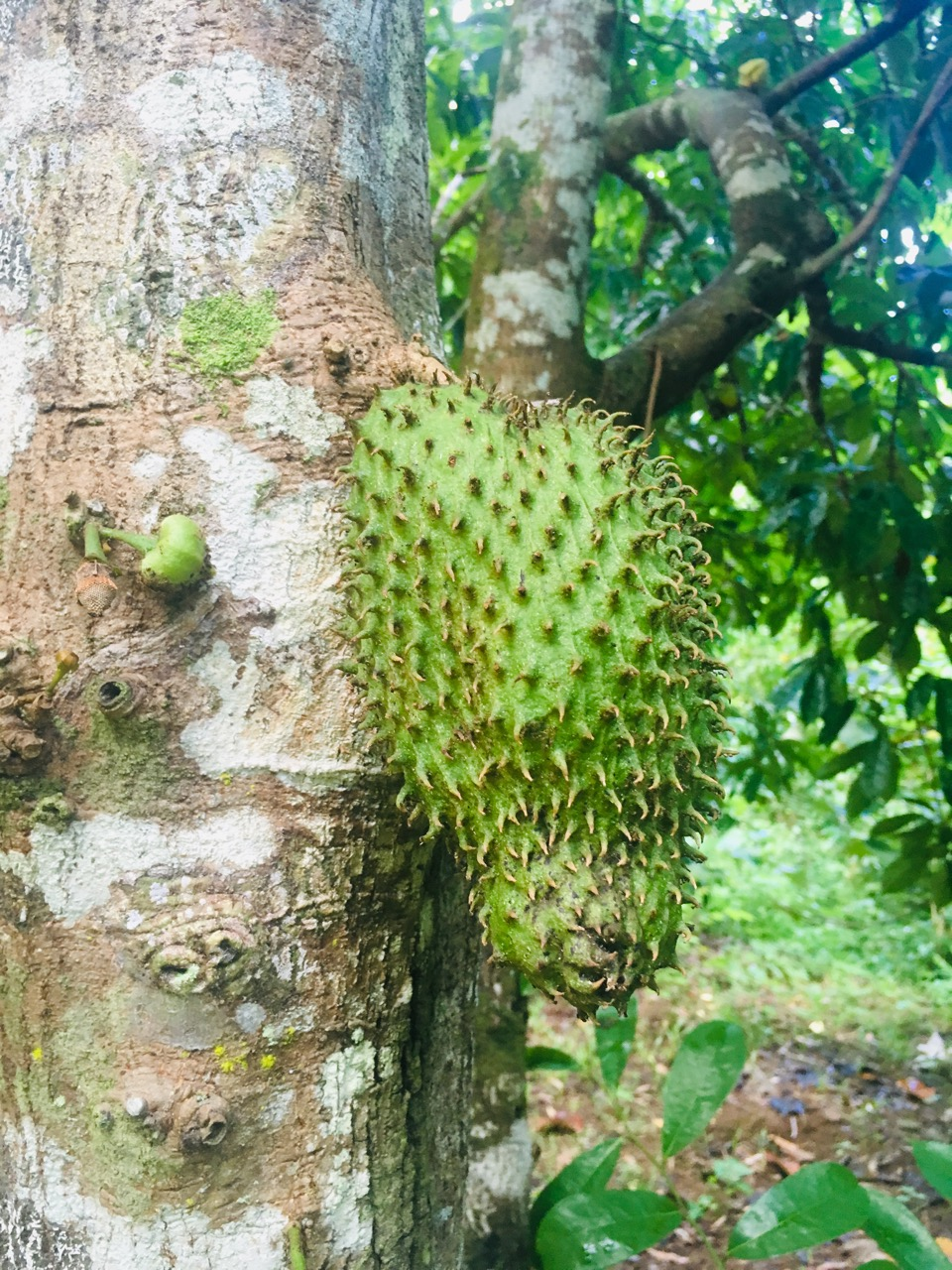
Corossolier (corossol ou tapotapo).
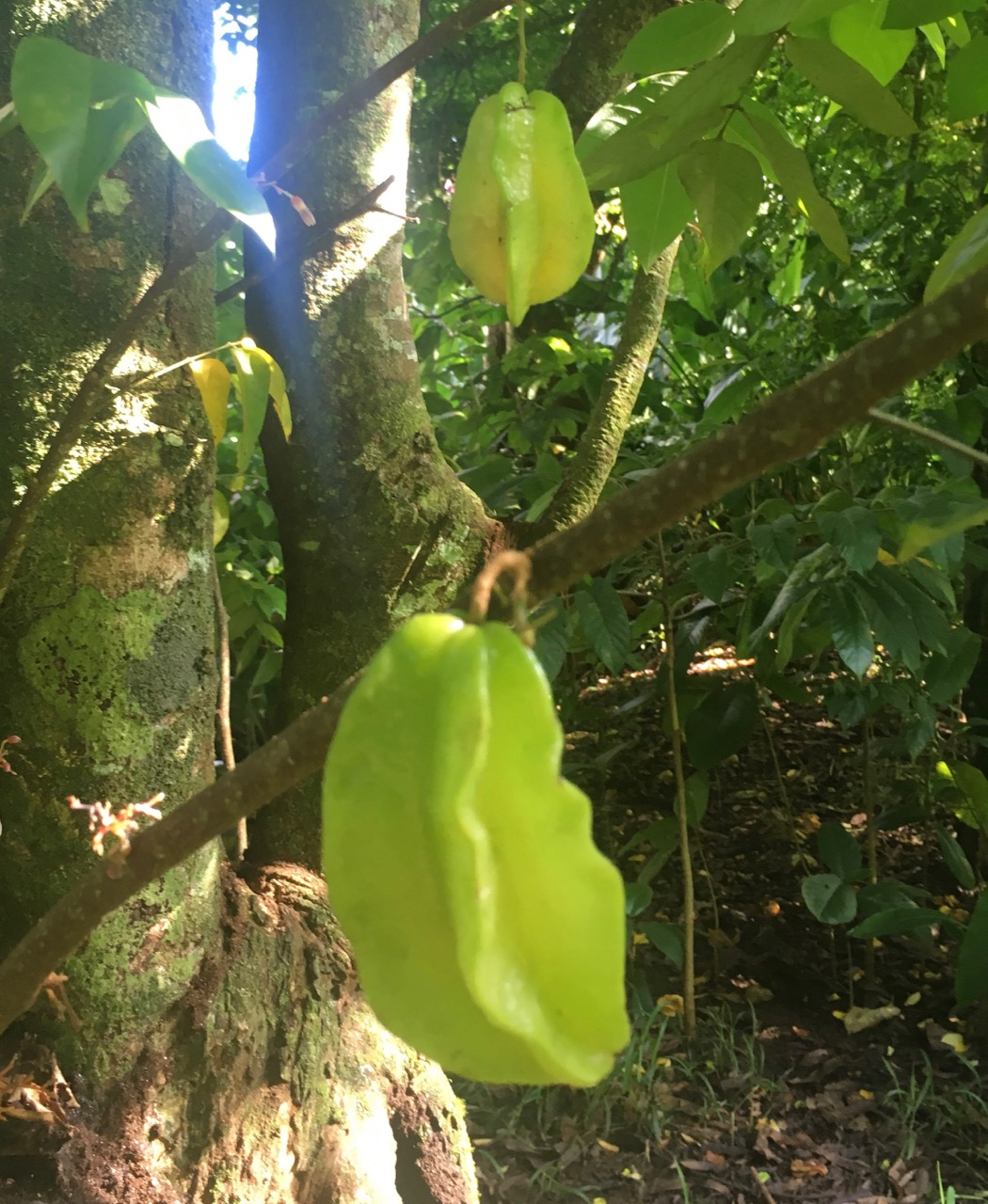
Carambole (carambolier).
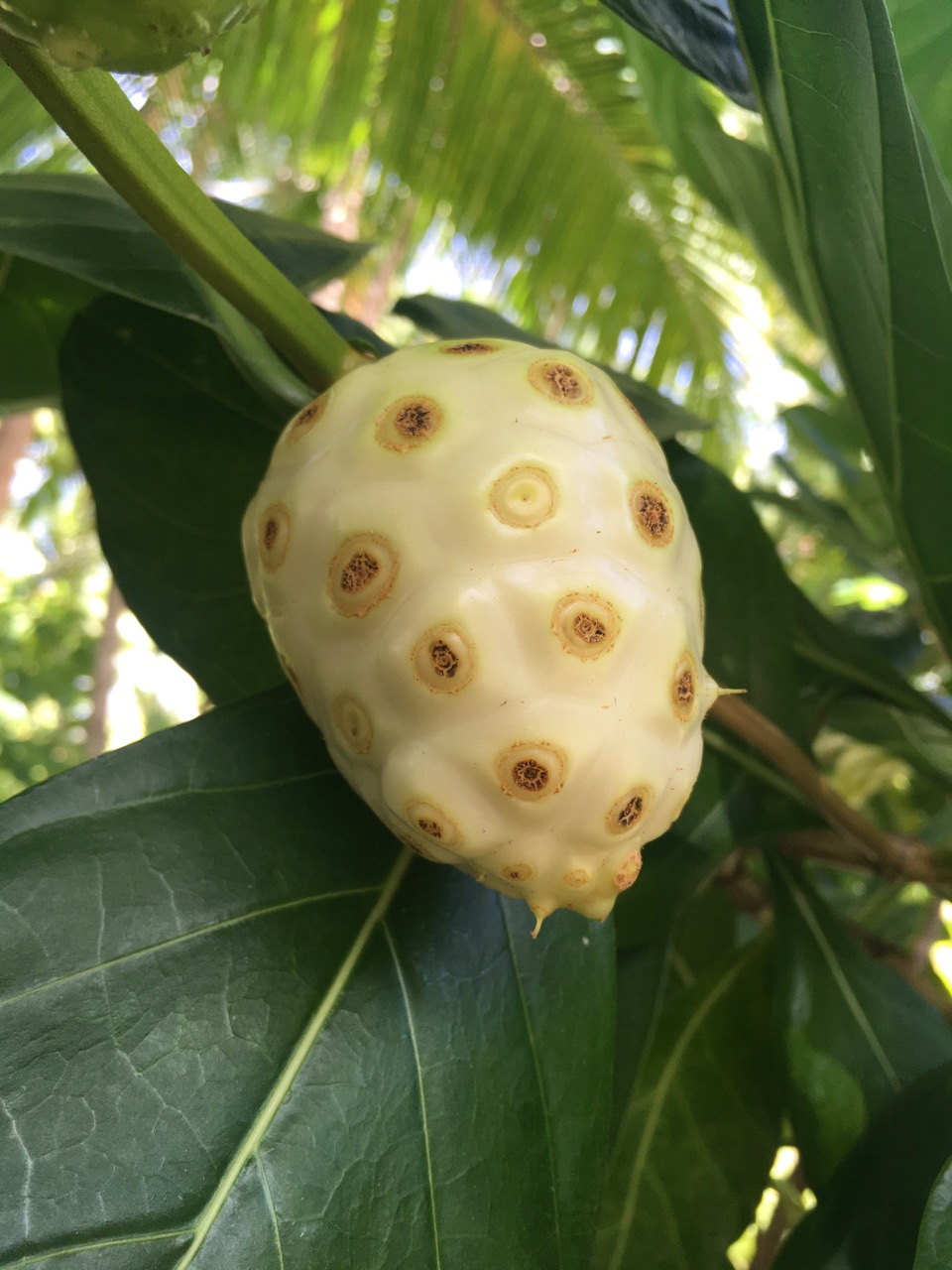
Noni de Tahiti.
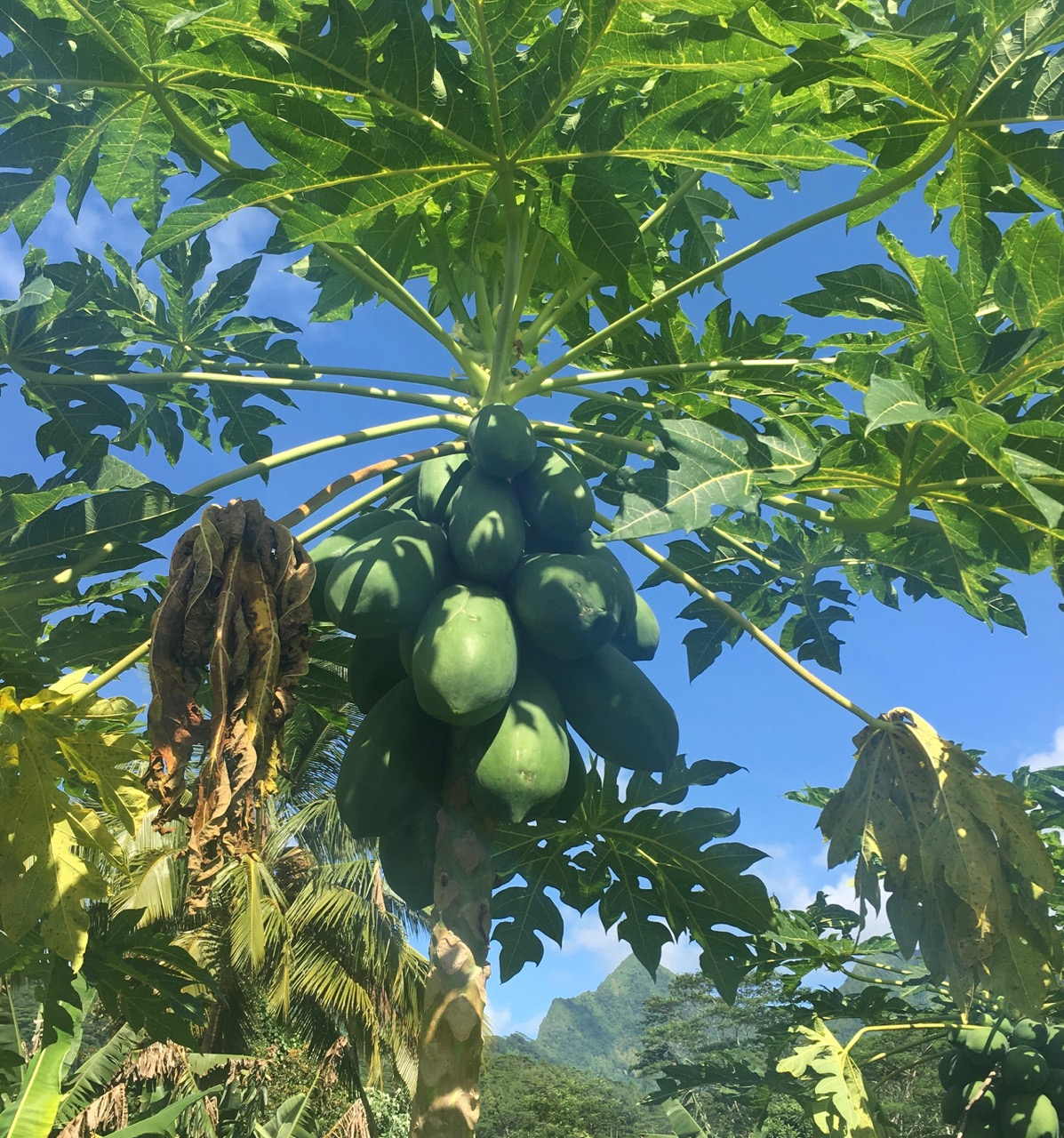
Papaye (ʻīʻītā).
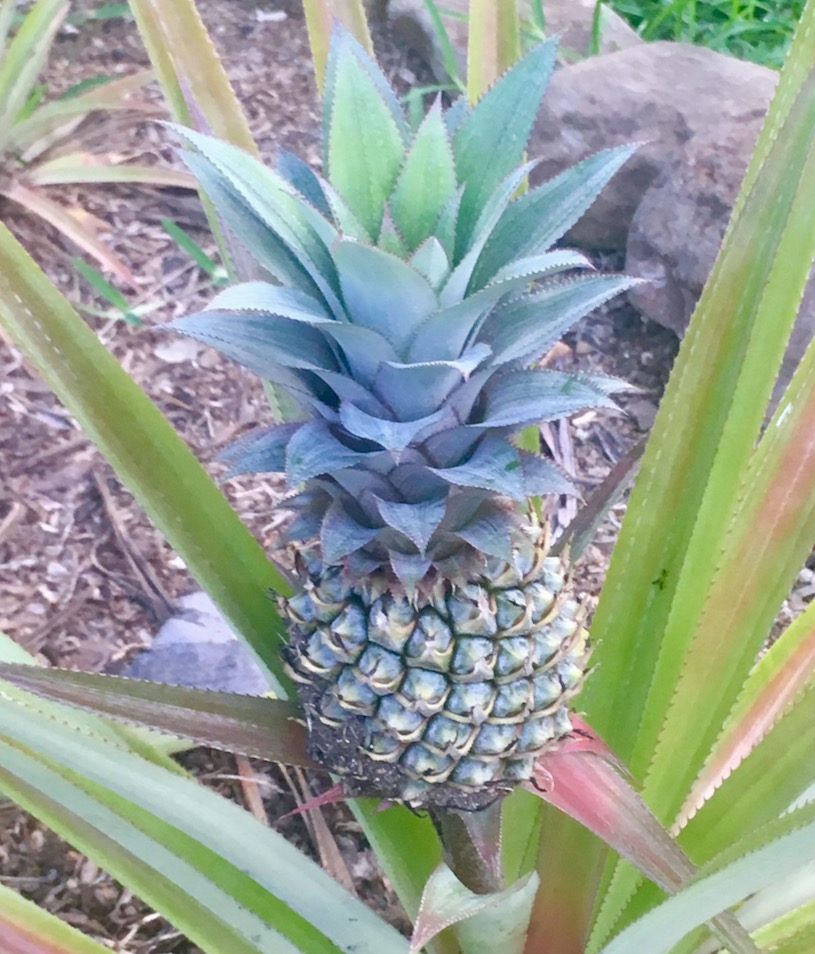
Ananas (painapo).
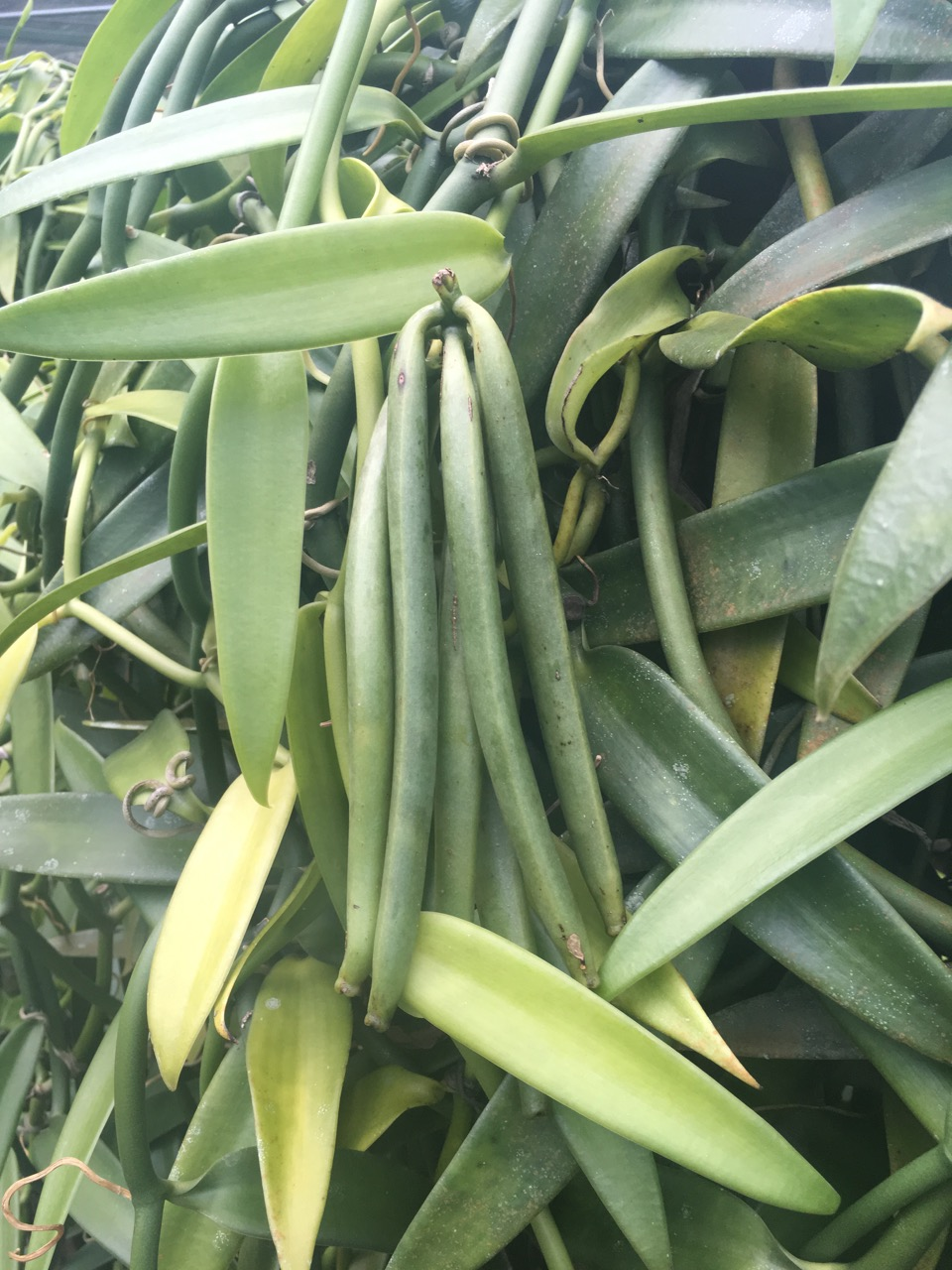
Vanille (vānira).
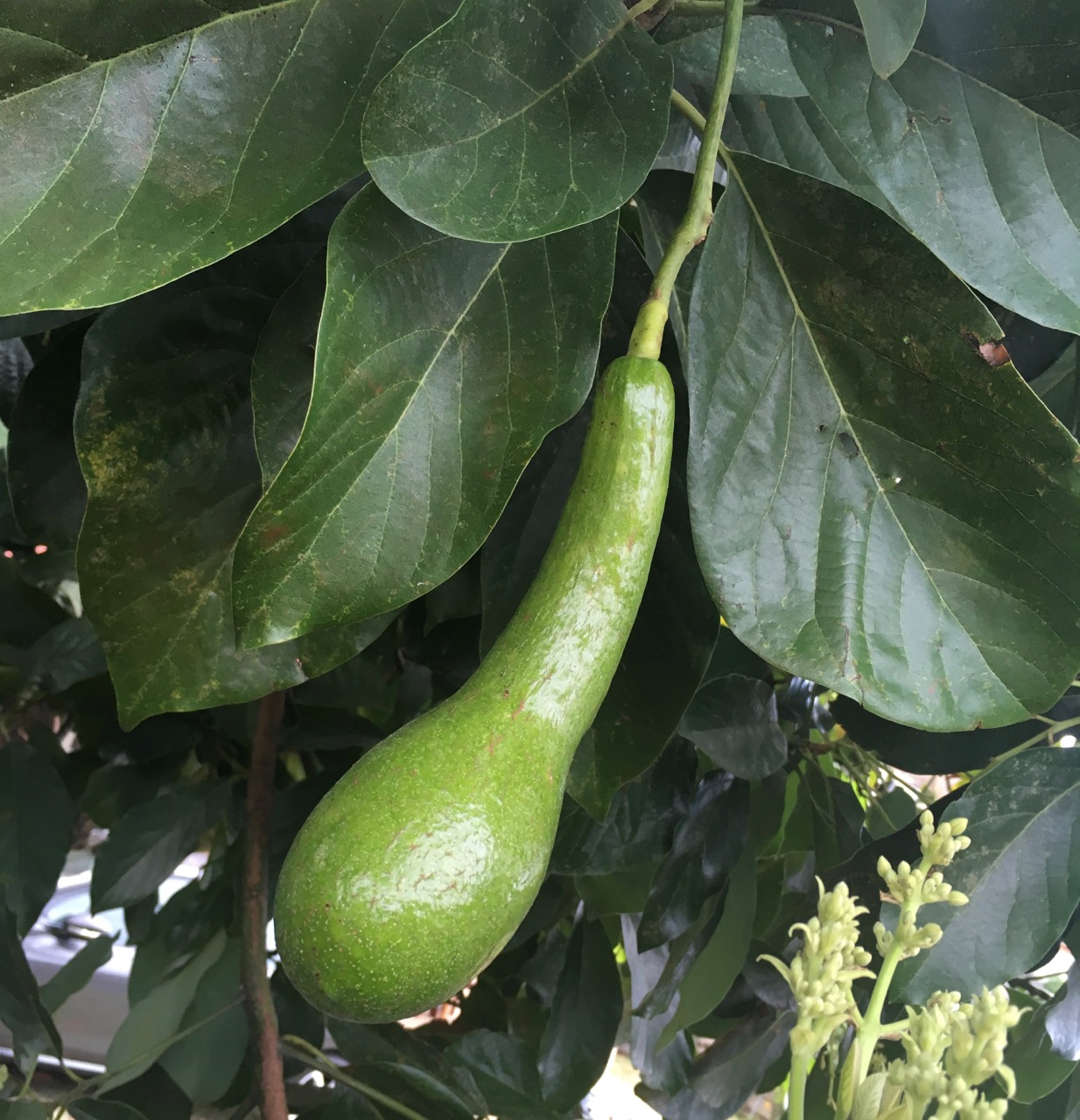
Avocat.
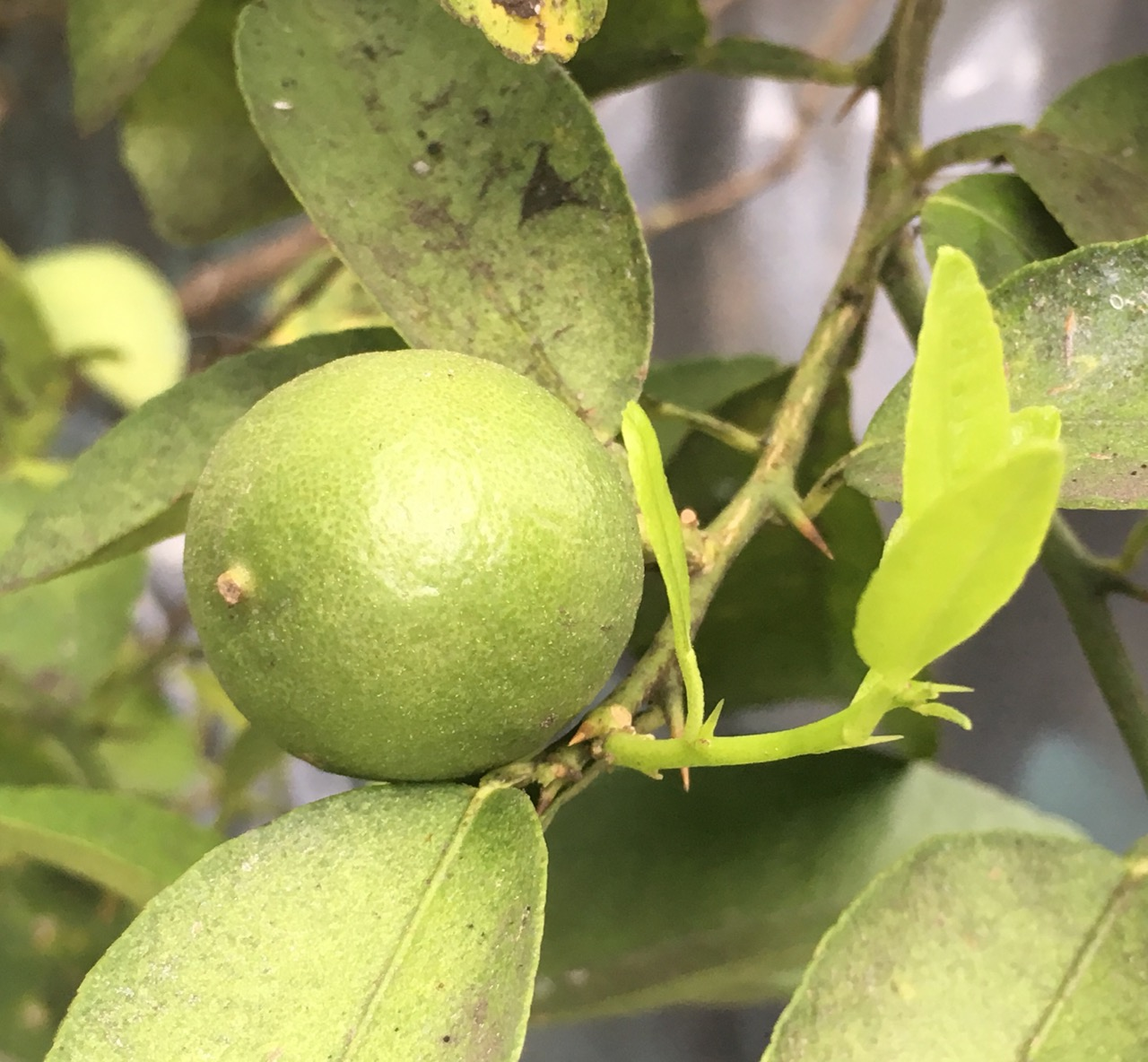
Citron vert.
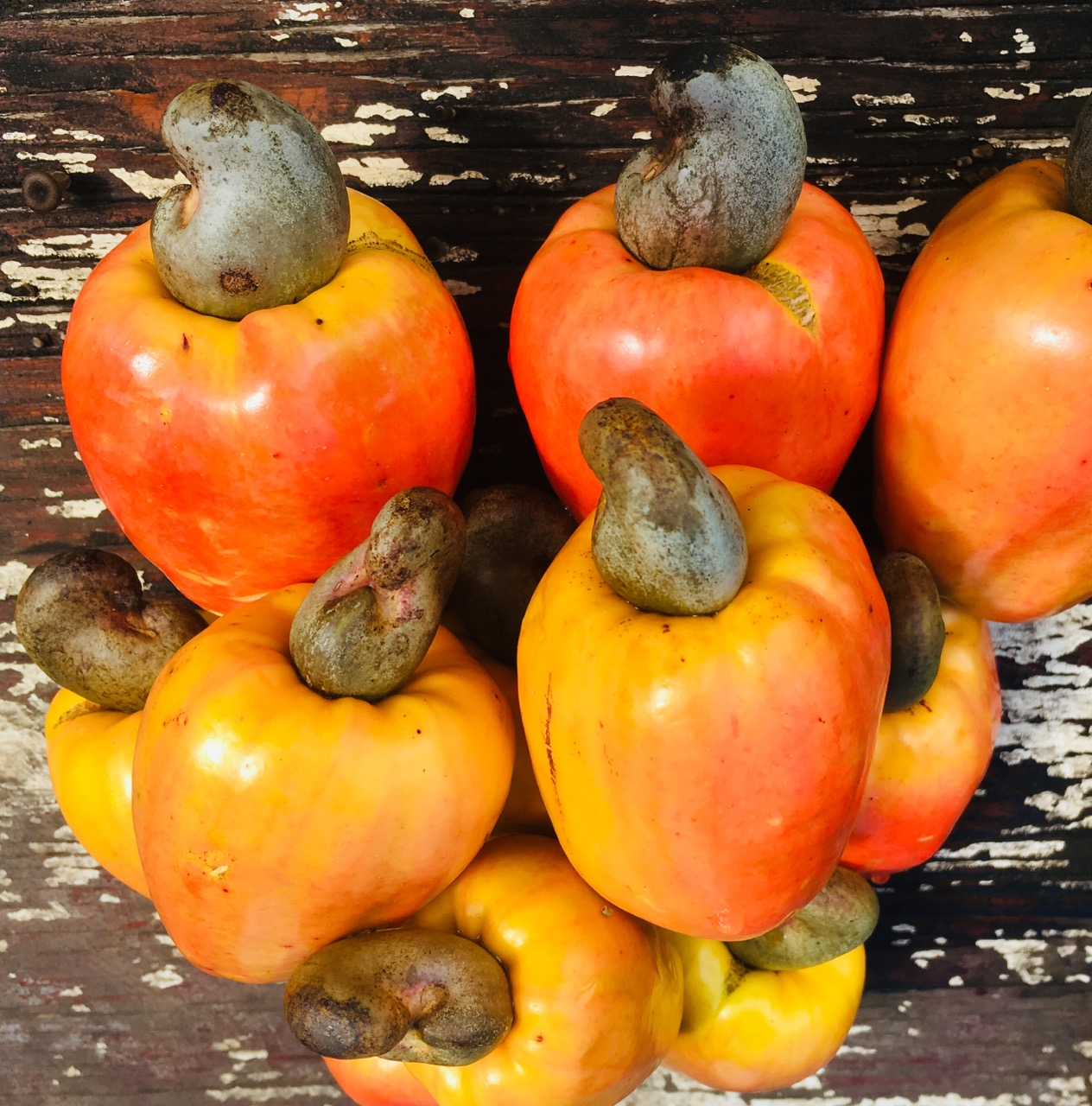
Pomme-cajou (anacardier).
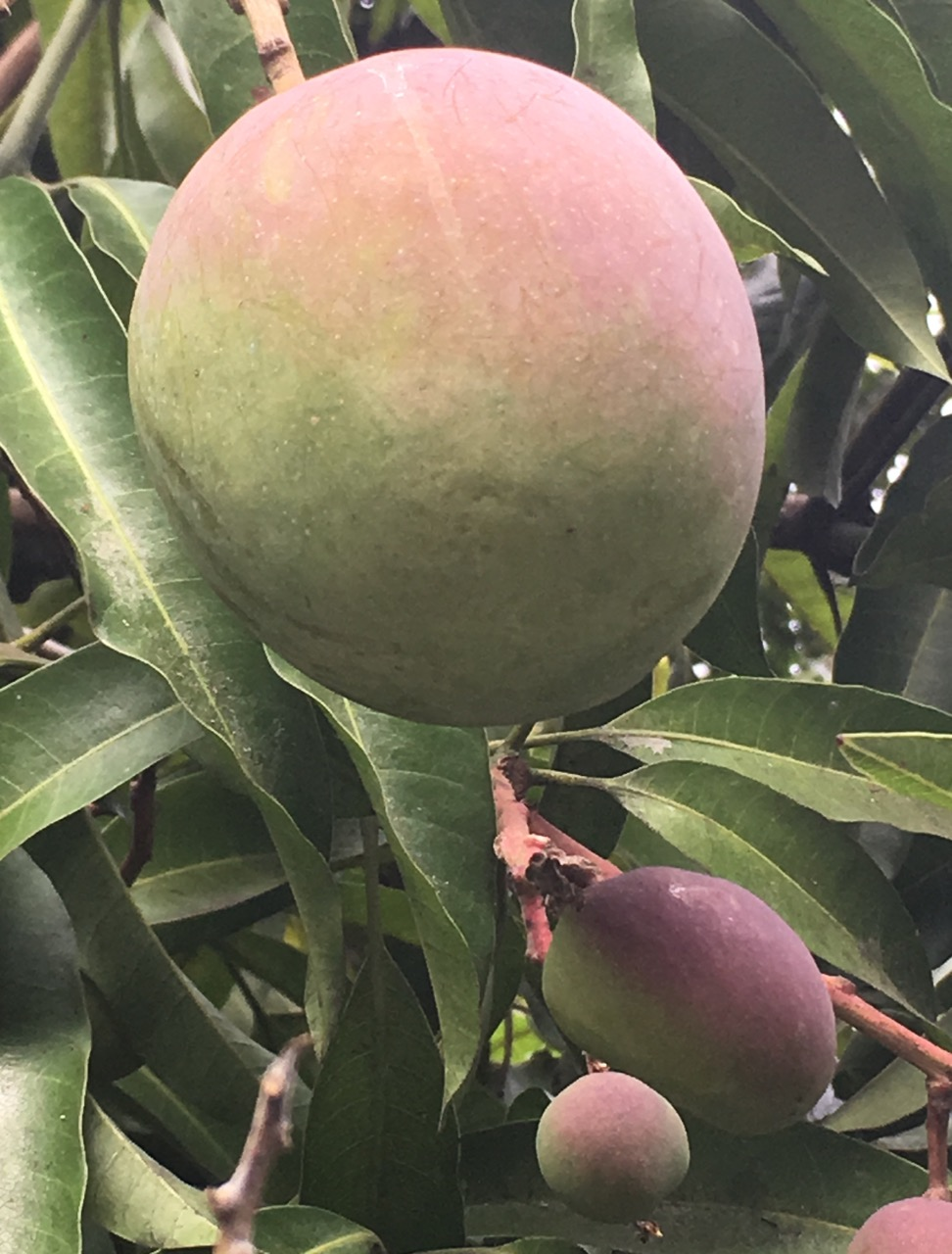
Mangue (vī).
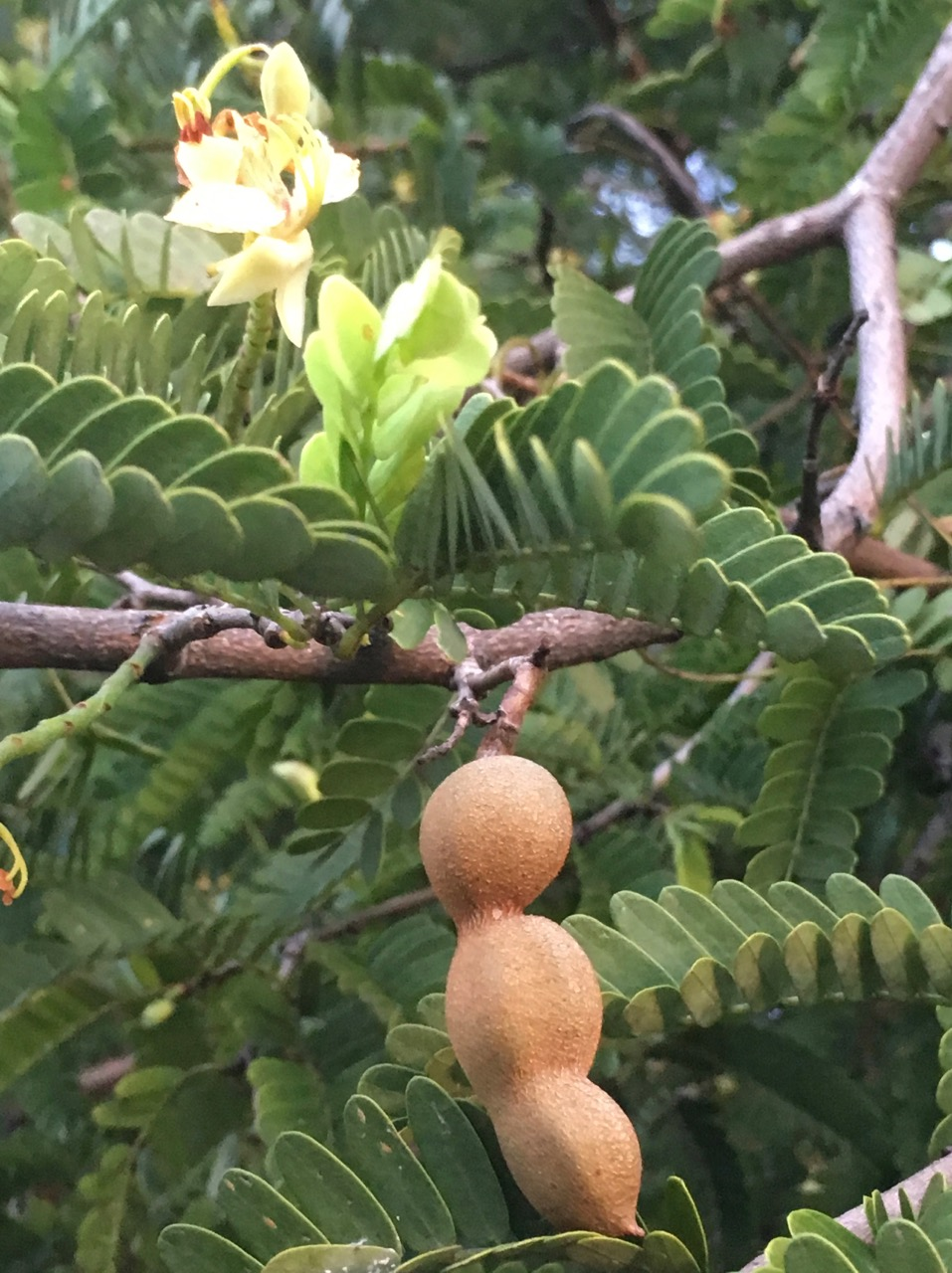
Fruits et fleurs de tamarin (tamarinier).
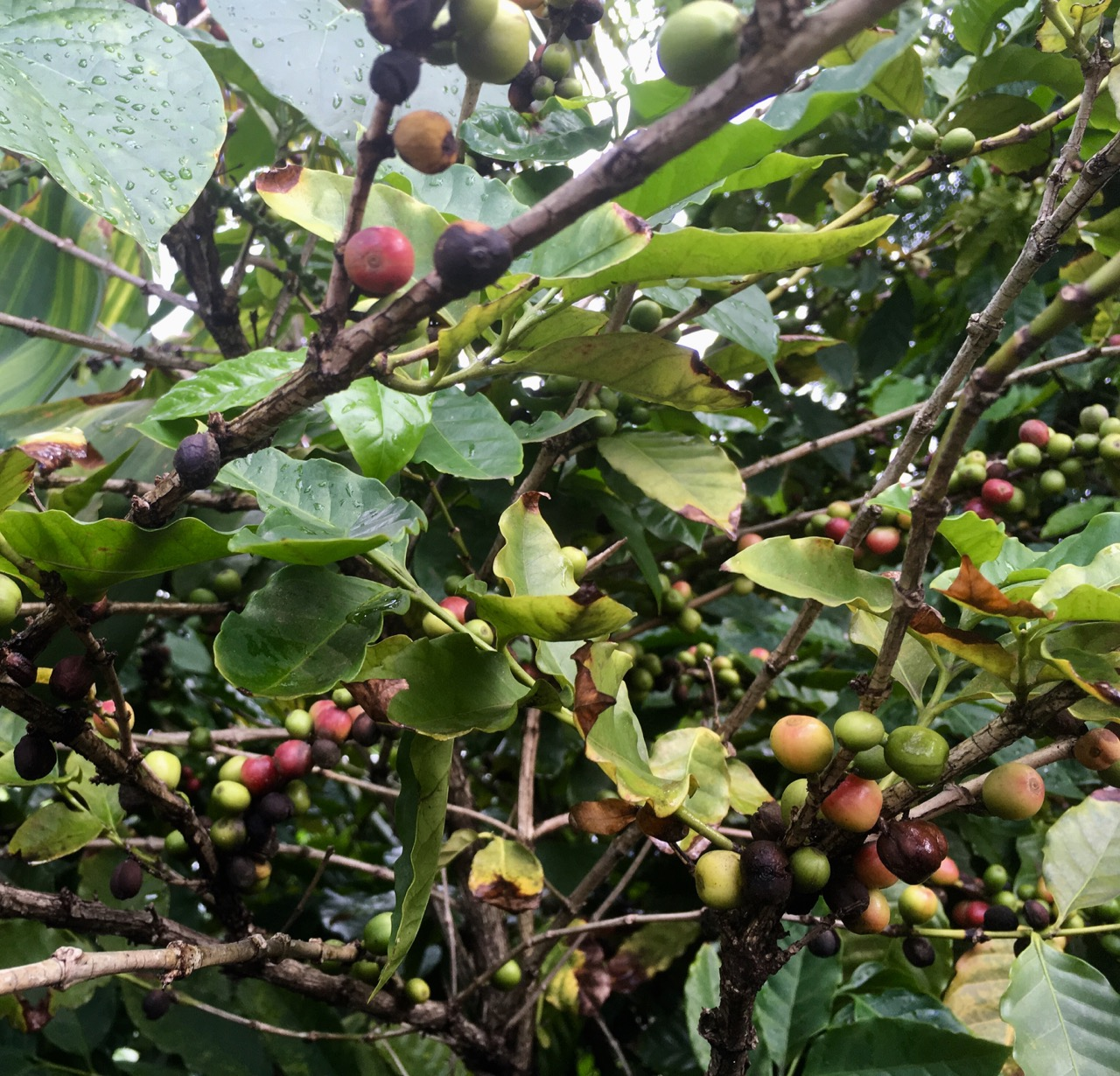
Fruits de caféier à divers stades de maturité.
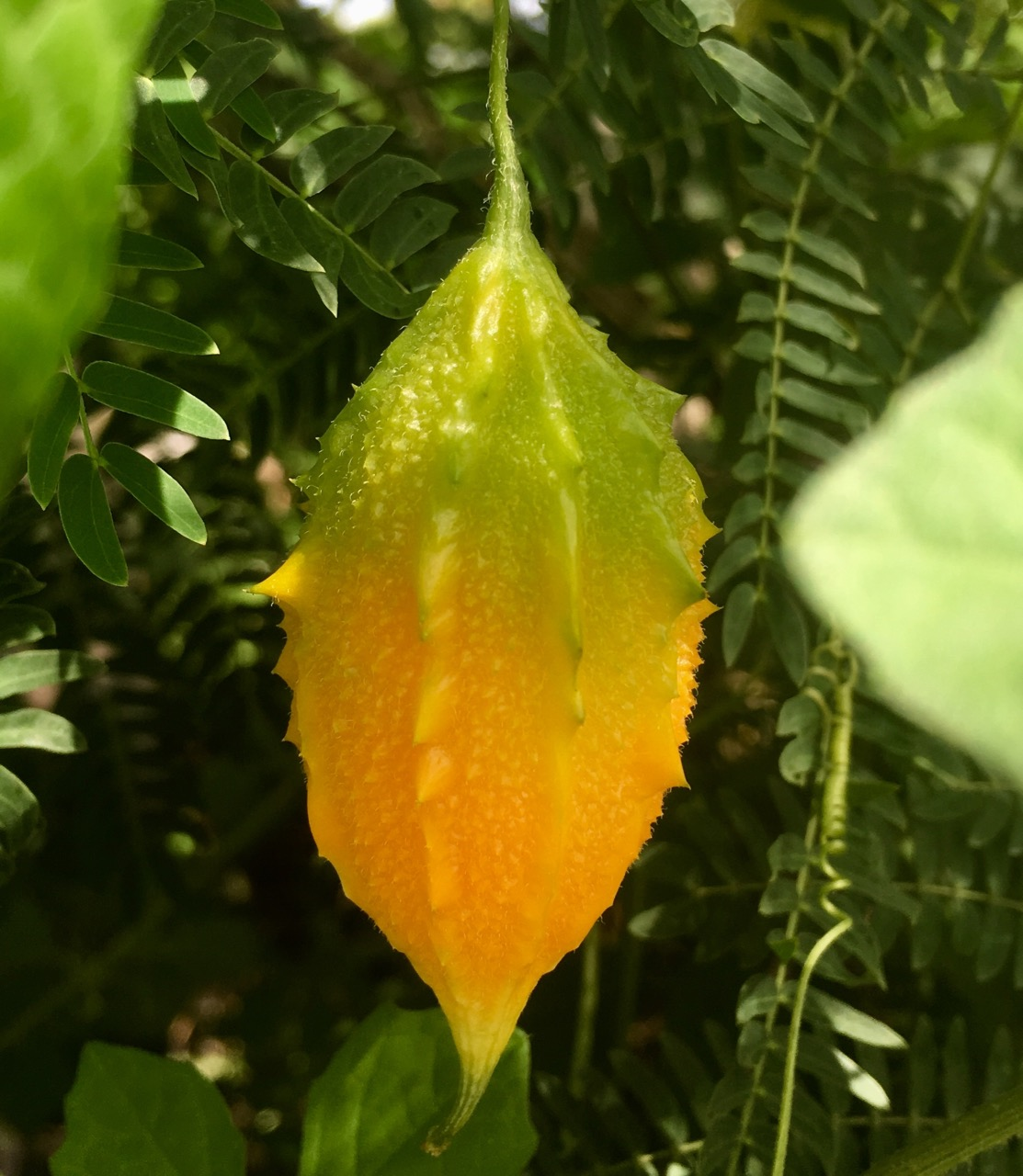
Momordica charantia ou margose.
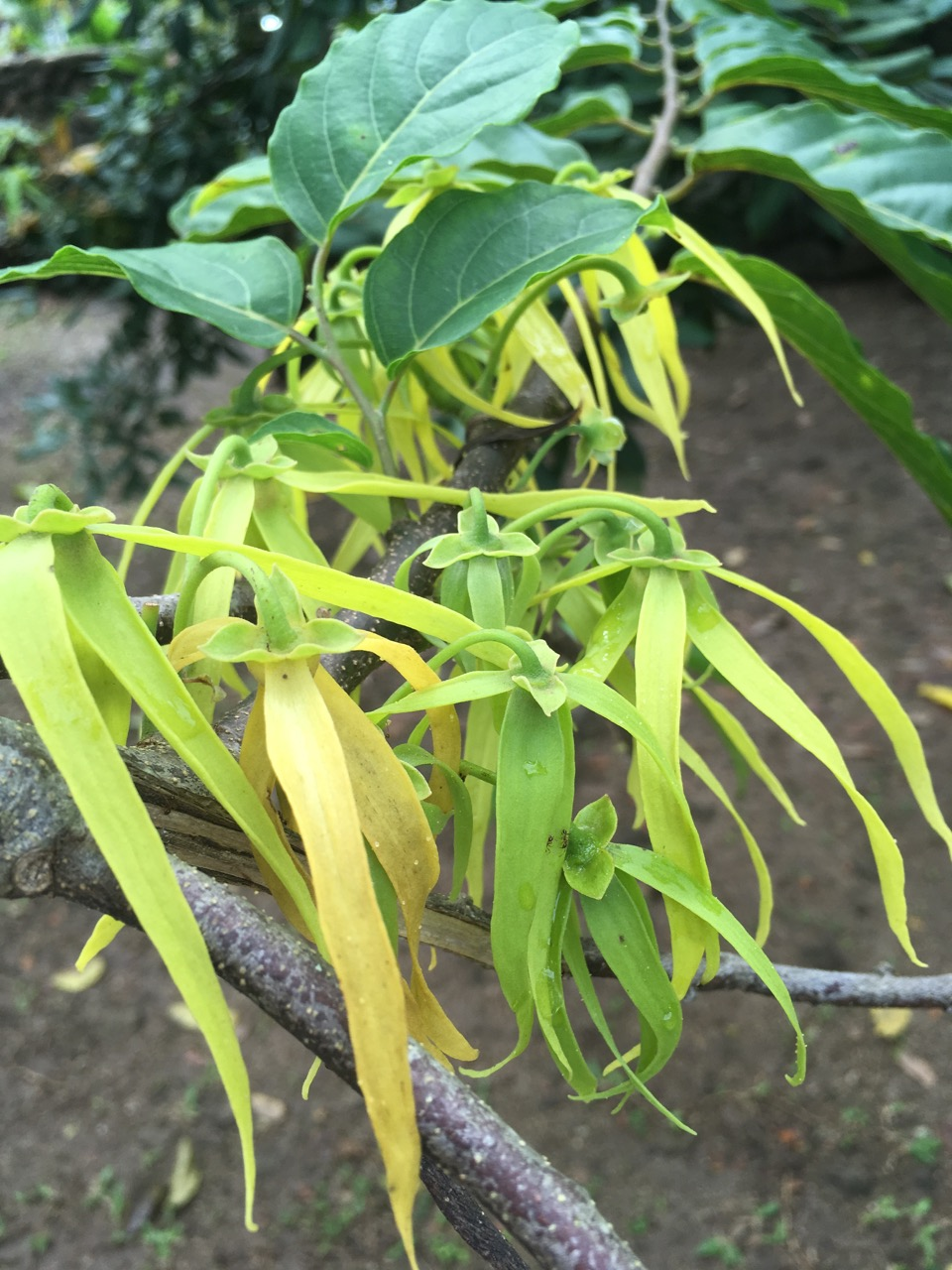
Ylang-ylang.
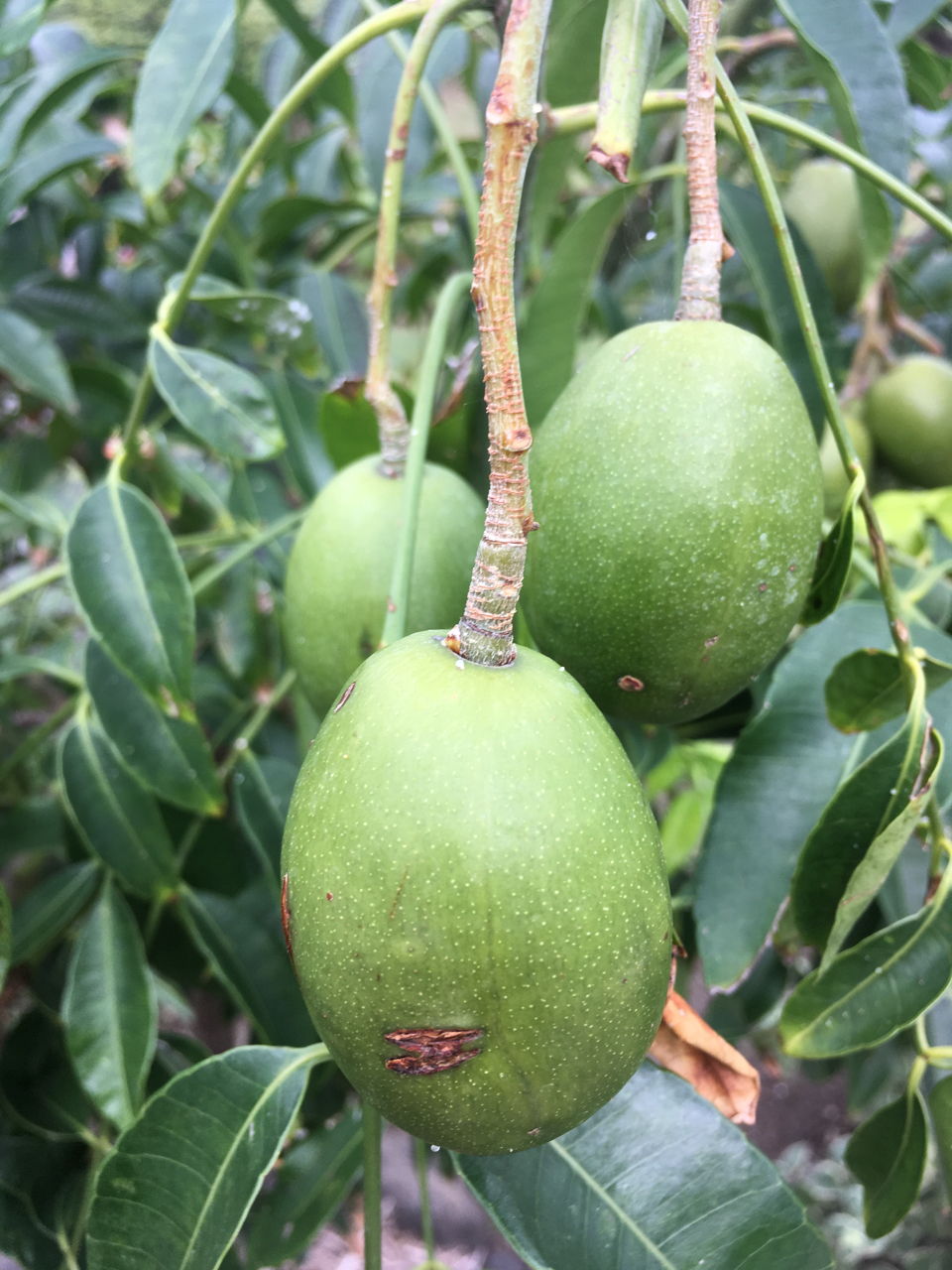
Pomme Cythère ou prunier de Cythère (vī tahiti).
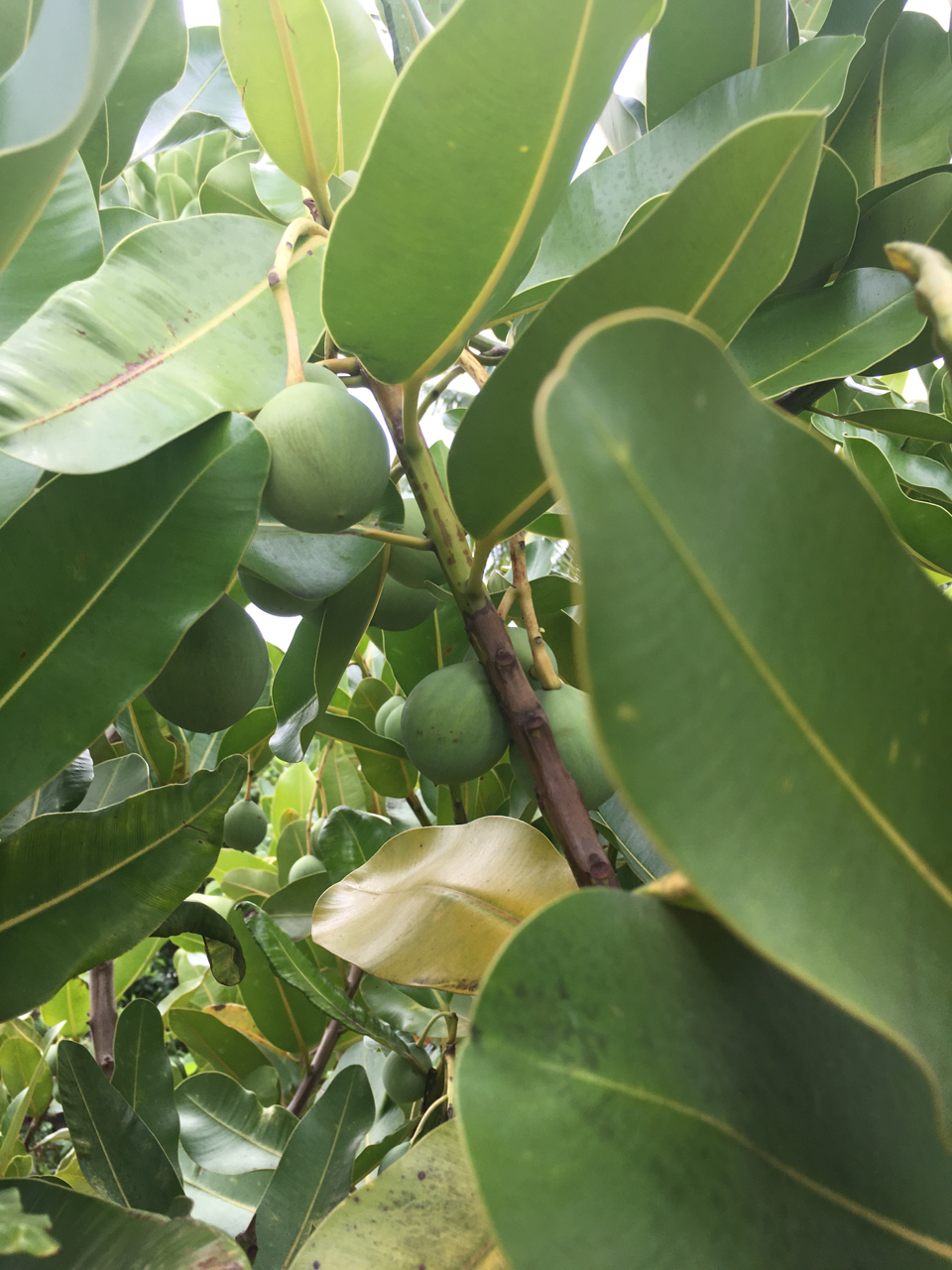
Takamaka (tamanu).
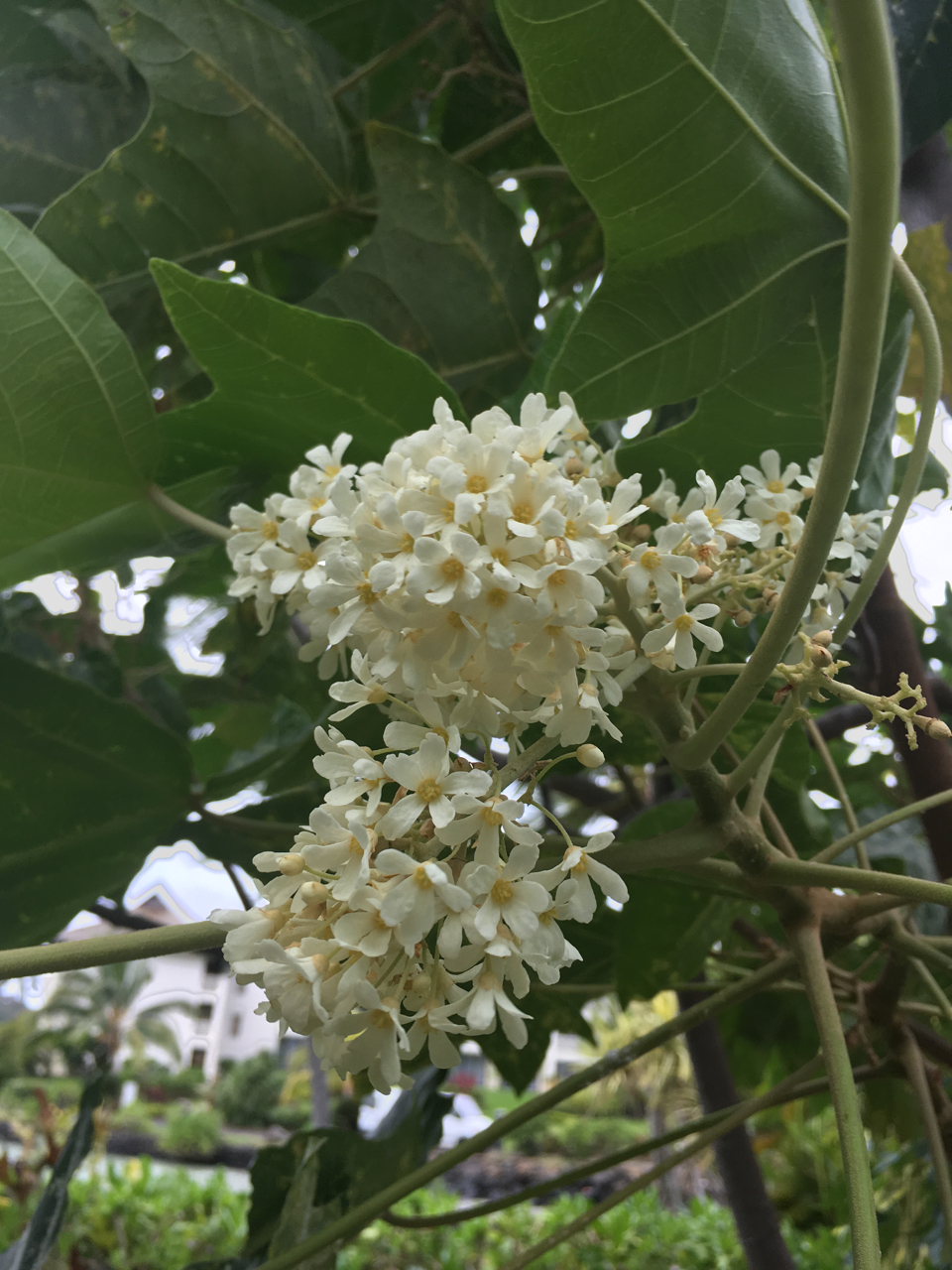
Aleurites moluccanus ou bancoulier.
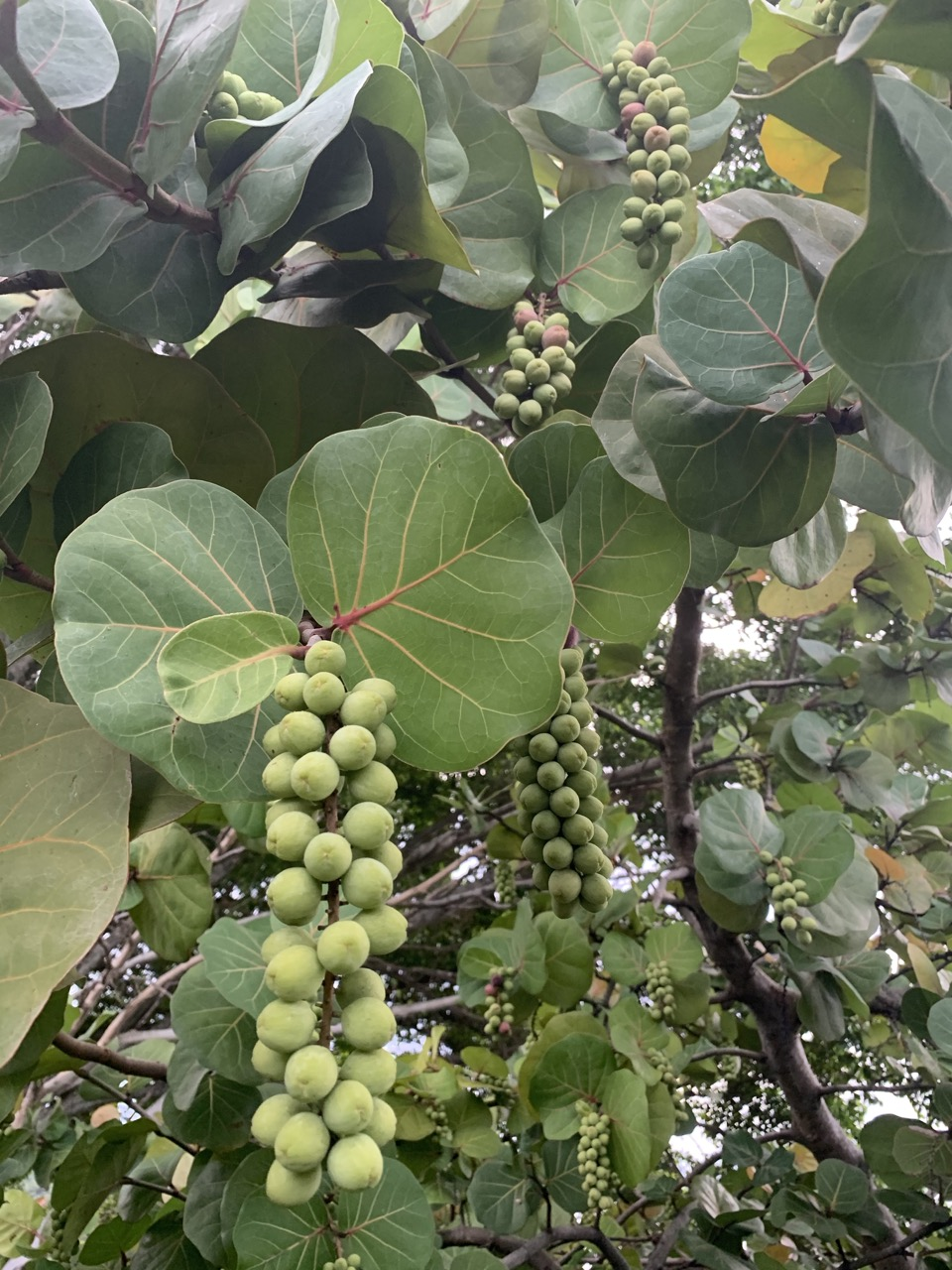
Raisinier bord de mer (vine tatahi).
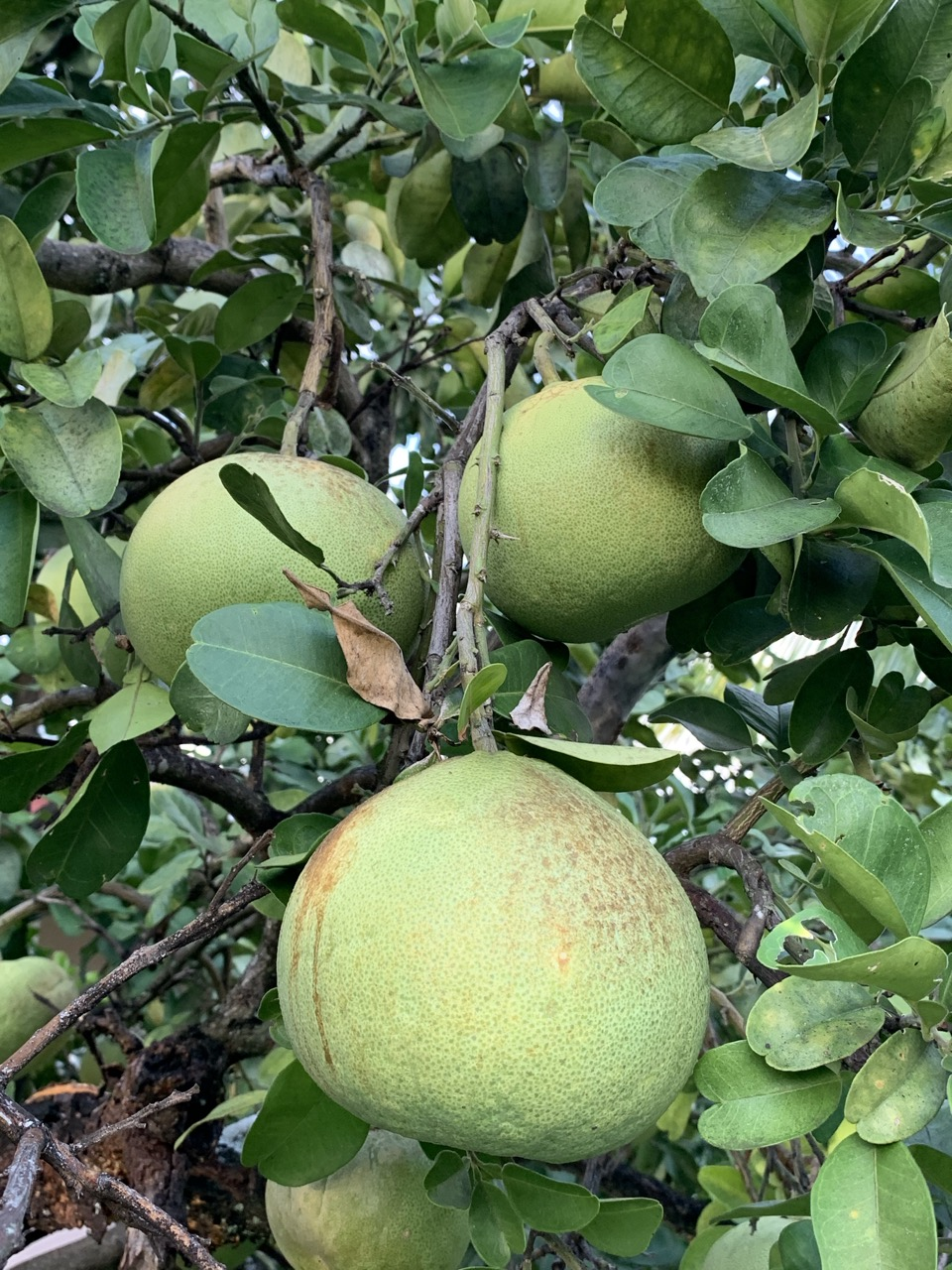
Pamplemousse.
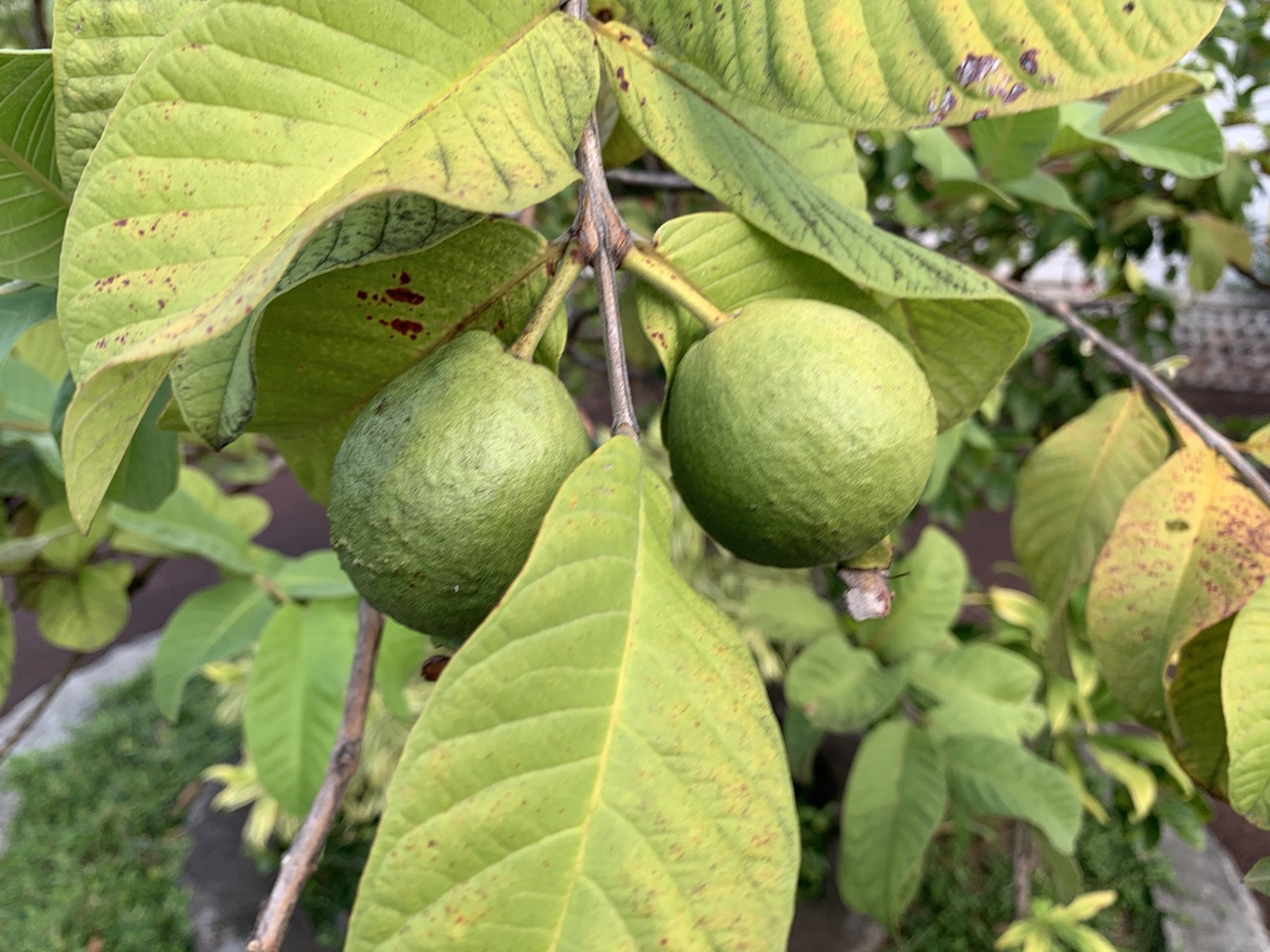
Goyave (tuava).
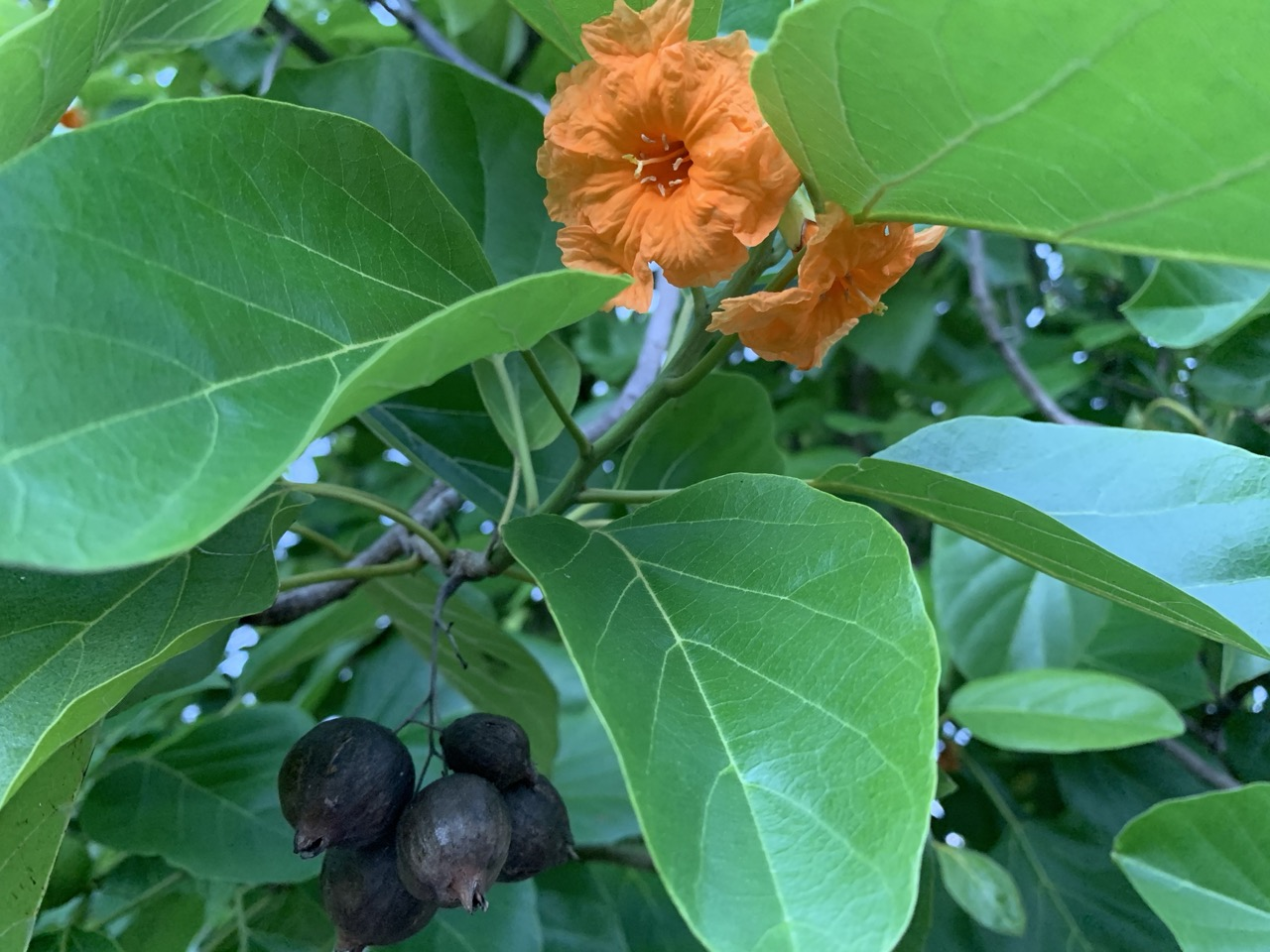
Fleurs et fruits du tou ou Cordia subcordata.
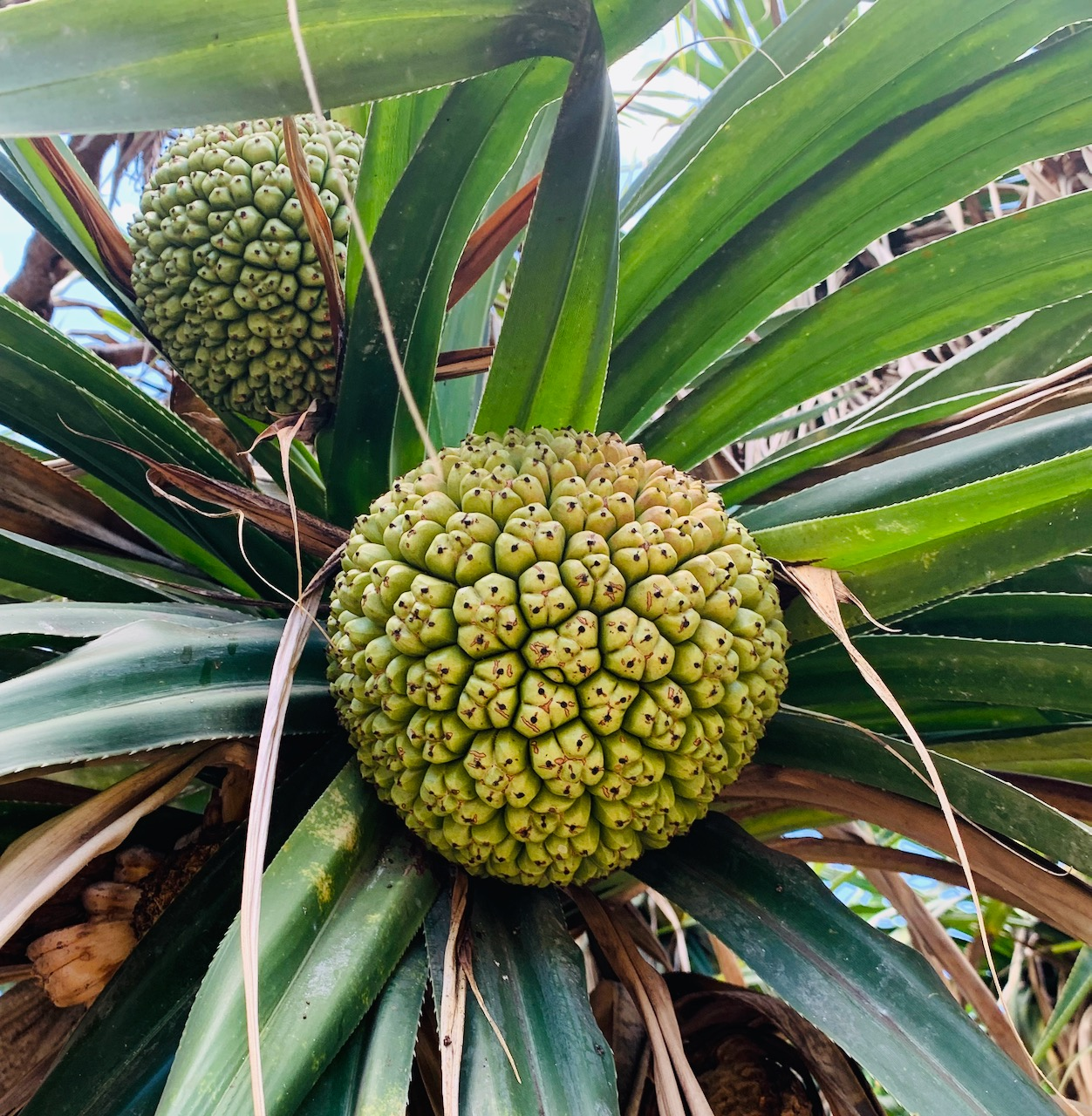
Fruit du pandanus (fara)

## Politique et institutions

### Institutions

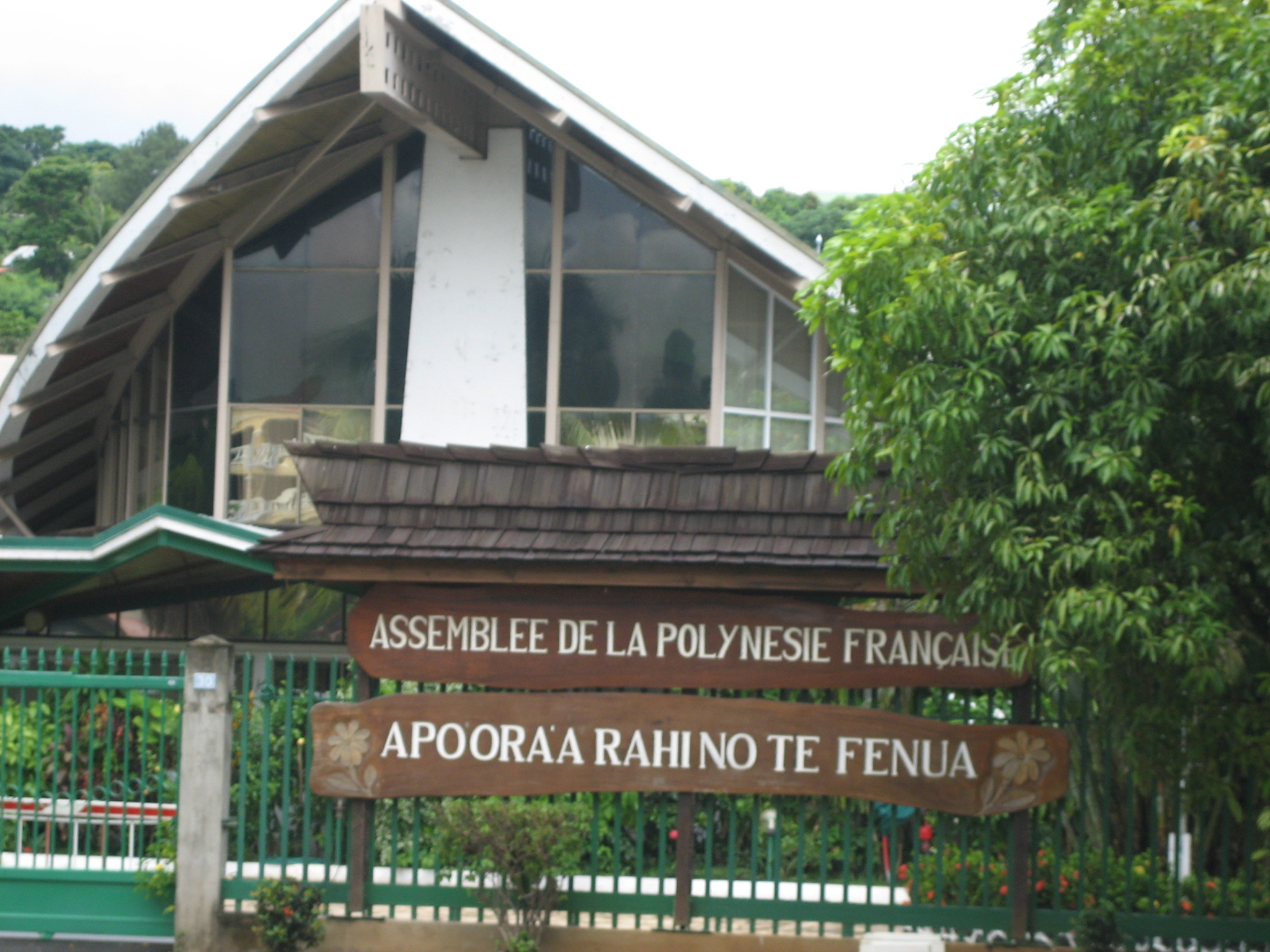
L'Assemblée à Papeete.

La Polynésie française est une collectivité d'outre-mer, actuellement régie par l'article 74 de la Constitution française de 1958 et la loi organique no 2004-192 du 27 février 2004 portant statut d'autonomie de la Polynésie française. Elle bénéficie d'une large autonomie politique.

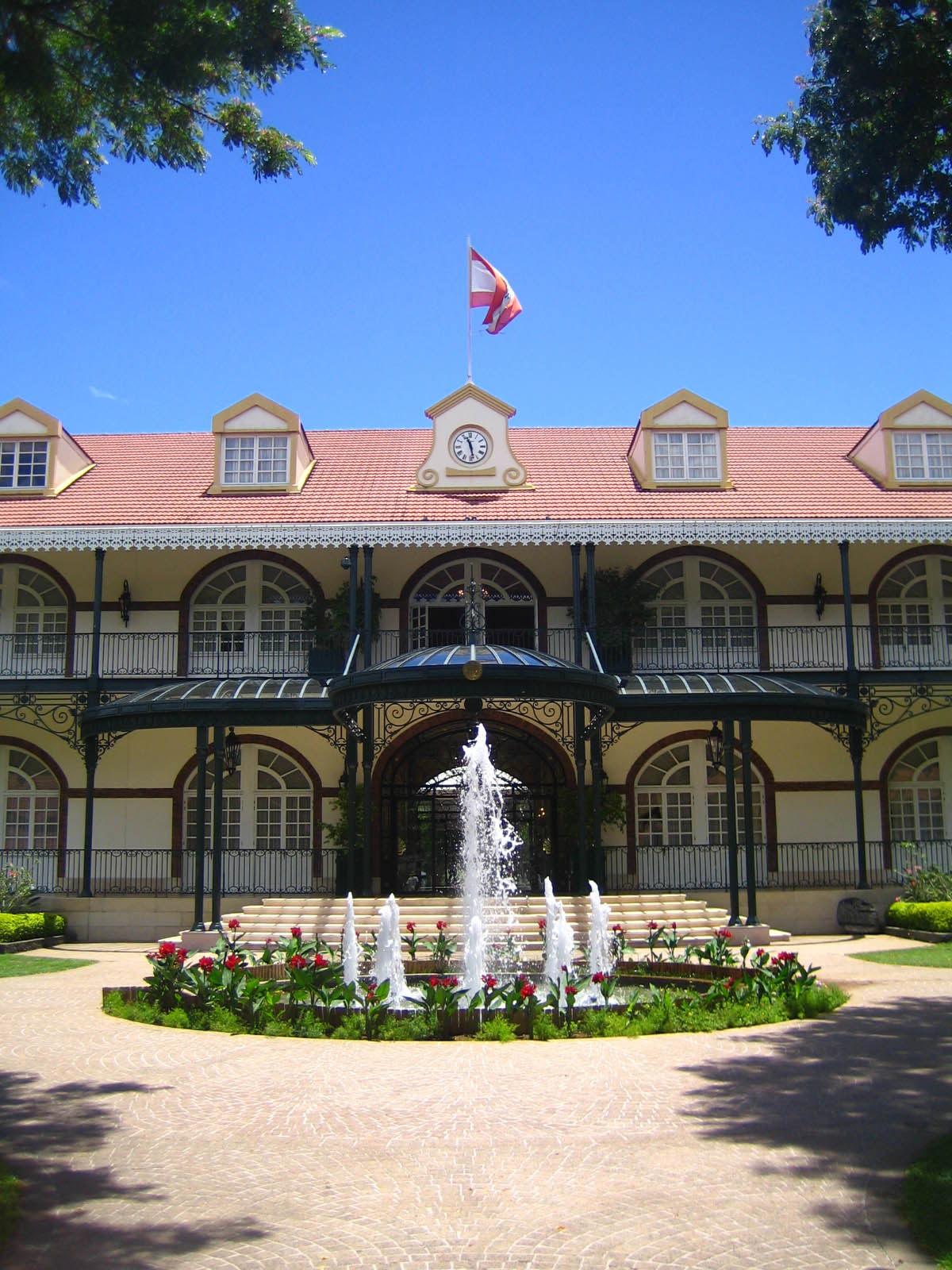
Présidence à Papeete.

Le pouvoir réside essentiellement entre les mains d'une assemblée territoriale élue au suffrage universel et possédant le pouvoir délibérant.
L'organe exécutif est constitué par le gouvernement (anciennement conseil de gouvernement) placé sous le contrôle de l'Assemblée et présidé par le président de la Polynésie française qui est élu par cette dernière.

L'article 140 de la loi organique du 27 février 2004 portant statut d'autonomie de la Polynésie française définit ainsi les lois du pays dans cette collectivité : 

« Les actes de l'assemblée de la Polynésie française, dénommés "lois du pays", sur lesquels le Conseil d'État exerce un contrôle juridictionnel spécifique, sont ceux qui, relevant du domaine de la loi, soit ressortissent à la compétence de la Polynésie française en application de l'article 13, soit sont pris au titre de la participation de la Polynésie française à l'exercice des compétences de l'État dans les conditions prévues aux articles 31 à 36. »

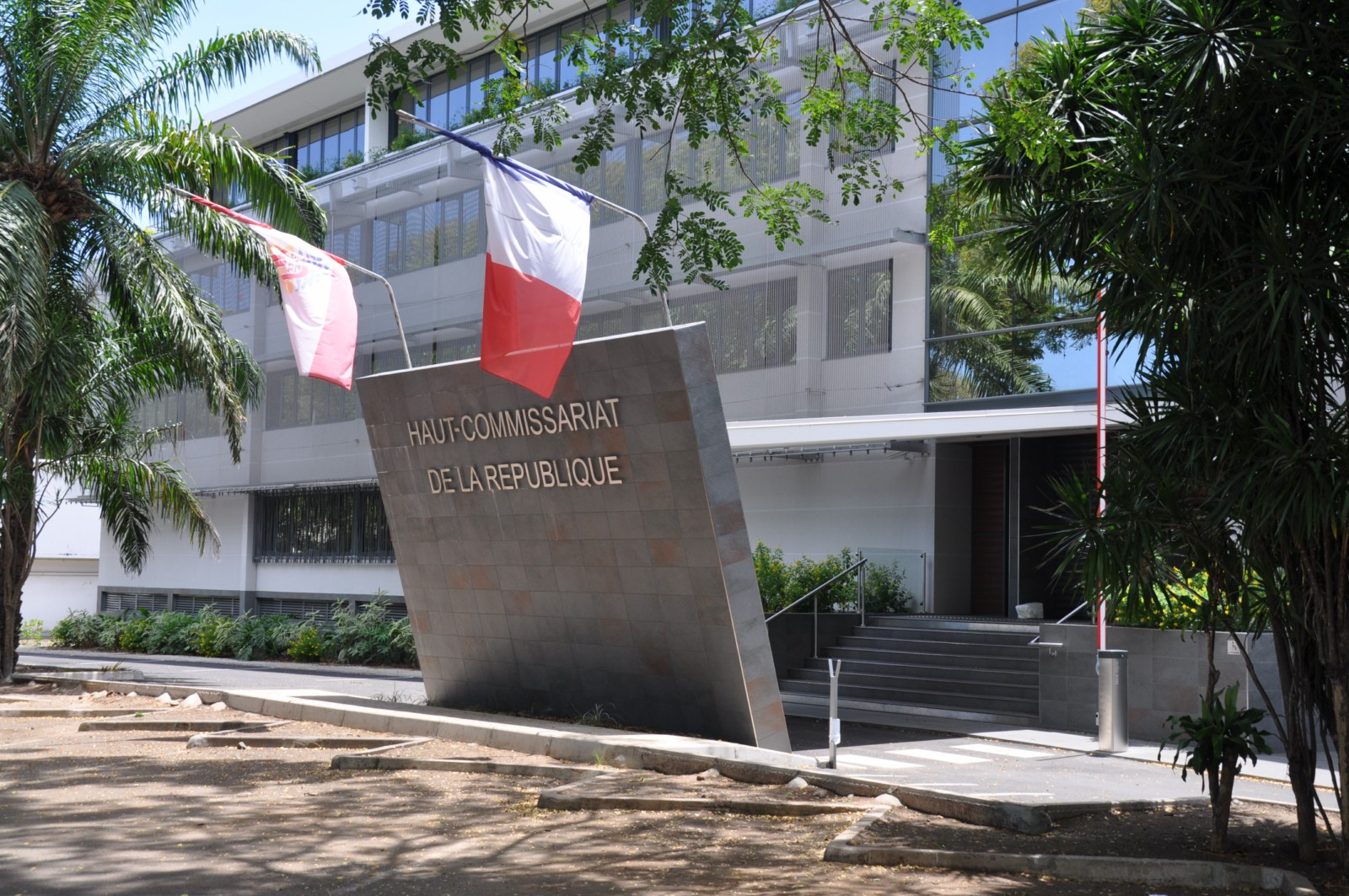
Haut-commissariat de la République à Papeete.

Néanmoins, il ne s'agit pas d'une libre association d'États comme peuvent l’être les anciennes dépendances néo-calédoniennes[Quoi ?]. En tant que collectivité d'outre-mer française (COM), l'administration des fonctions régaliennes y est assurée par l'État, représenté localement par un haut-commissaire de la République.
Le haut-commissariat se rapproche du fonctionnement d'une préfecture métropolitaine mais, conformément à l'article 72 de la Constitution, le représentant de l'État, représentant de chacun des membres du gouvernement, a la charge des intérêts nationaux, du contrôle administratif et du respect des lois.

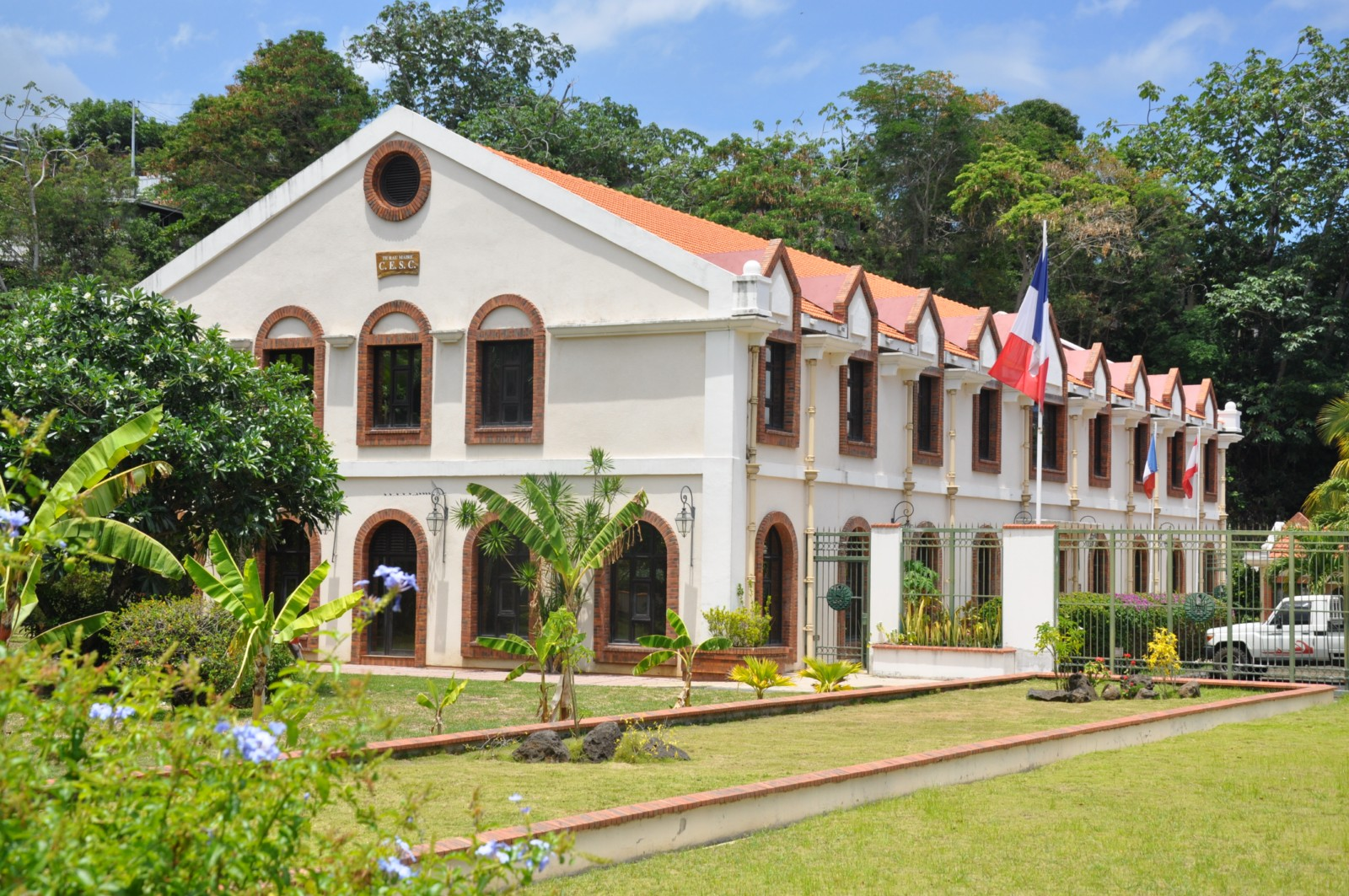
Bâtiment du Conseil économique, social et culturel de Polynésie française.

Le nouveau statut donne au territoire l'exercice de toutes les compétences nécessaires à son développement économique et social, à l'exclusion de celles qui sont attribuées explicitement à l'État et aux communes. Ainsi l'État est compétent dans les matières suivantes : nationalité (droits civiques, droit électoral, actes de l'état civil), garanties des libertés publiques (justice, service public pénitentiaire), politique étrangère, contrôle de l'immigration, monnaie, enseignement universitaire, sécurité et ordre public. Les communes, quant à elles, sont compétentes dans les matières suivantes : police municipale ; voirie communale ; cimetières ; transports communaux ; constructions, entretien et fonctionnement des écoles de l'enseignement du premier degré ; eau potable ; collecte et traitement des ordures ménagères ; collecte et traitement des déchets végétaux ; collecte et traitement des eaux usées. Elles peuvent également intervenir sous réserve d'une habilitation par une loi de pays de la Polynésie française dans les matières suivantes : aides et interventions économiques ; aide sociale ; urbanisme ; culture et patrimoine local.
En ce qui concerne l'éducation, un vice-rectorat assume certaines tâches de gestion du personnel, mais de nombreuses compétences ont été transférées au ministère polynésien de l'Éducation et à son service, la direction générale de l'Éducation et des Enseignements.
La troisième institution est le Conseil économique, social et culturel : il donne son avis, notamment sur des projets de plan à caractère économique et social et de lois du pays.

Quelques personnalités politiques polynésiennes
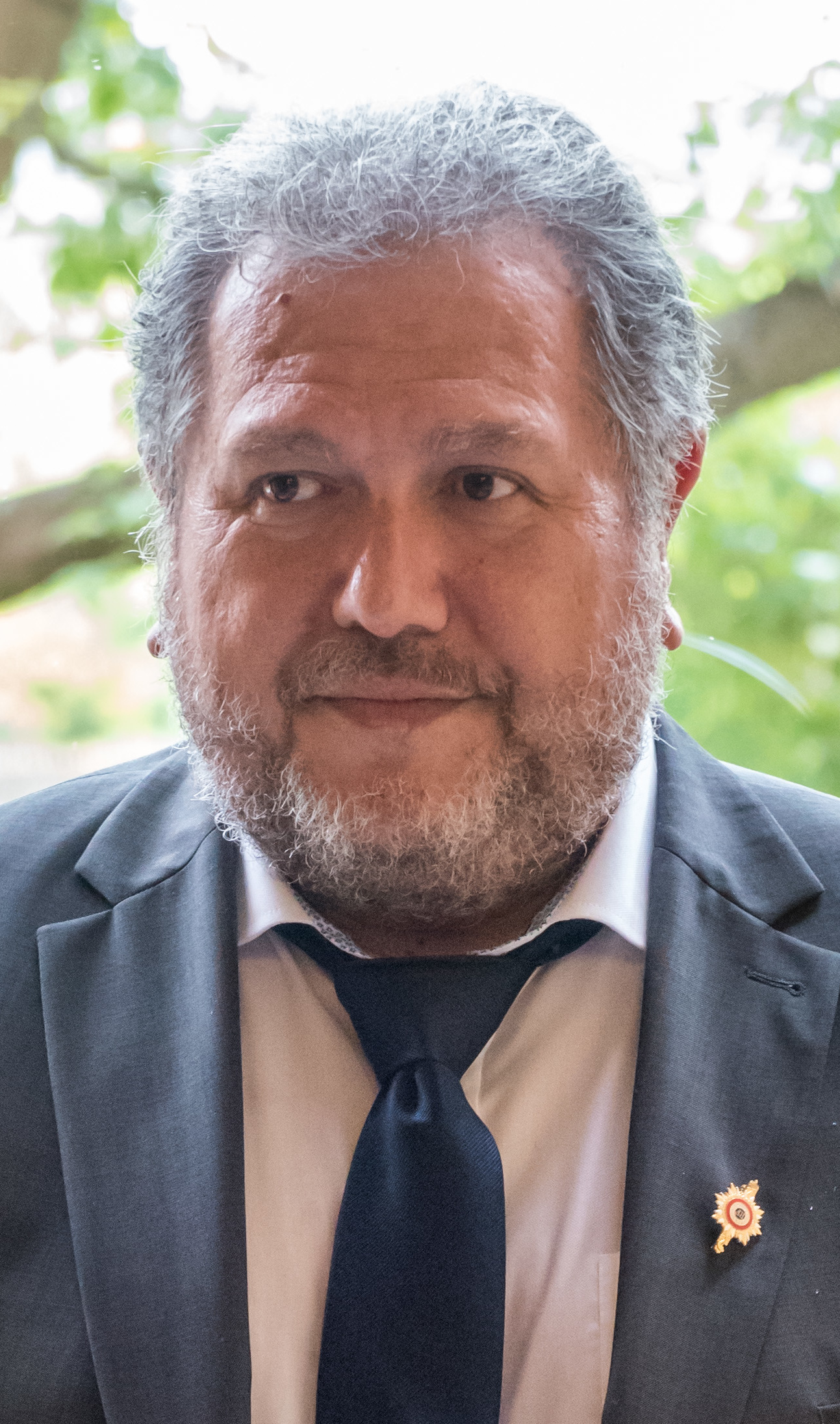
Moetai Brotherson, président de la Polynésie française depuis 2023.
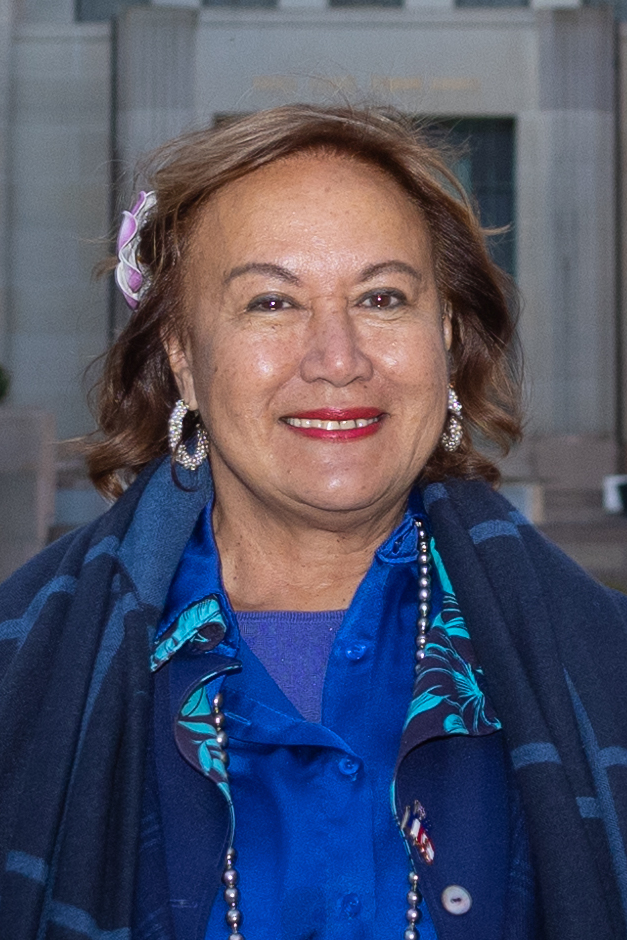
Minarii Galenon-Taupua, Vice-présidente de la Polynésie française depuis 2024.

### La question de l'indépendance
Le référendum du 28 septembre 1958, proposé par le gouvernement dirigé par Charles de Gaulle, demande aux Français de ratifier le projet de Constitution. Ce texte pose les fondements de la Ve République. Dans les colonies françaises, le référendum vise également à la création de la Communauté française.
La Guinée est la seule à rejeter le référendum et à accéder directement à l'indépendance. En Polynésie française, si globalement les habitants votent « oui », par 16 279 voix contre 8 988 « non », le « non » l'emporte aux îles Sous-le-Vent et notamment à Huahine, fief de Pouvanaa Oopa qui menait campagne pour le non. De façon opposée, les îles Marquises se distinguent alors par un vote massif pour le oui, à près de 90 %.
Les partis E'a Api de Francis Sanford et Here Ai'a prennent le relais de la lutte pour l'autonomie menée jusqu'alors par le Rassemblement des populations tahitiennes de Pouvanaa Oopa après sa dissolution en 1963. Oscar Temaru fonde le Front de libération de la Polynésie (FLP) en 1977, qui prend le nom de Tavini huiraatira no te ao Ma'ohi (Serviteur du peuple polynésien) en 1983. Il remporte les élections du 23 mai 2004 où il est à la tête d'une liste d'alliance, l'Union pour la démocratie (UPLD), qui rassemble plusieurs partis unis contre Gaston Flosse. Mais sa coalition ne résiste pas plus de quelques mois. La période d'instabilité qui suit lui permet d'accéder plusieurs fois à la présidence.
En 2011, le président indépendantiste Oscar Temaru annonce vouloir mettre fin à « 170 ans de colonisation » en Polynésie française en sollicitant l'inscription de la collectivité sur la liste des territoires non autonomes à décoloniser de l'ONU lors du Forum des îles du Pacifique tenu à Auckland. Le sénateur indépendantiste Richard Tuheiava assure avoir obtenu le soutien « d'au moins une dizaine » des seize membres du Forum. Il déclare aussi : « Nous avons des problèmes de santé, des problèmes économiques, qui sont tous les conséquences des décisions du gouvernement français de nous utiliser pour réaliser ses essais nucléaires ». L'État français s'est opposé de façon très vigoureuse à cette démarche, le président de la République, Nicolas Sarkozy, la qualifiant de « démagogie ».
Selon le politologue Sémir Al Wardi, les Polynésiens disposent d'un droit constitutionnel à l'émancipation, sous la seule réserve de le souhaiter collectivement. La Constitution française indique ainsi dans son préambule : « En vertu de ces principes et de celui de la libre détermination des peuples, la République offre aux territoires d'outre-mer qui manifestent la volonté d'y adhérer des institutions nouvelles fondées sur l'idéal commun de liberté, d'égalité et de fraternité et conçues en vue de leur évolution démocratique ». Par ailleurs, le préambule de la Constitution de 1946 (toujours en vigueur dans celle de 1958) contient la mention suivante : « Fidèle à sa mission traditionnelle, la France entend conduire les peuples dont elle a pris la charge à la liberté de s'administrer eux-mêmes et de gérer démocratiquement leurs propres affaires ; écartant tout système de colonisation fondé sur l'arbitraire, elle garantit à tous l'égal accès aux fonctions publiques et l'exercice individuel ou collectif des droits et libertés proclamés ou confirmés ci-dessus ». Enfin dans son article 53, le texte constitutionnel dispose : « Nulle cession, nul échange, nulle adjonction de territoire n'est valable sans le consentement des populations intéressées ».
Au cours de l'année 2012, Oscar Temaru se livre à un intense lobbying auprès des micro-États de l'Océanie, dont plusieurs, les Îles Salomon, Nauru et Tuvalu déposent auprès de l'Assemblée générale de l'ONU un projet de résolution visant à affirmer « le droit inaliénable de la population de la Polynésie française à l'autodétermination et à l'indépendance ». En mai 2013, l'UPLD perd les élections à l'Assemblée de Polynésie en obtenant seulement 11 sièges face au parti de Gaston Flosse, avec 38 sièges, et le parti autonomiste A Ti'a Porinetia avec 8 sièges. Quelques heures avant l'examen par l'ONU de la résolution, lors de sa première séance la nouvelle Assemblée territoriale adopte par 46 voix contre 10 un « vœu » exprimant le souhait des Polynésiens de conserver leur autonomie au sein de la République française. Malgré ce vœu adopté par les partis représentant 70 % des électeurs polynésiens, l'Assemblée générale de l'ONU inscrit la Polynésie française sur la liste des territoires à décoloniser lors de son assemblée plénière du 17 mai 2013. La France ne participe pas à cette session, pendant que l'Allemagne, les États-Unis, les Pays-Bas et le Royaume-Uni se désolidarisent de cette résolution,,. Cependant le vote de la nouvelle assemblée élue démocratiquement par le peuple Polynésien indique clairement le souhait du peuple de conserver son autonomie au sein de la France et la large défaite de l'UPLD aux élections démontre que la population n'était pas complètement d'accord avec ce mouvement indépendantiste initié par Oscar Temaru.

### Subdivisions ou circonscriptions

Communes et subdivisions administratives de la Polynésie française.

La Polynésie française est composée de 5 archipels divisés en 5 subdivisions administratives (l'administration territoriale les nomme circonscriptions administratives) listées ici du nord-est au sud-ouest :
- La subdivision des îles Marquises au nord-est de la Polynésie française (les plus proches au sud d'Hawaii et à l'est de Kiribati), comprend deux groupes d'îles distincts :
  - le groupe Nord, qui comprend 3 îles habitées : l'île de Nuku Hiva (la plus grande et la plus peuplée des Marquises, et la troisième plus grande île de la Polynésie française, le village principal est Taiohae), et les îles de Ua Pou et de Ua Huka;
  - le groupe Sud, qui comprend également 3 îles habitées : l'île d'Hiva Oa, de Tahuata et celle de Fatu Hiva.
- La subdivision des Tuamotu-Gambier, la plus étendue des cinq, composée en fait de deux archipels :
  - l'archipel des Tuamotu, aussi appelé Paumotu ou îles Dangereuses, aux 84 îles, récifs et atolls de faible profondeur s'étendant du nord-ouest (près de Kiribati) au centre et à l'est de la Polynésie française. L'archipel, immense et faiblement peuplé, se compose de plusieurs groupes d'atolls (certains presque totalement immergés en faible profondeur) et îlots :
    - les îles du Roi Georges au nord-ouest des Tuamotu (dont les atolls de Ahe, Manihi, Takaroa, Takapoto et Tikei),
    - les îles Palliser au sud des précédentes, composées de larges atolls (dont l'atoll de Rangiroa, l'île principale des Tuamotu, le second atoll au monde par sa taille et le plus grand de Polynésie, où est également produit le vin de Tahiti, et les atolls de Fakarava, Makatea, Mataiva, Tikehau, Arutua, Apataki, Kaukura, Toau, Aratika, Kauehi),
    - au centre des Tuamotu les atolls de Raraka, Faaite, Tahanea, Motutunga, Katiu, Makemo, Marutea Nord, Raroia, Takume, et l'île d'Anaa plus au sud
    - les îles Raevski, ne comprend que trois îles inhabitées de Hiti, Tepoto Sud et Tuanake),
    - les îles du Désappointement, au nord-est des Tuamotu (petits atolls de Tepoto Nord, Napuka, et Puka-Puka),
    - un groupe d'atolls et d'îlots épars au centre des Tuamotu (dont les atolls de Marokau-Ravahere, Hao, Amanu, et l'île de Vahitahi et ses voisines), et plus au nord-est un chapelet d'îles (Fangatau, Fakahina, Tatakoto, Pukarua, Reao),
    - les îles du Duc de Gloucester, de petite taille et quasiment inhabitées, au Sud-Sud-Ouest des Tuamotu (dont l'île d'Hereheretue), administrées depuis Hao.
    - un groupe d'îlots et d'atolls au sud-est des Tuamotu appelé Tureia (dont les atolls de Moruroa et Fangataufa sièges des essais nucléaires et toujours terrains militaires, ainsi que les atolls de Marutea Sud et les îles du groupe Actéon), administré depuis les îles Gambier ;

  - les îles Gambier au sud-est (les plus proches des îles Pitcairn britanniques), dont la plus grande île est Mangareva (qui est le siège de la commune des Gambier), les trois autres grandes îles étant Aukena, Akamaru et Taravai, toutes cernées par le même récif corallien d'où émergent une dizaine d'îlots.

Pavillon de la Polynésie française suivi de ceux (de haut en bas) des groupes des Marquises, de la Société (avec les Îles Sous-le-Vent), des Tuamotu, des Gambier et des Australes.

- La subdivision des îles Sous-le-Vent, la partie ouest-nord-ouest de l'archipel de la Société, dont les îles les plus connues sont :
  - Bora-Bora et Maupiti au nord, les plus proches des îles Cook ;
  - Huahine ;
  - Raiatea, la plus grande de ces îles, sur laquelle se trouve le chef-lieu (la commune de Uturoa) ;
  - Taha'a, située dans le même lagon que Raiatea ;
  - les atolls Motu One, Maupihaa, Manuae et Tupai.
- La subdivision des îles du Vent, la partie est-sud-est de l'archipel de la Société, dont les îles les plus connues sont :
  - Tahiti, la plus grande île et la plus peuplée de toute la Polynésie française, formée par deux volcans reliés par l'isthme de Taravao. Le mont Orohena culmine sur la partie nord-ouest Tahiti Nui, « la grande Tahiti », qui est le siège de la commune de Papeete, chef-lieu des îles du Vent et capitale de la Polynésie française (la partie sud-est de l'île est Tahiti Iti, « la petite Tahiti ») ;
  - l'île proche de Moorea, aussi appelée « l'île sœur », formée par le volcan du mont Tohiea qui culmine à 1 207 mètres et cernée d'une barrière de corail ;
  - mais aussi les îlots de Maiao et Mehetia et l'atoll de Tetiaroa.
- La subdivision des îles Australes, dans le tiers sud de la Polynésie française, composées en fait de deux sous-archipels :
  - les îles Tubuaï se formant au sud-ouest (du nom de sa plus grande île Tubuaï et de sa commune chef-lieu est Tubuai comprenant aussi les communes Mataura associée à celles de Taahueia et Mahu, et formant un chapelet s'étendant des îles Maria à l'île Raivavae via les îles de Rimatara et Rurutu), à l'est de la partie principale (australe) des îles Cook ;
  - les îlots de Bass, dont fait partie l'île de Rapa ou Rapa Iti « petite Rapa » (à ne pas confondre avec l'île de Pâques aussi appelée Rapa Nui « grande Rapa » très isolée et située bien plus loin à l'est vers le Chili) et Marotiri (qui constituent les îles les plus méridionales de toutes celles de la Polynésie française, et les plus isolées).

## Population et société

### Démographie
La Polynésie française compte 278 786 habitants au recensement de 2022, ce qui représente moins de 0,4 % de la population française, mais 10 % de la France d'outre-mer et un tiers de la population des collectivités d'outre-mer. 36 % des Polynésiens ont moins de 20 ans, 52 % moins de 30 ans. L'espérance de vie est réduite d'environ 5 ans par rapport à la métropole (73,2 ans pour les hommes, 78,3 pour les femmes).
L'Institut de la statistique (INSEE) estime que la population comptera environ 320 000 habitants à l'horizon 2027.[réf. nécessaire]
Trois communautés ethniques principales peuvent être distinguées :
- les Polynésiens : 78 % (218 400 hab.) ;
- les Européens : 12 % (33 600 hab.) ;
- les Asiatiques (pour la plupart d'origine chinoise) : 10 % (28 000 hab.).

### Langues
Conformément à l'article 2 de la constitution « La langue de la République est le français ».
La loi statutaire consacre son article 57 à la problématique de la langue : « Le français est la langue officielle de la Polynésie française ».
Son usage s'impose aux personnes morales de droit public et aux personnes de droit privé dans l'exercice d'une mission de service public ainsi qu'aux usagers dans leurs relations avec les administrations et services publics.
Le tahitien reste à ce titre interdit à l'assemblée de Polynésie.
Le français, le tahitien (te reo tahiti), le marquisien (èo ènana/ènata), le paumotu (reko pakumotu) et le mangarevien (reo magareva) et les langues des îles australes (te mau reo tūha'a pae) sont les langues parlées en Polynésie. Les personnes physiques et morales de droit privé en usent librement dans leurs actes et conventions ; ceux-ci n'encourent aucune nullité au motif qu'ils ne sont pas rédigés dans la langue officielle.
La langue tahitienne est une matière enseignée dans le cadre de l'horaire normal des écoles maternelles et primaires, dans les établissements du second degré et dans les établissements d'enseignement supérieur. Sur décision de l'assemblée de la Polynésie française, la langue tahitienne peut être remplacée dans certaines écoles ou établissements par l'une des autres langues polynésiennes. L'étude et la pédagogie de la langue et de la culture tahitiennes sont enseignées dans les établissements de formation du personnel enseignant.
En 2007, l'Institut statistique de Polynésie française (ISPF) dénombrait 94,7 % de personnes de plus de 15 ans sachant parler, lire et écrire le français, alors que 74,6 % de ces mêmes personnes savaient parler, lire et écrire une des langues polynésiennes. Parmi cette population âgée de plus de 15 ans, la langue la plus parlée à la maison était le français pour 68,5 %, une des langues polynésiennes pour 29,9 % (essentiellement le tahitien), et le chinois pour 1,0 % (surtout le hakka).
L'université Laval (Québec) estime que 81,8 % des habitants sont francophones. Le dénombrement des francophones dans les pays membres de l'OIF en 2005 indique 90 % de francophones en Polynésie française.

### Religions
Le christianisme occupe une place centrale dans la société polynésienne contemporaine. En 1951, le recensement mentionnait cinq Églises et indiquait qu'un quart de la population était catholique, un peu plus de la moitié protestante (54,81 %), les Églises restantes – adventistes, Église de Jésus-Christ des saints des derniers jours et Communauté du Christ, appelée localement « sanito », ne rassemblant à elles trois que 6,41 % des habitants de Polynésie française. En 1971, date du dernier recensement mentionnant l'appartenance religieuse, l'Église catholique romaine avait nettement progressé (34,5 %), l'Église évangélique de Polynésie française (EEPF, protestante historique – 50,5 %) un peu décliné.
Au cours des années 1980 de nouvelles Églises se sont développées – notamment les pentecôtistes – tandis que les Églises adventistes et, surtout, l'Église de Jésus-Christ des saints des derniers jours, progressent de manière très significative, aux dépens le plus souvent de l'EEPF. Les dernières indications disponibles, publiées en 2006, montrent que désormais près d'un Polynésien sur cinq n'appartient ni à l'Église catholique ni à l'EEPF (rebaptisée Église protestante ma'ohi en 2004).
L'Église protestante ma'ohi (EPM) rassemble environ 38 % de la population polynésienne. Elle est l'héritière des premières missions protestantes en Océanie, qui ont introduit le christianisme à Tahiti. Le 5 mars 1797, date à laquelle les missionnaires du navire le Duff (en) affrété par la London Missionary Society ont débarqué dans la baie de Matavai, est inscrite depuis 1978 sur le calendrier des fêtes officielles polynésiennes et commémorée chaque année par l'EPM.
L'Église catholique romaine représente elle aussi environ 38 % de la population. Les missions catholiques se sont implantées à partir de 1834 dans les archipels qui forment aujourd'hui la Polynésie française : aux îles Gambier (frères de la Congrégation des Sacrés-Cœurs de Jésus et de Marie, dite de Picpus) avec la conversion du roi Maputeoa en 1836, aux îles Marquises (la première mission est fondée en 1839 sur l'île de Nuku Hiva), puis à Tahiti. Depuis la fin des années 1970, le Renouveau charismatique occupe une place importante dans la vie de l'Église catholique en Polynésie française : au moins un quart des fidèles.
L'Église de Jésus-Christ des saints des derniers jours rassemble 6,5 % de la population. Premières missions mormones à partir de 1844, dans les îles Tuamotu et aux îles Australes (Tubuai). Elle a connu une forte croissance au cours des années 1980.
La Communauté du Christ, appelée localement « sanito », représente 3,6 % de la population.
L'Église adventiste représente 5,8 % des croyants en Polynésie française. Les adventistes sont surnommés « petania » (« Pitcairn » en tahitien), en référence aux habitants de l'île de Pitcairn qui ont été les premiers adventistes en Océanie, dès 1886, et au voilier Pitcairn dont l'escale à Tahiti en décembre 1890 marqua le début de la mission adventiste dans les îles de la Société.
Les autres Églises sont les Pentecôtistes depuis 1962 (d'abord dans la communauté chinoise de Tahiti, puis dans l'ensemble de la population à partir des années 1980 – 1,5 %).
Les autres religions représentées en Polynésie sont le bahaïsme, bouddhisme (chinois traditionnel et zen) et judaïsme (une synagogue à Tahiti). Les témoins de Jéhovah (2 %) sont présents depuis le début des années 1960. En ce qui concerne l'islam, un homme se réclamant imam sunnite crée en 2013, à Papeete, le Centre islamique de Tahiti (ou CIT, association loi de 1901), première association musulmane ayant vu le jour en Polynésie française. Il ouvre par la suite un lieu de culte qu'il dénomme « mosquée ». Inauguré à la mi-octobre 2013, ce lieu de culte est ensuite fermé par la mairie de Papeete pour défaut de procédure administrative, essentiellement pour des raisons de sécurité incombant à tout établissement recevant du public. L'ouverture de ce lieu de culte suscite des réactions d'opposition dans la population locale.
En hommage à l'Arrivée de l'Évangile (5 mars 1797), le 5 mars est une fête légale (depuis 1978) et un jour férié et chômé en Polynésie française, Missionnary Day.

## Économie
La monnaie utilisée est le franc Pacifique, ou franc CFP, qui n'est pas coté sur le marché des changes, son cours étant fixe par rapport à l'euro : 1 CFP vaut 0,008 38 euro

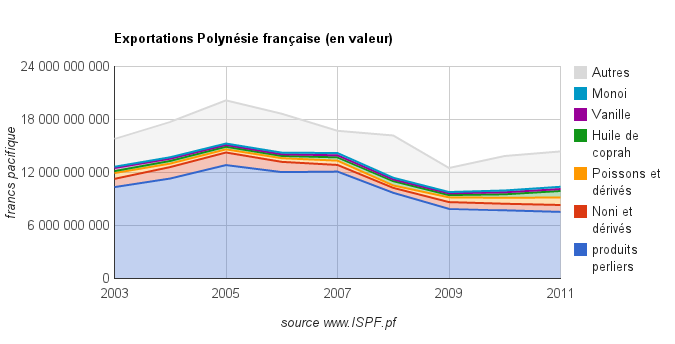
Évolution des exportations de la Polynésie française.

La valeur ajoutée du secteur marchand comptait en 2006 pour les 2/3 du PIB comme dans les départements d'outre-mer français. C'est essentiellement une économie de services, avec un secteur industriel restreint et un secteur agricole en difficulté depuis le début du XXe siècle. La majeure partie des biens consommés sont importés. Les exportations sont très limitées, et essentiellement constituée par les produits perliers (voir graphe). L'économie est largement administrée. Les produits de base sont ainsi à prix fixés ou à marges fixées par le gouvernement. Par ailleurs, les dépenses de l'État au titre de ses missions régaliennes, et dans une moindre mesure de ses dotations contribuent à hauteur d'un tiers du PIB, sans pour autant y effectuer aucun prélèvement direct.
D'après une étude de l'AFD réalisée en 2009, les inégalités sont extrêmement importantes (coefficient de Gini de 0,4) et environ un quart de la population vit sous le seuil de pauvreté.

### Tourisme

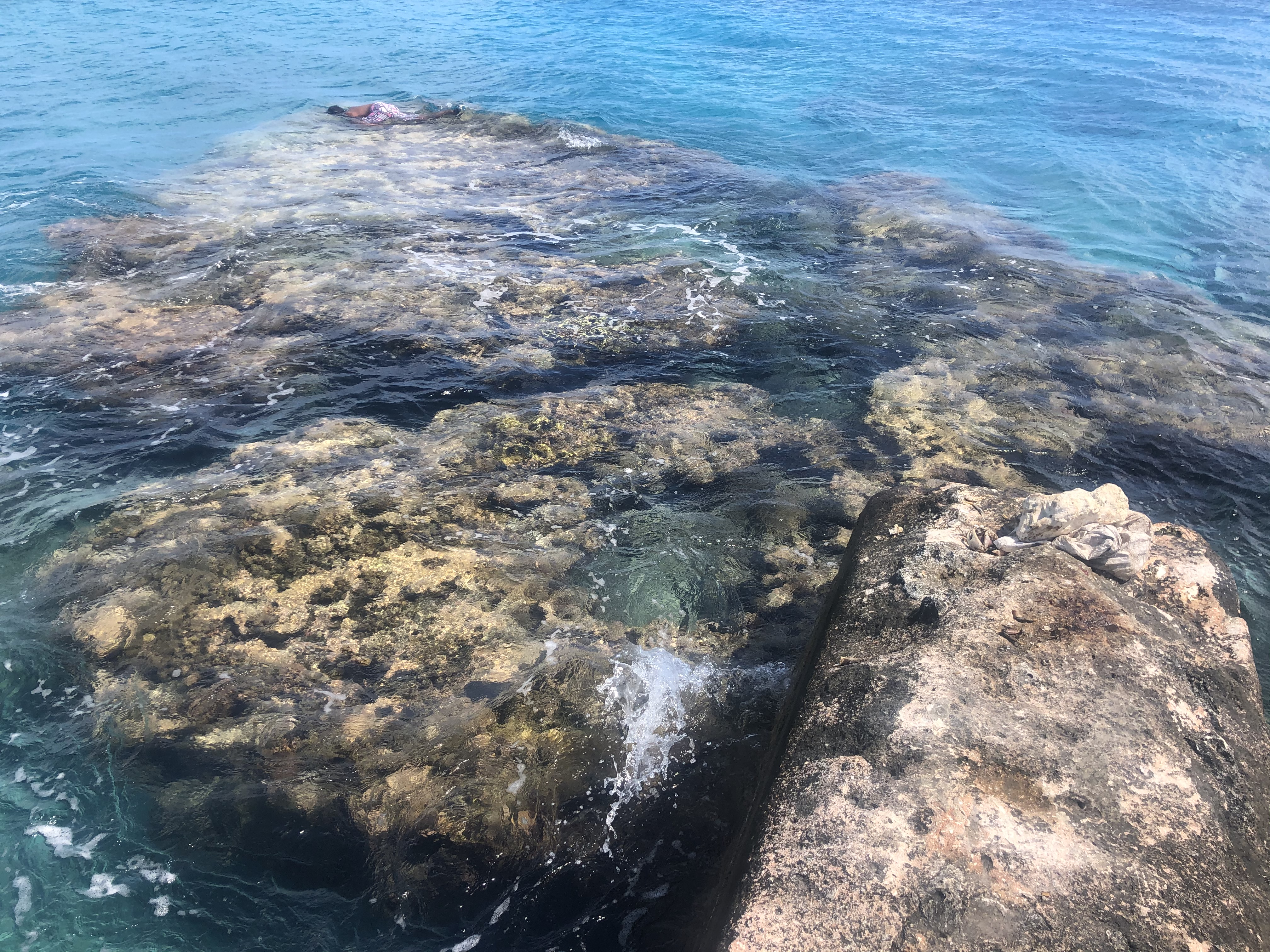
Pêcheur sur Anaa.

Le développement du tourisme en Polynésie française, soutenu notamment par les lois Pons (1986), Paul (2001) et Girardin sur la défiscalisation des investissements immobiliers, est en difficulté depuis le début des années 2000. Les services touristiques représentaient 9 % du PIB marchand en 2006. La première baisse significative de la fréquentation touristique est enregistrée à la suite des attentats du 11 septembre 2001 qui rendent la conjoncture internationale défavorable. La fréquentation touristique continue ensuite de baisser, passant de 212 700 visiteurs en 2003 à 147 500 en 2009.

### Perliculture
La culture perlière de la perle de Tahiti pour la bijouterie est très développée, mais ce secteur est également en grande difficulté, le prix à l'exportation ayant considérablement chuté.

### Vanille
La production de la vanille de Tahiti, dont la qualité est réputée, est passée de 200 tonnes dans les années 1960 à des niveaux très bas. Un plan de relance initié en 2003 a permis de relever le niveau de production à 49 tonnes en 2008. Mais seulement 9 tonnes ont été exportées cette même année.

### Pêche
Le développement de flottilles de pêche au thon, commencé au cours des années 1990, ne permet toujours pas d'atteindre les quotas autorisés (6 300 tonnes pêchées contre 10 000 autorisées).

### Coprah
Le coprah est une ressource financière pour de nombreuses familles majoritairement pour celles de l'archipel des Tuamotu. C'est cependant un pôle économique déficitaire. Pour autant, pour des enjeux économiques et sociaux, le gouvernement de la Polynésie française subventionne ce secteur afin d'éviter l'exode vers Tahiti et de préserver ce revenu précieux parfois unique. « C'est quand même une ressource économique, une production qui existe depuis le milieu du XIXe siècle avec maintenant 40 000 hectares de cocotiers : c'est la première filière agricole locale, en valeur, en nombre d'actifs et en surface » a précisé le directeur de l'Agriculture en Polynésie, Philippe Couraud, en mars 2022.

### Industrie
Elle repose essentiellement sur quatre pôles : agroalimentaire, construction navale et biens intermédiaires pour le bâtiment et des activités de transformation (meubles, textile, imprimerie…) Le secteur industriel représente 9 % du PIB marchand en 2006. Divers secteurs sont protégés par une taxe de développement local à l'importation (TDIL) qui frappe les produits importés concurrents (entre 2 % et 82 % de taxe). Environ 3 000 entreprises (dont 1 000 dans l'agro-alimentaire) sont présentes et génèrent un chiffre d'affaires de l'ordre de 100 milliards de francs pacifique. L'artisanat emploierait environ 13 000 personnes, environ 8 000 artisans étant recensés par la Chambre de commerce, d'industrie, des services et des métiers (CCISM).

## Infrastructures

### Transports

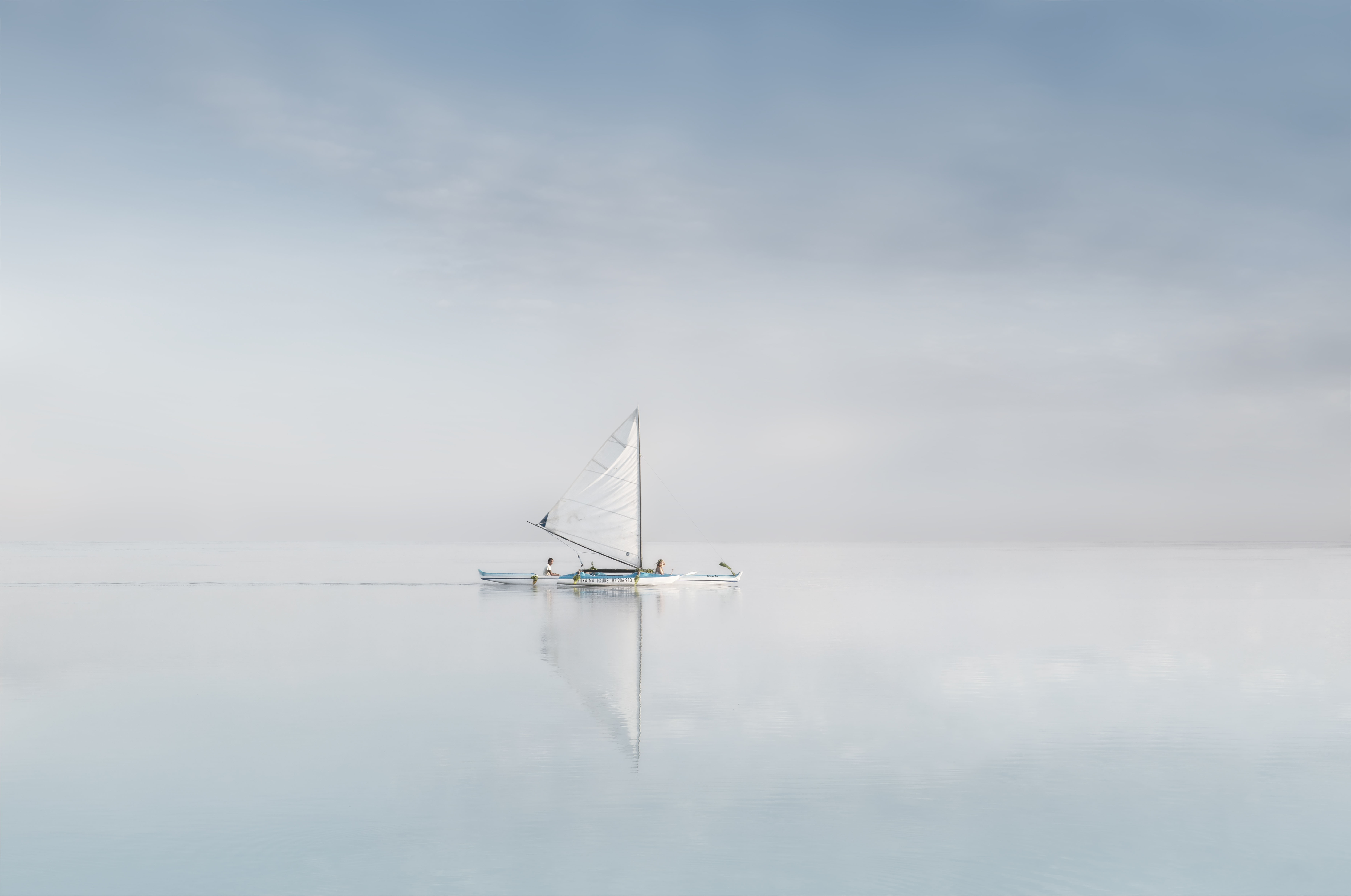
La pirogue à balancier reste un moyen de transport ou de loisir très utilisé en Polynésie française (août 2019).

Les infrastructures routières sont en général limitées à une route côtière du fait de la morphologie des îles. Le trafic routier est particulièrement dense à Tahiti, du fait du caractère linéaire de l'agglomération, et de l'absence de réseau de transports en commun organisé.
Le transport aérien intérieur est assuré par la compagnie aérienne de Polynésie française, Air Tahiti. La compagnie dessert environ 60 destinations et transporte environ 700 000 passagers par an. Le transport international est effectué principalement par : Air Tahiti Nui, Air France, Air New Zealand, Lan Airlines, Hawaiian Airlines, Aircalin et French Bee. Le principal aéroport de Polynésie française est l'aéroport international de Tahiti Faa'a.
Le port de Papeete est le plus important des ports de Polynésie française. Il serait le premier port par le nombre de voyageurs de France, du fait des échanges avec Moorea (1,7 million de passagers annuel). Il reçoit chaque année environ un million de tonnes de fret. En retour, seulement 30 000 tonnes environ sont expédiées[Quand ?]. La desserte maritime inter-insulaire joue un rôle essentiel pour nombre d'îles. Elle est assurée très largement par des entreprises privées. Environ 400 000 tonnes de marchandises sont ainsi acheminées de Papeete vers une des autres îles de Polynésie française chaque année.

### Télécommunications
Le secteur est en mutation depuis quelques années. L'Internet connaît un essor rapide renforcé par la mise en service d'un câble sous-marin en 2010 (Honotua relie Tahiti, Moorea, Bora Bora, Raiatea et Huahine à Hawaii), en substitution aux liaisons satellites utilisées jusqu'alors. Mana, filiale de l'Office des postes et télécommunications (OPT), opérateur historique détient l'essentiel du marché. D'autres fournisseurs d'accès tentent de s'implanter sur des secteurs particuliers : Internet mobile sur zone urbaine, fournisseur d'accès dédié aux marinas… Environ 30 000 foyers sont abonnés à l'Internet.
Le 18 décembre 2018 le câble Natitua est entré en service. Il permet de relier à l'Internet mondial les Tuamotu, et les Îles Marquises et les Australes (depuis 2023).
Depuis 2020, un nouveau câble, Manatua, relie la Polynésie Française à la Nouvelle-Zélande,, permettant de sécuriser l'accès à l'Internet de la Polynésie Française en cas d'avarie ou de coupure de Honotua.
Google Cloud prévoit de poser 3 nouveaux câbles reliant l'archipel au Chili, les États-Unis, Fiji, La Nouvelle-Zélande et l'Australie en 2026 et 2027,,.
La téléphonie mobile est apparue en 1995. Depuis le 17 juin 2013, un nouvel opérateur téléphonique (PMT-Vodafone,) s'impose comme le tout premier concurrent de l'opérateur historique polynésien (Tikiphone commercialisé sous Vini), mettant ainsi fin au monopole.
L'ensemble du territoire est quasiment couvert (61 îles en 2009), et plus de 200 000 clients sont recensés.
Entre 2013 et 2014, les numéros de téléphone sont passés de 6 chiffres à 8 chiffres. Le 17 juin 2013, depuis l'ouverture de Vodafone, les numéros de téléphone mobile Vodafone commencent par 89. Le 21 juin 2014, les numéros de téléphone fixe de l'OPT commencent par 40. Le 23 juin 2014, les numéros de téléphone mobile Vini commencent par 87. Le 23 juin 2014, les numéros de téléphone fixe Mana commencent par 49.

### Télévision numérique terrestre en Polynésie française
Dès le 30 novembre 2010, sont disponibles sur la Télévision numérique terrestre les chaînes :
- Polynésie 1re ;
- France 2 ;
- France 3 ;
- France 4 ;
- France 5 ;
- France 24 ;
- Arte ;
- TNTV.

### Électricité

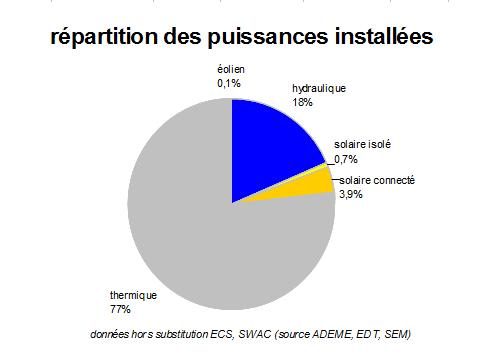
Mix électrique.

La production et la distribution d'électricité en Polynésie française sont assurées en grande majorité par l'opérateur Électricité de Tahiti (28 communes desservies sur 48, couvrant près de 90 % de la population). Le mix de production est principalement thermique, mais comporte une part importante d'énergies renouvelables (d'origine essentiellement hydraulique), de l'ordre de 25 à 30 % par an (contre 16,1 % pour la Métropole et 23,4 % pour l'Union européenne en 2012), avec une très forte variabilité du mix énergétique selon les îles et les archipels. Le record atteint sur le périmètre d'Électricité de Tahiti est établi à 65,8 %, pour la journée du 11 novembre 2015.
La pointe de puissance appelée sur le réseau public de l'île de Tahiti a atteint un maximum en 2010, avec 101,5 MW.
D'une manière générale les coûts de production sont très élevés, du fait de la petite taille des systèmes et de leur caractère insulaire. Ce phénomène est amplifié dans les îles autres que Tahiti. Par un mécanisme de péréquation et de contrôle des prix, le tarif de vente de l'électricité est cependant le même quel que soit le lieu (à Tahiti ou dans une autre île). Les tarifs de l'électricité ont connu une réforme avec l'avenant no 17 au cahier des charges de la concession d'Électricité de Tahiti, en date du 29 décembre 2015, qui doit mener à une nouvelle baisse de prix au 1er mars 2016 et répondre aux exigences de transparence des coûts formulées tant par la Commission de régulation de l'énergie que par le Tribunal Administratif de la Polynésie française.
Pour plus de détails sur le mix énergétique, se référer à l'article « économie de la Polynésie française ».

### Eau potable et assainissement
Seulement la moitié de la population a accès à de l'eau potable. Sur les îles hautes les ressources sont en général abondantes, mais le faible rendement des réseaux couplé à une surconsommation rendent difficile l'établissement d'un service d'eau potable économiquement viable. Certaines communes assurent cependant un service de qualité à l'ensemble de leur population (par exemple Papeete, Faa'a, Arue, Bora Bora, Huahine, Rapa). Les atolls disposent de ressources souterraines limitées et fragiles (à l'exception de Rikitea et Makatea). L'utilisation de l'eau de mer (dessalinisation) et de l'eau de pluie viennent les compléter. L'assainissement est majoritairement assuré par des systèmes autonomes ou semi-collectifs. Seules les communes de Bora Bora, Punaauia, Moorea, Papeete ont lancé des programmes d'assainissement collectif.

### Santé

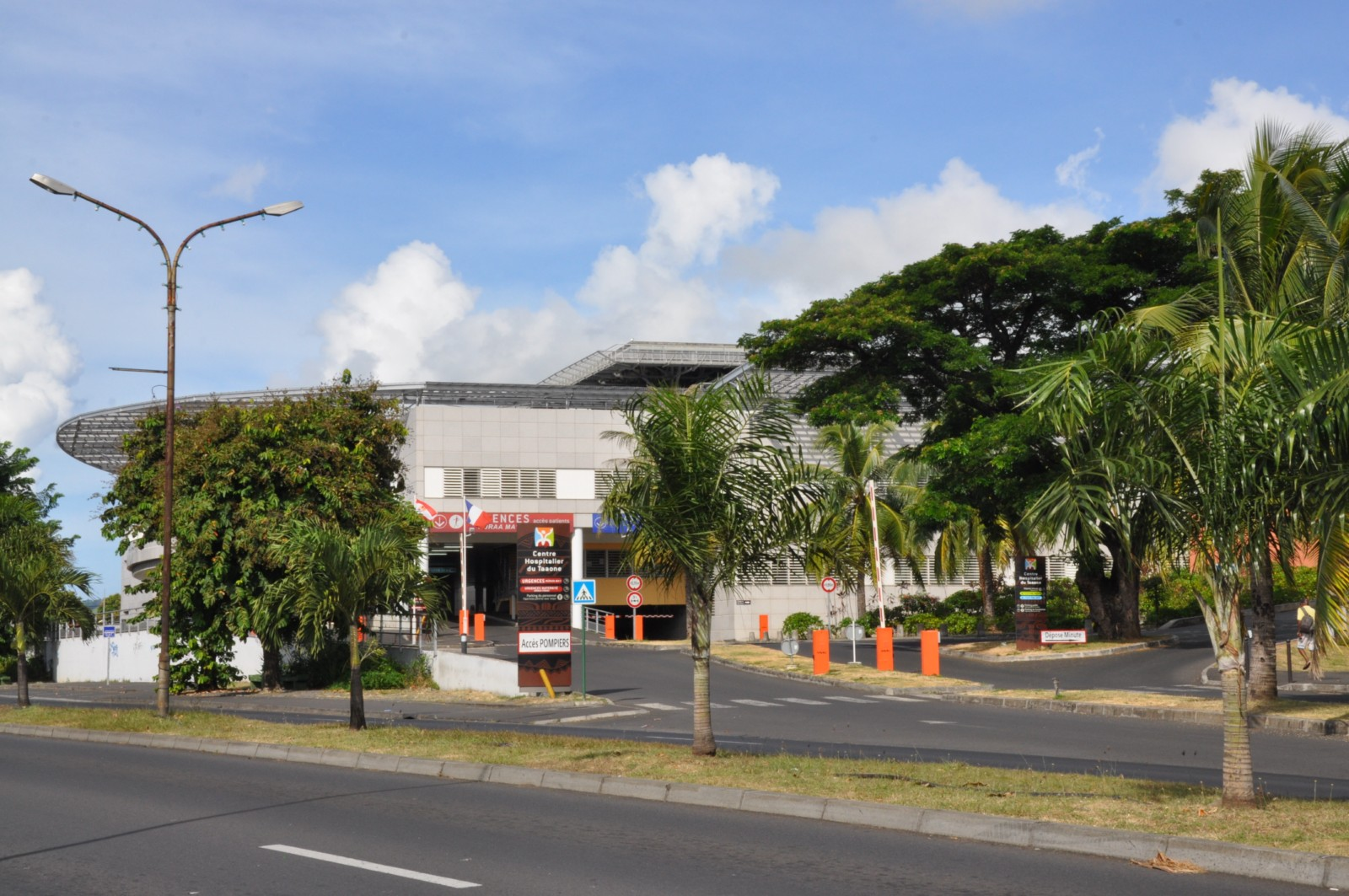
Centre hospitalier du Taaone.

La couverture médicale est généralement bonne sur les îles les plus importantes mais limitée dans les régions plus lointaines ou moins peuplées. Néanmoins la plupart des îles comprennent au minimum un poste médical (infirmerie). La mortalité infantile reste élevée (5,5 pour 1 000 naissances) comparativement à la métropole (3,8 pour 1 000). Les personnes ayant besoin de soins urgents ou souffrant de maladies graves sont souvent transférées à Tahiti pour y être soignées et pour les pathologies spécifiques évacuées vers la Nouvelle-Zélande ou la métropole.
Le premier hôpital du territoire est l'hôpital général Vaiami à Papeete, en 1884 ; il fait suite à une infirmerie militaire datant de 1848. Le service de psychiatrie reste sur place tandis que le reste de l'hôpital déménage vers Mamao en 1970. En 2003, l'hôpital psychiatrique déménage au Ta'aone sur la commune de Pirae. Il sera rejoint en 2011 par les autres services au sein du nouvel hôpital, le CHPF.

## Culture, patrimoine et loisirs
La culture polynésienne est riche et variée. Diverses institutions en assurent l'animation et la promotion.
- La Maison de la culture[83] ou Te fare Tauhiti nui, qui assure l'animation et la diffusion de la culture en Polynésie française, en favorisant les activités et les créations artistiques sous toutes ses formes, ainsi que l'organisation et la promotion des manifestations populaires dont en particulier la culture mā'ohi (voir Maohis), sur le plan local, national et international. Elle gère des salles de spectacles situées à Papeete, et une bibliothèque.
- Le musée de Tahiti et des îles ou Te Fare Manaha conserve et expose les collections ayant trait au patrimoine de l'Océanie, et plus particulièrement polynésien.
- Le Centre des métiers d'art de Papeete[84] et le Conservatoire artistique[85] qui assurent la transmission des savoirs artisanaux.

### Patrimoine archéologique
La civilisation ancienne a laissé de nombreux vestiges malgré les destructions orchestrées par les missionnaires. Ainsi de nombreux marae (temple, ou lieu pour les cérémonies) ensemble de plateformes, de pavages, de pierres dressées ont fait l'objet de fouilles archéologiques et d'opérations de mises en valeur : Marae de Taputapuātea sur l'île de Ra'iātea (classé au patrimoine mondial de l'UNESCO), marae Arahurahu sur l'île de Tahiti à Pā'ea, Marae Upeke sur l'île de Hiva Oa à Taaoa… Le musée de Tahiti et des îles en présente une reproduction.
Les habitations étaient plutôt dispersées, et pouvaient reposer sur un soubassement en pierre, les paepae, souvent encore visibles aujourd'hui.

### Patrimoine artistique

#### Architecture
- Faré
- Marae, Liste des marae en Polynésie française
- Paepae

#### Danse
La danse est sans aucun doute l'élément, sinon essentiel, le plus partagé à travers toute la Polynésie française. Les danses pré-européennes sont mal connues. Elles étaient plutôt destinées aux chefs, et accompagnaient tous les évènements marquants la vie sociale. Les missionnaires bannirent des cérémonies officielles ces danses immorales, et des interdictions furent proclamées à plusieurs reprises à partir de 1820. Elles furent à nouveau autorisées à partir du début du XXe siècle.
Les danses s'inspirent des scènes de la vie quotidienne : la fabrication du tapa, le mouvement des pagaies…
La professionnalisation s'initie à partir de 1956, date de la fondation du groupe Heiva par Madeleine Mou'a.
Lors du Heiva I Tahiti, manifestation culturelle annuelle à Pape'ete, chaque mois de juillet, les groupes de danse rivalisent en interprétant quatre type de danses 'ori tahiti : 'ōte'a, 'aparima, hivinau et pā'ō'ā. Le festival des arts des Marquises met également à l'honneur la danse.
Les groupes peuvent interpréter d'autres danses : tamure (danse de couple), danse de l'oiseau (Marquises), kapa (Tuamotu), pe'ī (Gambier)…
Les costumes sont remarquables car élaborés à partir de fibres végétales.

#### Peinture

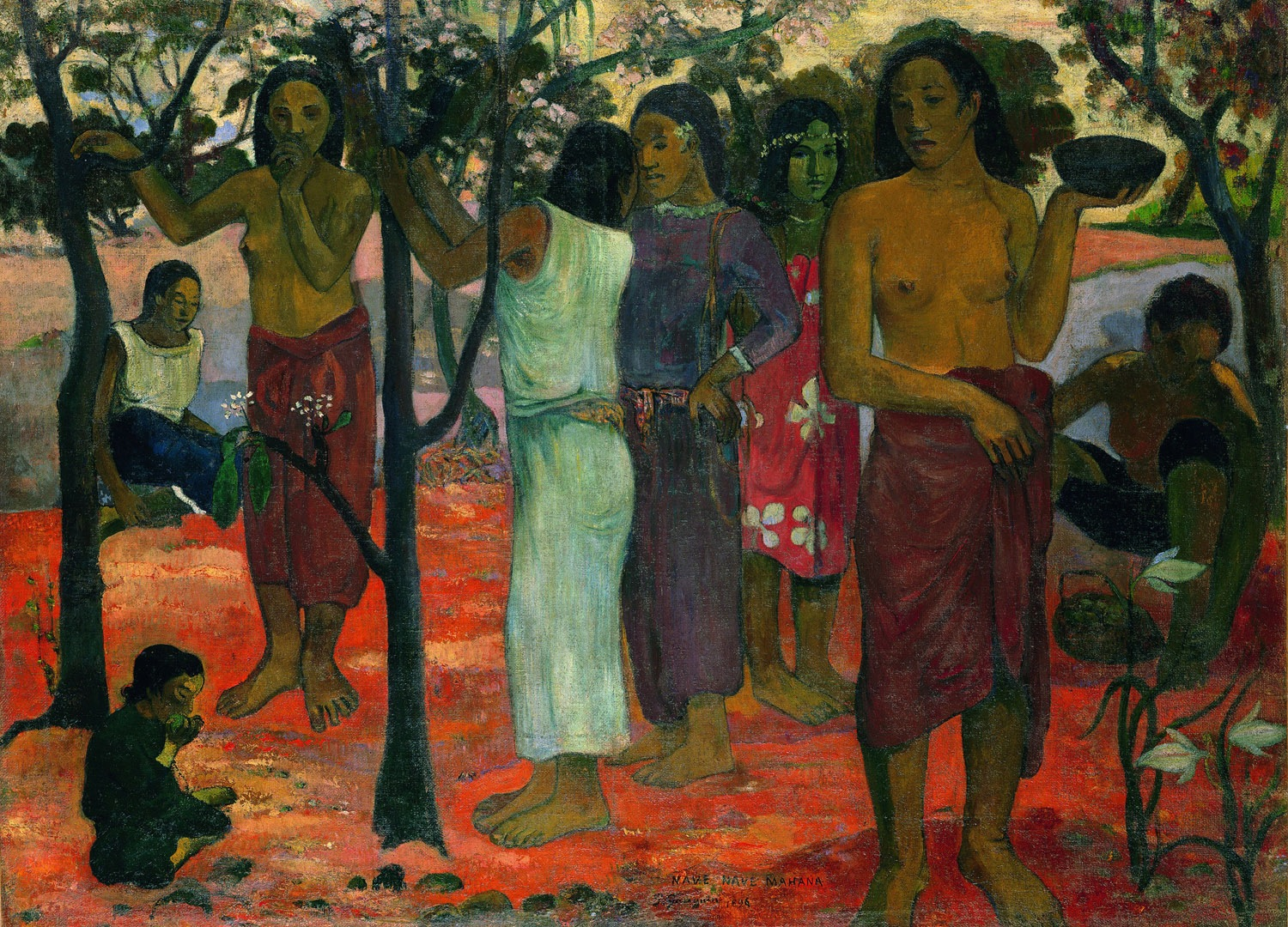
Nave Nave Mahana (Jours délicieux), Paul Gauguin, 1896.

Quelques peintures rupestres découvertes dans une grotte des îles Marquises témoignent de l'existence de la peinture avant l'arrivée des européens. En quête d'un temps mythique où l'homme vivrait en harmonie avec le monde et la nature, Paul Gauguin part en Polynésie en 1891. Il meurt aux Îles Marquises en 1903. Ses peintures contribueront activement au mythe polynésien. Matisse y séjourne également quelques mois.
De nombreux peintres figuratifs sont représentés localement, principalement par la galerie des Tropiques, à Pape'ete, tels Deloffre. Les plasticiens Paskua, Jonathan Bougard, Andréas Dettloff, représentent le territoire sur le plan international.

#### Sculpture
Les sculpteurs utilisent le bois, le corail, la pierre, l'os et l'ivoire. Ils occupaient une position privilégiée dans la société ancienne du fait de leur savoir technique et de leur lien avec le sacré. Les musées de Tahiti, du Quai Branly, d'Auckland contiennent des tiki (statues), des penu (pilon), casse-tête, percussions et autres objets montrant la dextérité acquise par les artisans polynésiens. Le centre des métiers d'art de Pape'ete assure un rôle majeur dans la préservation des spécificités artistiques polynésiennes et océaniennes.

#### Musique
Cette musique est essentiellement vocale, ou axée sur un accompagnement percussif des danses. Il existait certainement des chants sacrés et des chants de travail avant la venue des européens, mais il n'en reste que des bribes. Au contraire, avec l'arrivée des missionnaires chrétiens, un genre nouveau de polyphonie a été massivement adopté (himene). De même, la présence des marins occidentaux a permis l'importation de la guitare hawaïenne et du ukulélé.

#### Littérature
La production littéraire en tahitien (exclusivement) est limitée :
- Henri Hiro (1944-1990) ;
- Turo Raapoto (1948-2014).

La plupart des auteurs locaux s'expriment en français :
- Teuira Henry (1847-1915), anglophone ;
- Ambroise Yxemerry (1917-2013), romancier et journaliste (Courrier des EFO) ;
- Al Prince (en) (1943-2010), anglophone ;
- Chantal T. Spitz (1954-)[88], L'île des rêves écrasés (1991), Hombo, transcription d'une biographie (2002), Elles, terre d'enfance (2011), Cartes postales (2015) ;
- Taaria Walker (1930-2018), née à Rurutu (Îles Australes), figure emblématique de la vie associative et culturelle des Australes, auteur de Rurutu, mémoire d'avenir d'une île Australe (1999). Chevalier de l'ordre de Tahiti Nui[89] ;
- Marie-Claude Teissier-Landgraf (1939-), Hutu painu, Tahiti, racines et déchirements (2004), Atea roa - voyages inattendus (2006) ;
- Jimmy Ly (1941-), d'origine chinoise, Bonbon sœurette et pai coco (1996), Hakka en Polynésie (1997), Wen Hua, à la recherche de mon identité perdue (2012) ;
- Flora Aurima-Devatine (1942-), Vaitiare, Humeurs (1980), Tergiversations et rêverie des l'écriture orale : Te Pahu a Hono'ura (1998), Au vent de la piroguière- Tifaifai (2016), prix Heredia de l'Académie française en 2017 ;
- Vairaumati no Ra'iatea (?), pseudonyme d'une écrivaine polynésienne vivant à Raiatea, Arioi (2001) ;
- Henri Hiro (1944-), Taaroa (1984), poète-enseignant-militant, Pehepehe i tau nunaa/ Message poétique (1985) ;
- Alex W. du Prel (1944-2017), écrivain-aventurier, La Fragilité de l'innocence (1994) ;
- Louise Peltzer (1946-), poétesse, Pehepehe – Te Hia'ai-ao (1985), Lettre à Poutaveri (1995);
- Chantal Kerdilès (1947-), journaliste à Radio Monte-Carlo, installé en Polynésie en 1982, Voyance sous les Tropiques, (1997), Itinéraire polynésien (1995), Chiens d'atoll et autres nouvelles polynésiennes (1998), Yucata City blues (2004) ;
- Rai Chaze, aussi connue sous le nom de Michou Chaze (1950-), écrivaine, poète et conteuse, Vai la rivière au ciel sans nuages (1990), Toriri (2000), Avant la Saison des pluies (2009), plusieurs contes pour enfants ;
- Patrick Chastel (1952-), auteur de romans, de nouvelles et de livres pour enfants sur la culture et l'histoire de la Polynésie. Il a enseigné de nombreuses années dans les îles, en particulier aux Marquises où il a rencontré Jacques Brel, Éric Tabarly, Bernard Moitessier. L'enlèvement aux Marquises (2003), Te Fenua Enata, la Terre des Hommes, chronique des Îles Marquises (2003), Le Marae du grand banian (2005), Au gré des îles et des hommes (Balland, 2017), Filiation (2020) ;
- Jean-Marc Tera'ituatini Pambrun (1953-2011), Le bambou noir (2005)[90],[91] ;
- Bruno Saura (1965-), anthropologue ;
- Célestine Hitiura Vaite (1966-), en anglais, L'arbre à pain (2000), Frangipanier (2004), Tiaré (2006);
- Moetai Brotherson (1969-), homme politique[92], Le roi absent (2007) ;
- Titaua Porcher (1969-), Hina, Maui et compagnie (2018) ;
- Ariirau Richard-Vivi (1972-), Je reviendrai à Tahiti (2005) ;
- Titaua Peu (1975-), Mutismes (2002)[93],[94], Pina (2016) prix Eugène-Dabit du roman populiste en 2017[95] ;
- Nathalie Heirani Salmon-Hudry (1983-), Je suis née morte (2012) ;
- etc.

Chaque année un salon du livre organisé par les éditeurs (Au Vent des iles, Haere Pō, Le Motu…) est l'occasion de rencontrer les auteurs.
- Liste chronologique d'auteurs polynésiens[87]
- Œuvres littéraires se déroulant en Polynésie française

Académies :
- Académie tahitienne (1972)
- Académie marquisienne (2000)
- Académie pa'umotu (2008)
- Académie des langues wallisienne et futunienne (2015)

#### Cinéma
Divers films ont été tournés en Polynésie française.
- 6 jours, 7 nuits (1998)
- L'Ambitieuse (1959)
- Atlantis (1991)
- La Belle des îles (1962)
- Chanson païenne (1950)
- Dakota Harris (1986)
- L'Expédition du Kon-Tiki (1950)
- Gauguin : Voyage de Tahiti (2017)
- How to Stuff a Wild Bikini (1965)
- The Hurricane (1937)
- Kon-Tiki (2012)
- Ombres blanches (1928)
- Pacifiction : Tourment sur les Îles (2022)
- Point Break (2015)
- Le Prince du Pacifique (2000)
- Les Révoltés du Bounty (1962)
- Tabou (1931)
- Taro le païen (1935)
- Un drame en Polynésie (1923)

Un festival annuel du court-métrage, Courts des îles, a lieu depuis 2013.
L'Association tahitienne des professionnels de l'audiovisuel (ATPA) vise à développer le soutien au cinéma documentaire.

#### Tatouage

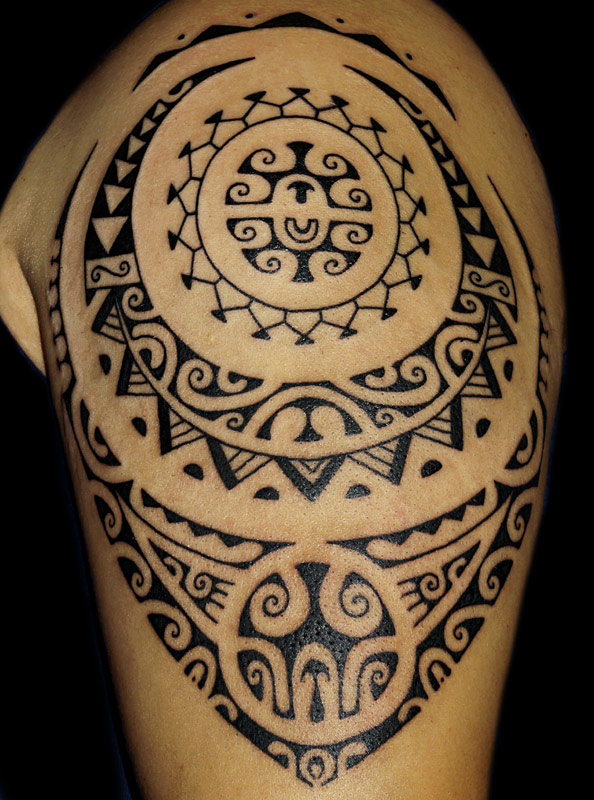
Tatouage polynésien moderne.

Au XVIIIe siècle, les premiers explorateurs européens rapportent leur découverte du tatouage polynésien, marque essentielle de la place du Polynésien dans la société. Progressivement les missionnaires chrétiens vont arriver à proscrire cette pratique. Mais pendant la seconde moitié du XXe siècle, le tatouage polynésien redevient populaire auprès des jeunes Polynésiens, en quête d'un retour aux valeurs culturelles et traditionnelles.

#### Artisanat
La Polynésie française est réputée pour ses bijoux réalisés à partir des matières premières locales : nacre, bois, os, fibres de coco et perles de Tahiti. La nacre est utilisée depuis longtemps en Polynésie pour confectionner bijoux et parures. Le développement de la perliculture a permis de développer encore cet art traditionnel.
Néanmoins, l'artisanat s'exprime traditionnellement plutôt au travers des Tīfaifai (tissu décoré par un système proche du patchwork), du Tapa (tissu traditionnel confectionné à partir d'écorce) qui sert à fabriquer les pāreu (paréo), le tressage (paniers, matériaux de couverture nī'au (à partir de palmes de cocotiers) ou en pandanus, chapeaux…)

### Sports
Des sports pratiqués en Polynésie sont originaux. Ainsi le berceau du surf est polynésien selon certains[réf. nécessaire]. Le va'a, pirogue à balancier unique, est emblématique d'une nation de navigateurs. L'une de ses compétitions — la Hawaiki Nui va’a — qui se déroule sur 125 km en haute mer est un temps fort.

### Gastronomie

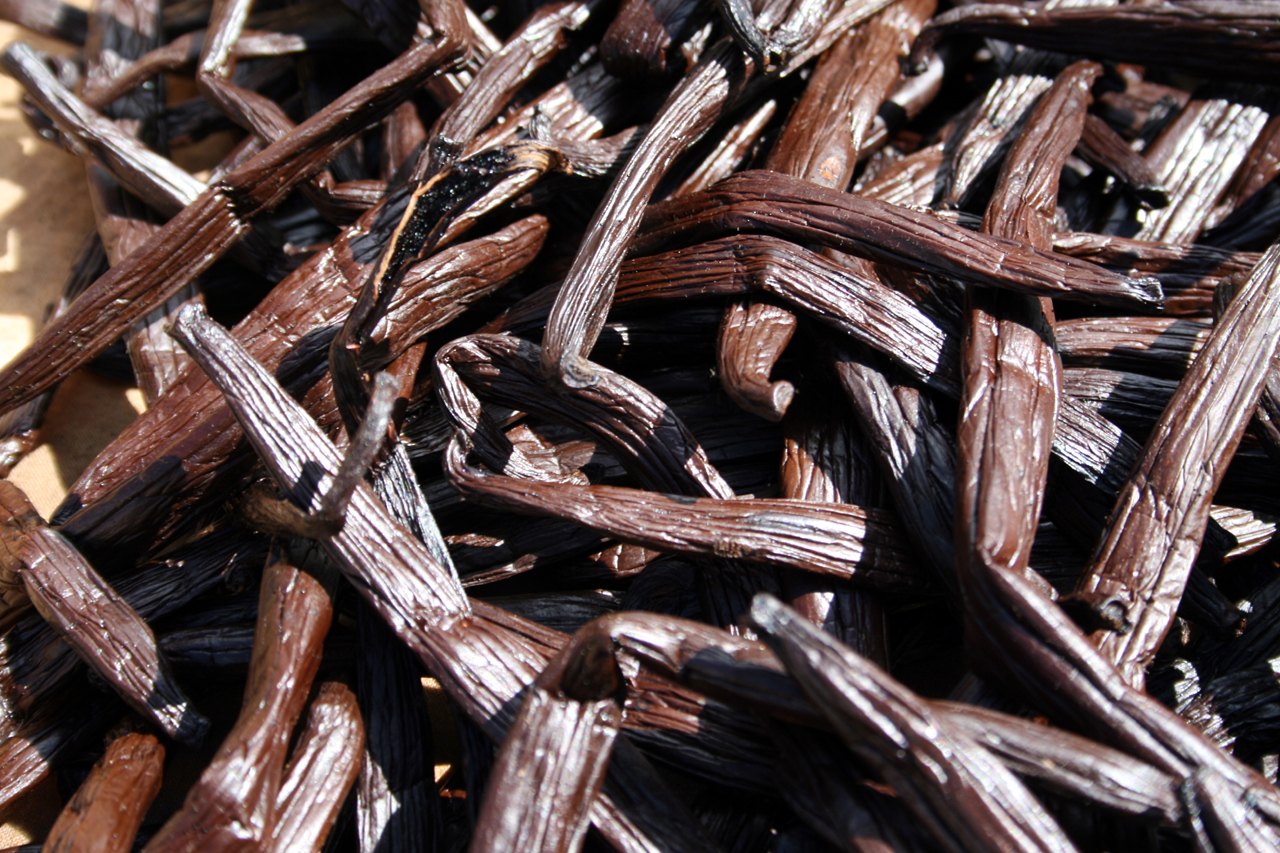
La vanille est de plus en plus utilisée dans les plats salés.

La gastronomie polynésienne est caractérisée par une grande diversité des mets, basés sur les produits de la mer et les fruits tropicaux et influencés par les cuisines française et chinoise. Il existe de nettes différences selon les archipels.
La diversité et la fraîcheur des produits de la mer contribue à la richesse de la gastronomie polynésienne. Ils sont préparés de multiples façons (grillades, brochettes, papillotes, friture, tartare, mi-cuits, etc.).
Parmi les poissons de haute mer, les espèces les plus consommées sont : le thon blanc, et le thon rouge, la bonite, le mahi-mahi (coryphène), le saumon des dieux (poisson-lune), l'espadon (Ha'ura), le tazar (ou thazard).
Le lagon produit également une incroyable variété de poissons utilisés dans la cuisine traditionnelle : le perroquet, le chinchard, le rouget, poisson chirurgien, etc..
Parmi les produits de la mer, les langoustes, les cigales de mer ou Scyllaridae, les bénitiers mollusque, les Oursins et les crevettes sont également très appréciés. Les Polynésiens font une distinction entre « crevettes » et « chevrettes ». Les crevettes désigne le même crustacé qu'ailleurs dans le monde tandis que la chevrette est un crustacé d'apparence similaire à la crevette que l'on trouve dans les rivières. Sa chair est plus ferme et plus orangé à la cuisson.
Les fruits incluent la noix de coco, les ananas, la papaye (qui peut se consommer verte, en salade, ou mûre, comme fruit), les mangues, les pamplemousse, les citrons verts, les pommes cannelles, les « mape » (forme de châtaigne), les bananes, les caramboles, les corossoles, la pastèque, les pommes étoilées, le ramboutan. Cette liste est non-exhaustive. Et chacun des fruits cités se décline en plusieurs variétés tout aussi délicieuses à savourer tel quel, en jus, excellent en confiture, gelée et marmelade.
Les légumes incluent le 'uru (fruit de l'arbre à pain), le taro (dégusté aussi bien dans les plats salés que dans les plats sucrés), le manioc, le fāfā - épinard locale, la patate douce.
La cuisine tahitienne est une cuisine douce, qui utilise relativement peu d'épices, comparativement aux cuisines de l'océan Indien ou l'Asie, comme le lait de coco, le gingembre, le citron vert, la vanille et le tamarin.
Quelques exemples de plats typiques de Tahiti :
- le poisson cru au lait de coco : élaboré le plus souvent avec du thon (rouge ou blanc), c'est le plat le plus répandu, qui peut se déguster aussi bien au petit déjeuner qu'au diner ;
- le poulet fāfā : poulet mijoté avec des jeunes feuilles de taro (fāfā) et du lait de coco. Le goût du fāfā se rapproche de celui des épinards ;
- le pua'a choux : un ragoût de porc au chou blanc et carottes;
- le fāfaru : du poisson cru macéré dans de l'eau de mer fermenté (miti fāfaru) ;
- le langouste grillée à la marquisienne :
- le po'e ;
- le pain coco.

Les repas de fêtes sont l'occasion de préparer le four tahitien, ou Ahi mā'a, où chevrettes (crevettes d'eau douce), porc, patates douces, taro, 'uru, etc., sont placés dans un grand trou sur des pierres chauffées sur les braises, et recouverts de feuilles de bananier et de sable pour cuire à l'étouffé. Dans les îles de la Société, il sera désigné sous le terme mā'a tahiti ; aux Marquises, kaikai ènana/ènata.
- Alcools

La production locale de boissons alcoolisées traditionnelles n'existe pas, le procédé de distillation ayant été introduit par les Européens. Il est possible de trouver des boissons à partir de racines de ti, d'inflorescence de cocotier, de divers fruits. La bière locale, la Hinano, est presque devenue un symbole du territoire. C'est une bière blonde légère qui titre 5°. Le vin est peu consommé en Polynésie, et son acheminement et sa conservation sont relativement malaisés. La Polynésie a cependant son propre vin, improprement dénommé « vin de Tahiti », car produit sur l'atoll de Rangiroa, aux Tuamotu. Créé à New York dans les années 1980, le cocktail Bora-Bora a emprunté son nom à l'île pour l'image exotique qu'elle véhicule.

### Manifestations culturelles et festivités
Des manifestations culturelles sont régulièrement organisées afin d'entretenir la vivacité de la culture mā'ohi et parfois la faire évoluer. Les principales manifestations ont lieu lors des fêtes de juillet ou Heiva I Tahiti. Cette fête propose des concours de danse, de chant et de musique traditionnelle ainsi que des concours de sports traditionnels tahitiens. Des compétitions sportives ont également lieu tout au long de l'année, la Hawaiki nui va'a en octobre, une importante course de pirogue polynésienne, ou des concours de porteurs d'oranges du plateau de Taravao, de lancers de javelots, de soulevé de pierres ou des concours de hana de cocos (débourrage des noix de coco à toute vitesse) ou encore la Billabong Pro Tahiti sur la vague de Teahupo'o en août. Des foires sont organisées afin d'assurer la commercialisation et faire connaître l'artisanat local : tatouages, sculptures marquisiennes, confection de pareo ou de tīfaifai, etc. Des reconstitutions de cérémonies religieuses « traditionnelles » sont parfois organisées.
| Date         | Nom français                 | Nom local | Remarques |
| ------------ | ---------------------------- | --------- | --- |
| 1er janvier  | Jour de l'an                 |           | Fête civile légale française. |
| 5 mars       | Arrivée de l'Évangile        |           | Fête religieuse et fête légale en Polynésie française, commémorant l'arrivée des premiers missionnaires protestants de la London Missionary Society dans la baie de Matavai (le 5 mars 1797). |
| Variable     | Vendredi saint               |           | Fête religieuse chrétienne, deux jours avant Pâques (non appliquée légalement dans une grande partie de la métropole). |
| Variable     | Lundi de Pâques              |           | Le lendemain de Pâques, et fête légale française. |
| 1er mai      | Fête du Travail              |           | Fête civile légale française (et internationale) pour le respect du droit des travailleurs. |
| 8 mai        | Fête de la victoire de 1945. |           | Fête civile légale française. Le 8 mai 1945 revêt une importance particulière en Polynésie. Les établissements français de l'Océanie s'étaient en effet rangés très tôt du côté de la France libre. De nombreux Polynésiens se sont ainsi couverts de gloire durant les combats de la Seconde Guerre mondiale. |
| Variable     | Jeudi de l'Ascension         |           | Fête religieuse chrétienne, fixée selon la date de Pâques, et fête légale française. |
| Variable     | Lundi de Pentecôte           |           | Fête religieuse chrétienne, fixée selon la date de Pâques, et fête légale française. |
| 29 juin      | Fête de l'autonomie          |           | Fête civile en Polynésie française. Célébration de l'autonomie. |
| 14 juillet   | Fête nationale               |           | Fête civile légale française, fête nationale. Célébration de la Fête de la Fédération le 14 juillet 1790. |
| 15 août      | Assomption                   |           | Fête religieuse catholique, et fête légale française. |
| 1er novembre | Toussaint                    |           | Fête religieuse chrétienne, et fête légale française. |
| 11 novembre  | Armistice 1918               |           | Fête civile légale française. Célébration de l'armistice du 11 novembre 1918 entre la France et l'Allemagne, marquant la fin de la Première Guerre mondiale. |
| 25 décembre  | Jour de Noël                 |           | Fête religieuse chrétienne, et fête légale française. |

## Forces de défense et de sécurité
Les forces armées en Polynésie française comprennent 1 500 militaires (armée de terre, armée de l'air, marine nationale) et 540 gendarmes. La grande majorité des effectifs se situe sur l'île de Tahiti.

## Galerie

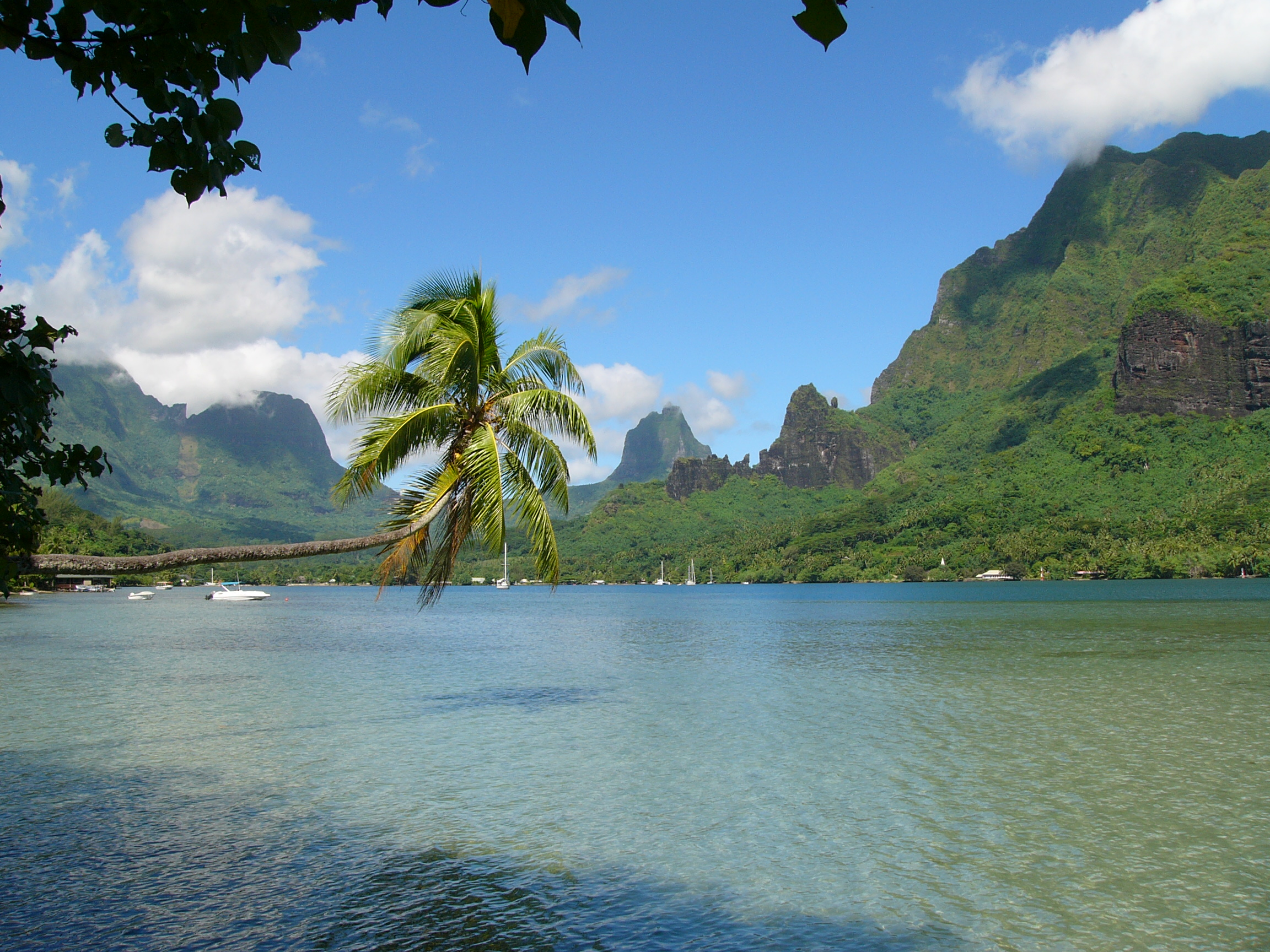
Vue de la baie de Cook sur Moorea.
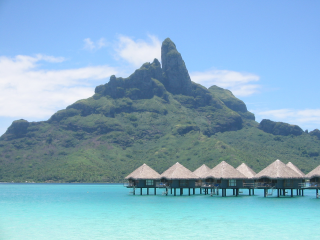
Le mont Otemanu à Bora-Bora.
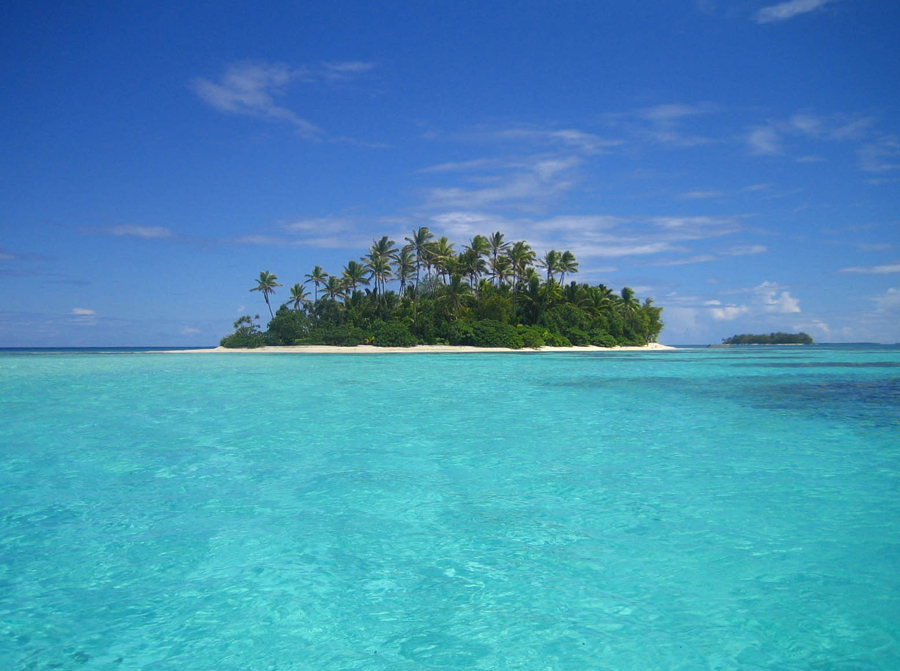
Le motu Tauna aux Gambier.
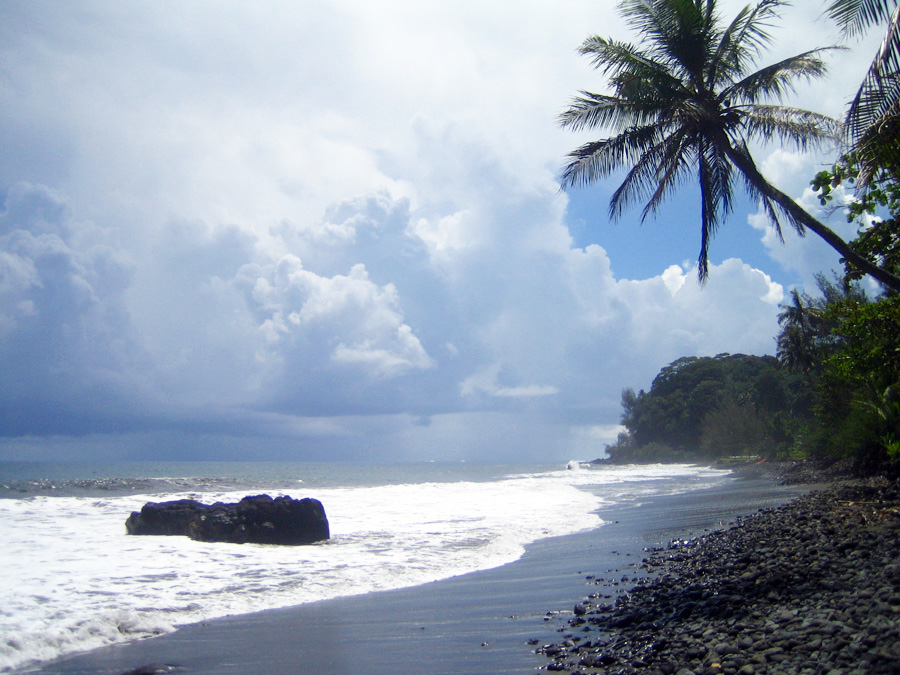
Plage de sable noir à Tahiti.
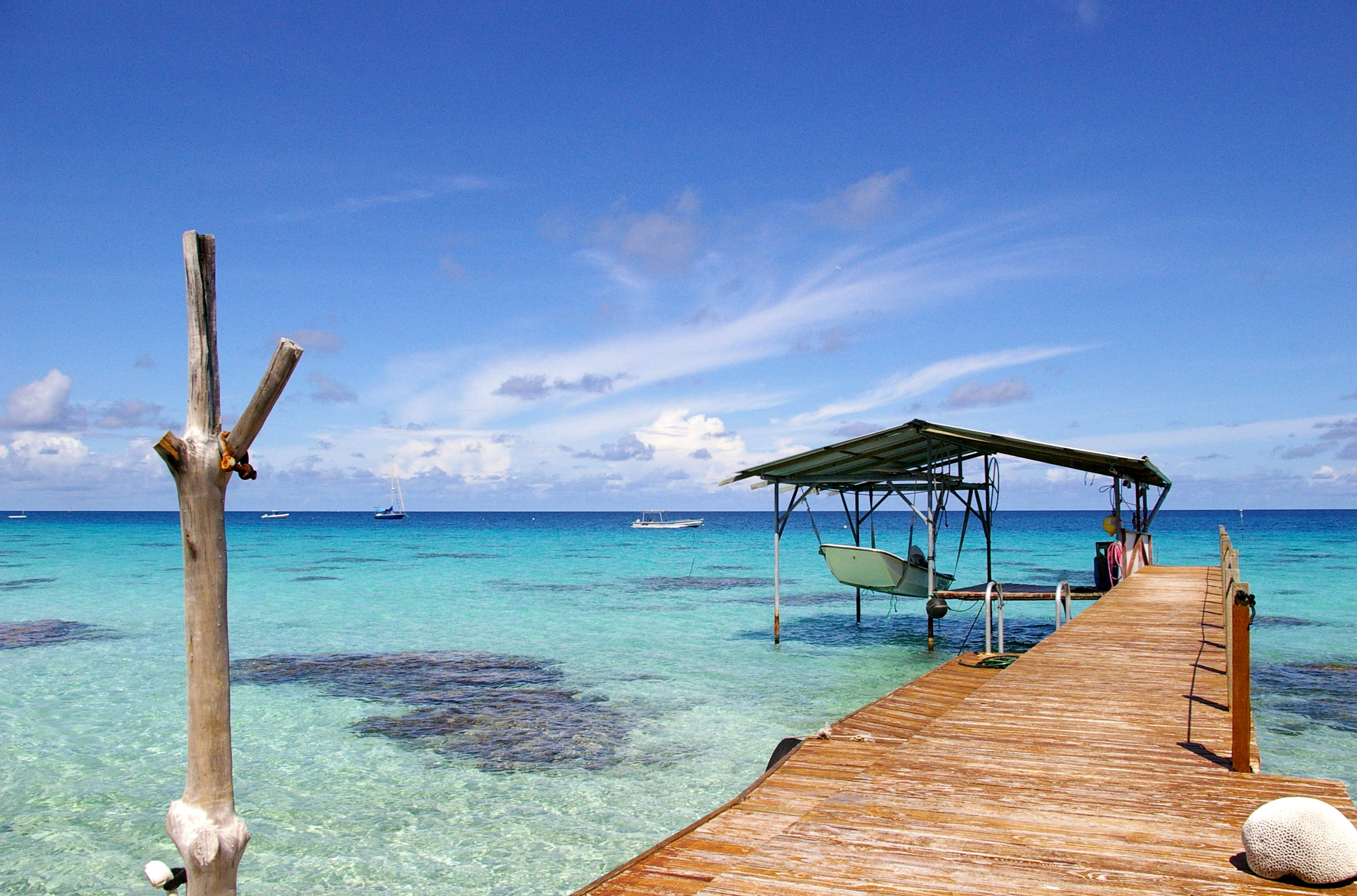
Vue du lagon intérieur de Fakarava.
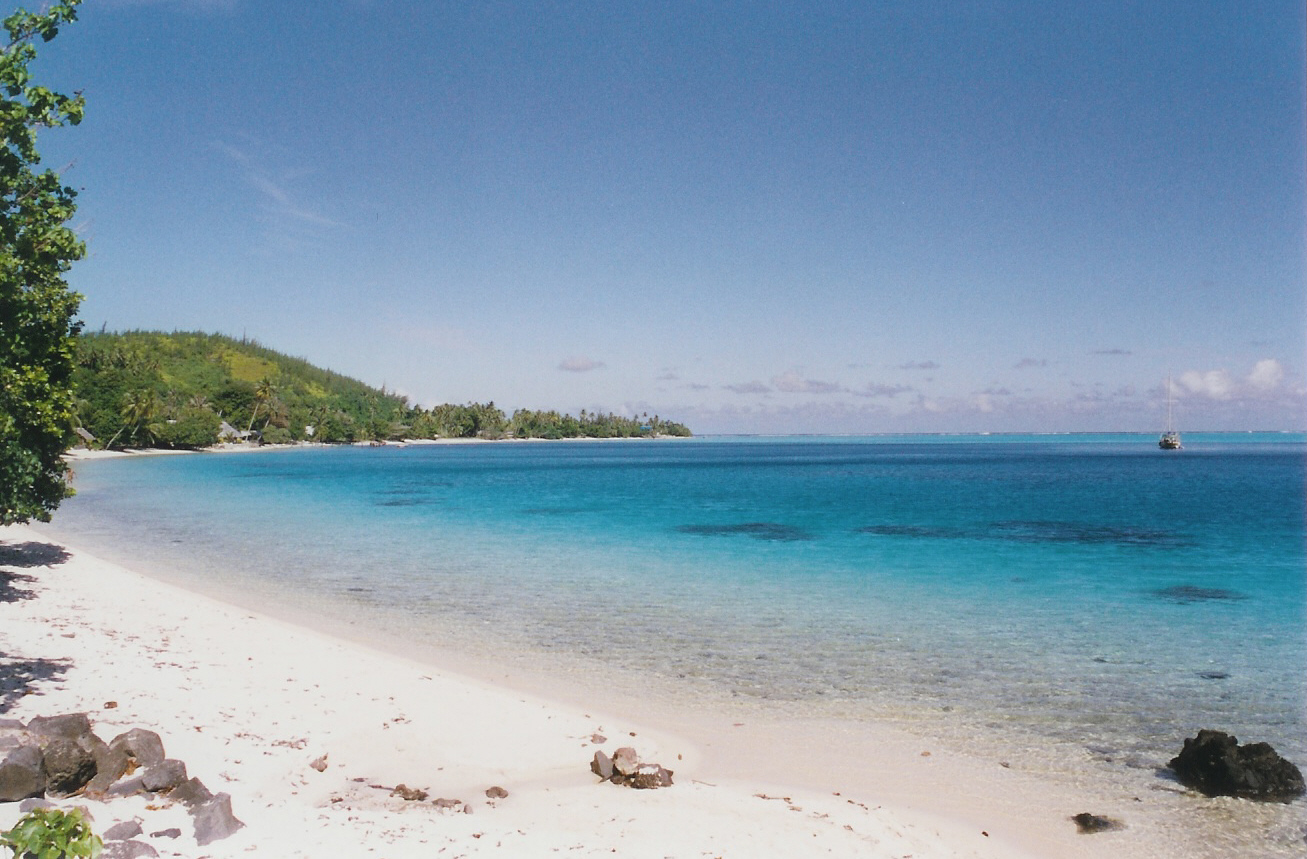
Plage d'Avea à Huahine.
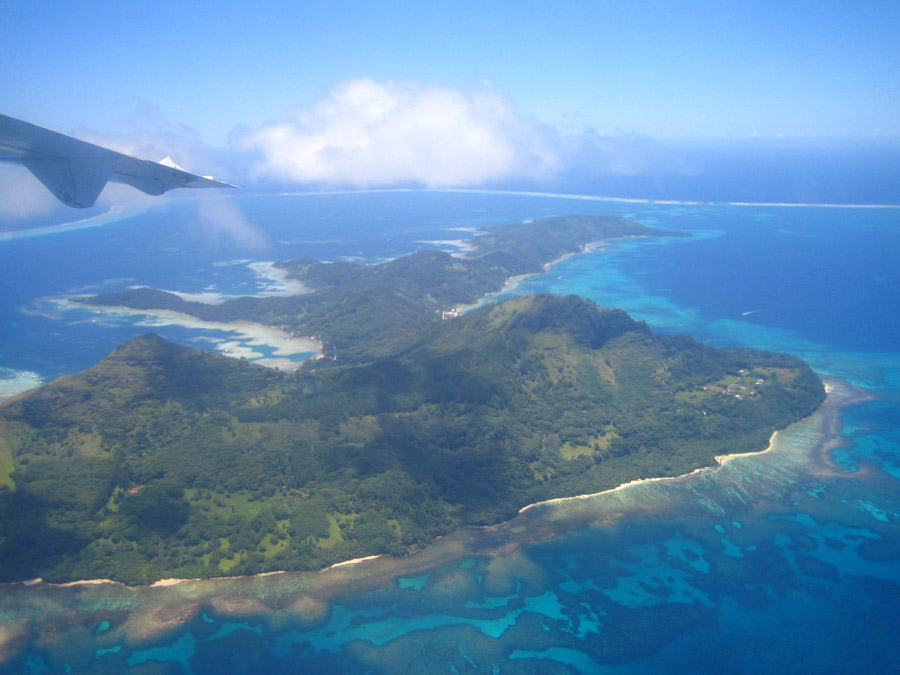
Vue aérienne de Mangareva.
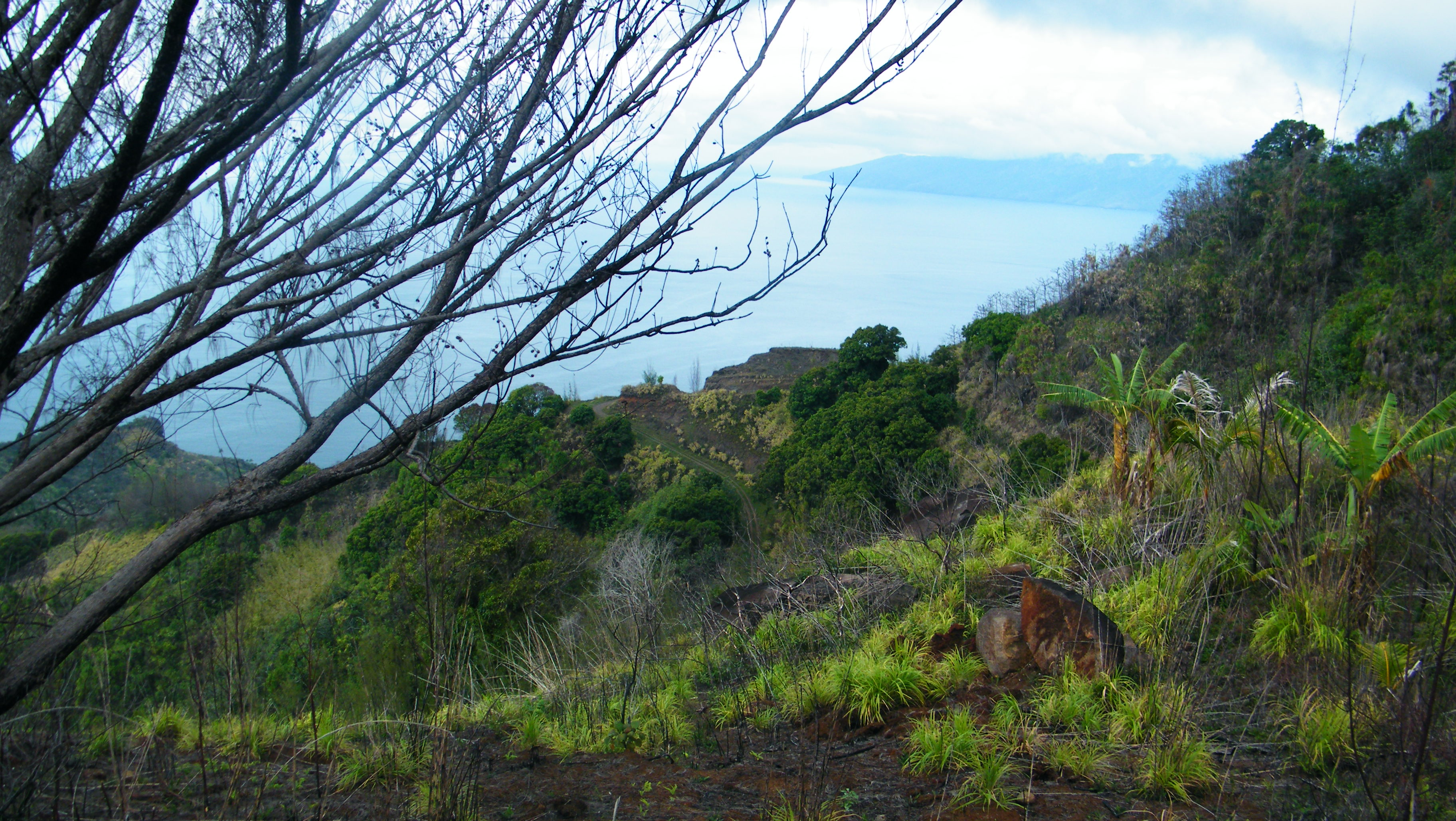
Vue des montagnes de Tahuata.
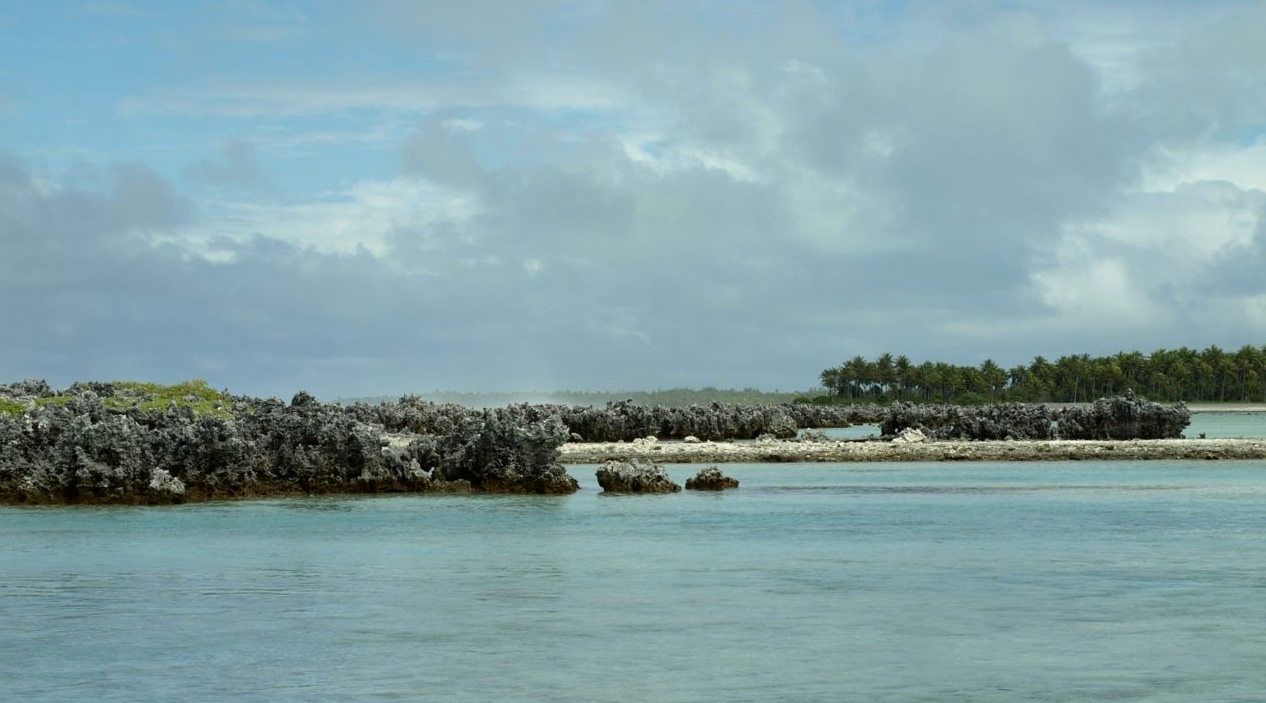
Île aux récifs à Rangiroa.
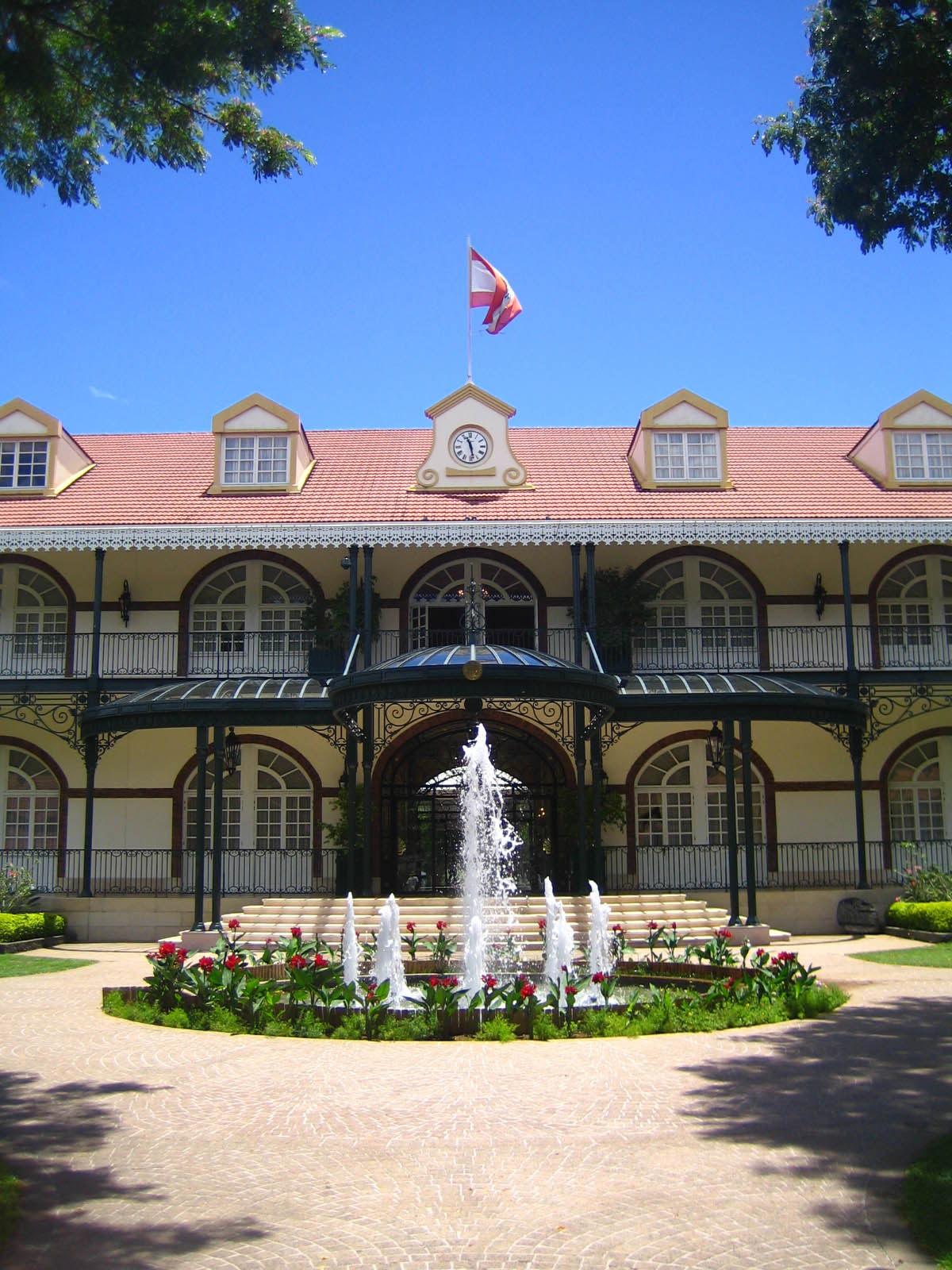
L'ancienne caserne Broche, présidence de la Polynésie française.

### Filmographie
- Maxime Destremau, un destin polynésien, documentaire de Pascale Berlin Salmon, 22 septembre 2014, Polynésie Première